# Basilica di Santa Maria Gloriosa dei Frari
La basilica di Santa Maria Gloriosa dei Frari, comunemente detta solo i Frari, è la seconda più grande delle chiese di Venezia e ha ricevuto nel 1926 da papa Pio XI il titolo di basilica minore.
È situata nell'omonimo Campo dei Frari, nel sestiere di San Polo, ed è dedicata all'Assunzione di Maria.
La pianta è a croce latina, e lo stile è gotico veneziano in cotto e pietra d'Istria. Possiede tre navate con archi ogivali che poggiano su sei colonne per lato. Misura 102 metri di lunghezza, 48 metri nel transetto ed è alta 28 metri; ha 17 altari monumentali e al suo interno sono custodite molte opere d'arte, tra cui due dipinti del Tiziano. Ospita, inoltre, tombe e monumenti funebri di numerose personalità legate a Venezia, tra cui Claudio Monteverdi, lo stesso Tiziano, Antonio Canova, oltre a numerosi dogi.

È l'unica importante chiesa italiana ad aver conservato un grande coro circondato da un alto muro al termine della navata centrale in posizione antistante all'altare maggiore, secondo l'uso medievale.

## Storia e caratteristiche

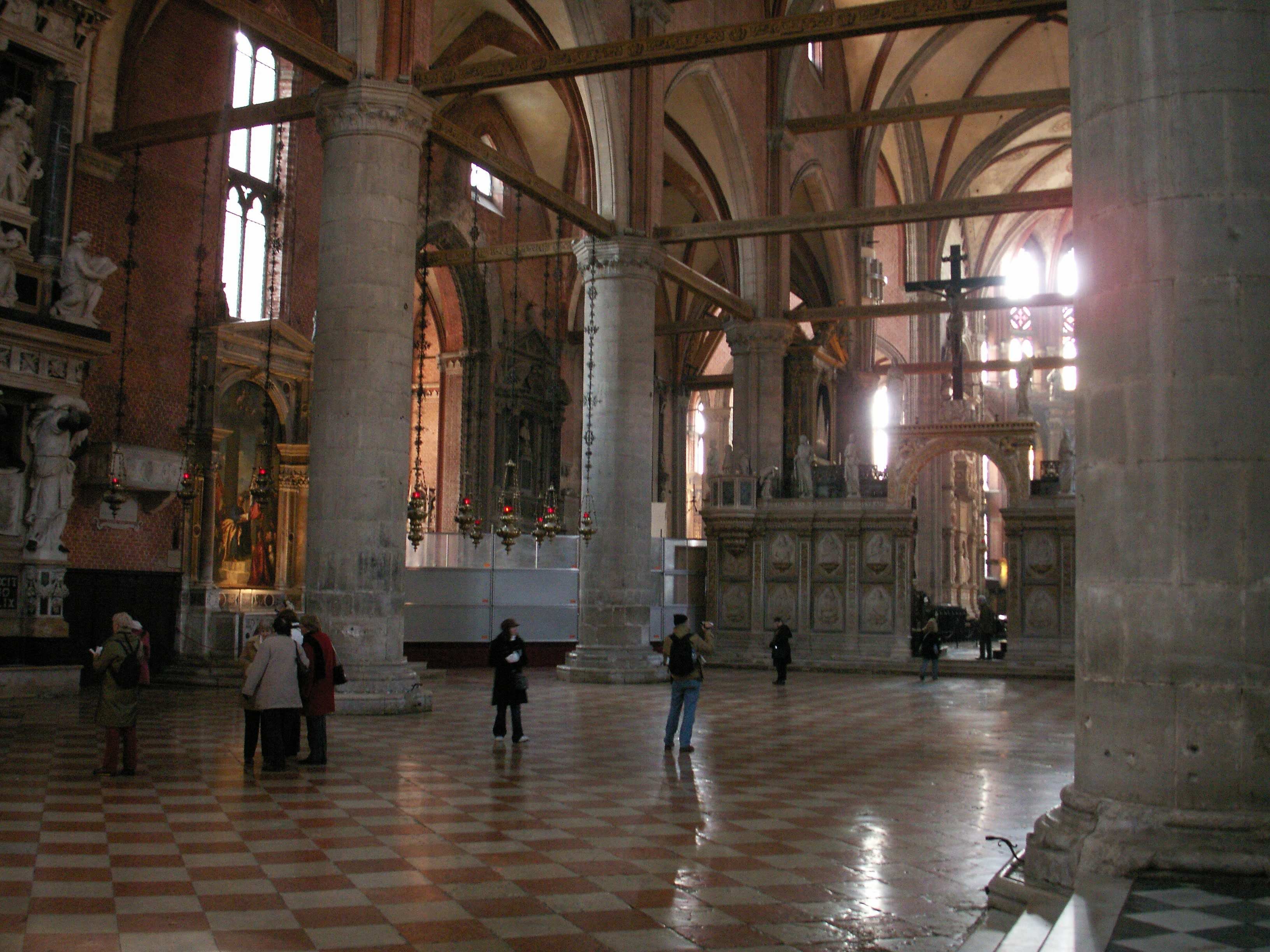
Interno della basilica

Sotto il doge Jacopo Tiepolo (1229-1249) nel 1231 «… Alli Fratti poi Minori fu similmente donado dal Comun un terren vacuo posto in Contra' de San Stefano Confessor detto de San Stin, dove fu anche intitola' una Giesa de Santa Maria de' Frati Minori, e ghe fu fatto un Monastero.» I frati francescani lavorano per bonificare il cosiddetto lago Badoer, un terreno paludoso in contrada San Stefano Confessor (San Stin) che, con l'aggiunta di terreni donati dal doge Renier Zen (1253-1268), diventa il luogo dove nascono la prima chiesa dedicata alla Madonna, che i veneziani subito chiamarono Santa Maria dei Frari (cioè "dei frati") o più semplicemente "Frari", e il contiguo monastero.
Questa prima chiesa risulta però già insufficiente per i fedeli che vi accorrono per la messa, così il 28 aprile 1250 dal legato pontificio, il cardinale diacono Ottaviano Ubaldini, fu posta la prima pietra della nuova, seconda chiesa, dedicata a santa Maria Gloriosa, che aveva una "cappella granda" con ai lati "do capellette". Era a tre navate, lunga una cinquantina di metri e le fondamenta delle absidi lambivano il rio dei Frari, nel punto dove sorge il ponte di pietra costruito successivamente dai frati nel 1428.
Nel giro di circa ottant'anni la chiesa risulta nuovamente troppo piccola e si pensa di invertirne la struttura architettonica, girando intorno all'abside e portando il prospetto principale della nuova chiesa in direzione del canale; si abbatte invece la parte vicina al rio, che viene interrato, e si costruisce il campo dei Frari con il pozzo per l'acqua dolce.

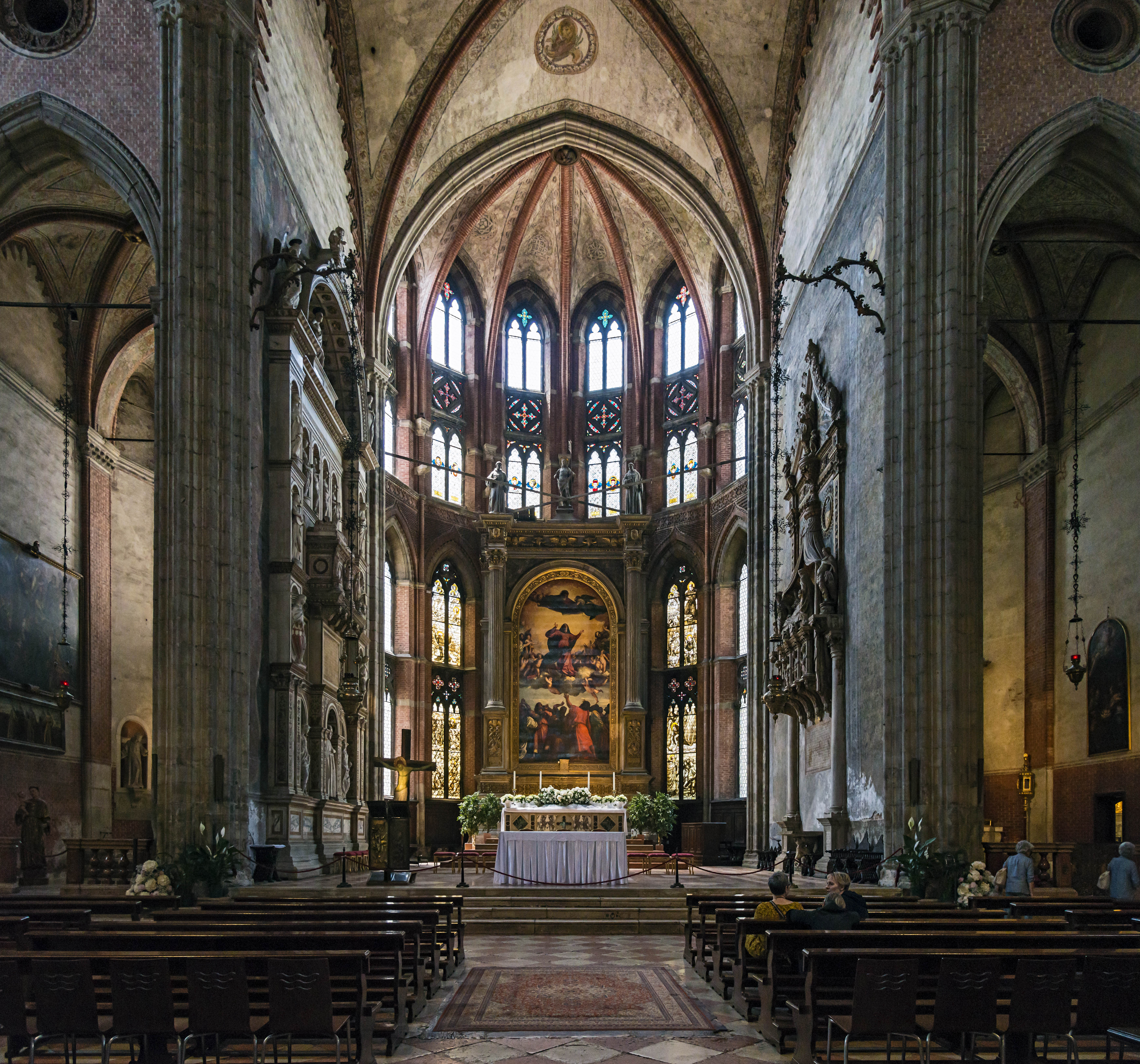
Interno della basilica verso l'abside con l'Assunta di Tiziano

Attorno all'anno 1330 iniziarono i lavori, a cura di Jacopo Celega e terminati poi dal figlio Pier Paolo nel 1396, per la nuova chiesa, la terza eretta dai francescani: con tre navate, un transetto e sette absidi; l'ottava venne aggiunta grazie alla generosità di Giovanni Corner nel 1420, con la creazione della cappella di San Marco.
Negli anni 1432-1434 il vescovo di Vicenza Pietro Miani fece costruire ai piedi del campanile la cappella di San Pietro per venirci sepolto alla morte.
La costruzione della chiesa negli anni successivi procedette a rilento, tanto che la facciata fu finita solo nel 1440 e l'altare maggiore consacrato nel 1469, ma la cornice, composta da due colonne scanalate, unite da una elegante trabeazione e sormontata da tre statue, opera di Lorenzo Bregno, venne innalzata solo nel 1516. La chiesa fu consacrata il 27 maggio 1492 al nome di Santa Maria Gloriosa.
A dare nuovo piglio alla costruzione e decorazione della chiesa ci pensò la famiglia Pesaro, alla quale nel 1478 venne concessa la sacrestia quale cappella gentilizia di famiglia e luogo di sepoltura: venne eretta la nona abside, di forma poligonale, venne terminato l'altare maggiore, poi decorato dalla pala con la celeberrima Assunta di Tiziano, e nella navata laterale l'altare dei Pesaro con l'omonima pala.
Nel XIX secolo i francescani furono allontanati dalla chiesa, che fu restituita ad essi solo nel 1922.

## Interno
1. - Controfacciata
2. - Cappella del Crocifisso
3. - Monumento a Canova
4. - Monumento al Doge Pesaro
5. - Pala Pesaro
6. - Cappella di San Pietro
7. - Cappella di San Marco
8. - Cappella dei Milanesi
9. - Cappella di san Michele
10. - Cappella dei santi Francescani
11. - Coro e organi a canne storici
12. - Presbiterio
13. - Monumento al Doge Tron
14. - Crocifisso duecentesco
15. - Assunta di Tiziano
16. - Monumento al doge Francesco Foscari
17. - Cappella di San Giovanni Battista
18. - Cappella del Santissimo Sacramento
19. - Cappella Bernardo
20. - Cristo passo
21. - Altare della sagrestia e trittico del Bellini
22. - Sagrestia
23. - Altare delle Reliquie
24. - Ingresso alla Sala del Capitolo
25. - Parete del transetto destro
26. - Monumento a Jacopo Marcello
27. - Altare di Santa Caterina
28. - Altare di San Giuseppe da Copertino
29. - Altare della Presentazione di Gesù al tempio
30. - Monumento a Tiziano
31. - Altare di Sant'Antonio di Padova

L'interno è a croce latina, suddiviso in tre navate con 12 piloni, che sorreggono archi ogivali collegati all'imposta da strutture lignee, le pareti sono interamente rifinite con un finto ammattonato (regalzier).

### Controfacciata
Appena entrati, guardando la controfacciata (1), alla sinistra del portale principale vi è il Monumento ad Alvise Pasqualigo, morto nel 1528, procuratore di San Marco. Il monumento è un'opera di Lorenzo Bregno.
Alla destra del portale principale compare il Monumento a Pietro Bernardo, morto nel 1538; è lavoro di Tullio Lombardo con collaborazione della bottega. Il monumento è sormontato dal gruppo che raffigura San Pietro che presenta il defunto a Cristo.
Sopra il portale si può ammirare il Monumento a Girolamo Garzoni, morto nell'assedio di Negroponte nel 1688. L'opera, in elaborato stile barocco, è fatta con marmi policromi ed è carica di ornati e statue allegoriche.
Nella parte alta della controfacciata sono presenti otto tele con raffigurazioni di Storie di santi francescani, tutti lavori di Flaminio Floriano, pittore attivo a Venezia tra la fine del XVI e l'inizio del XVI secolo. Più in basso, sulla sinistra, Gloria di san Francesco di Pietro Della Vecchia.
Parte destra della controfacciata: San Giovanni benedice i discepoli che vennero a fargli visita in carcere, grande olio su tela di Angelo Venturini del 1731. Sopra la tela il monumento del senatore Simonetto Dandolo morto nel 1360.

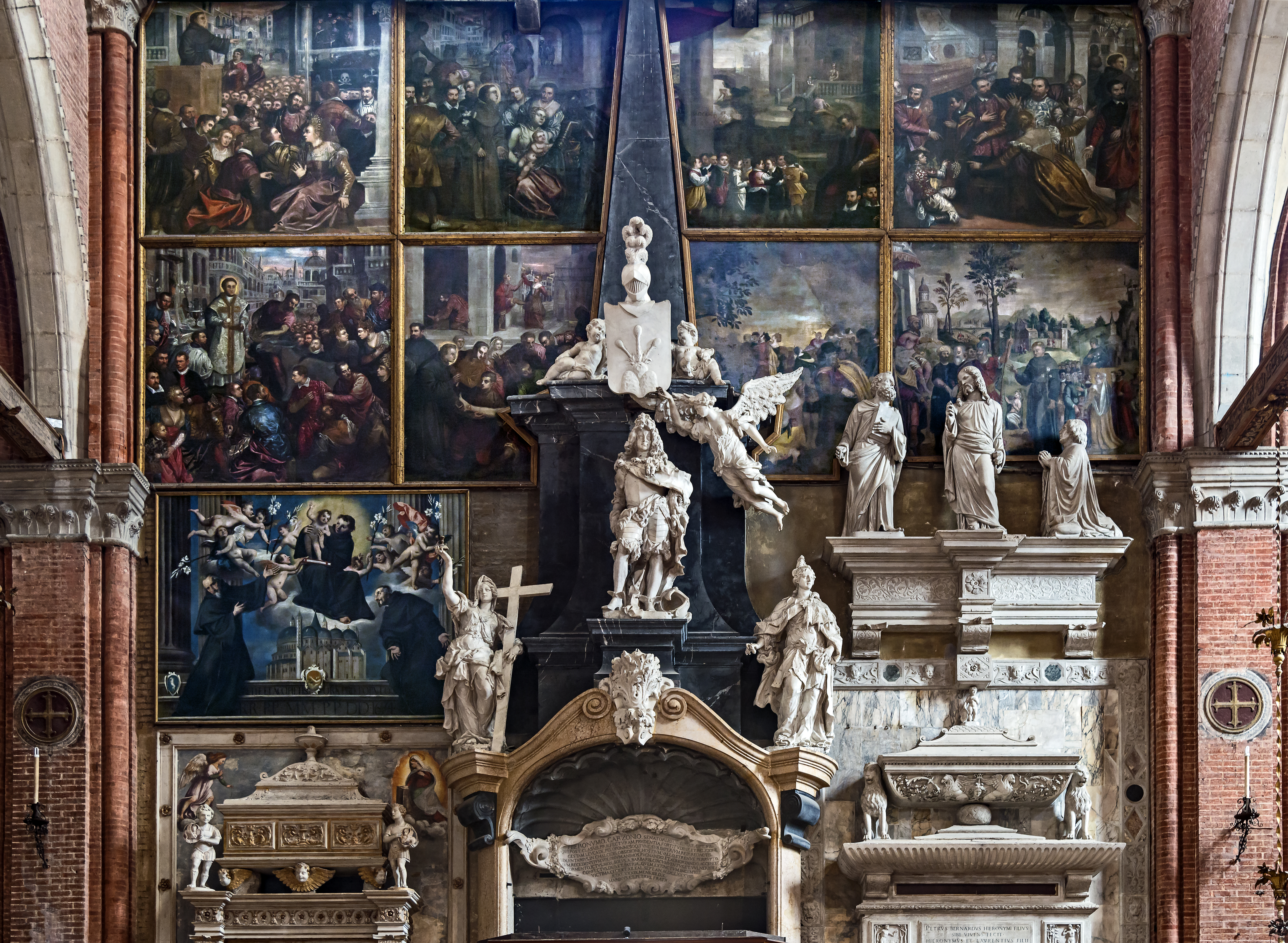
Controfacciata
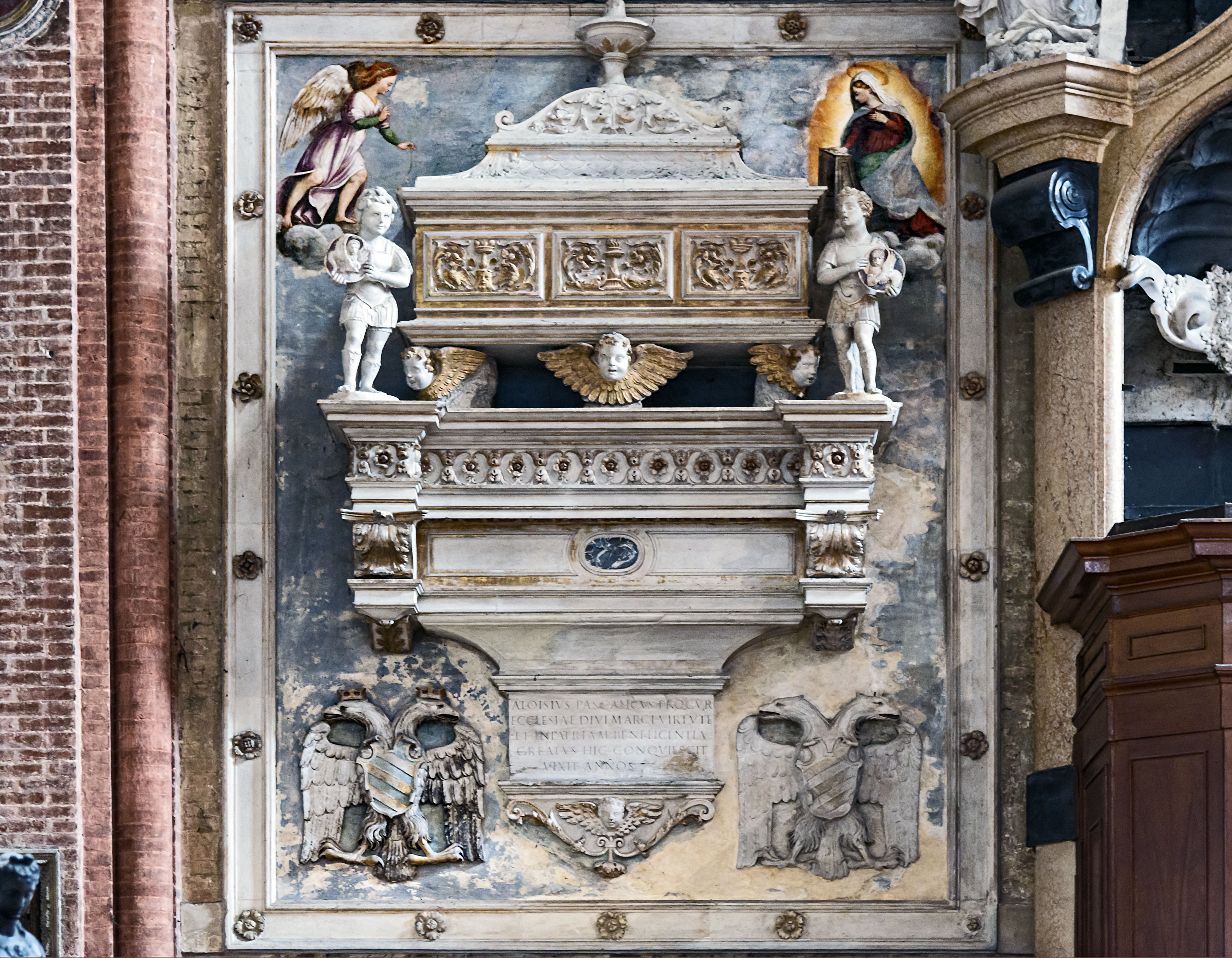
Monumento ad Alvise Pasqualigo
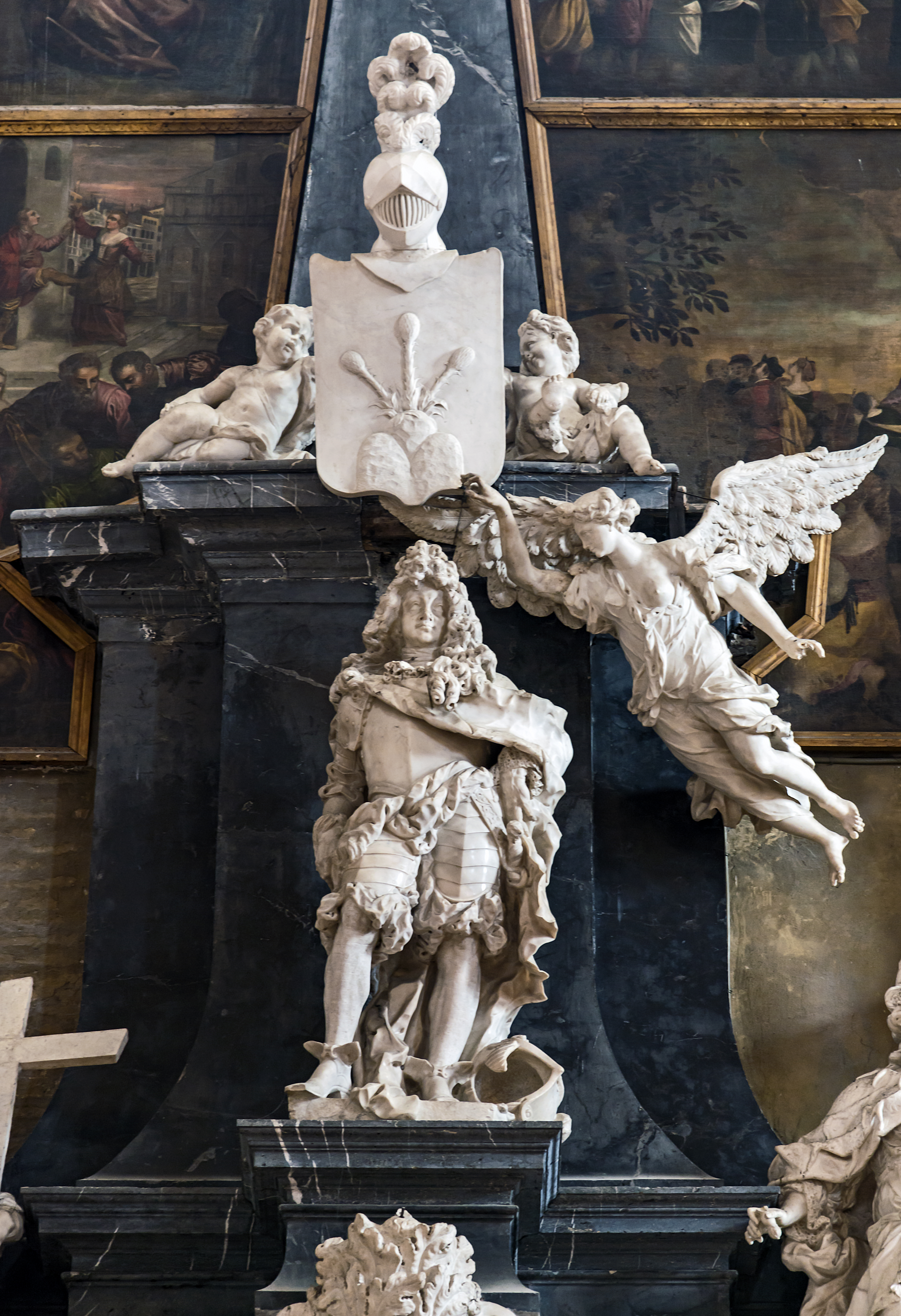
Monumento a Girolamo Garzoni
Monumento a Pietro Bernardo
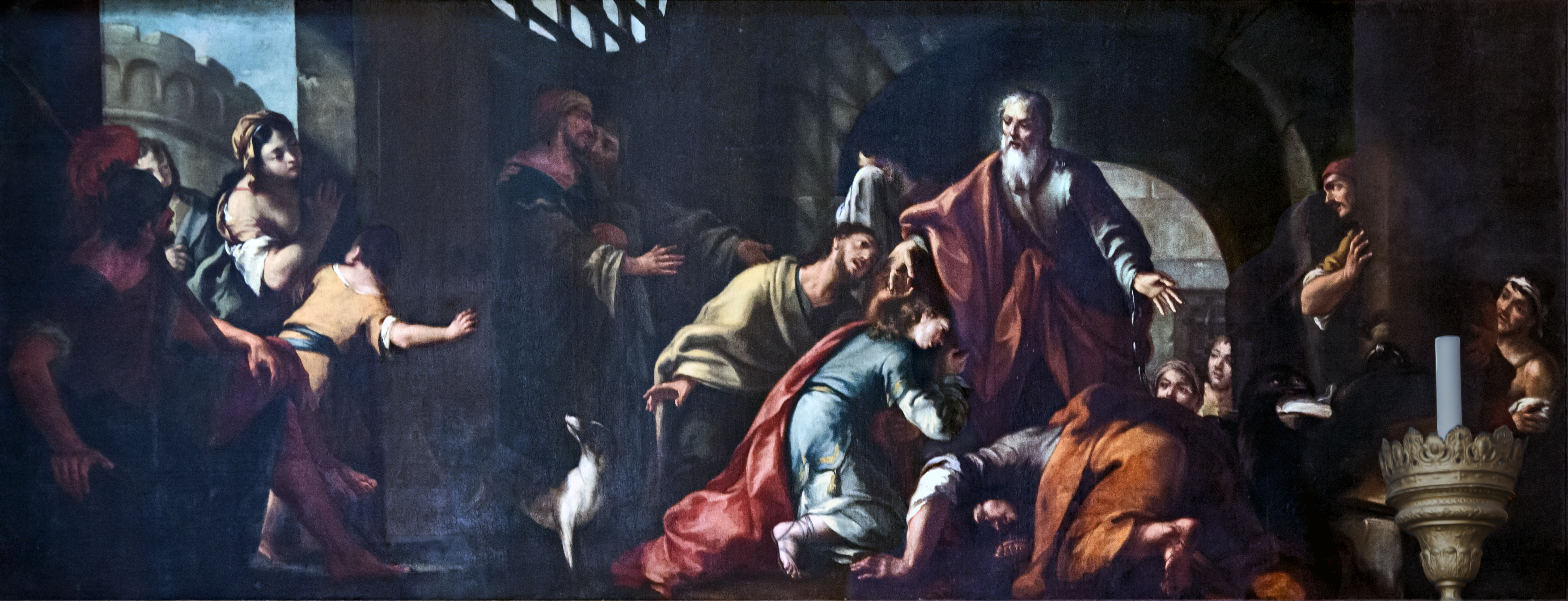
San Giovanni benedice i discepoli che vennero a fargli visita in carcere di Angelo Venturini
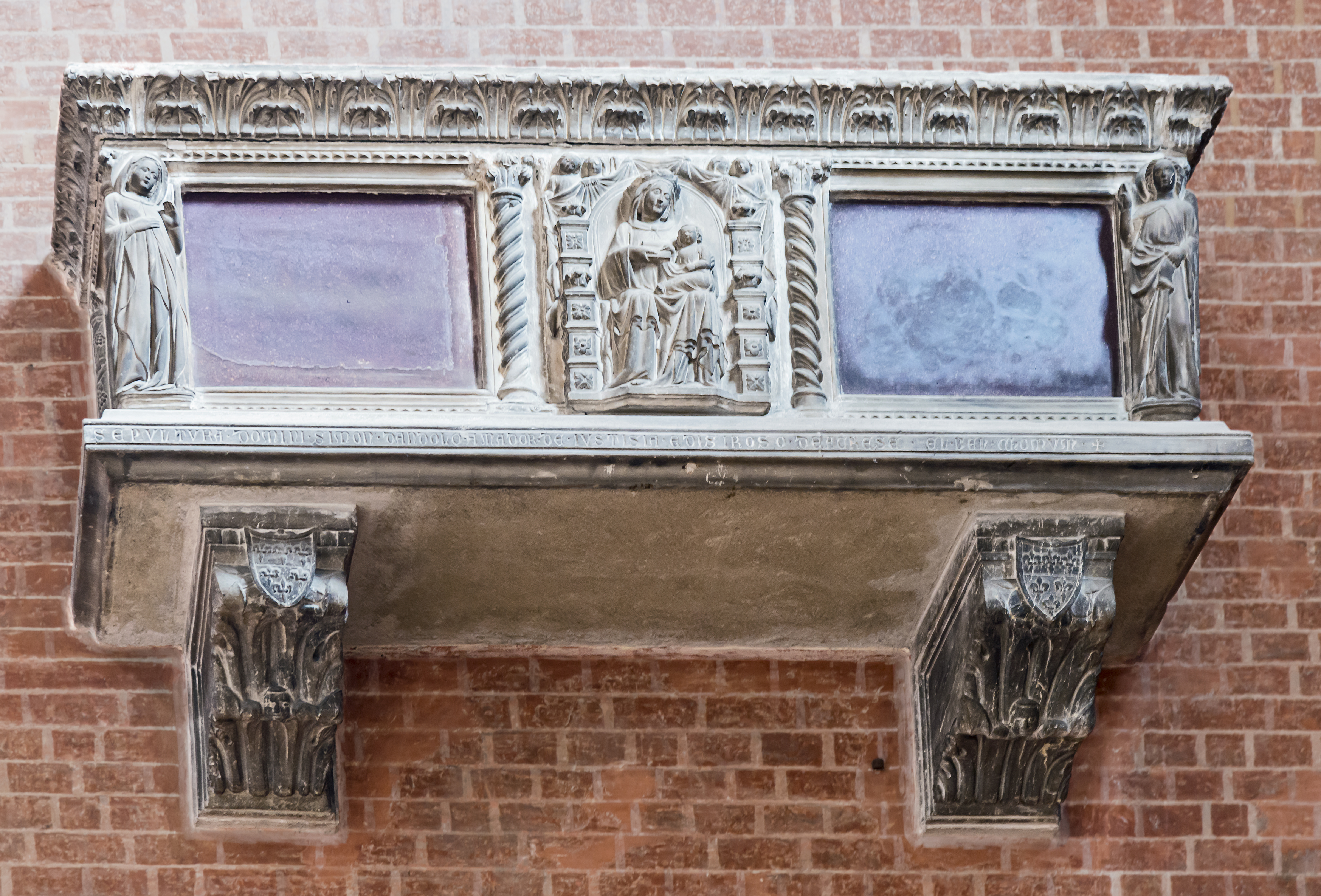
Monumento a Simonetto Dandolo

### Navata destra

#### Altare di Sant'Antonio (31)
Appena entrati sulla destra vi è l'Altare di Sant'Antonio: il progetto è di Baldassare Longhena e risale al 1663 da Giuseppe Sardi, mentre le statue sono di Bernardo Falconi e Giusto Le Court. Sulla destra grande pala di Francesco Rosa con Miracolo di sant'Antonio da Padova.
Davanti al primo pilone è presente una acquasantiera con statuetta in bronzo raffigurante Sant'Agnese, opera di Girolamo Campagna del 1593.

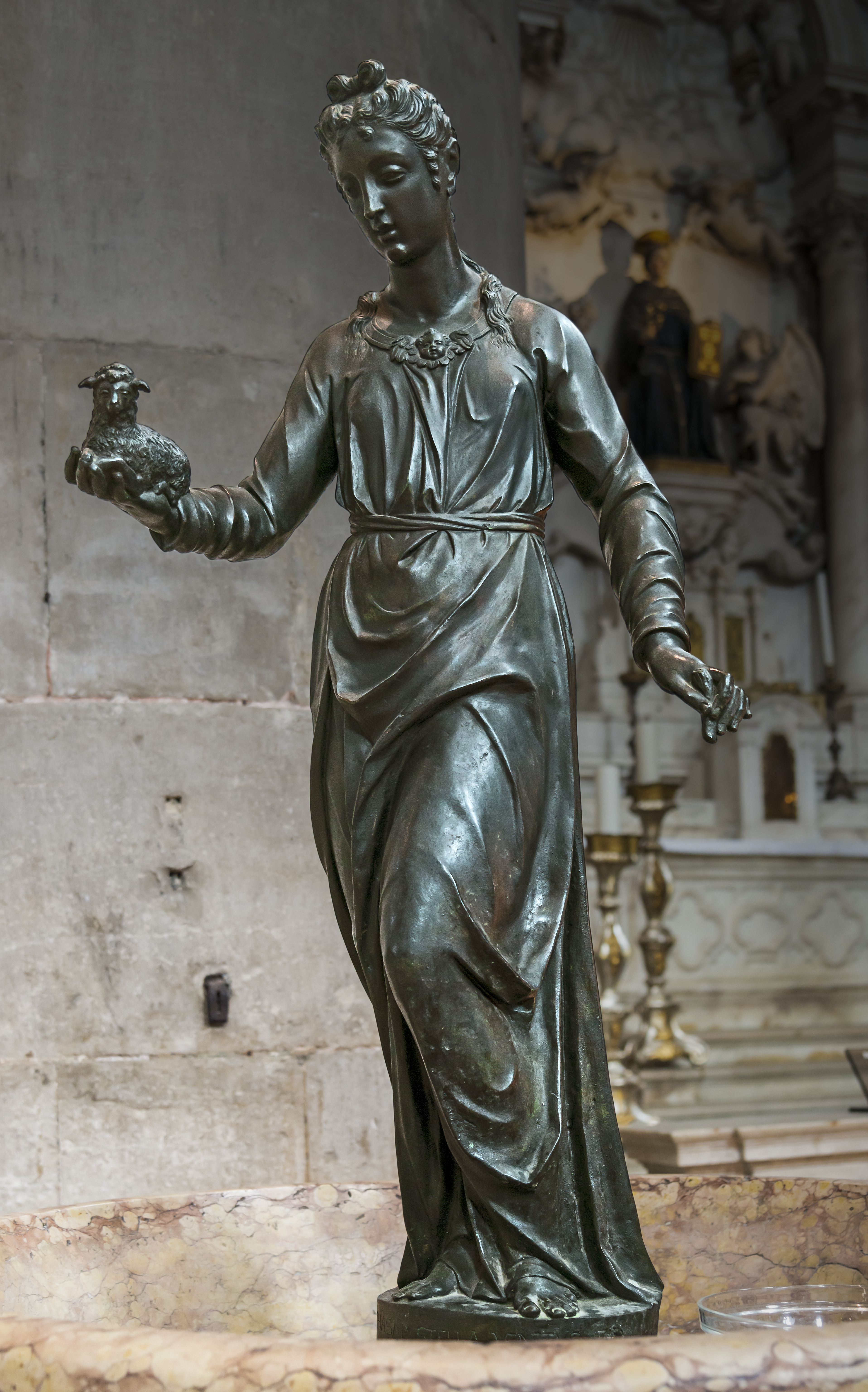
Statua di Sant'Agnese
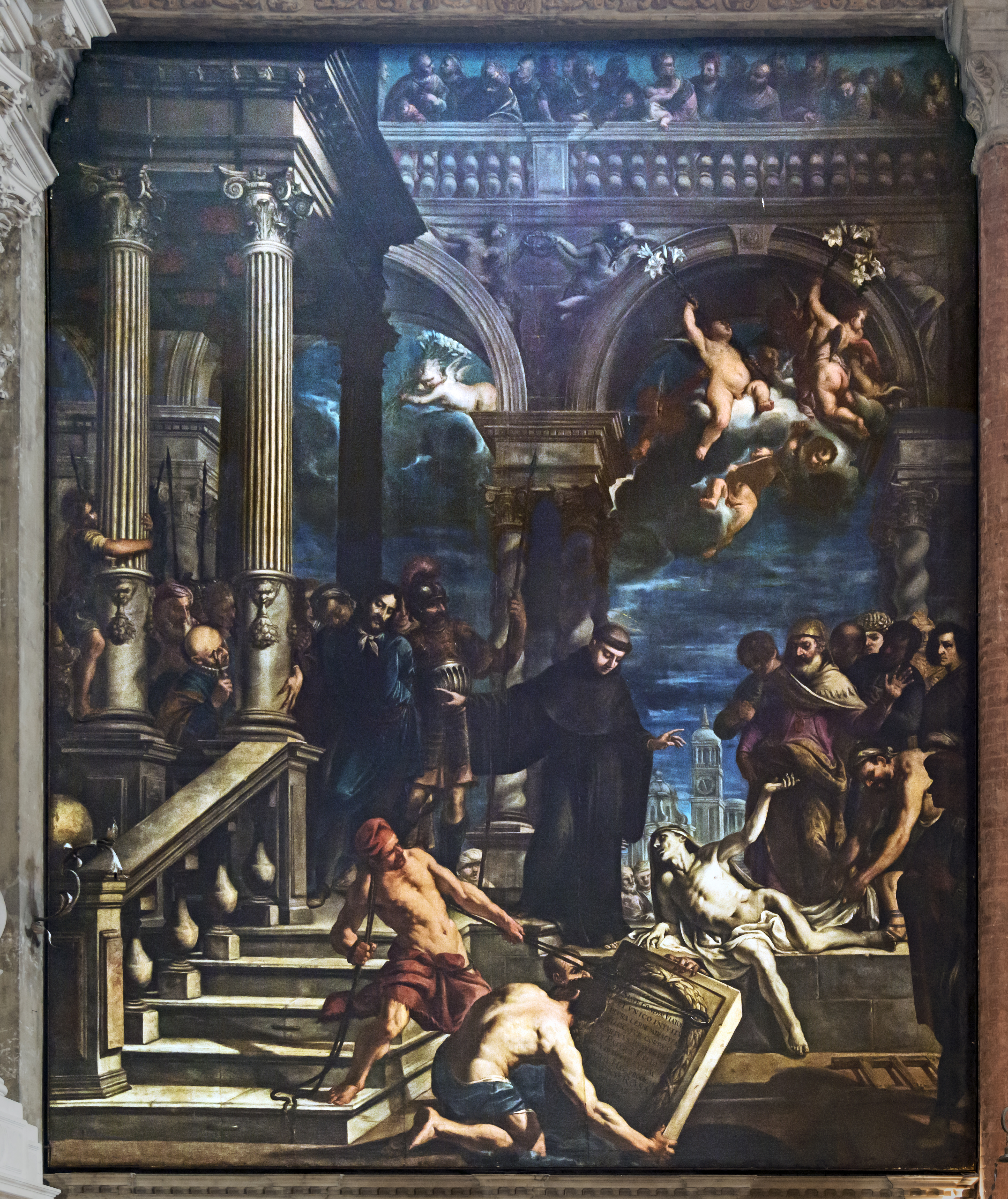
Miracolo di sant'Antonio da Padova di Francesco Rosa
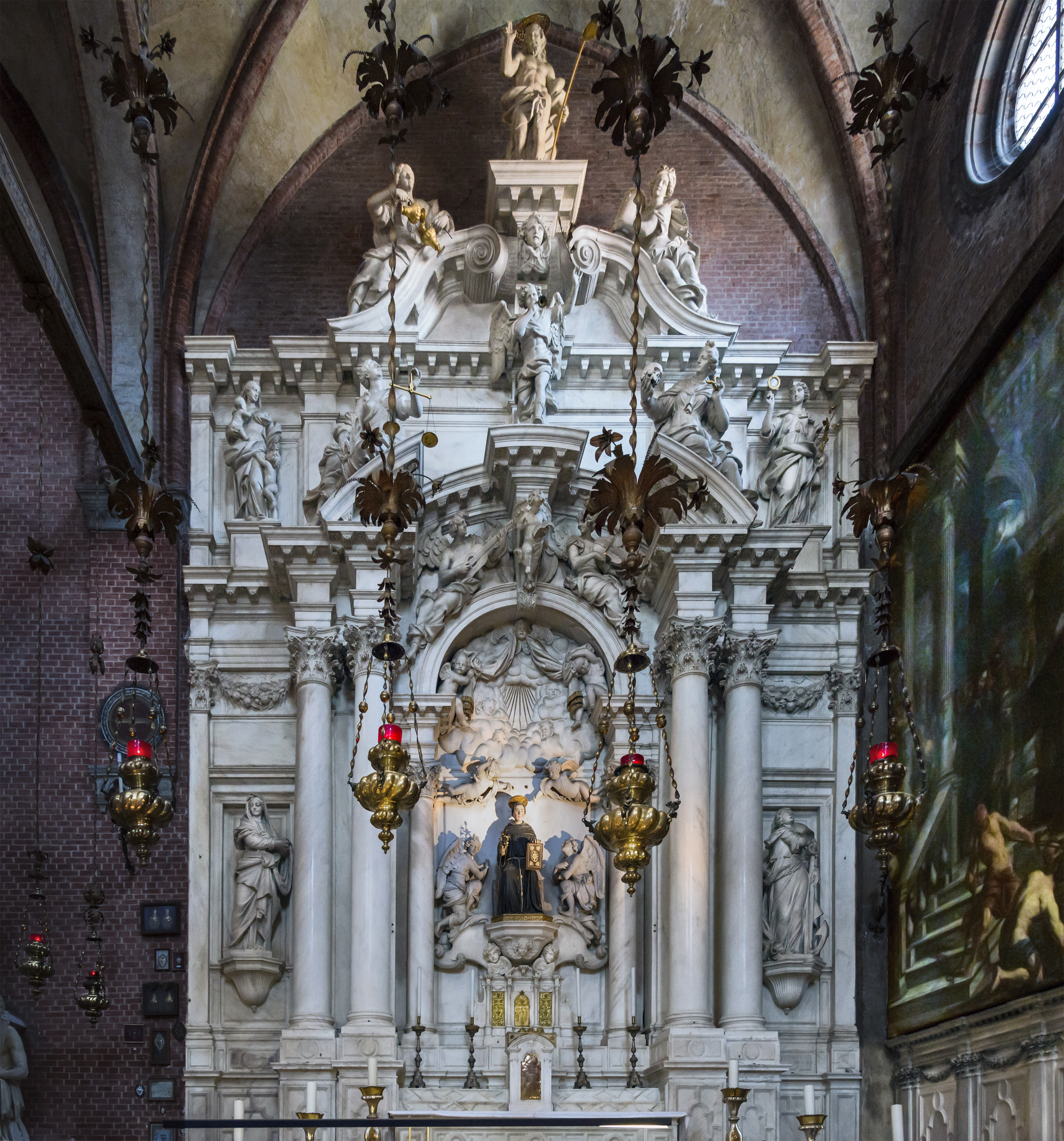
31. Altare di Sant'Antonio da Padova
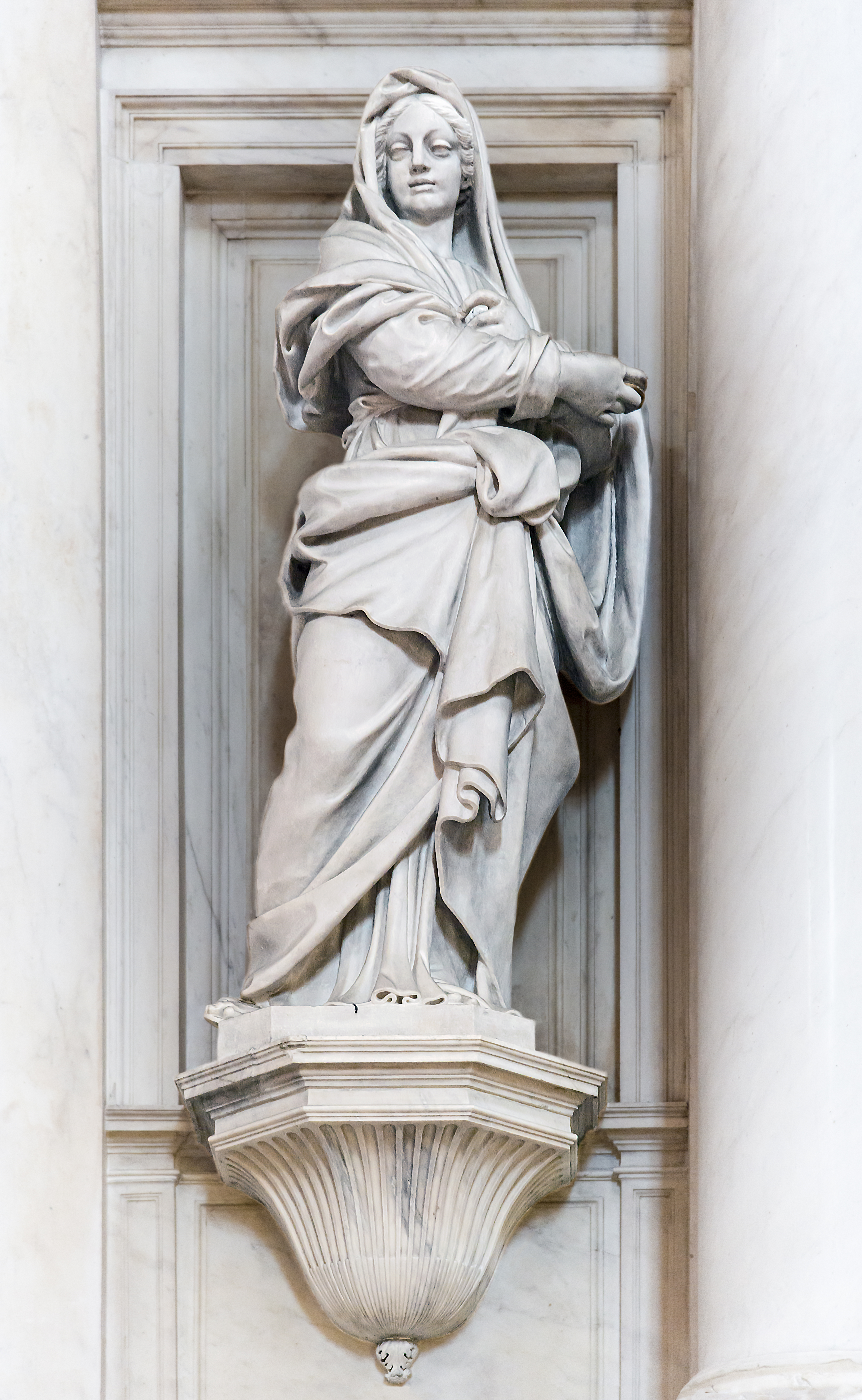
La fede di Bernardo Falconi

#### Il Monumento a Tiziano (30)
Nella seconda campata, nel luogo in cui secondo la tradizione è stato sepolto il maestro cadorino, vi è il Monumento a Tiziano, lavoro di Luigi e Pietro Zandomeneghi. Il monumento, con la forma di arco trionfale, è ornato da alcune statue allegoriche e da alcuni bassorilievi che raffigurano tre capolavori tizianeschiː l'Assunta, San Pietro martire e il Martirio di san Lorenzo.
Segue poi un altro altare (29) di epoca rinascimentale dedicato alla Presentazione di Gesù al Tempio; la pala che lo orna è opera di Giuseppe Salviati.

#### Monumento al principe di Modena Almerico d'Este
Autore: anonimo
Secolo: XVII
Data: post 1666
Collocazione: navata destra - quarto altare di San Giuseppe da Copertino (nella mappa nº 28)
Tecnica: scultura - materiali: marmo
Il principe di Modena Almerico d'Este nel 1666 fu inviato in soccorso della Serenissima nel 1666 al comando di un nucleo di truppe ausiliarie francesi durante la guerra di Candia (1645-1669).

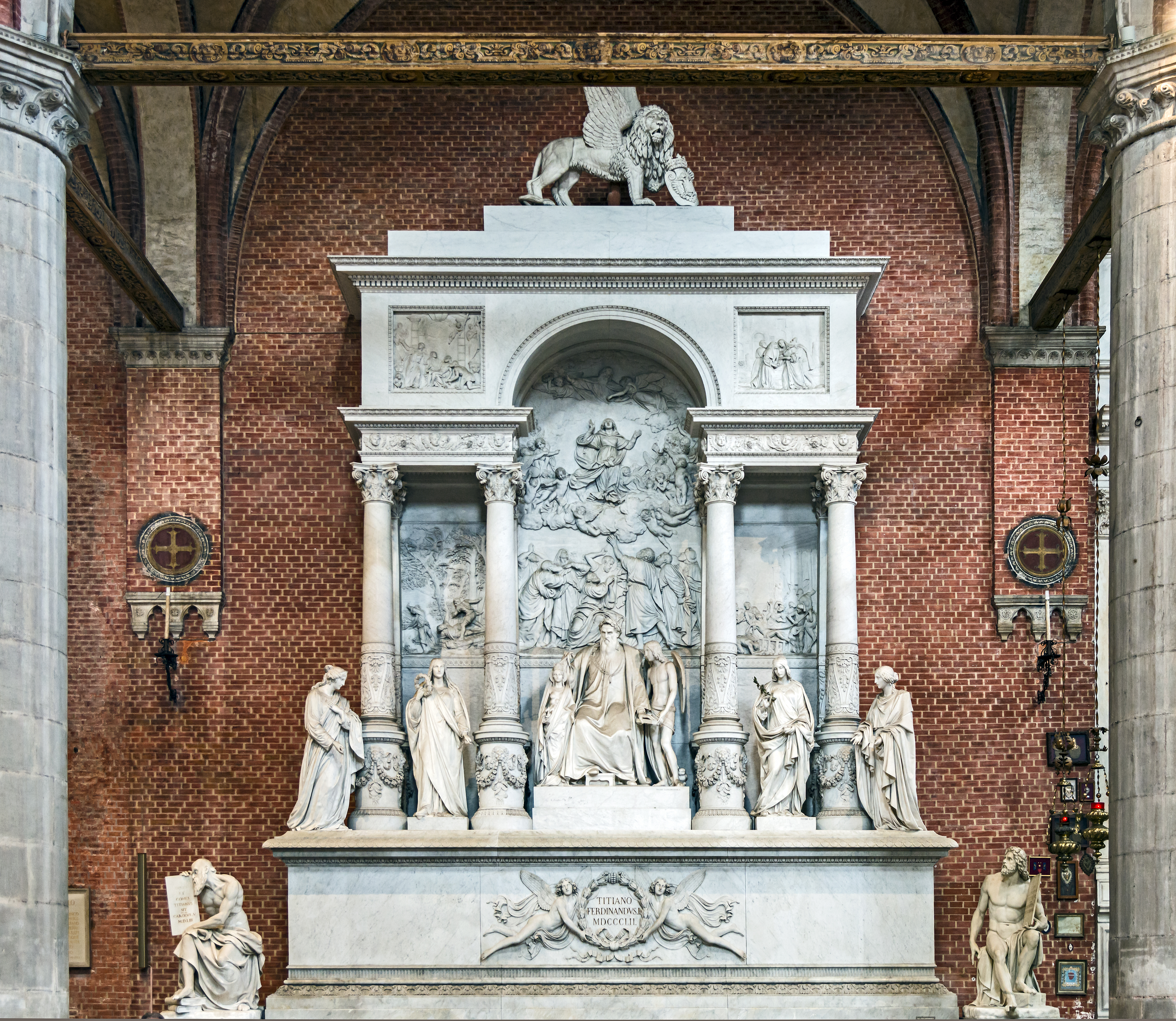
Monumento funebre a Tiziano
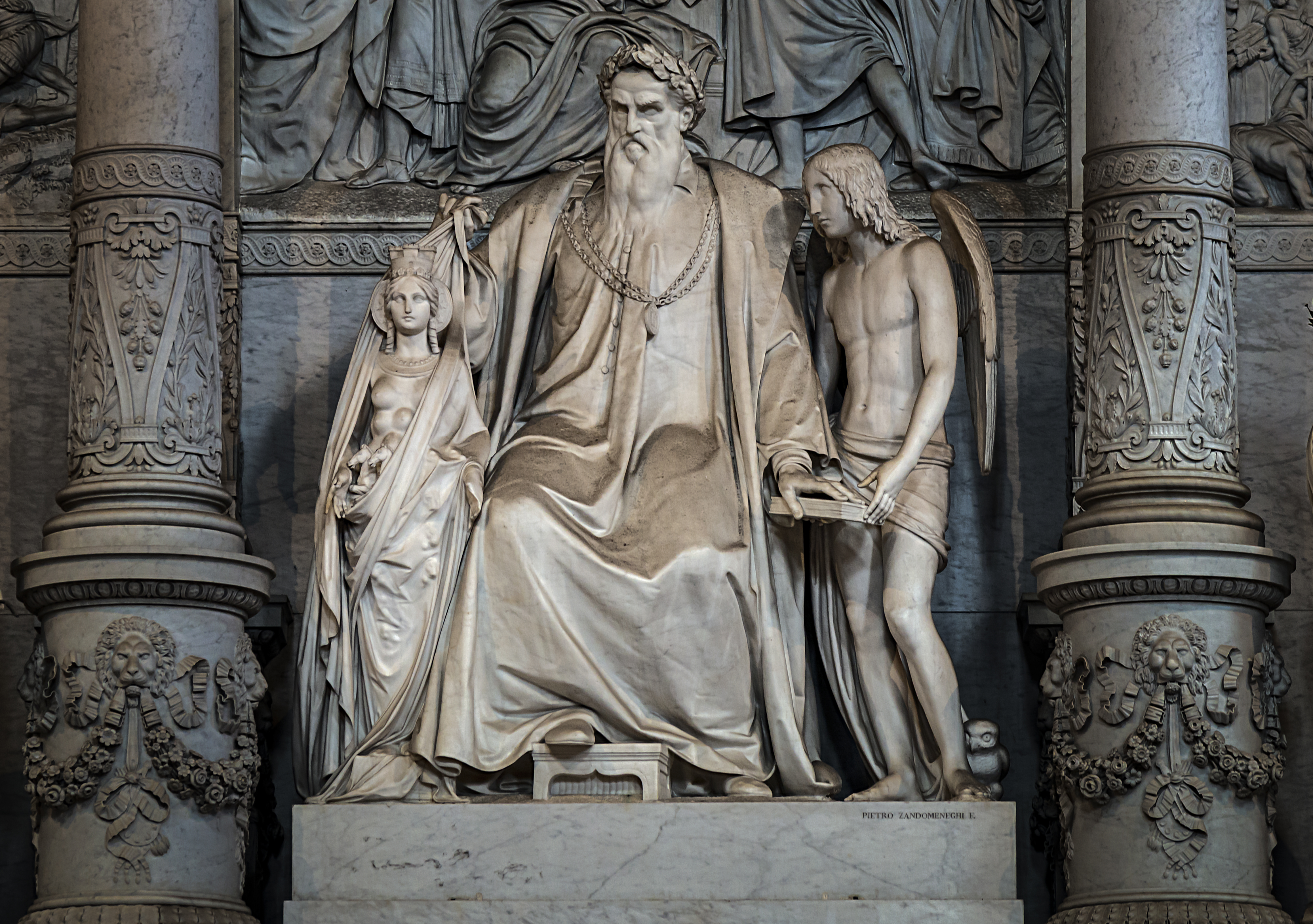
La statua del Tiziano di Pietro Zandomeneghi
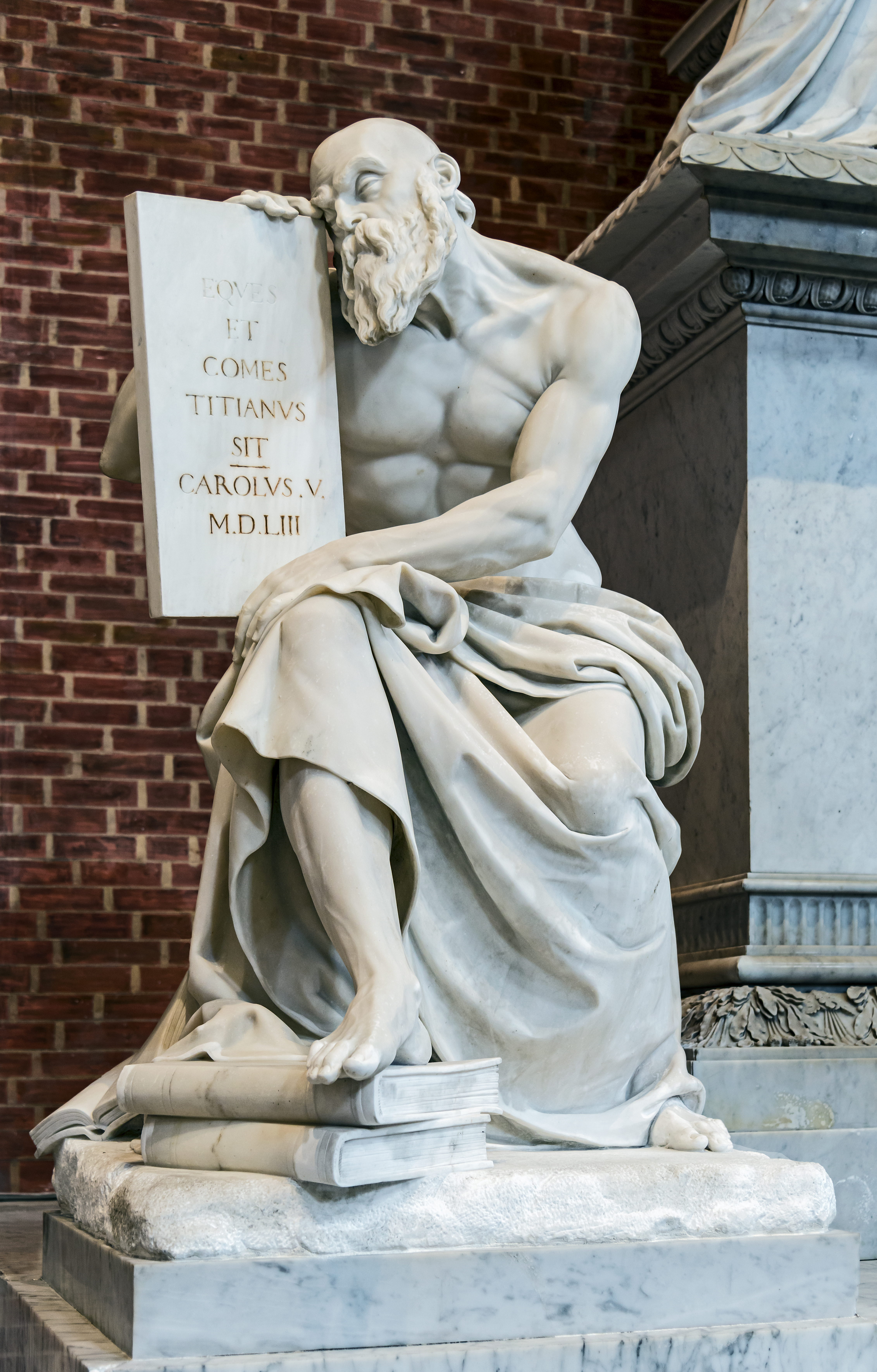
La statua di Carolus V
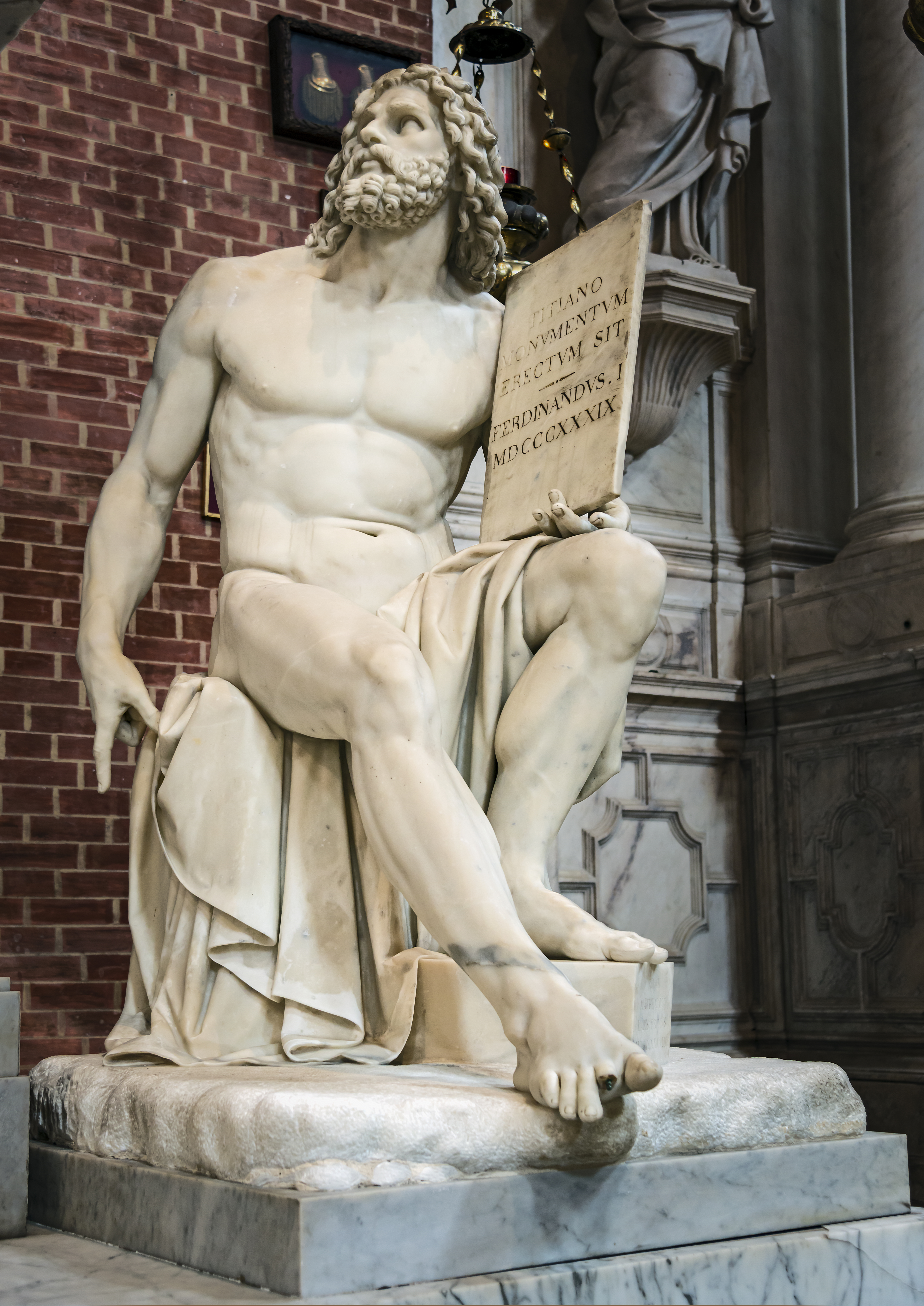
La statua di Ferdinando I
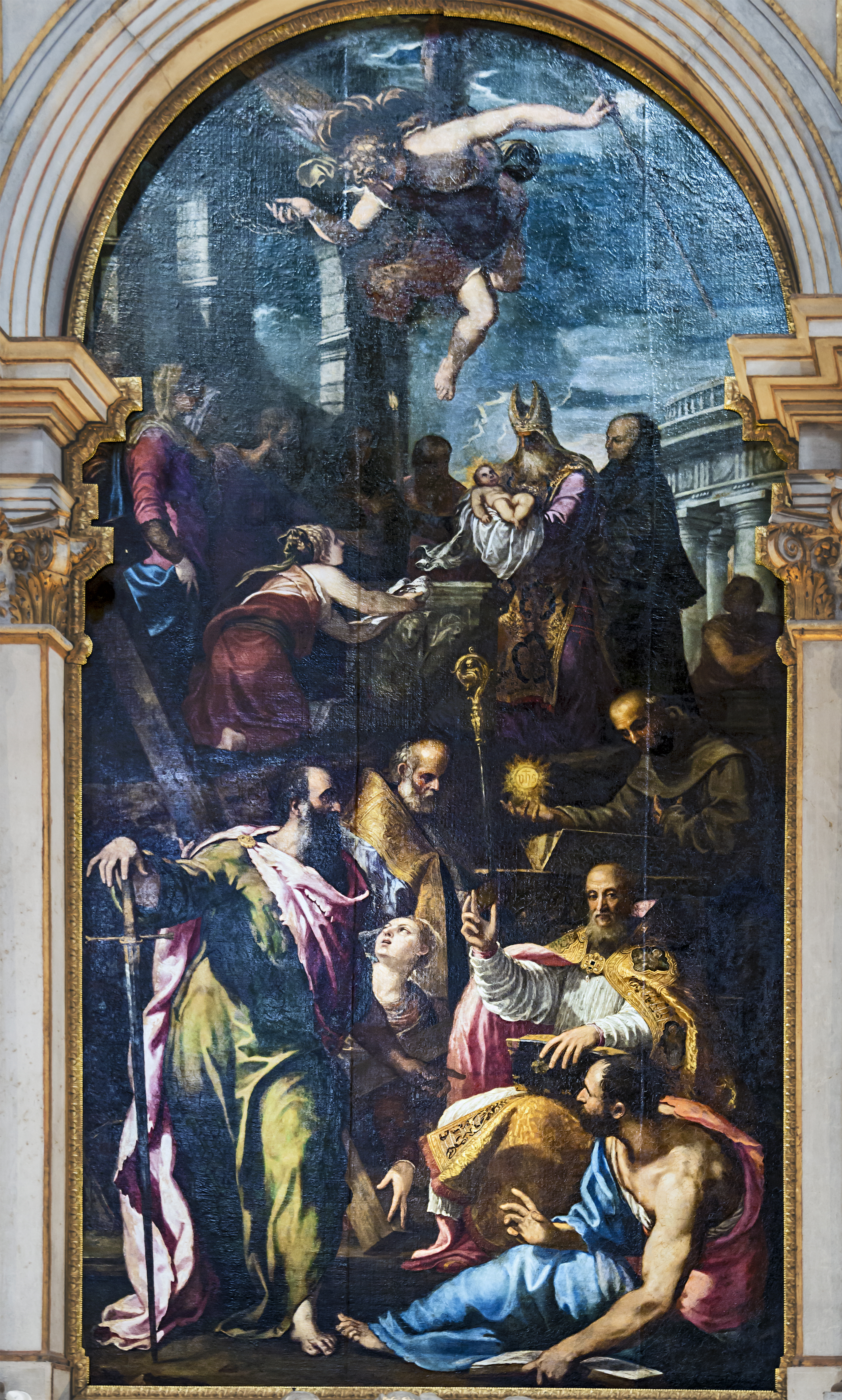
Presentazione di Gesù al Tempio di Giuseppe Salviati
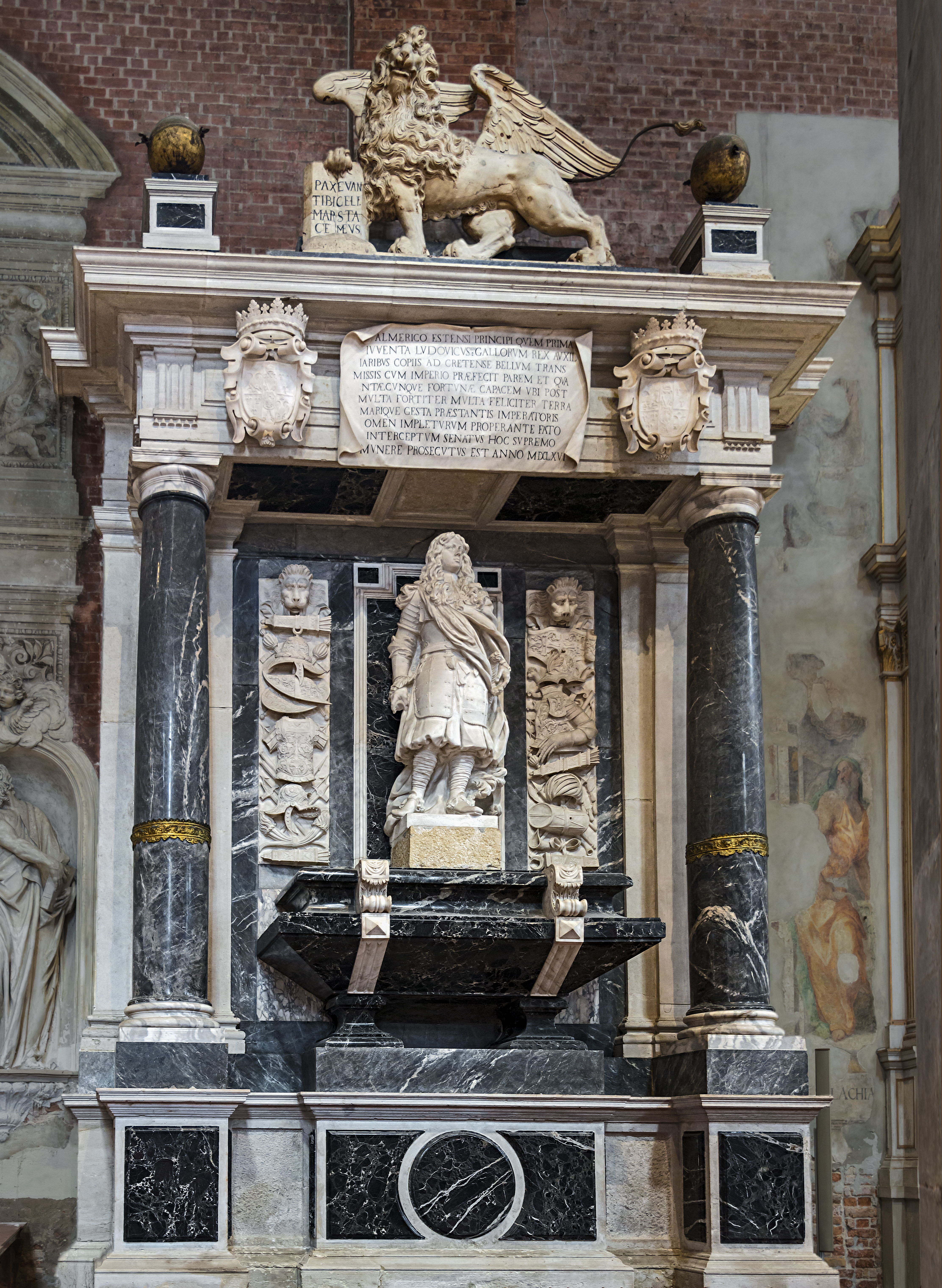
Monumento di Almerico d'Este
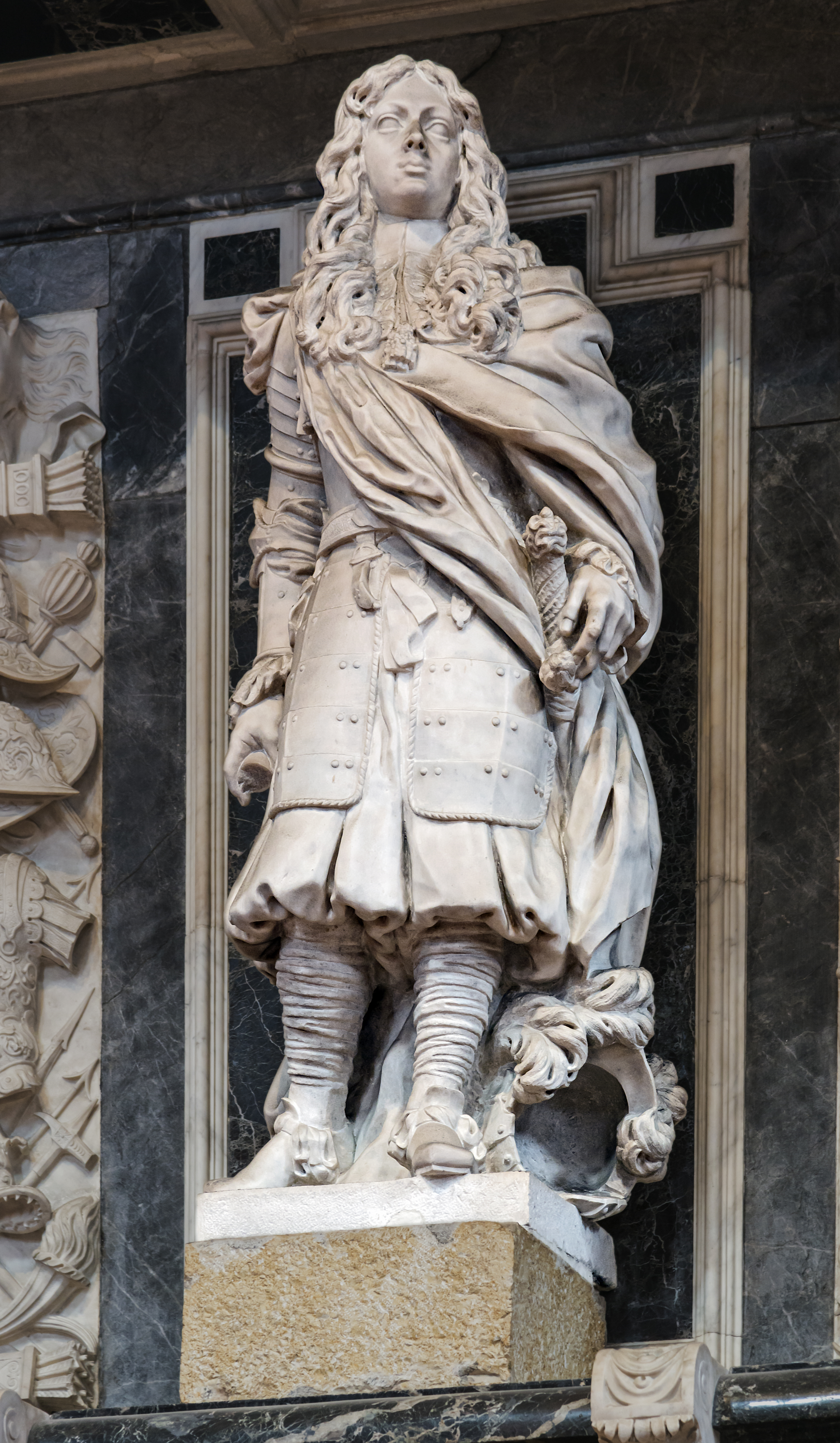
Statua di Almerico d'Este di Giusto Le Court

#### Altare di San Giuseppe da Copertino (28)
Originariamente dedicata a sant'Orsola e poi a santa Lucia, Girolamo Zane pres accordi con la fratellanza ed incaricò, nel 1526, Alessandro Vittoria per il rinnovo. Nel 1564 era presente una pala d'altare raffigurante l'Assunzione della Vergine. L'altare assunse il nuovo aspetto nel 1753, quando fu rimossa degradata pala in stucco di Alessandro Vittoria per collocarvi la tela di Giuseppe Nogari rappresentante San Giuseppe da Copertino in estasi. La statua di marmo al centro dell'altare è San Girolamo e quelle nelle nicchie sui lati che rappresentano san Pietro e sant'Andrea sono opera di Alessandro Vittoria; le due sibille giacenti sul frontone ne reggono la firma.

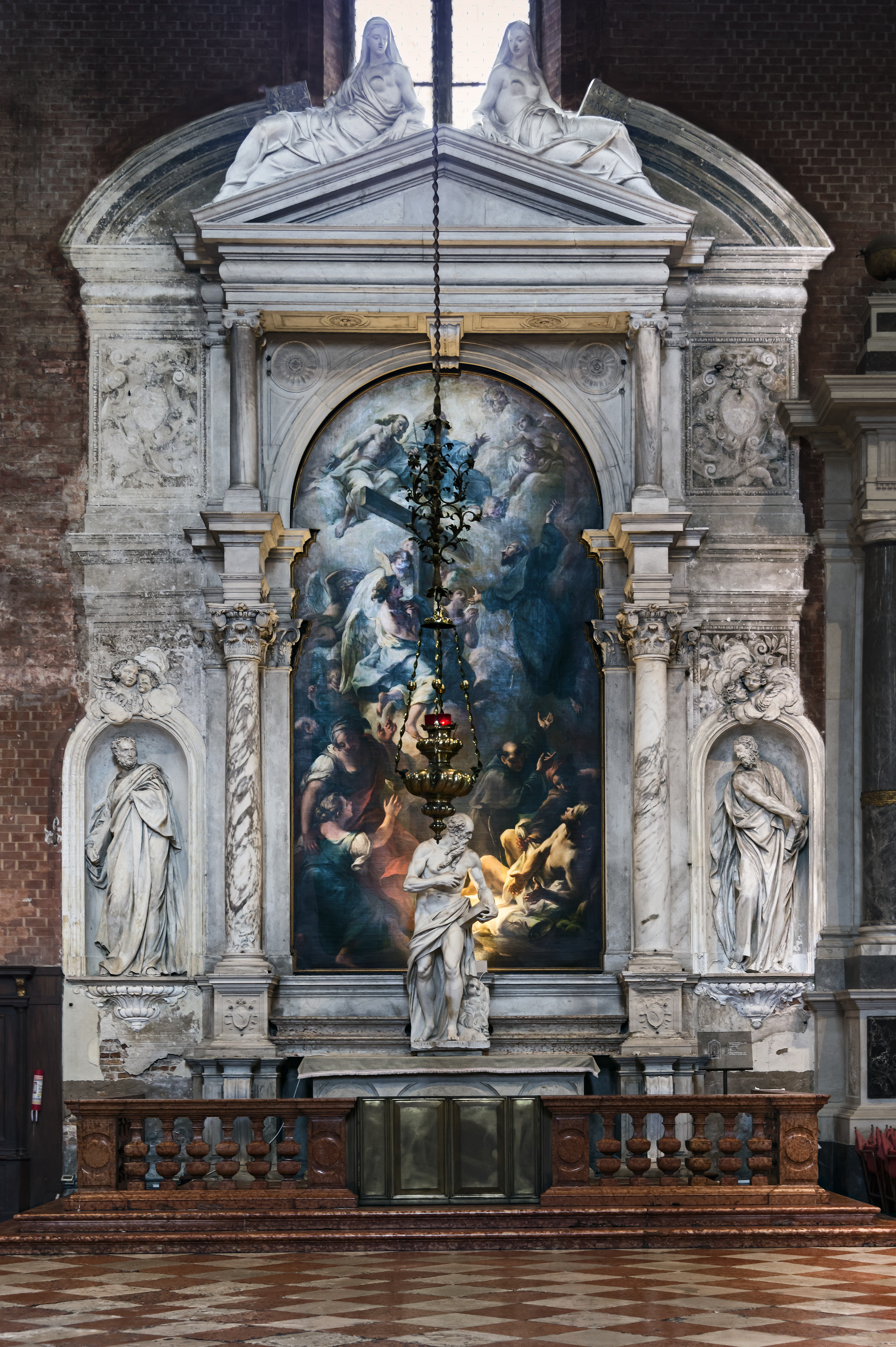
Altare di San Giuseppe da Copertino
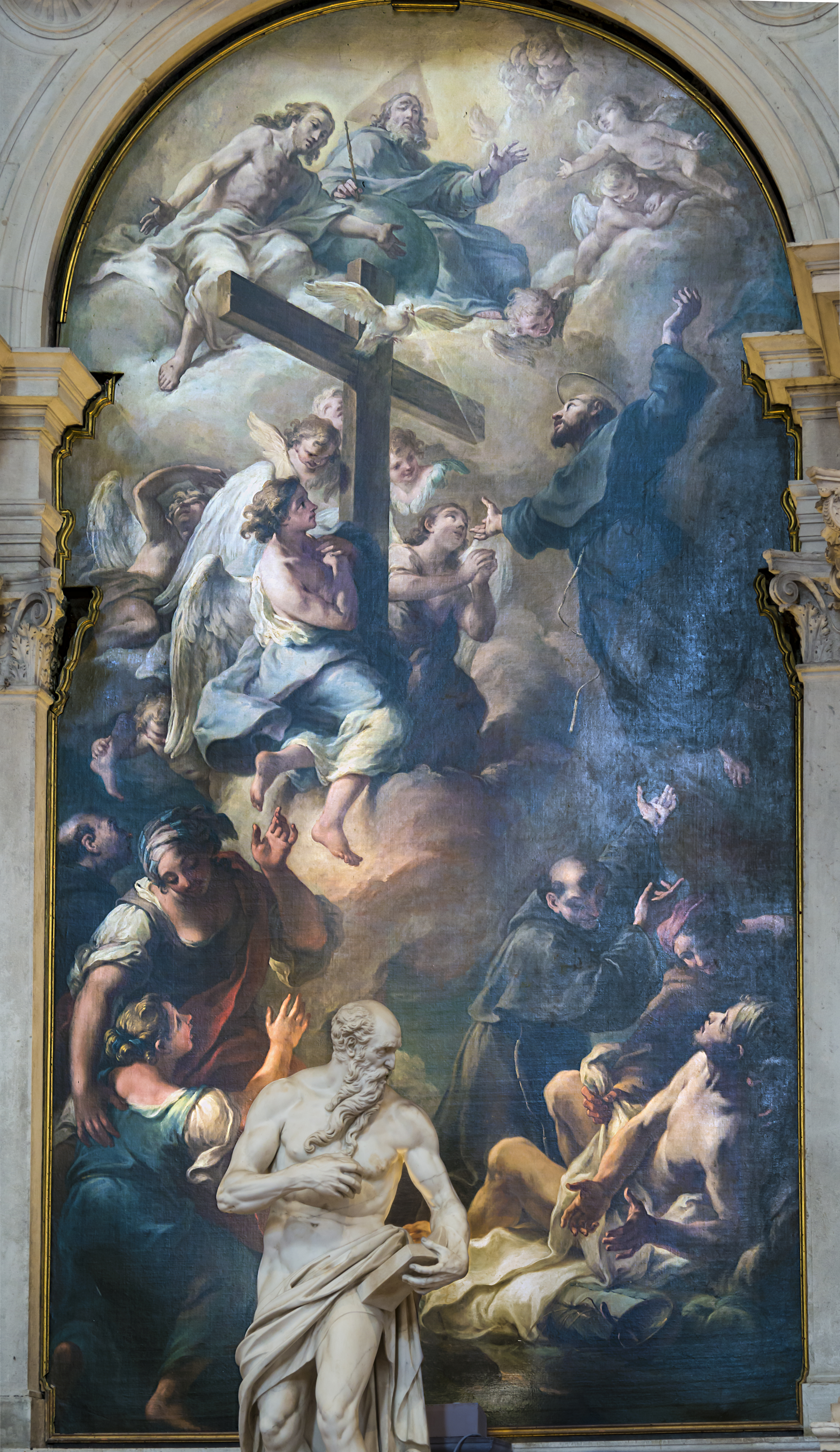
Giuseppe Nogari, Il miracolo di Giuseppe da Copertino
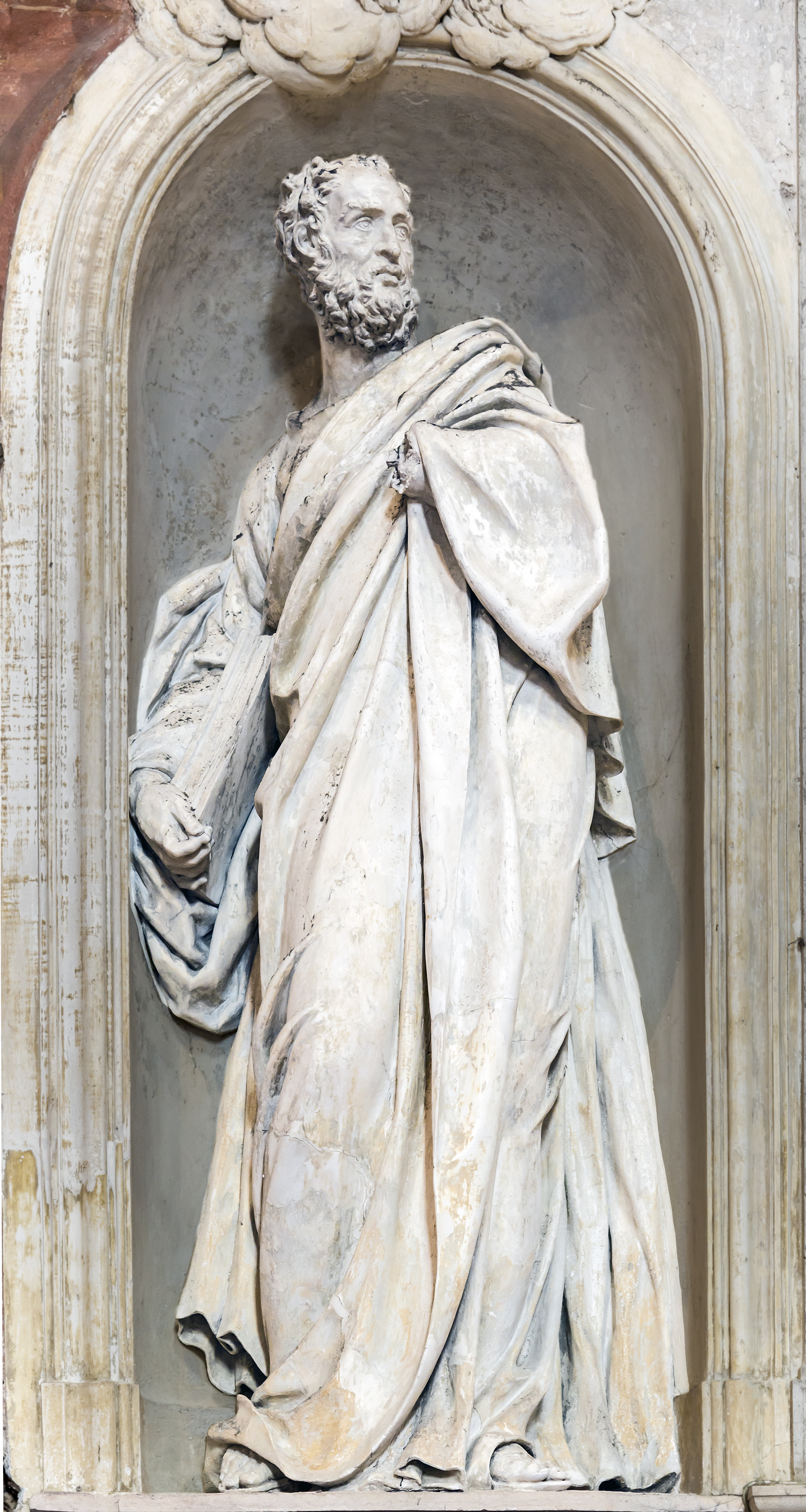
Alessandro Vittoria, San Pietro
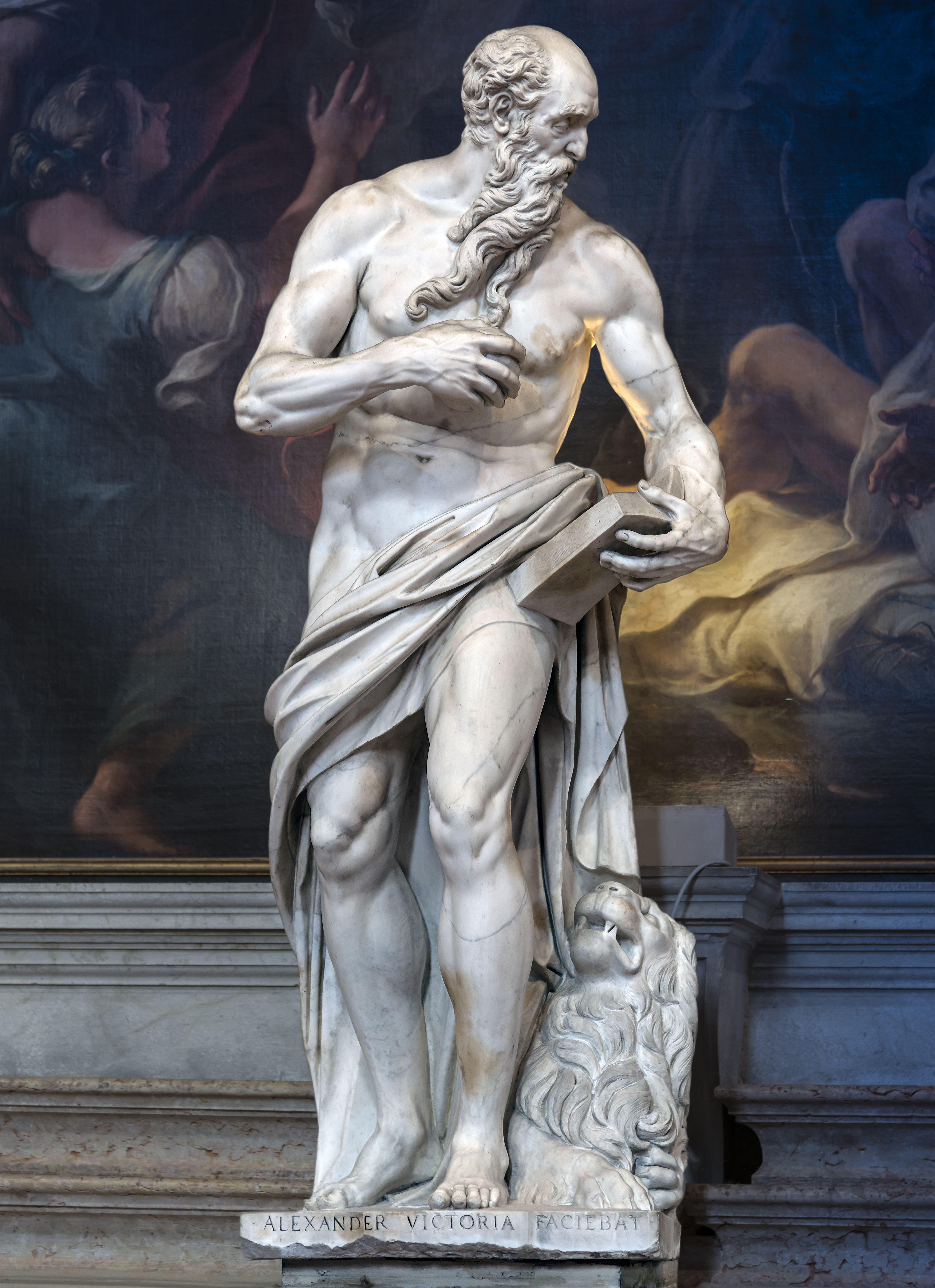
Alessandro Vittoria, San Girolamo
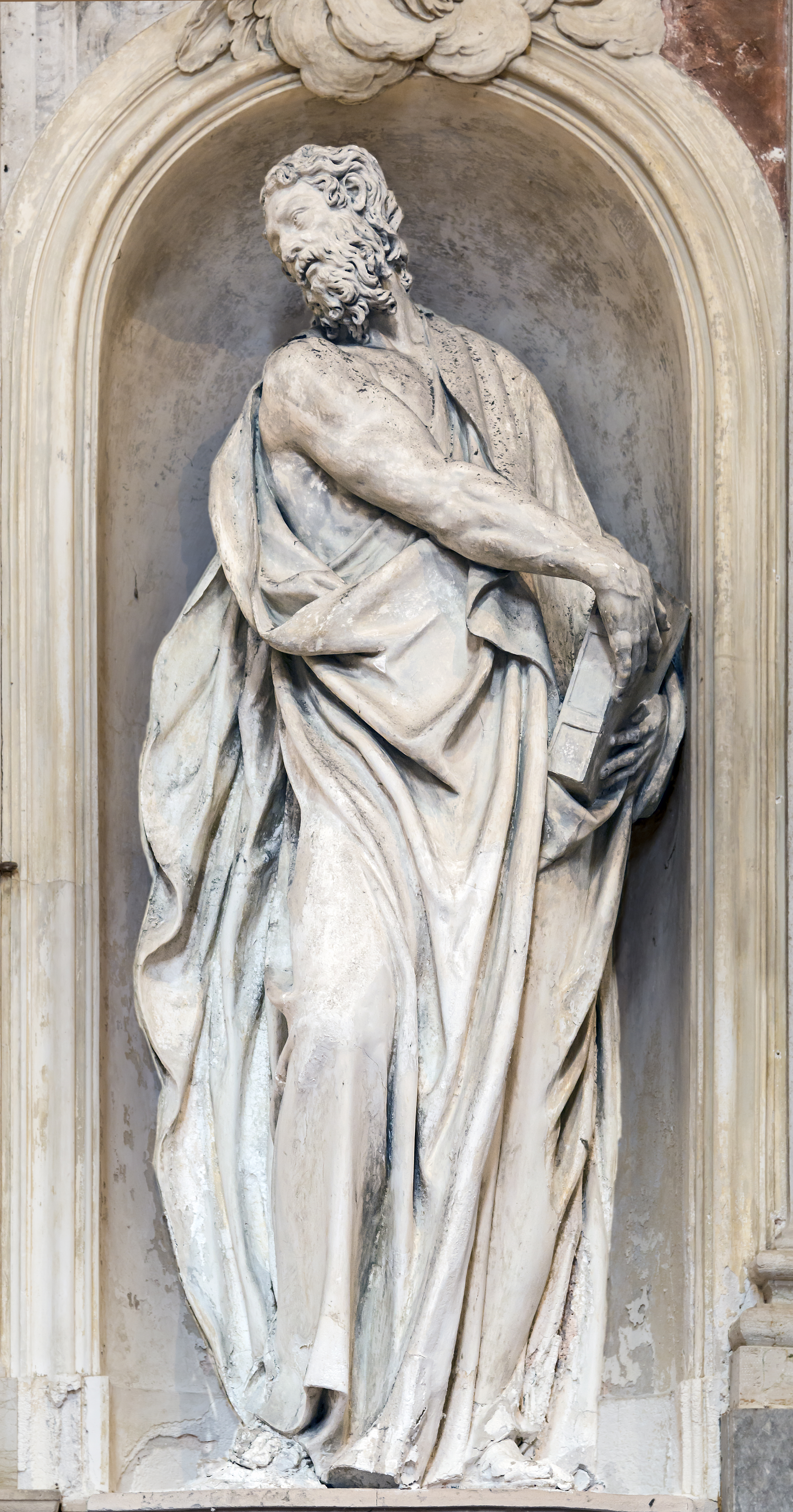
Alessandro Vittoria, Sant'Andrea

#### Altare di Santa Caterina d'Alessandria (27)
- L'altare è dominato dalla pala di Jacopo Palma il Giovane che raffigura il Martirio di santa Caterina d'Alessandria. Il dipinto mostra proprio il momento in cui l'angelo salva la santa dalla tortura della ruota, mentre i suoi carnefici rimangono vittime del loro stesso strumento di morte, che spezzandosi li travolge.
- Alla destra dell'altare, la tomba di Jacopo Barbaro.
- A sinistra è il Ritratto di Romualdo di Camaldoli di Gian Antonio Fumiani
- seguono il monumento funebre a Marco Zen, di Mattia Carneri;
- il monumento a Giuseppe Bottari di Francesco Cabianca
- e il monumento a Benedetto Brugnoli

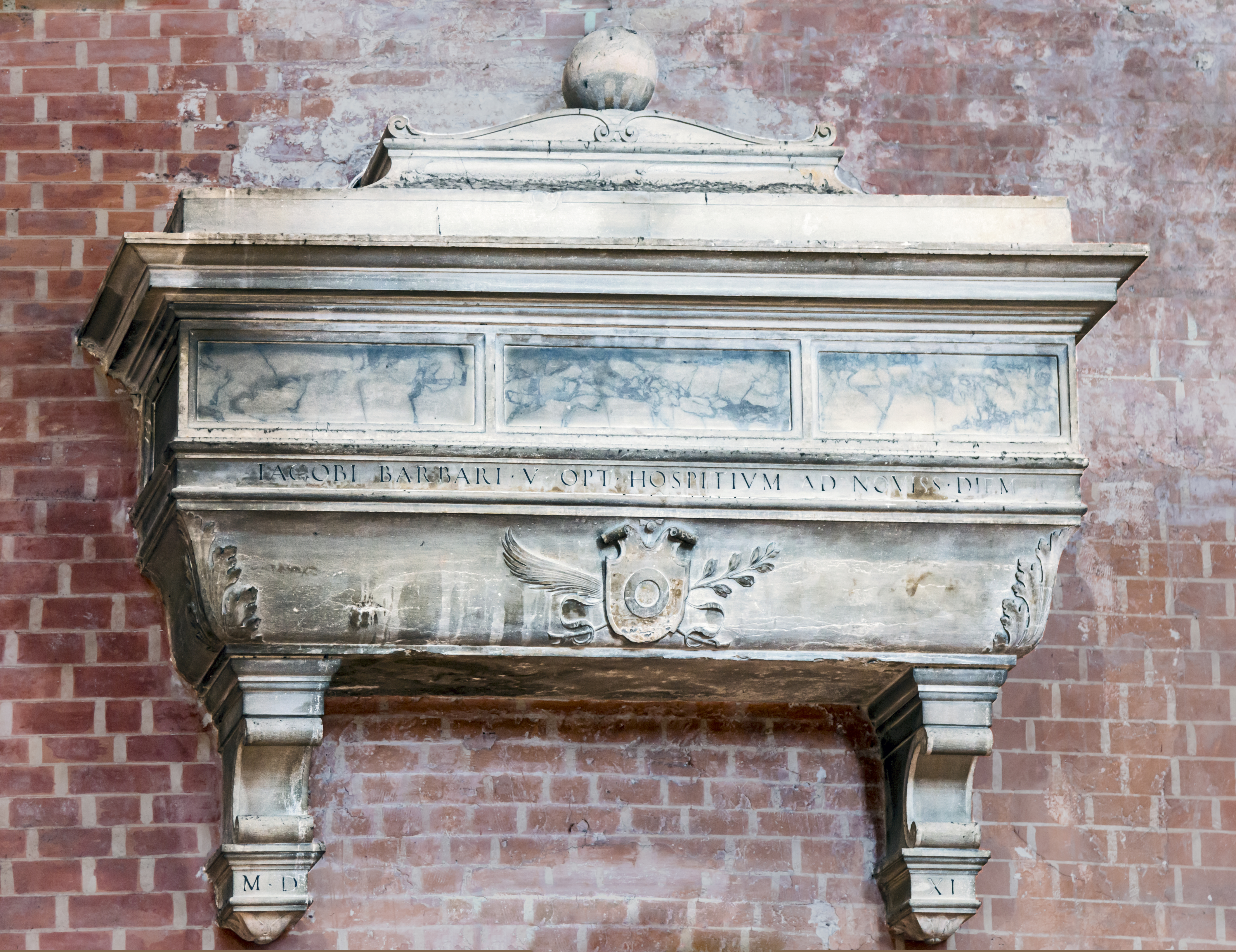
Monumento a Jacopo Barbaro
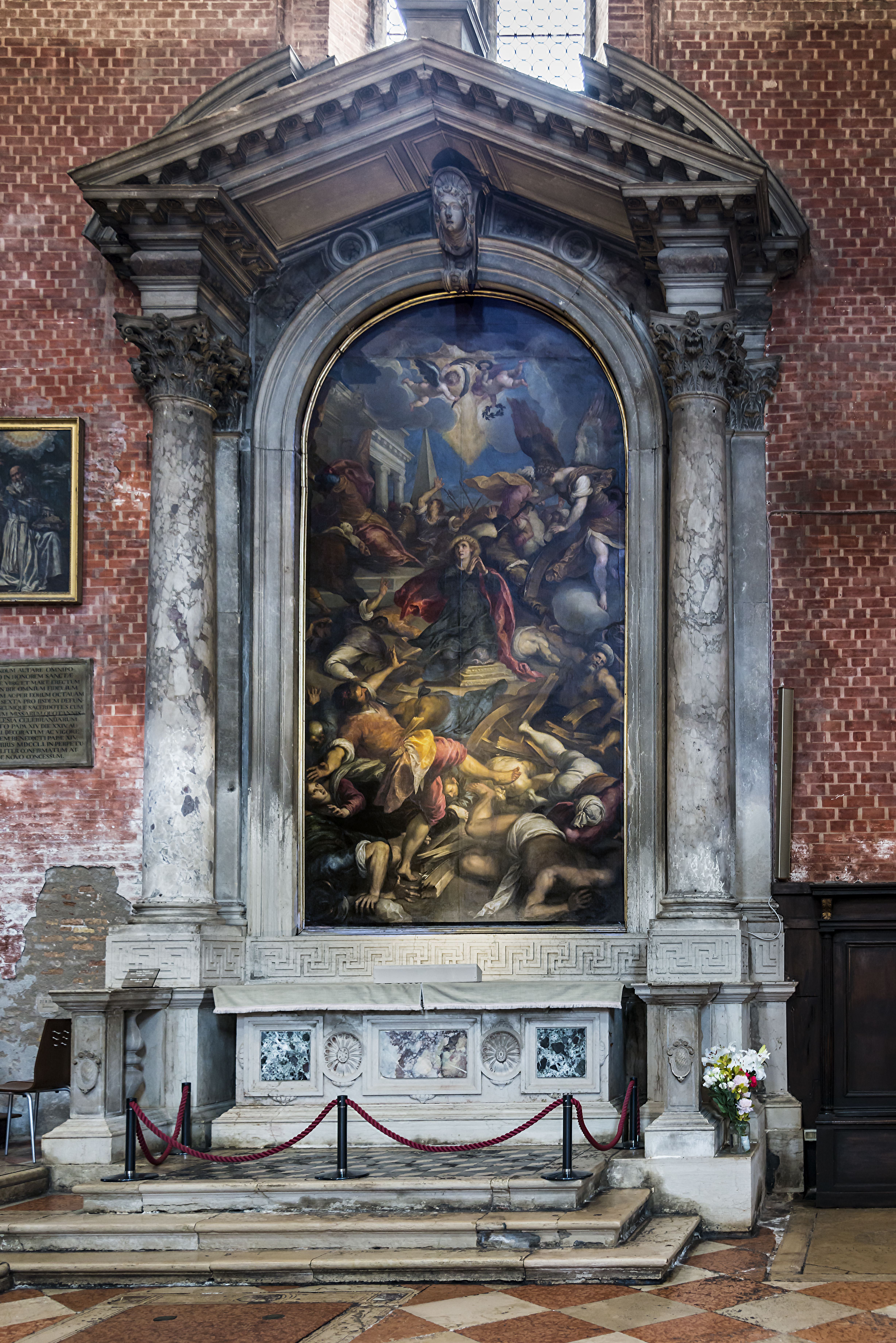
Altare di Santa Caterina
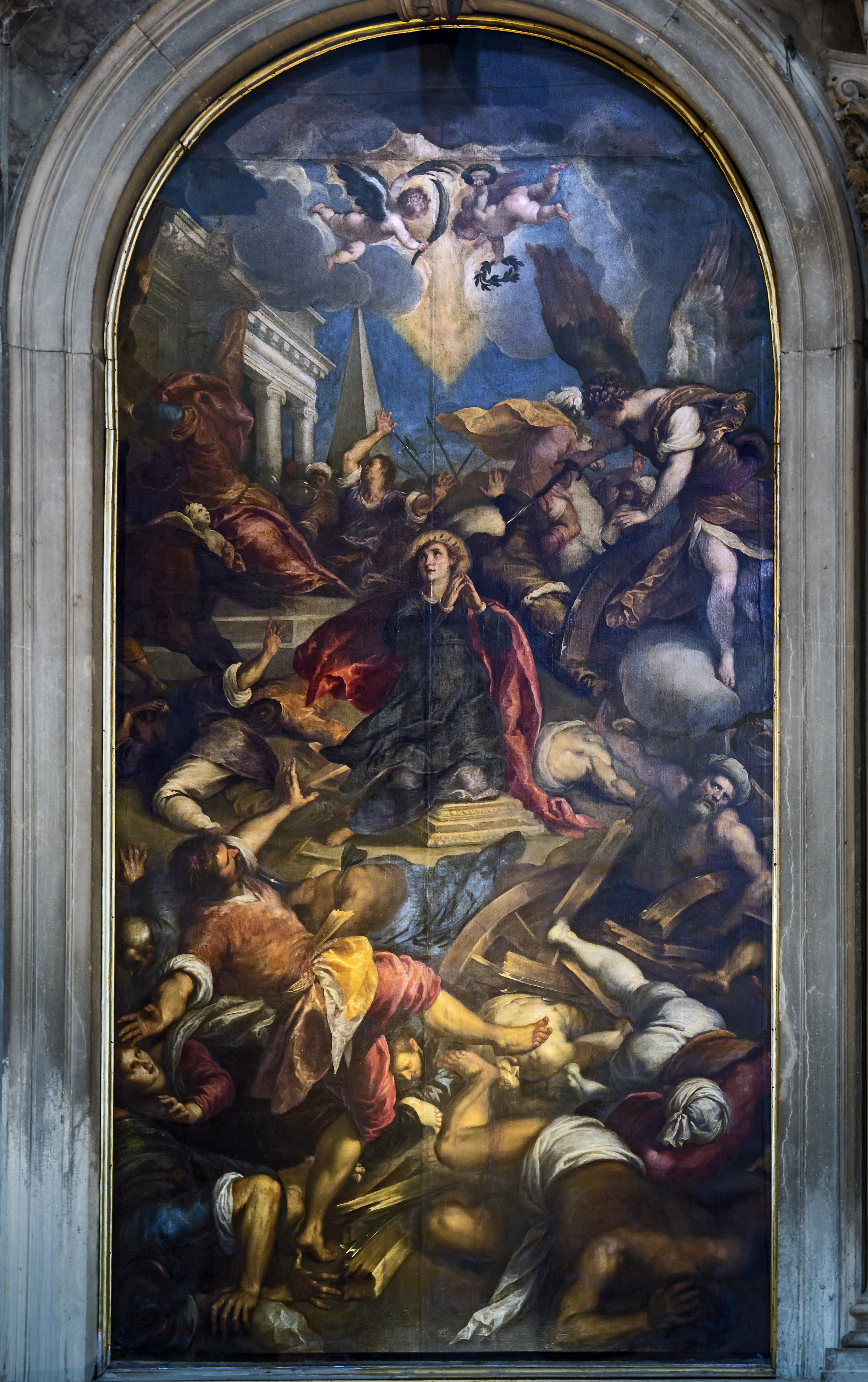
Jacopo Palma il Giovane, Martirio di santa Caterina d'Alessandria
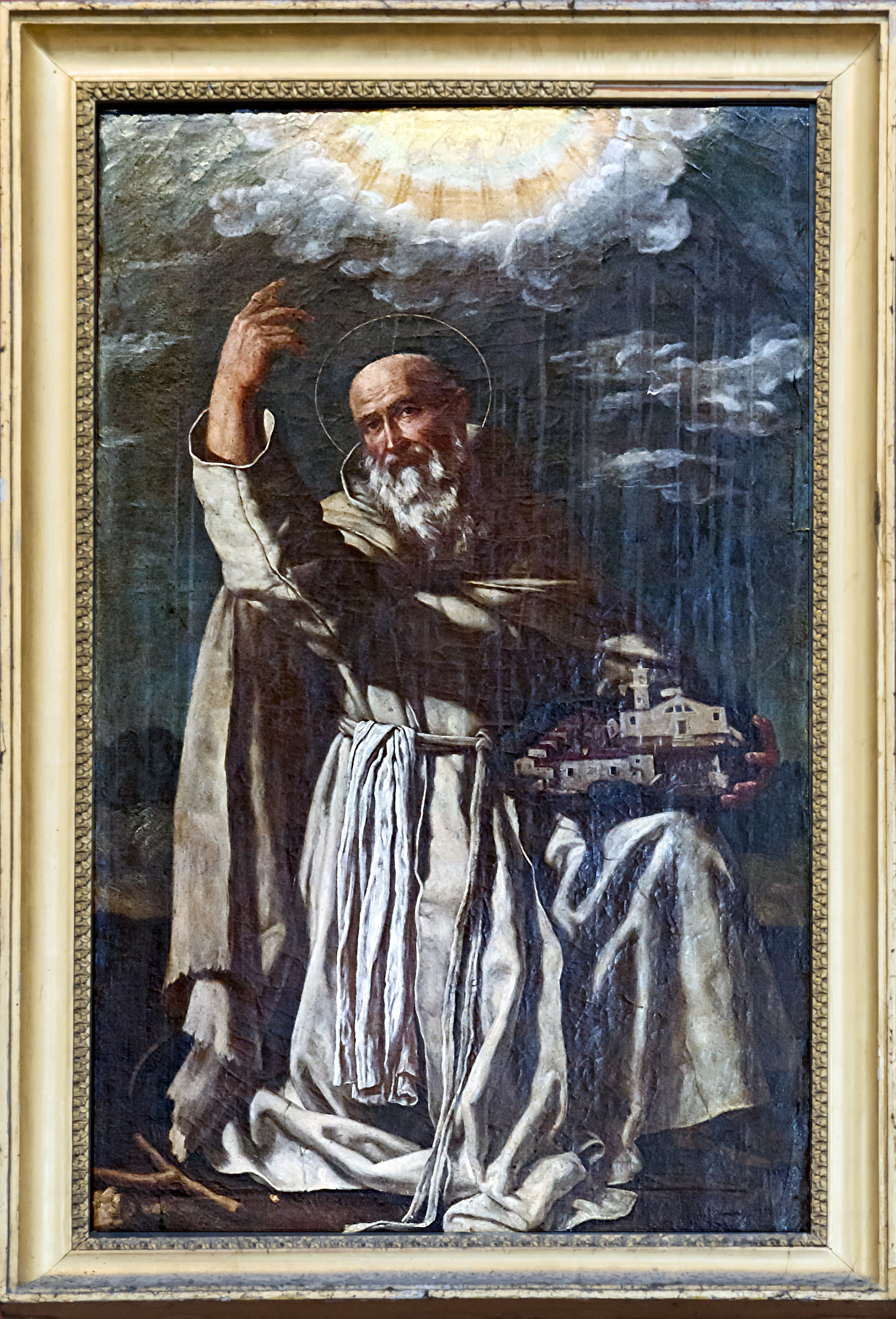
Romualdo di Camaldoli di Gian Antonio Fumiani
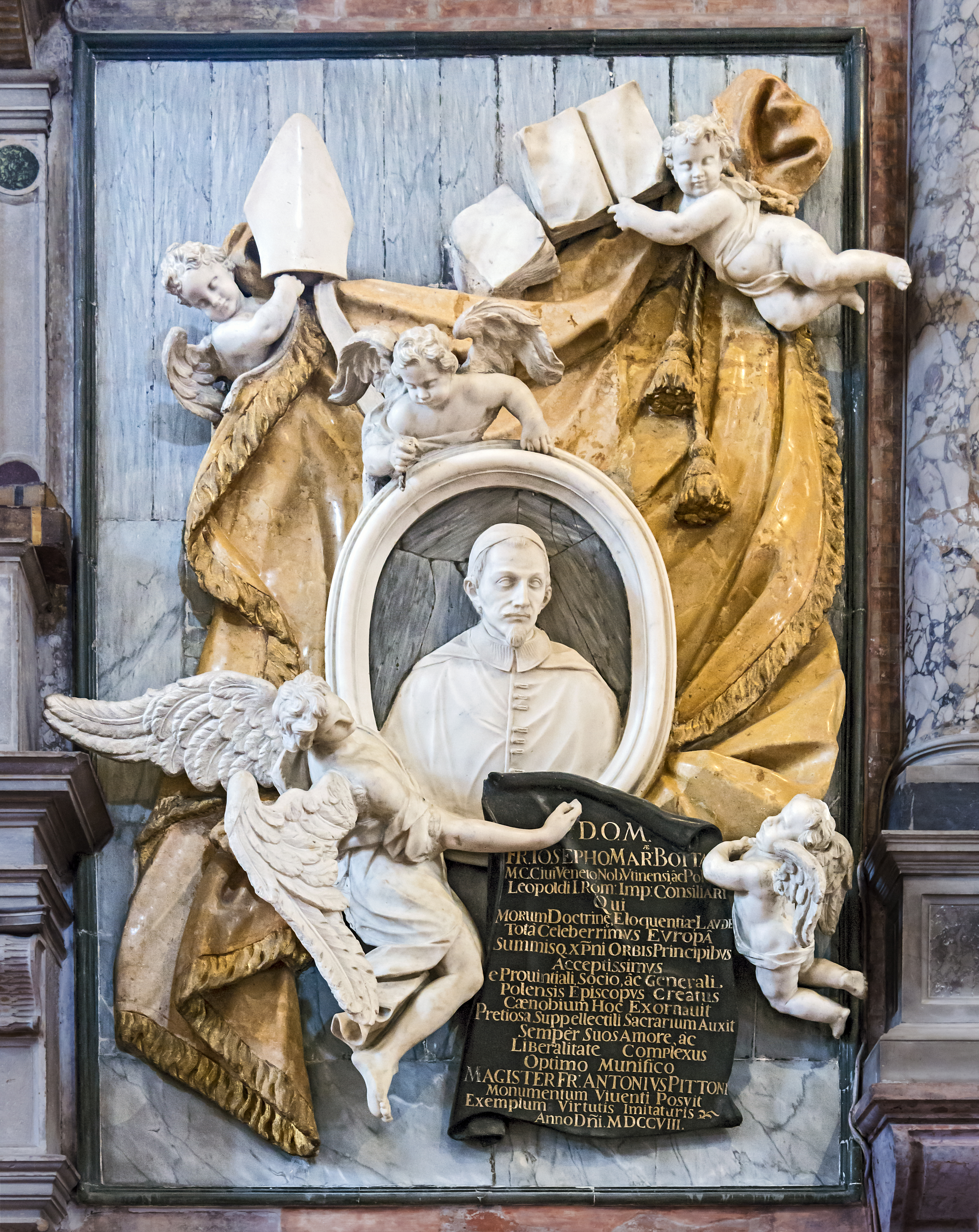
Monumento a Giuseppe Bottari di Francesco Cabianca
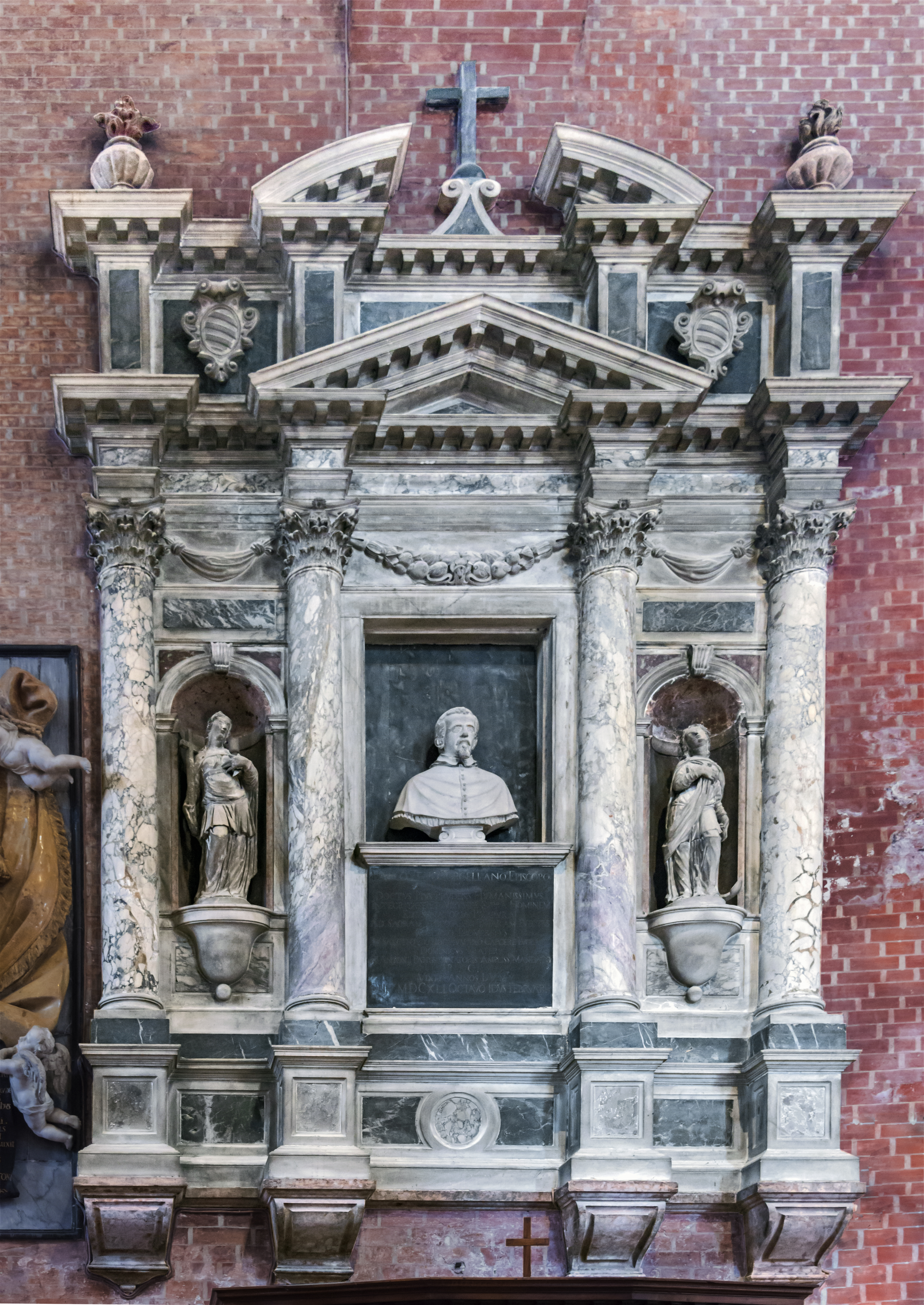
Monumento a Marco Zen di Mattia Carneri
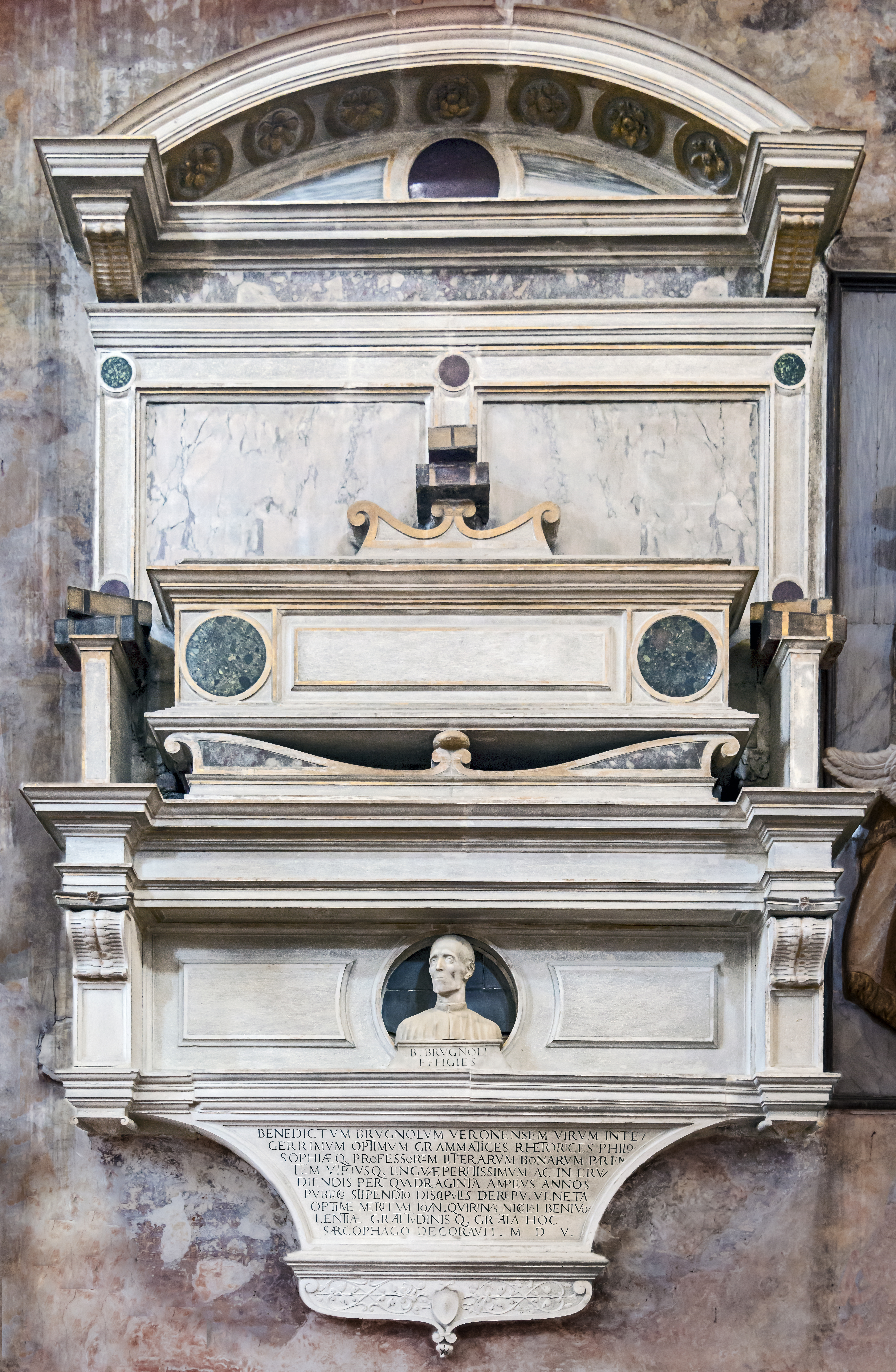
Monumento a Benedetto Brugnoli
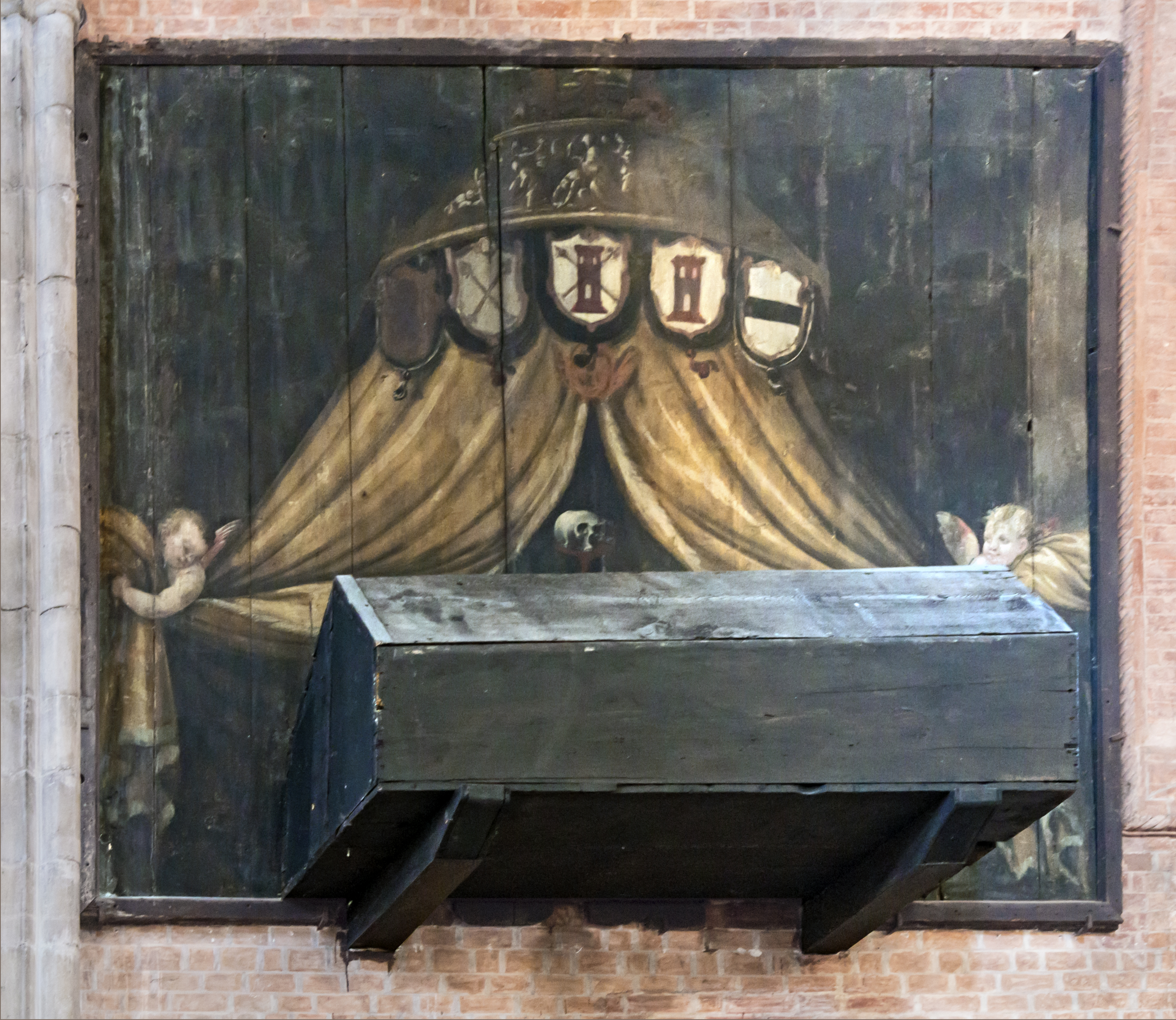
Monumento a Luigi della Torre

### Transetto - braccio destro
Sulla parete destra, è collocato il Monumento a Jacopo Marcello, comandante in capo morto durante l'assalto a Gallipoli (1484). L'opera è attribuita a Pietro Lombardo o Giovanni Buora; sopra l'urna, sorretta da tre piccole figure virili, è la statua del defunto in armatura e due paggi portascudo Il monumento è racchiuso in una cornice ovoidale circondata da pitture a fresco di panoplie e culminanti nella scena del Trionfo dell'eroe, di gusto mantegnesco.
Subito accanto a questo monumento inizia, sostenuta e scostata da due angeli la decorazione di un finta tenda che prosegue sul contiguo muro di capocroce facendo da sfondo a tutta la parete che separa la chiesa dalla sagrestia.
Su questo muro, a destra, c'è il Monumento al beato Pacifico, prediletto compagno di san Francesco. Fu fatto costruire dal procuratore Scipione Bon, quand'era ancora vivente, per sé e poi ceduto per seppellirvi il beato. L'opera, che risale al 1437, è attribuita a Nanni di Bartolo e a Michele da Firenze, mentre l'urna pensile, in marmo dorato, è decorata con bassorilievi con le raffigurazioni della Risurrezione e della Discesa al limbo e dalle statuette delle virtù teologali; sopra, entro una lunetta ogivale in cui tra la decorazione a fogliame e angeli musicanti spuntano busti di santi con una Madonna al vertice, è presente il bassorilievo del Battesimo di Gesù. Gli affreschi dell'Annunciazione e del paramento con angeli e leoni sono attribuiti a Zanino di Pietro.
A modo di arco di trionfo, sopra e attorno alla porta che introduce nella sagrestia vi è il Monumento a Benedetto Pesaro, capitano da mar, morto a Corfù nel 1503; la struttura architettonica e la statua del defunto armato sono opera di Lorenzo Bregno; ai lati vi sono le nude statue di Marte, lavoro di Baccio da Montelupo, e di Nettuno, di autore anonimo. Sull'urna risaltano sullo sfondo di scuro porfido i rilievi delle fortezze di Leucade e Cefalonia, espugnate dall'ammiraglio, affiancate più oltre da due galee. All'interno del timpano è la Vergine col Bambino. unica rappresentazione sacra nel monumento, fatti salvi i due piccoli tondi in rilievo dei santi Benedetto e Francesco nelle facce interne degli stipiti dell'arco. Ai tondi con il leone marciano sopra le panoplie dei montanti è più conveniente assegnare il ruolo civile di emblemi della Repubblica.
All'estrema sinistra della stessa parete del transetto si può vedere il Monumento funebre a Paolo Savelli, nobile romano al servizio della Serenissima, morto nel 1405; l'urna pensile, di stile ancora gotico, è ornata con statue di Santi e da una Madonna con il Bambino ed è sormontata dalla statua equestre del defunto, in legno dorato e policromo: si tratta della prima statua equestre dedicata ad uno dei capitani di ventura della Repubblica.

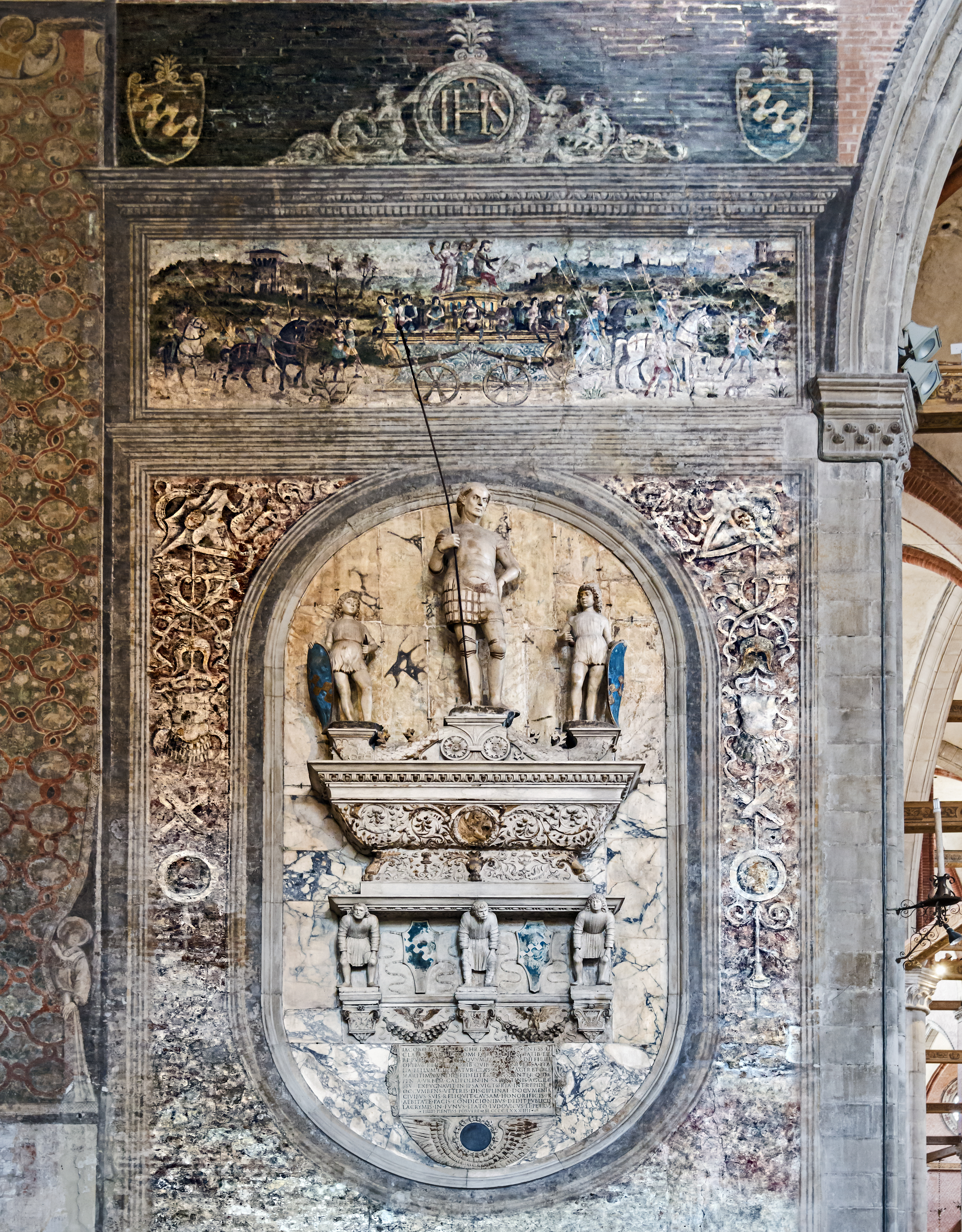
Pietro Lombardo, Monumento a Jacopo Marcello.
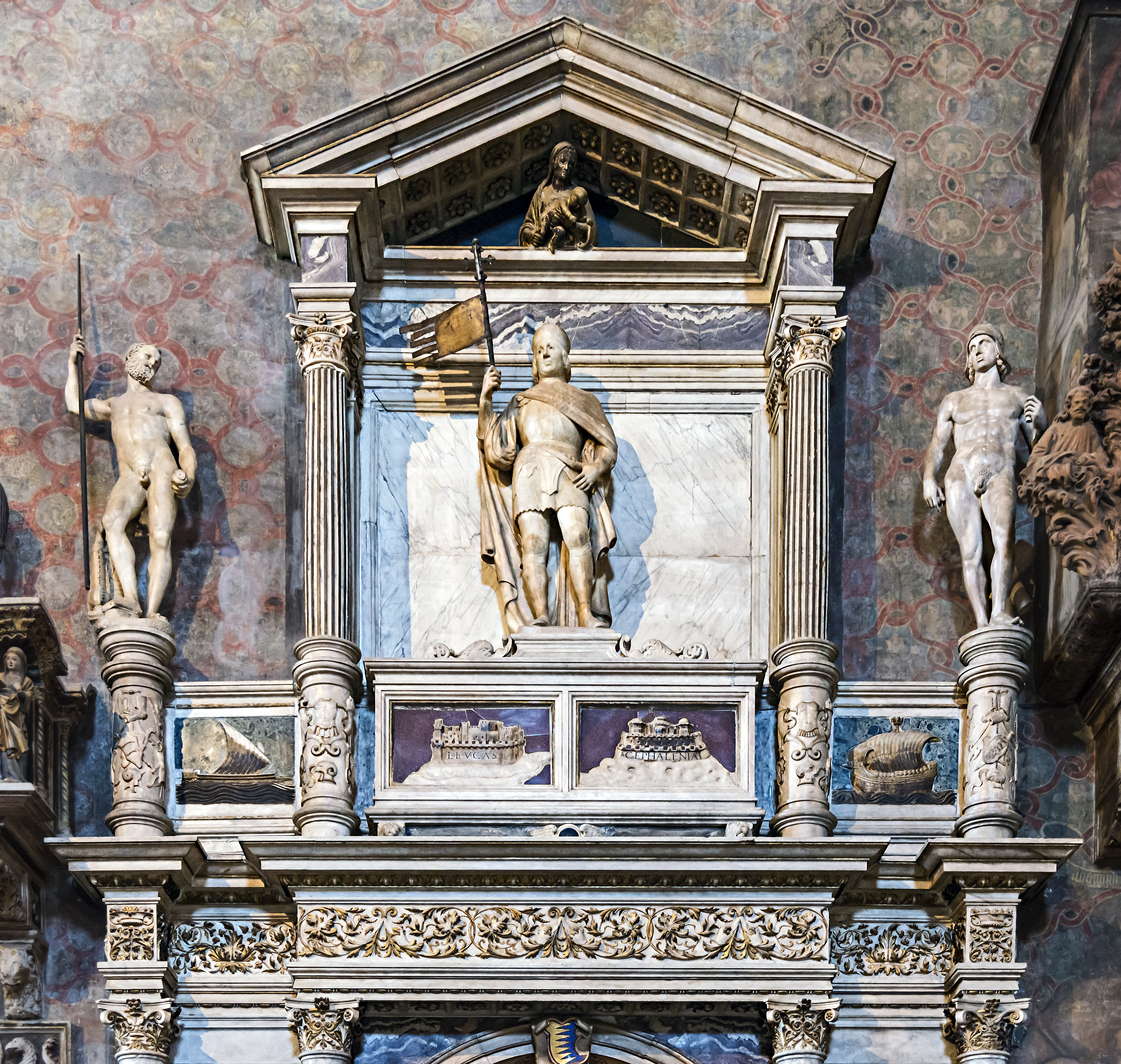
Monumento a Benedetto Pesaro
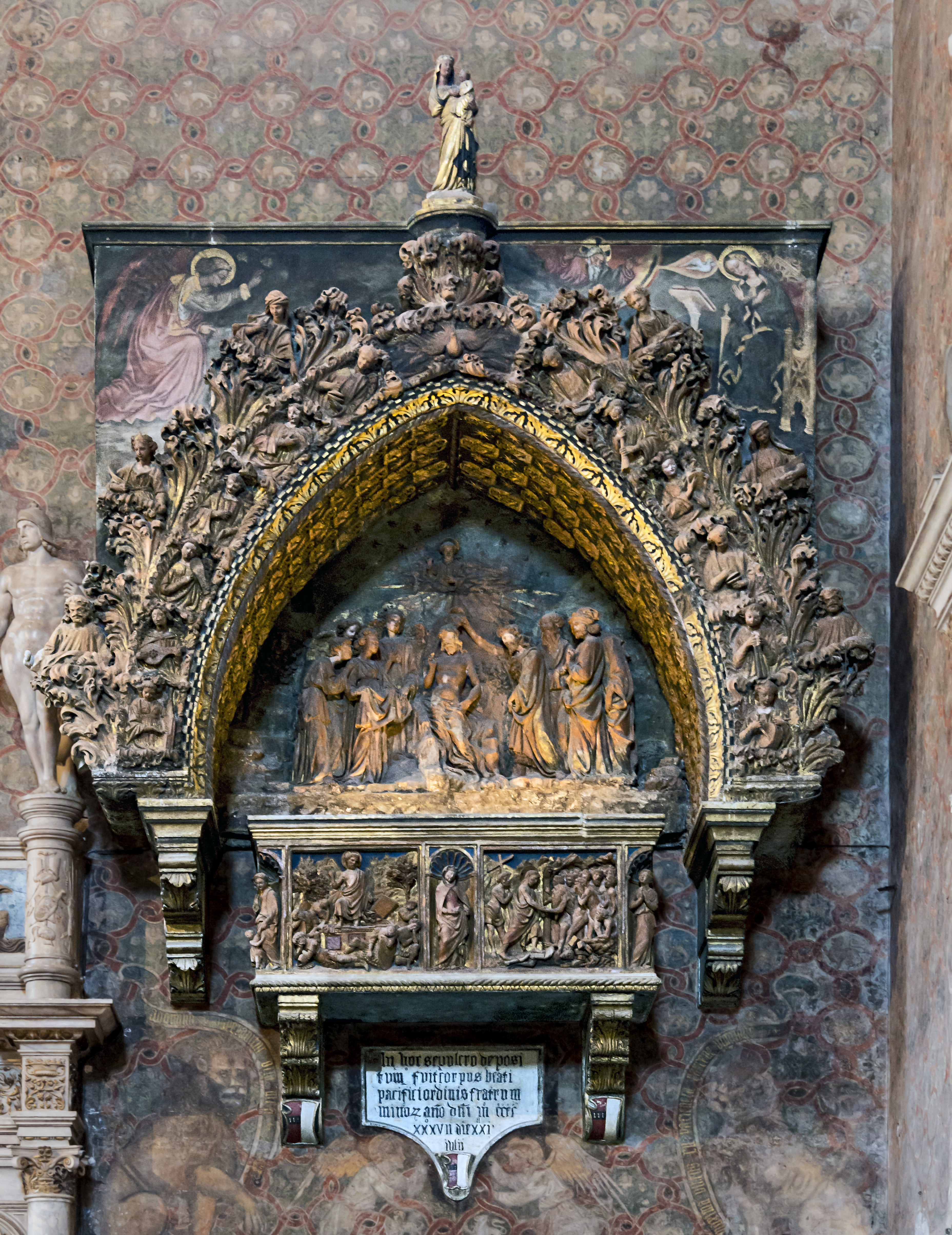
Monumento al beato Pacifico.
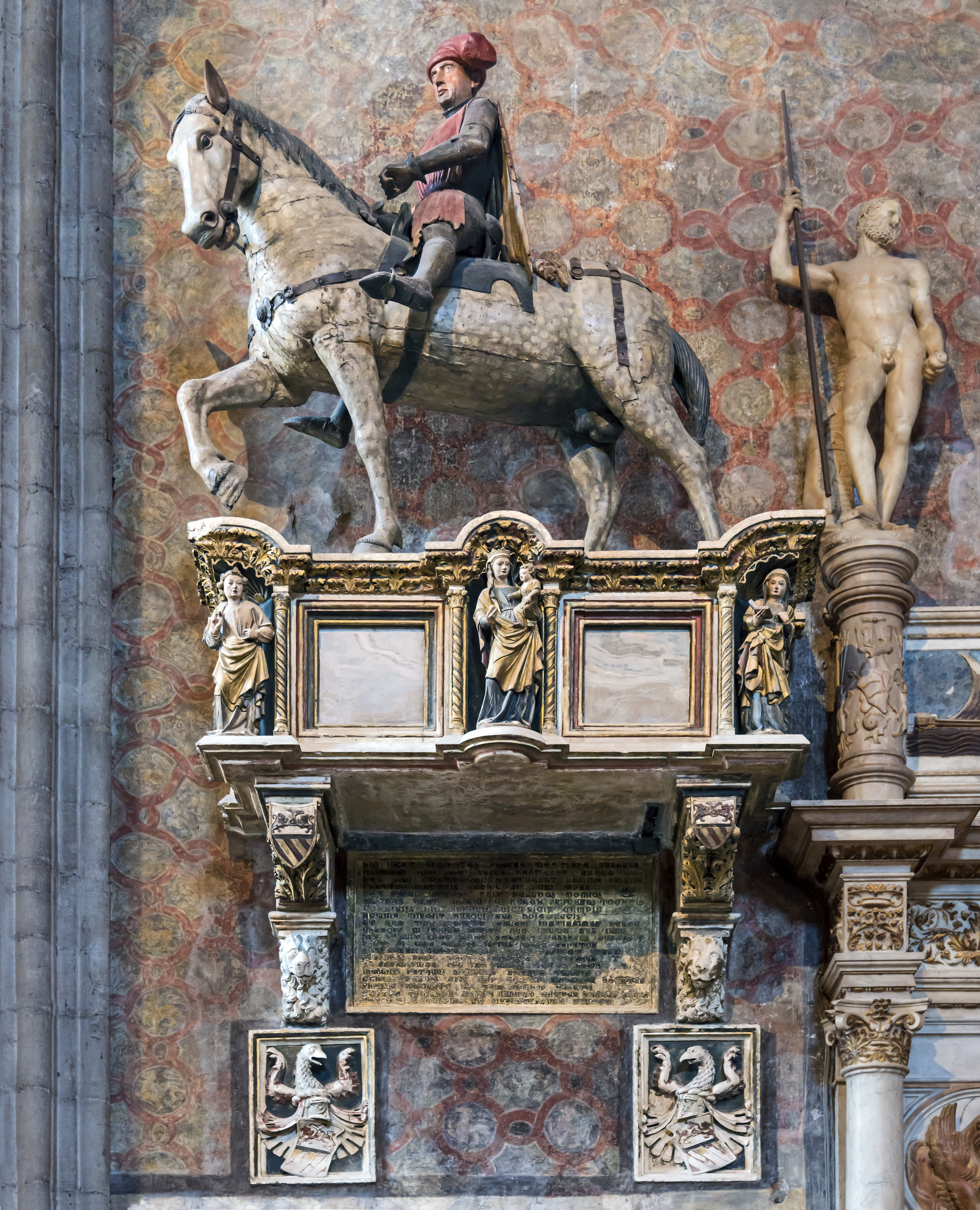
Monumento funebre a Paolo Savelli

### Sagrestia (22)
Si entra nella sacrestia dal transetto nord, passando sotto il monumento a Benedetto Pesaro. La modesta sala originale venne ampliata a 31x8,8 m con la costruzione dell'abside pentagonale per esser concessa come cappella gentilizia alla famiglia Pesaro nel 1478 che vi deporre la salma di Franceschina Tron e, dopo qualche anno, quella del marito Pietro Pesaro. Nella pala del Bellini, che abbellisce l'altare, a fianco della Madonna sono raffigurati i santi Nicola, Pietro, Marco e Benedetto protettori dei suoi figli. 

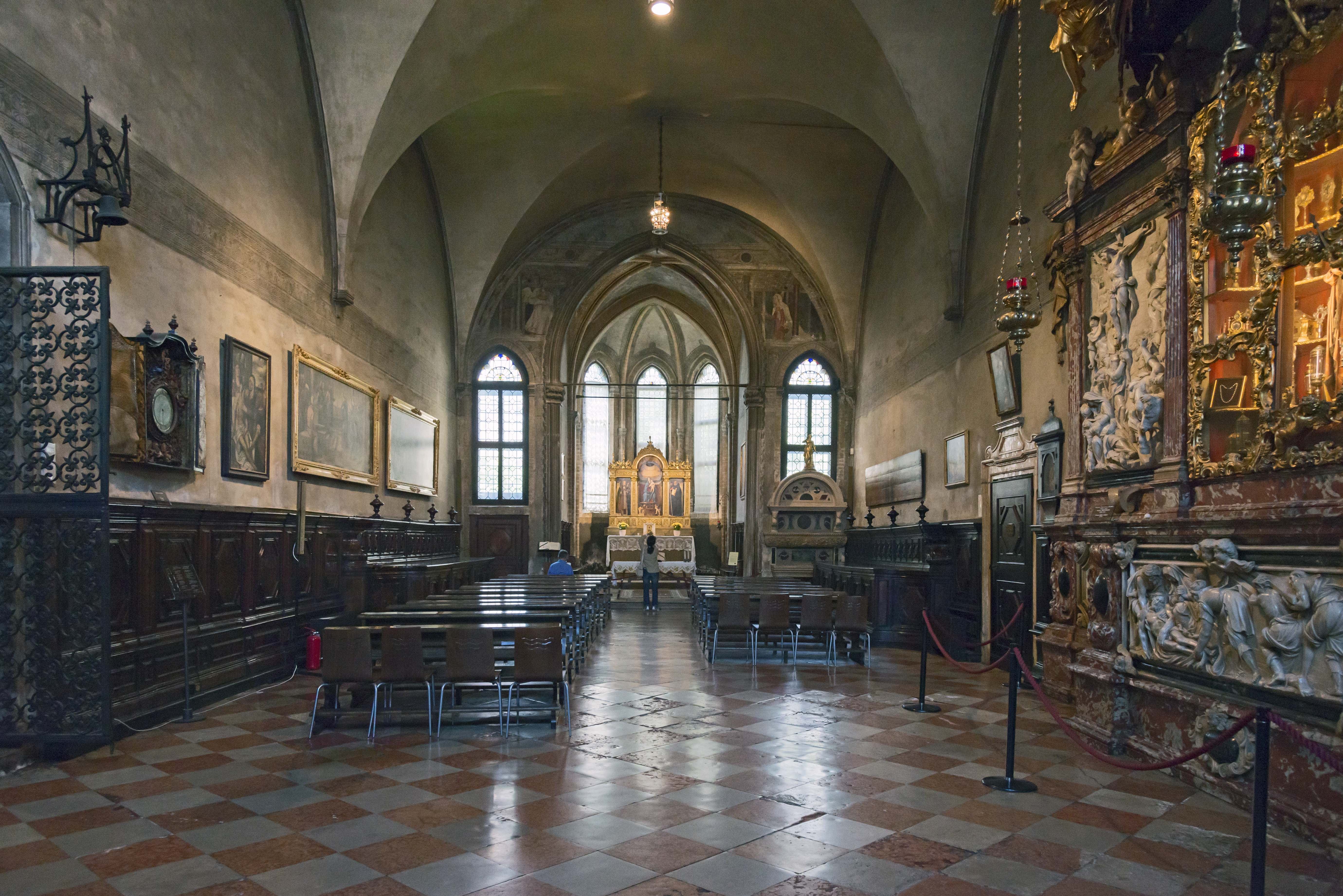
La sagrestia

Parete sinistra
- Il tabernacolo-reliquiario del Preziosissimo Sangue, di Bartolomeo Bellano e bottega, sorto per ospitare la reliquia donata da Melchiorre Trevisan alla chiesa nel 1480. Fino al 1581 esso era posto nella parete destra della cappella Trevisan, per esser poi spostato in sagrestia. Ai lati del tabernacolo sono le statue di Giovanni Battista, di Tullio Lombardo, e Francesco di Assisi, del fratello Antonio.[2][3]
- La Deposizione di Niccolò Frangipane, risalente al 1593.
- La Visita della regina di Saba a Salomone e l'Adorazione dei Magi, provenienti dalla Zecca ed attribuite ad Antonio Negretti detto Palma.[4]

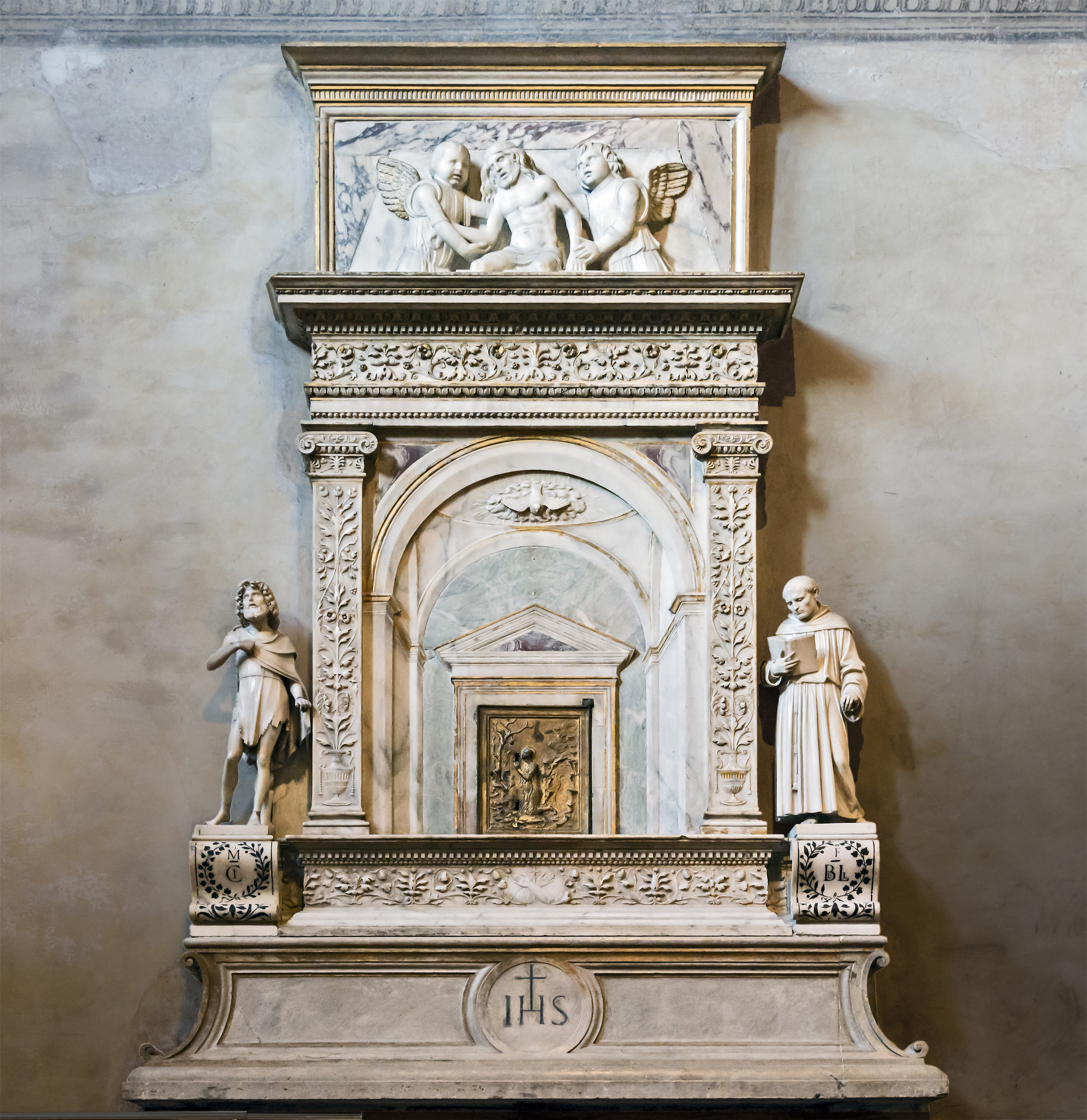
Tullio e Antonio Lombardo, tabernacolo del Preziosissimo Sangue
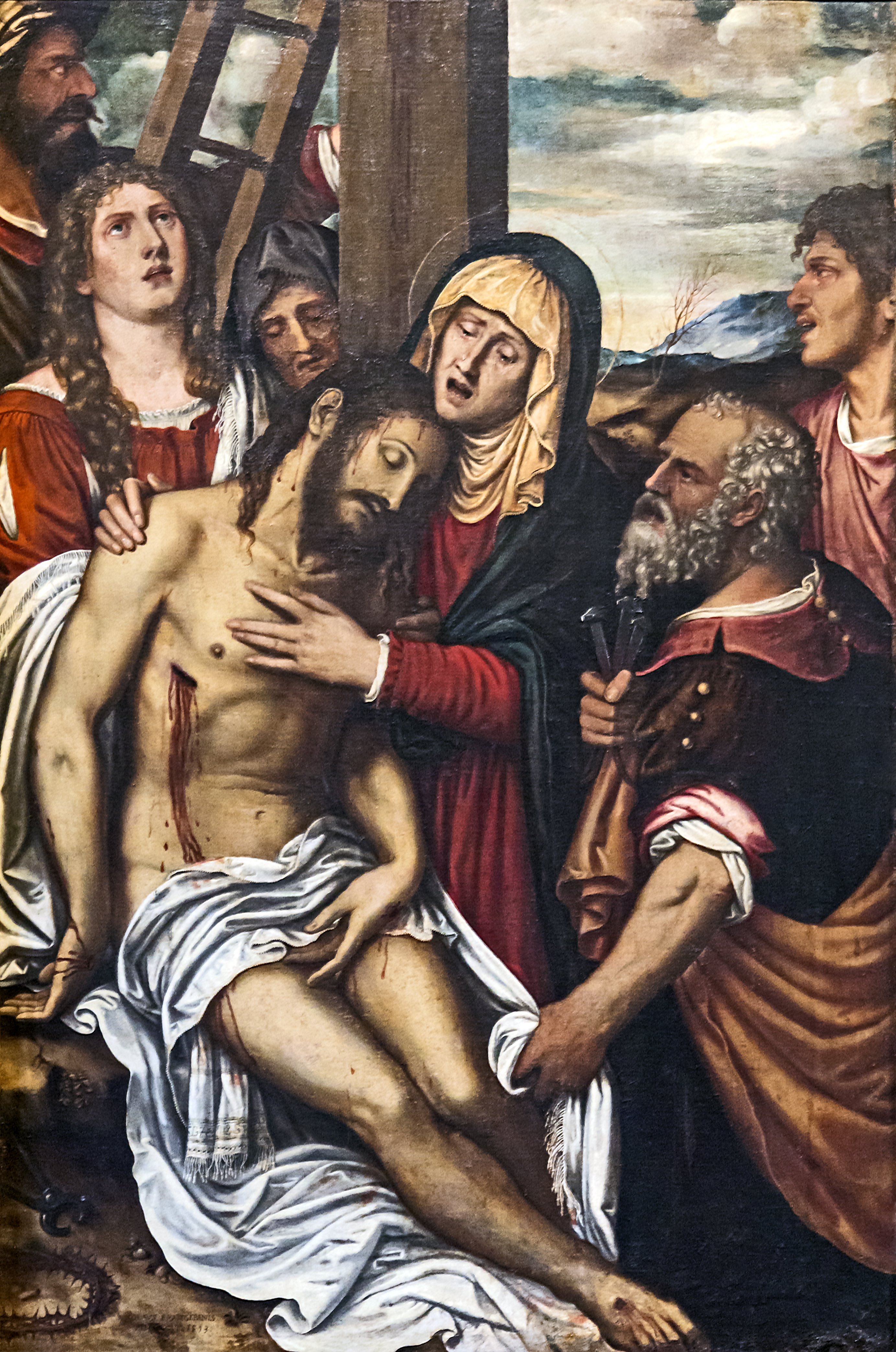
Niccolò Frangipane, Deposizione
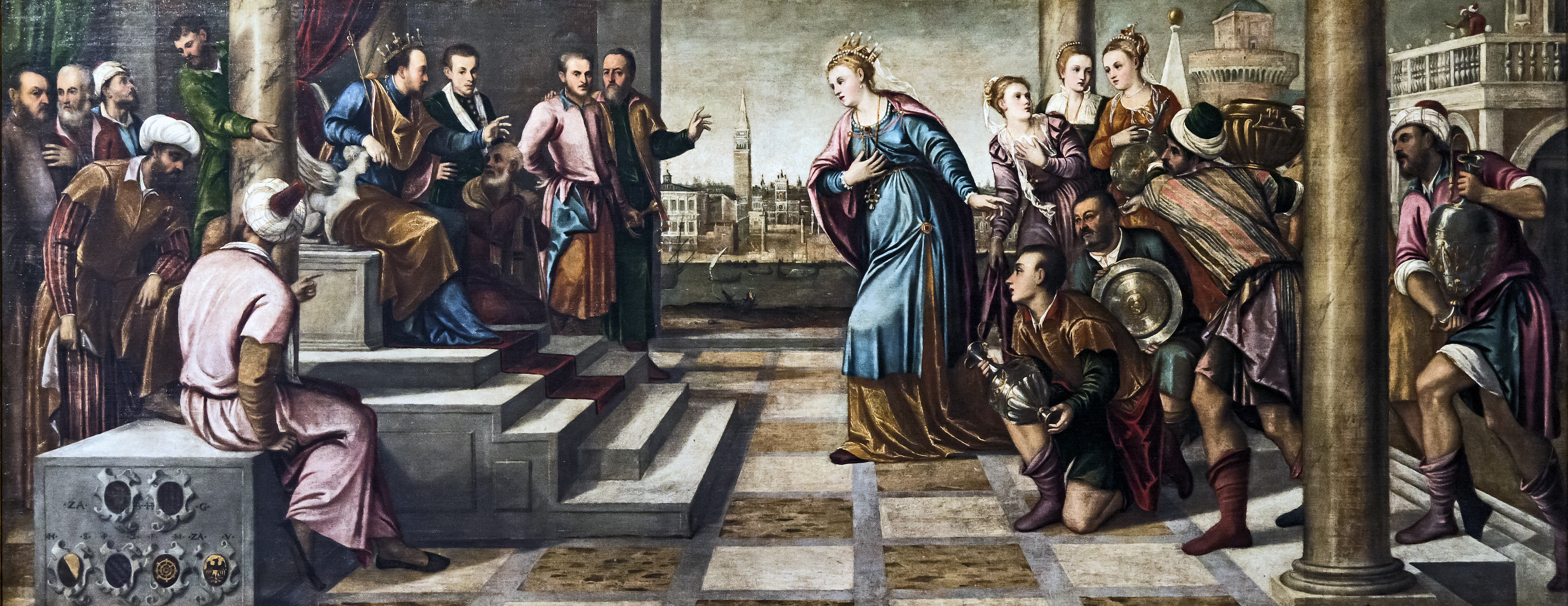
Antonio Negretti, Visita della regina di Saba a Salomone
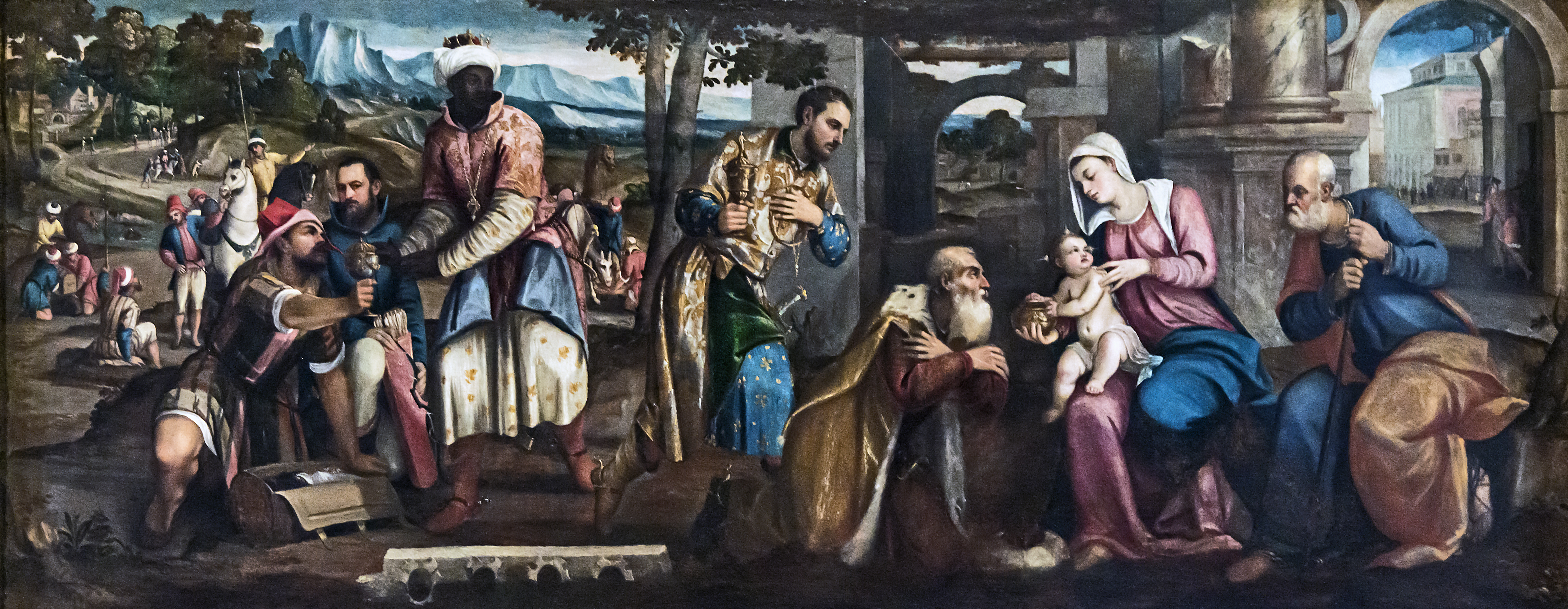
Bonifacio de' Pitati, Adorazione dei Magi

Altare (21)
Sull'arco trionfale e sulla volta: l'Annunciazione e gli Evangelisti, affreschi attribuiti a Jacopo Da Montagnana (1480-85 c.).
- Sull'altare si trova la pala con Madonna in trono con il Bambino attorniata dai santi Nicolò, Pietro, Benedetto, Marco e due angeli musicanti, trittico di Giovanni Bellini, firmato e datato 1488. L'opera ha ancora la sua cornice originaria, intagliata da Jacopo da Faenza.
- Sulla parete sinistra, Agar nel deserto di Giovanni Battista Pittoni.

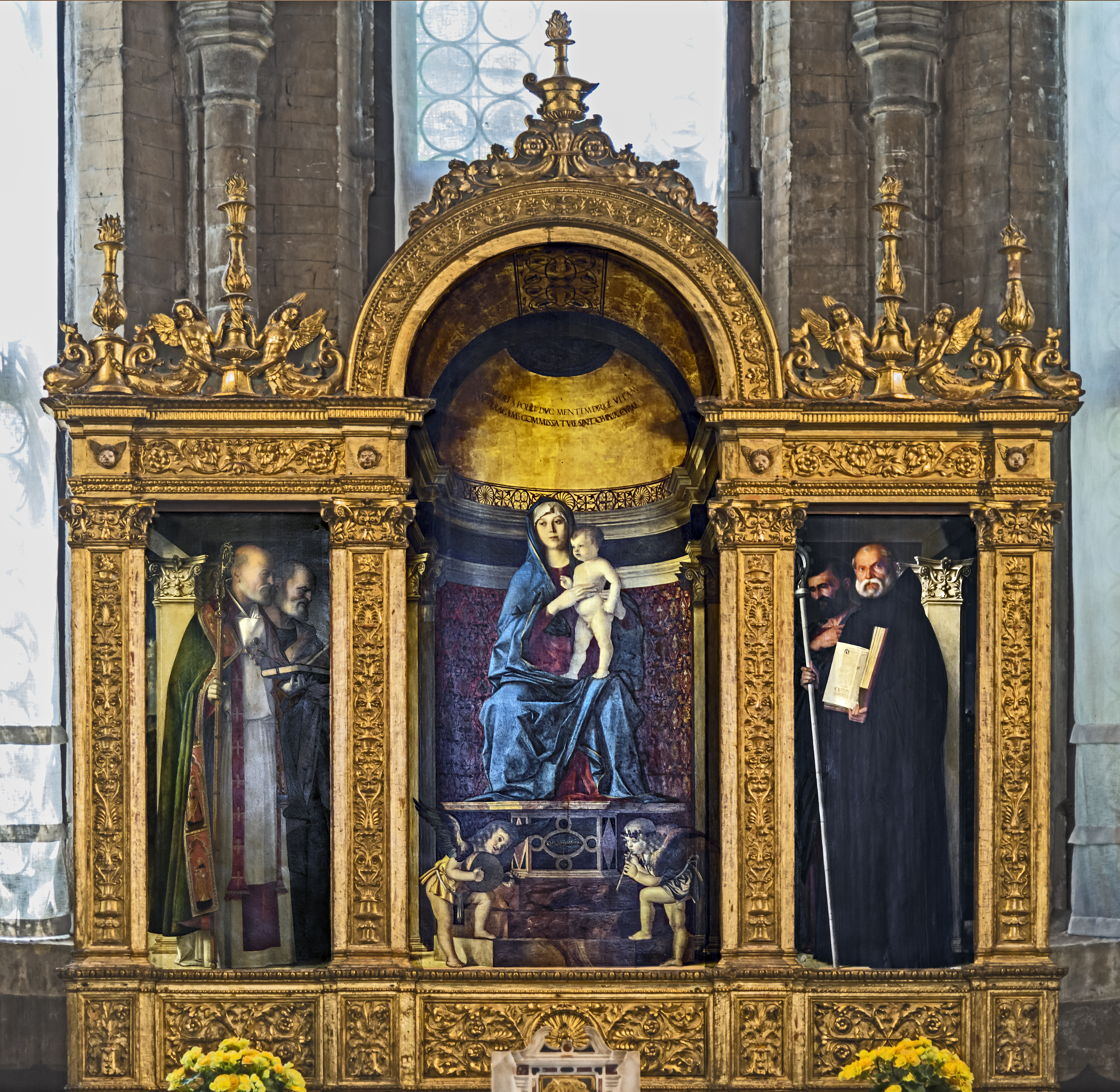
Giovanni Bellini, Trittico dei Frari.
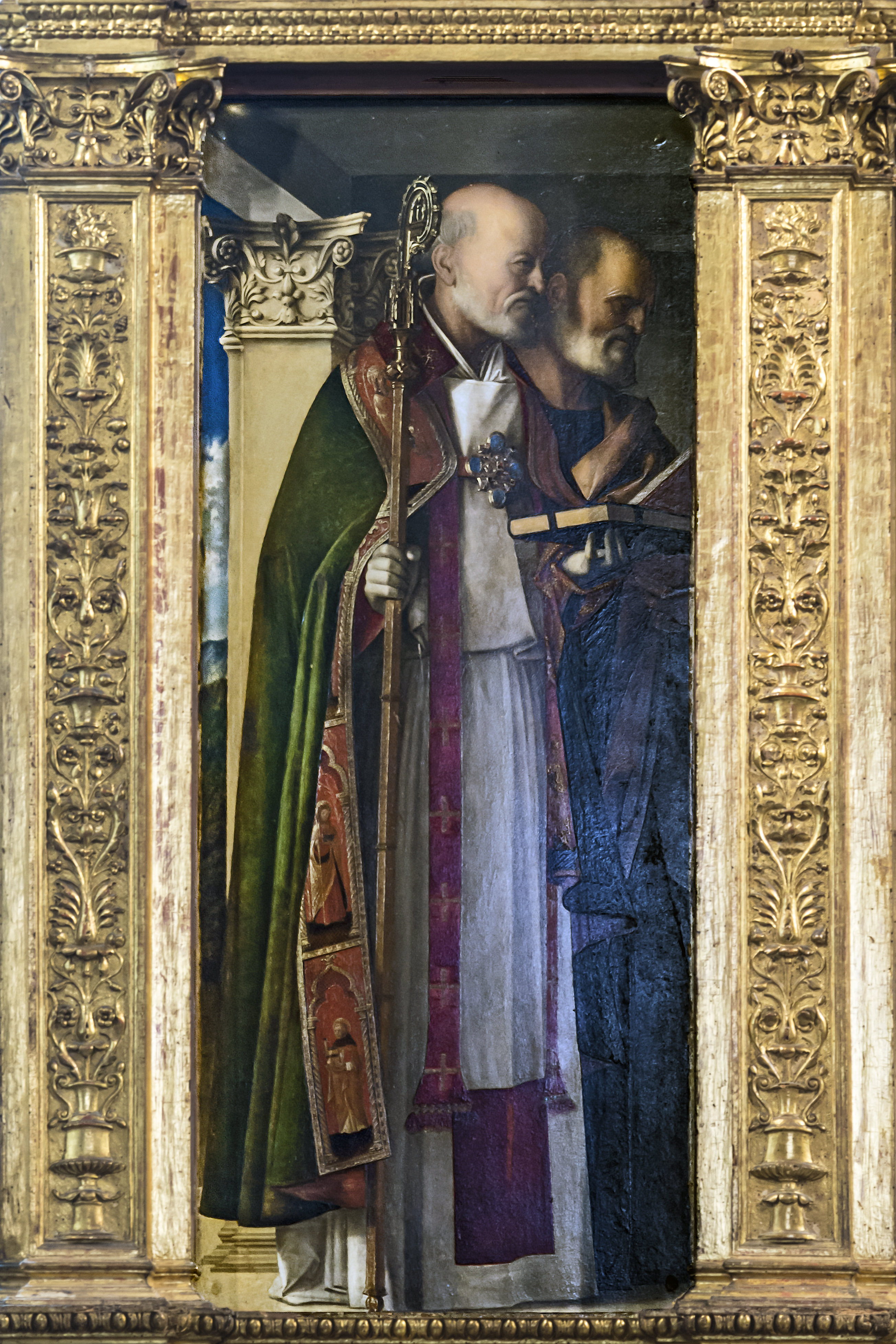
Santi Nicola e Pietro
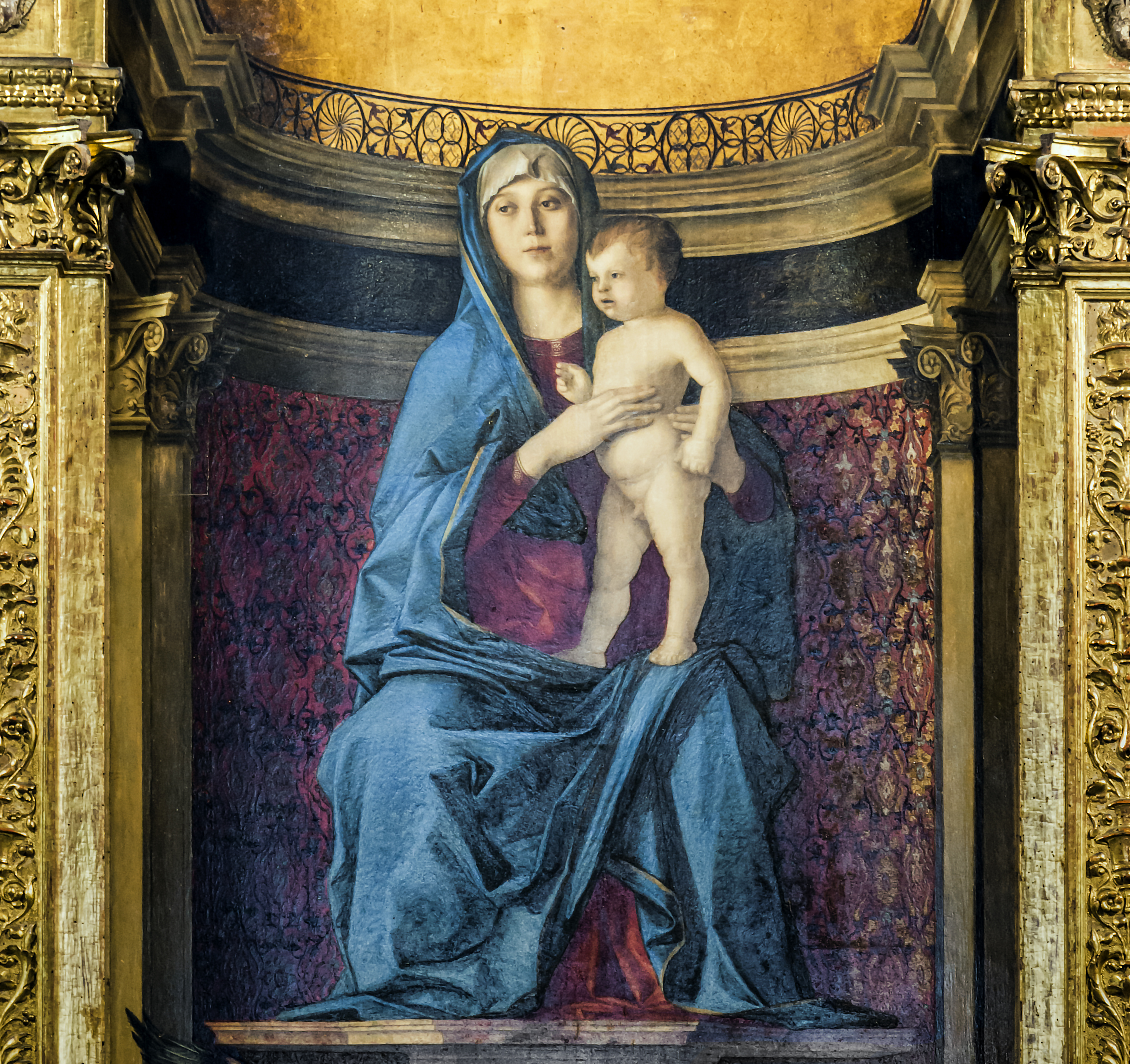
Madonna col Bambino
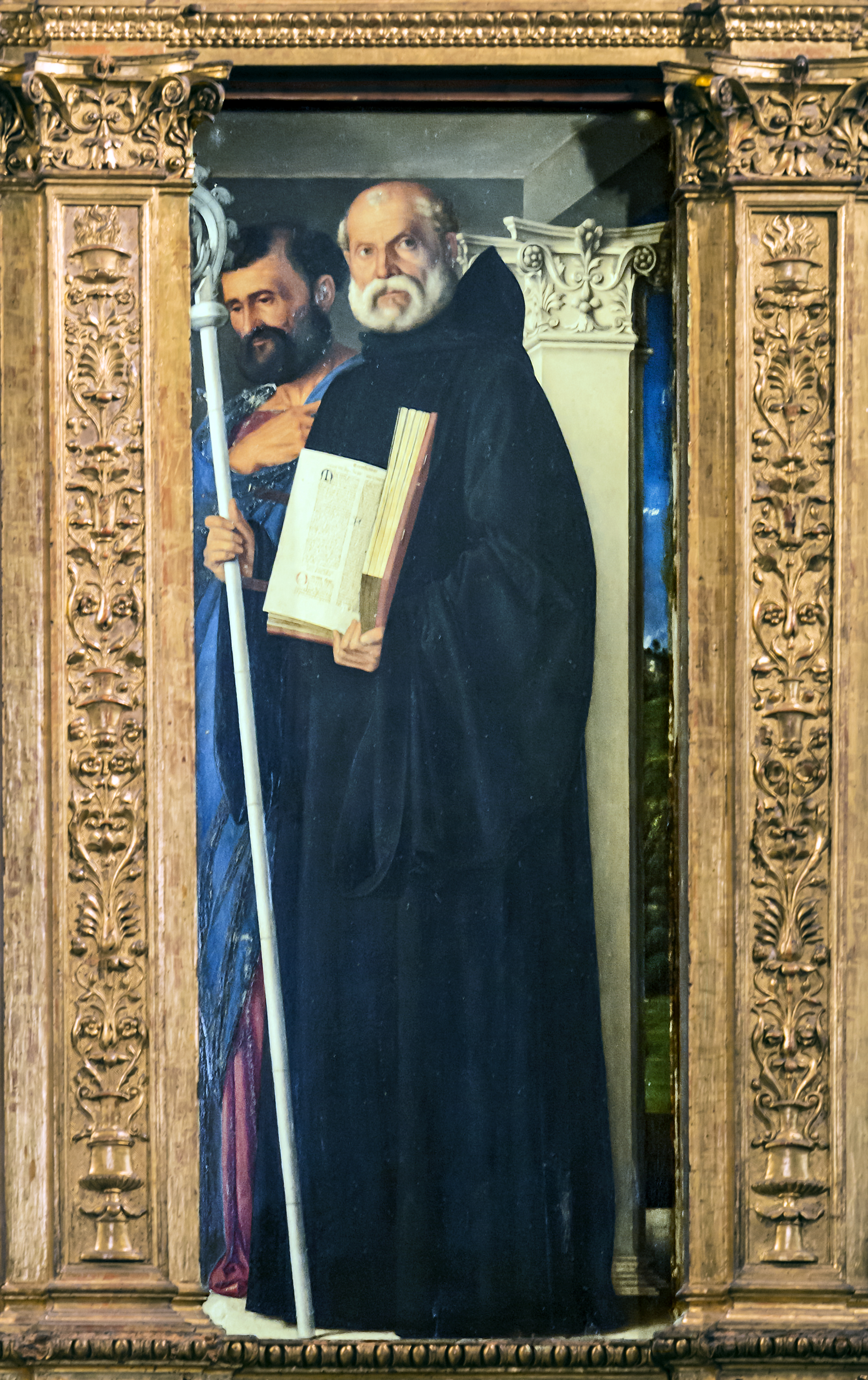
Santi Benedetto e Marco
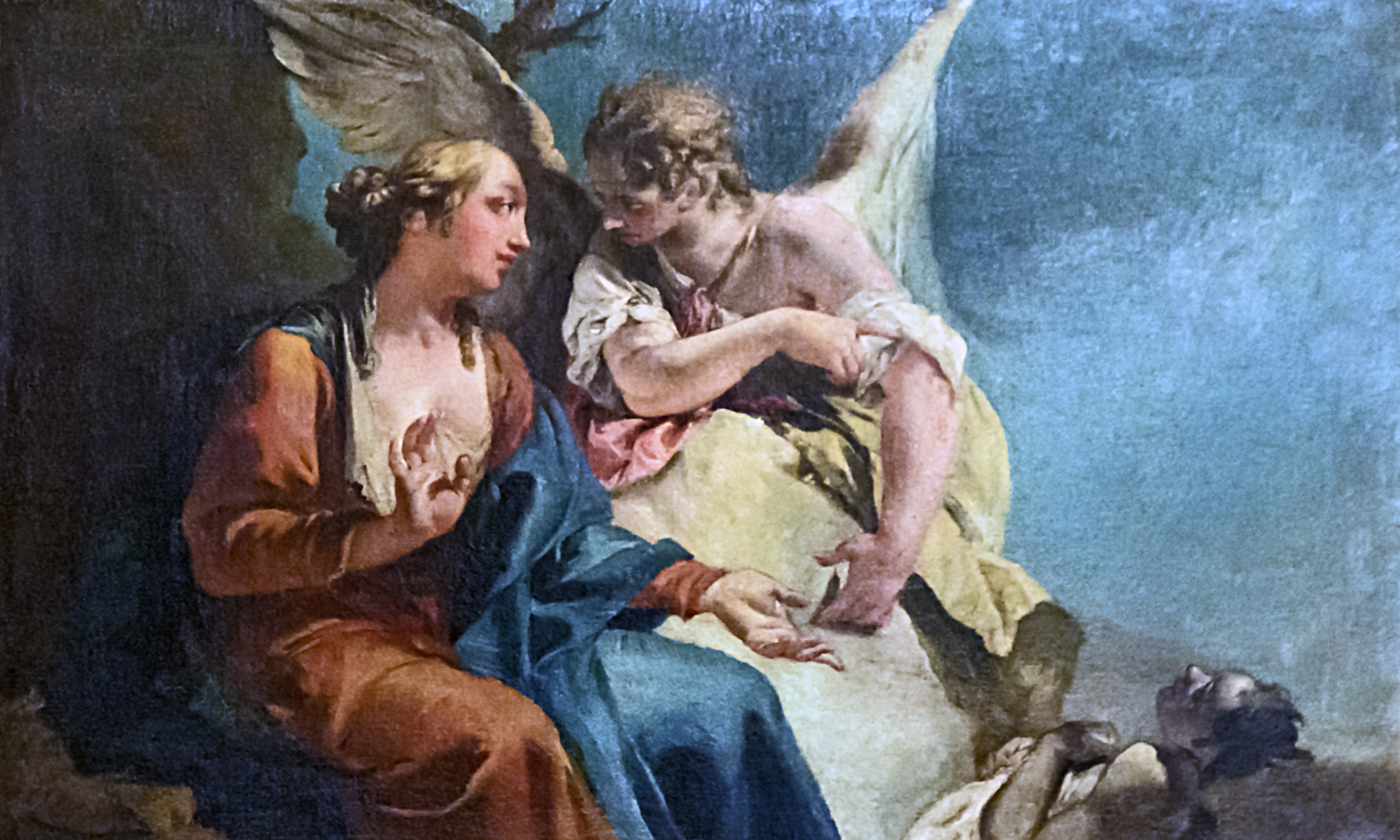
Giovanni Battista Pittoni, Agar nel deserto

Parete destra (23 -24)
- Madonna della Misericordia con i santi Marco e Francesco dell'Ortolano.
- Girolamo da Santacroce, Il matrimonio mistico di santa Caterina
- San Filippo Neri di Giuseppe Nogari.
- Madonna in preghiera di Giovanni Battista Salvi (copia da - sec. XIX).
- Altare delle Reliquie, di Francesco Cabianca e Andrea Brustolon

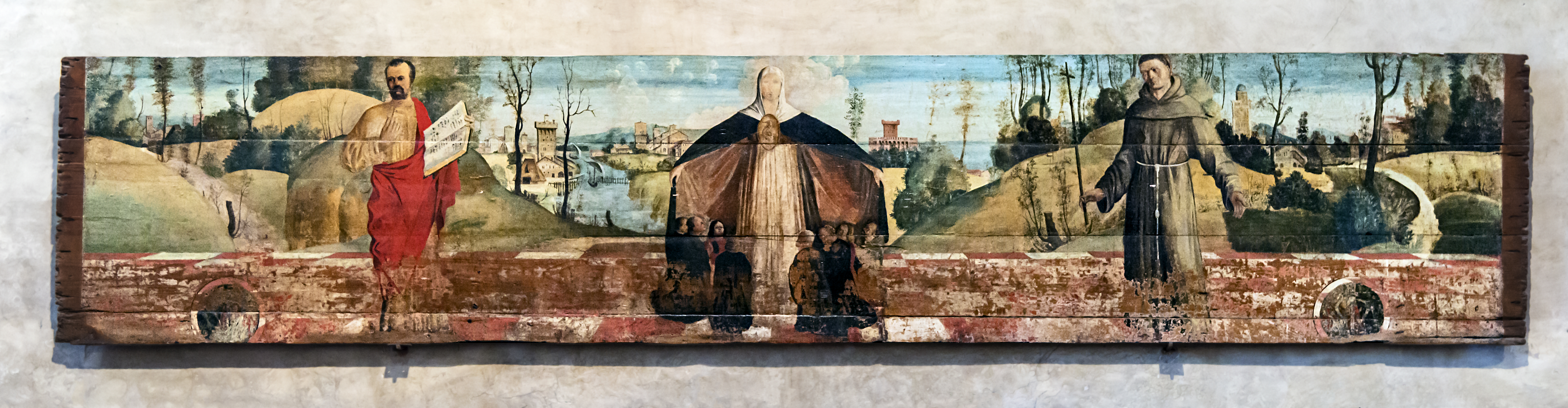
Madonna della Misericordia, Ortolano.
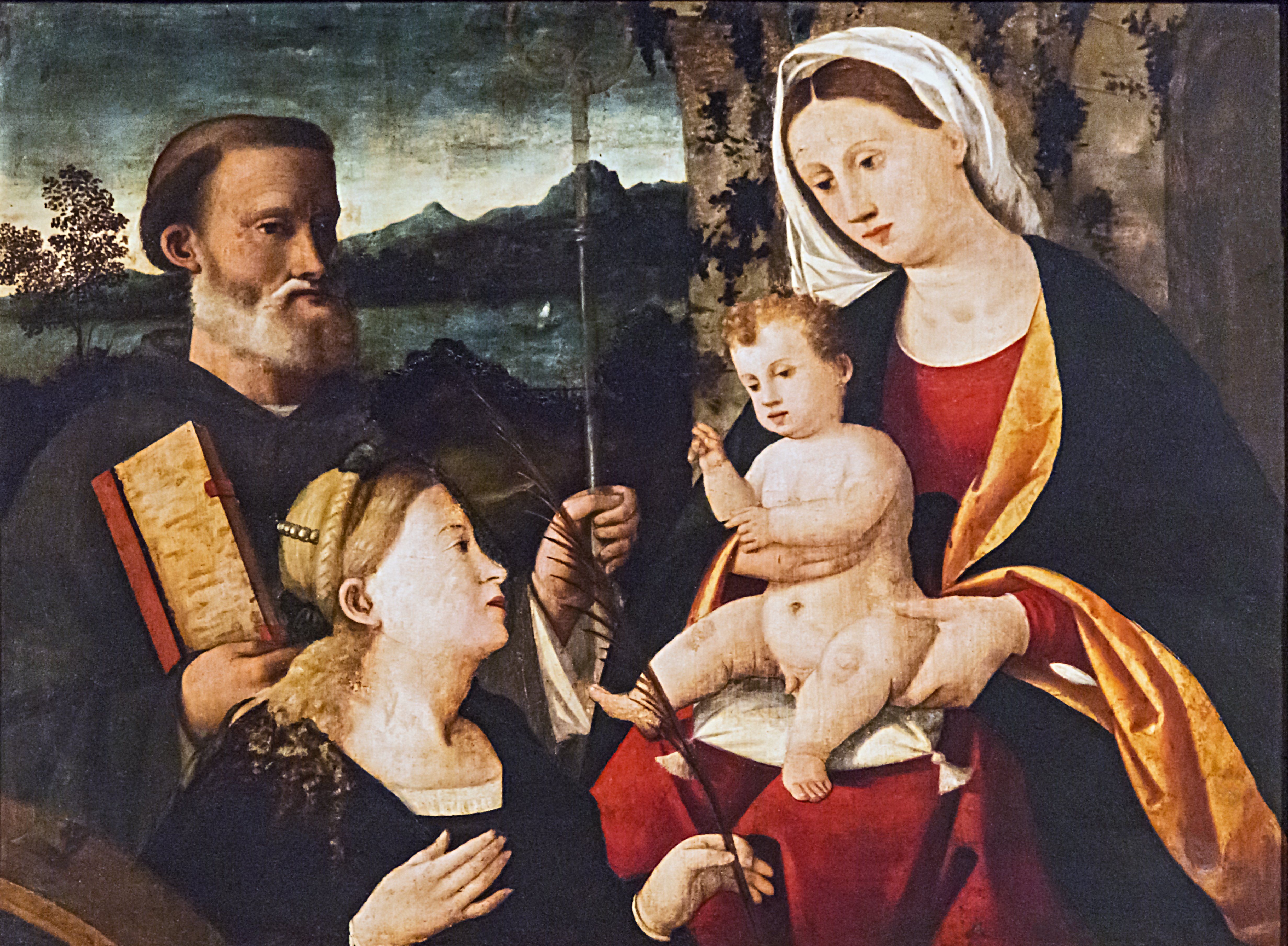
Il matrimonio mistico di santa Caterina, Girolamo da Santacroce
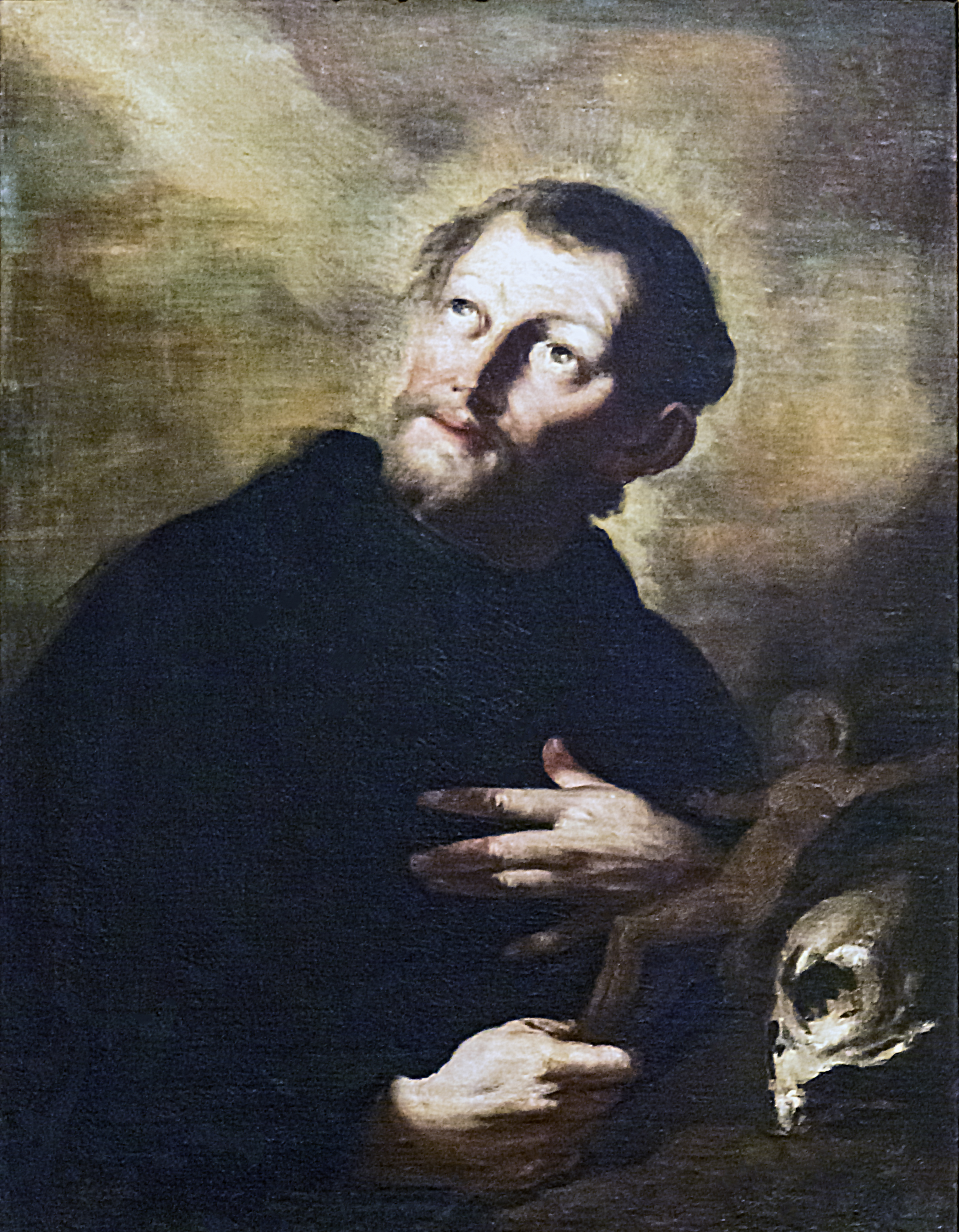
San Filippo Neri, Giuseppe Nogari
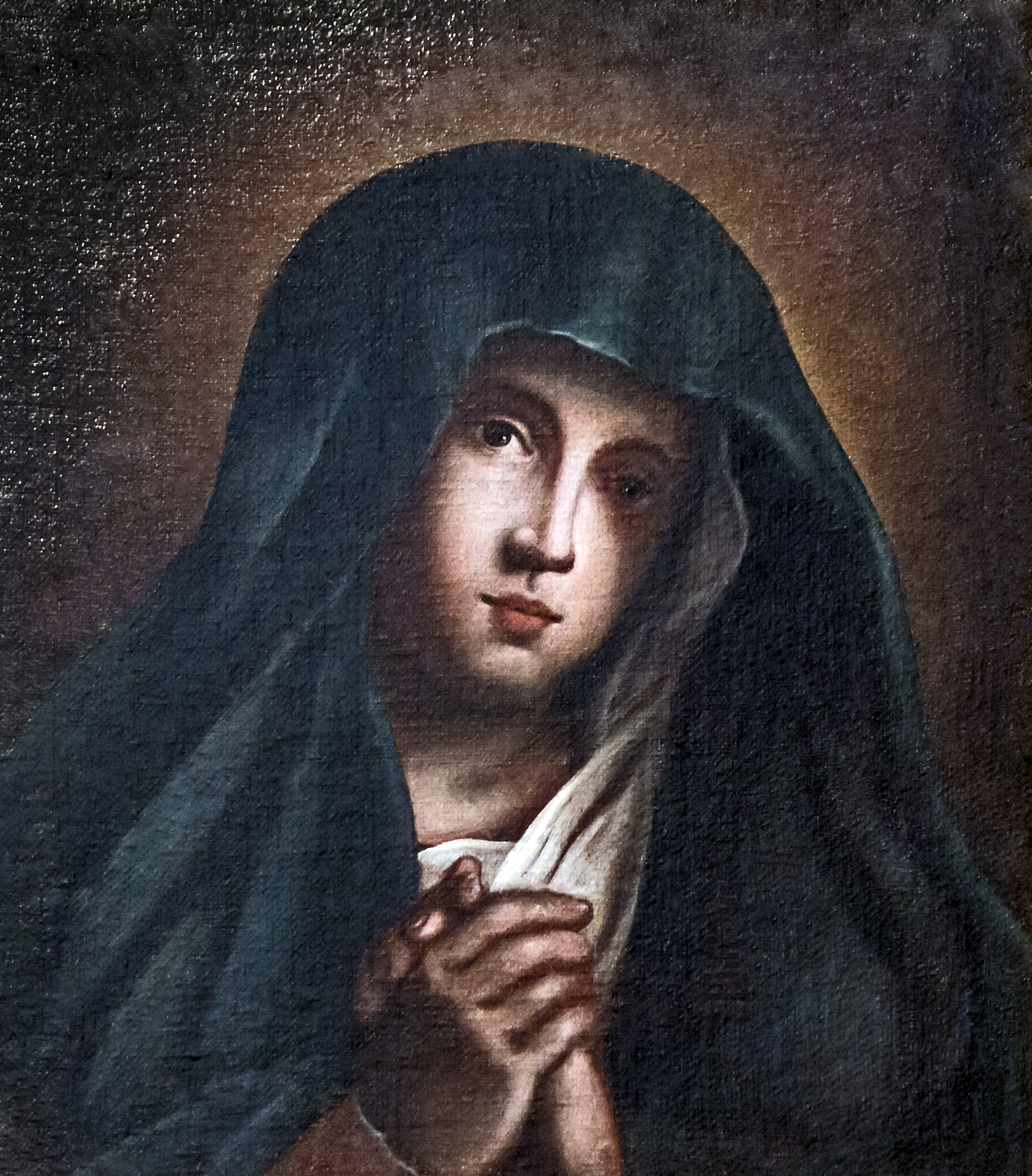
Il Sassoferrato (copia), Madonna in preghiera

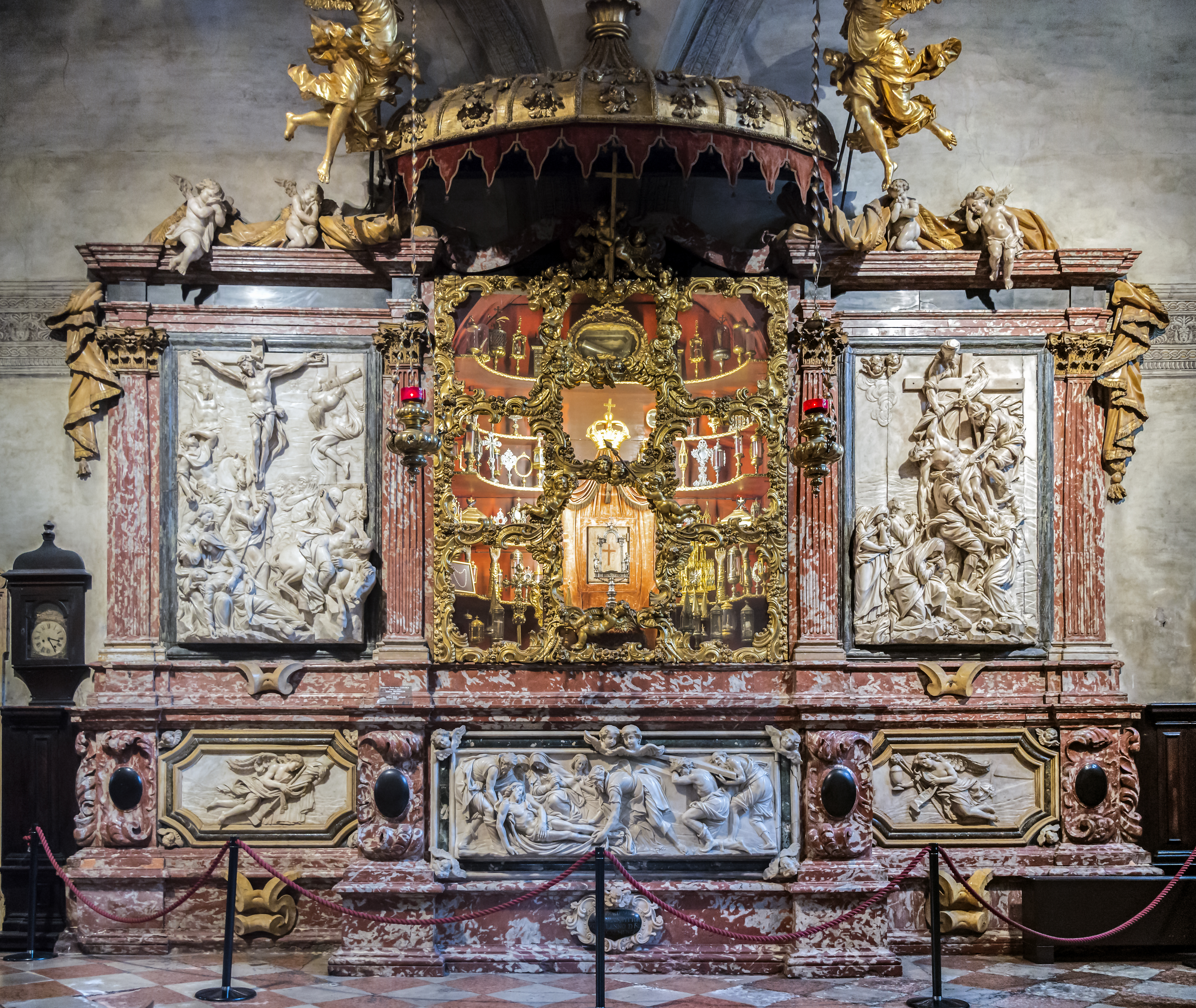
Altare delle Reliquie
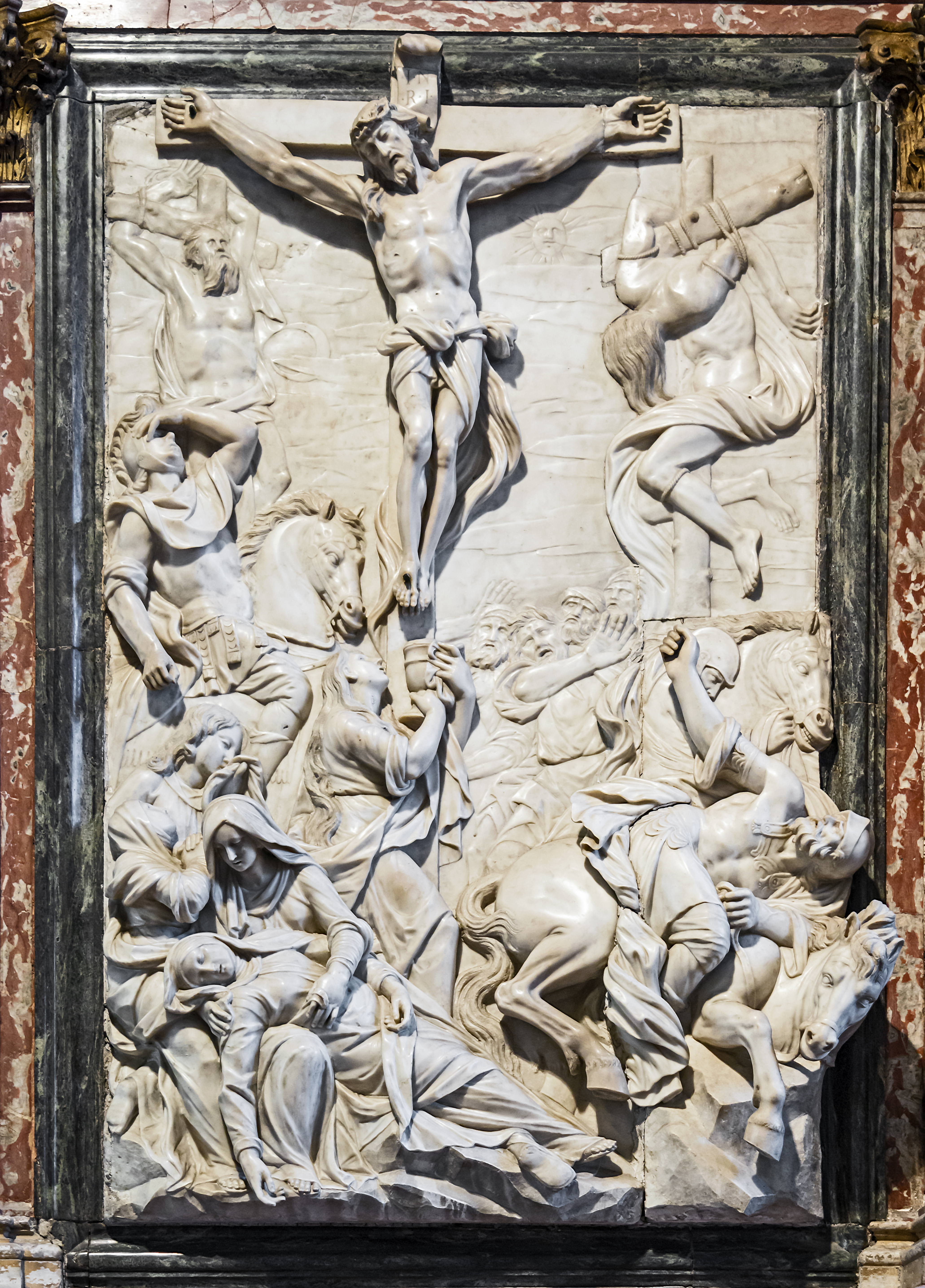
Crocifissione di Francesco Cabianca
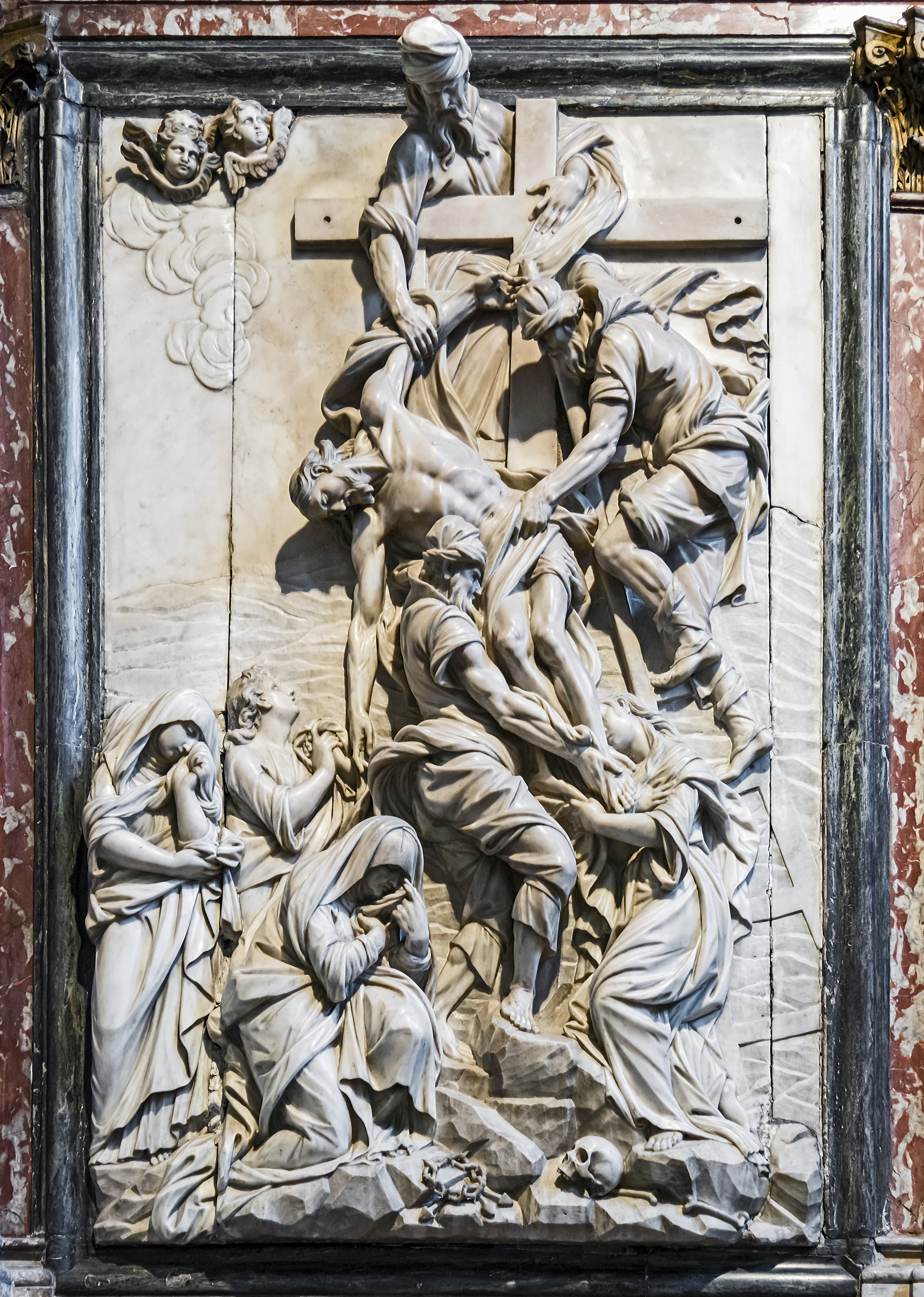
Deposizione di Francesco Cabianca
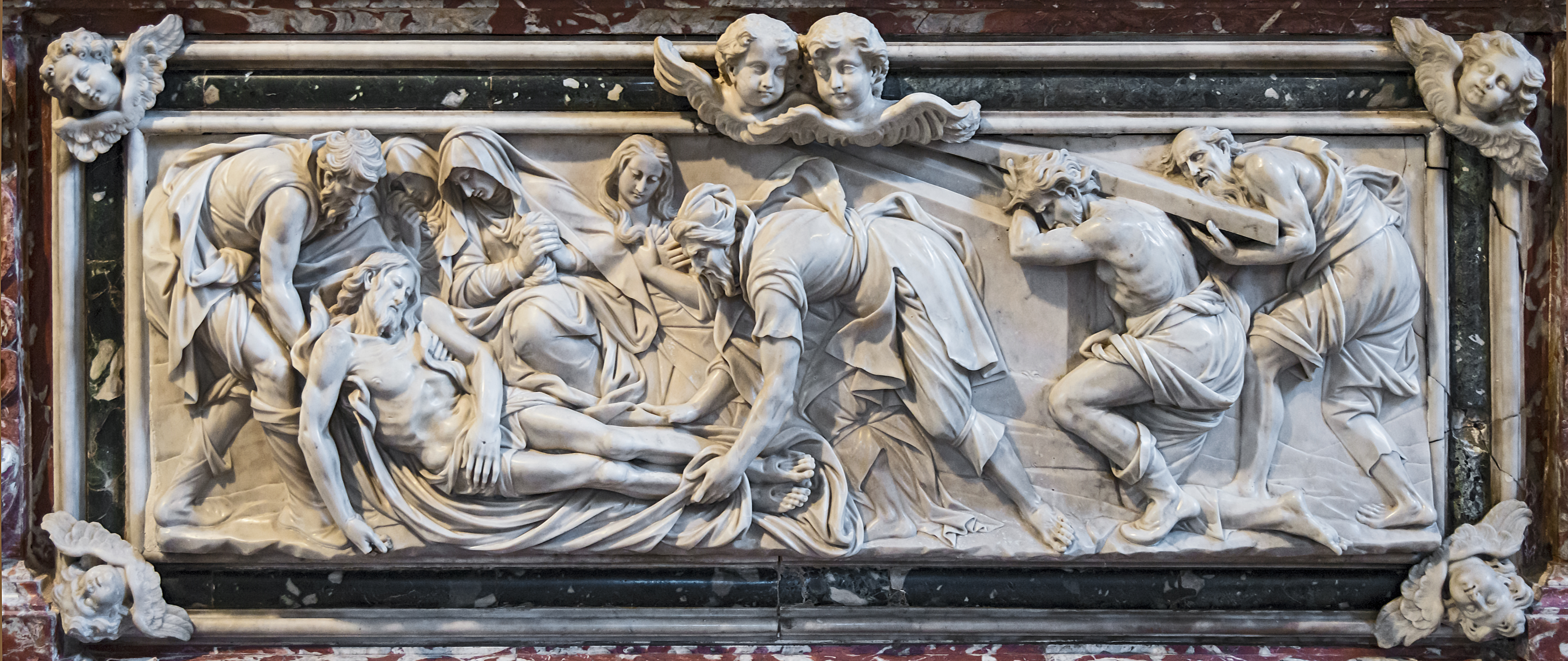
Sepoltura del Cristo  di Francesco Cabianca

### Sala del Capitolo (24)
- Monumento a Francesco Dandolo. Il cassone, che presenta un rilievo con la Dormizione della Vergine, era una volta completamente dorato. Al di sopra del cassone, Francesco Dandolo e sua moglie presentati alla Madonna col Bambino dai santi Francesco e Elisabetta dipinto da Paolo Veneziano.
- L'orologio di Francesco Pianta.
- Doge Marino Morosini di Palma il Giovane.

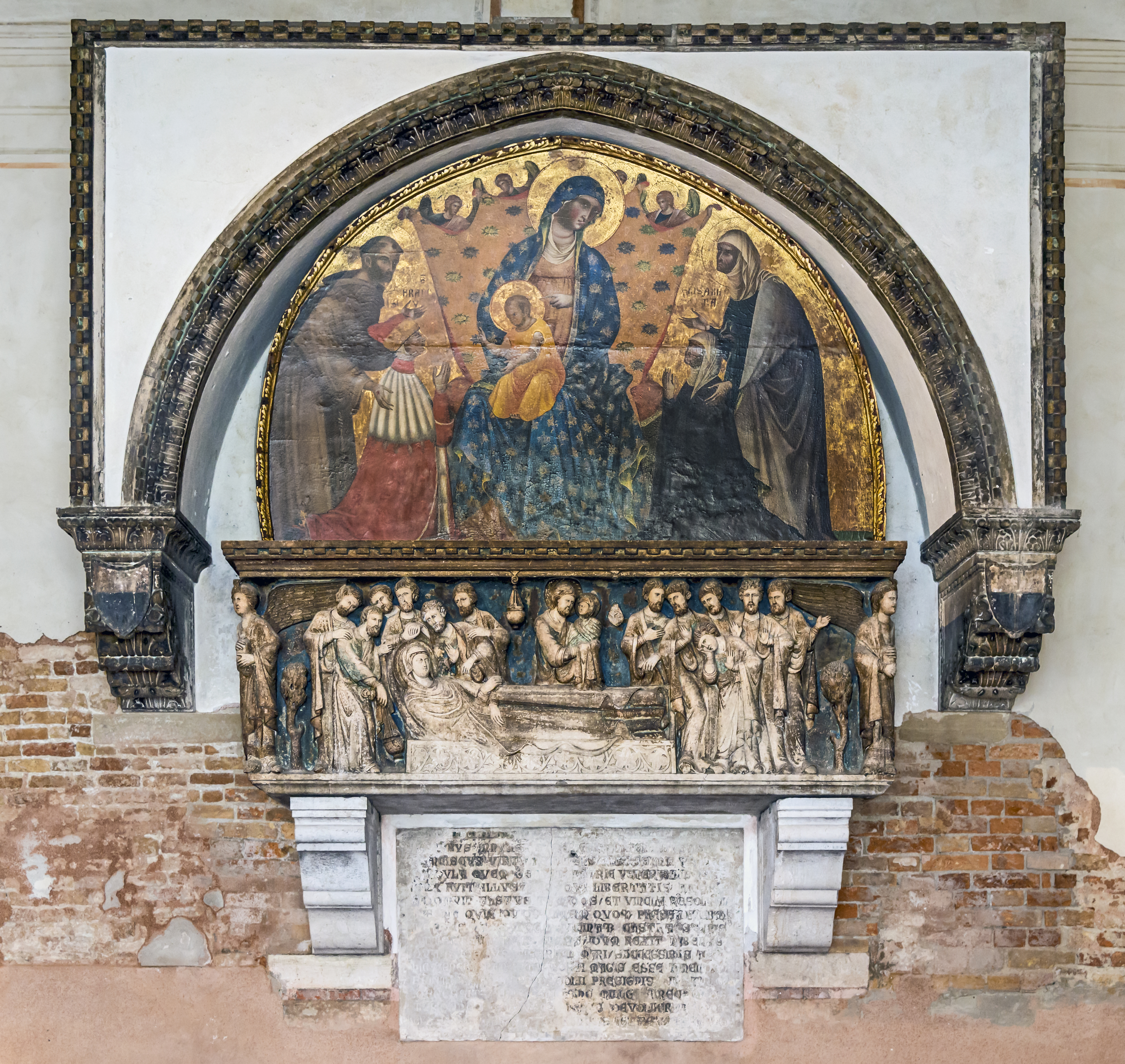
Monumento del doge Francesco Dandolo
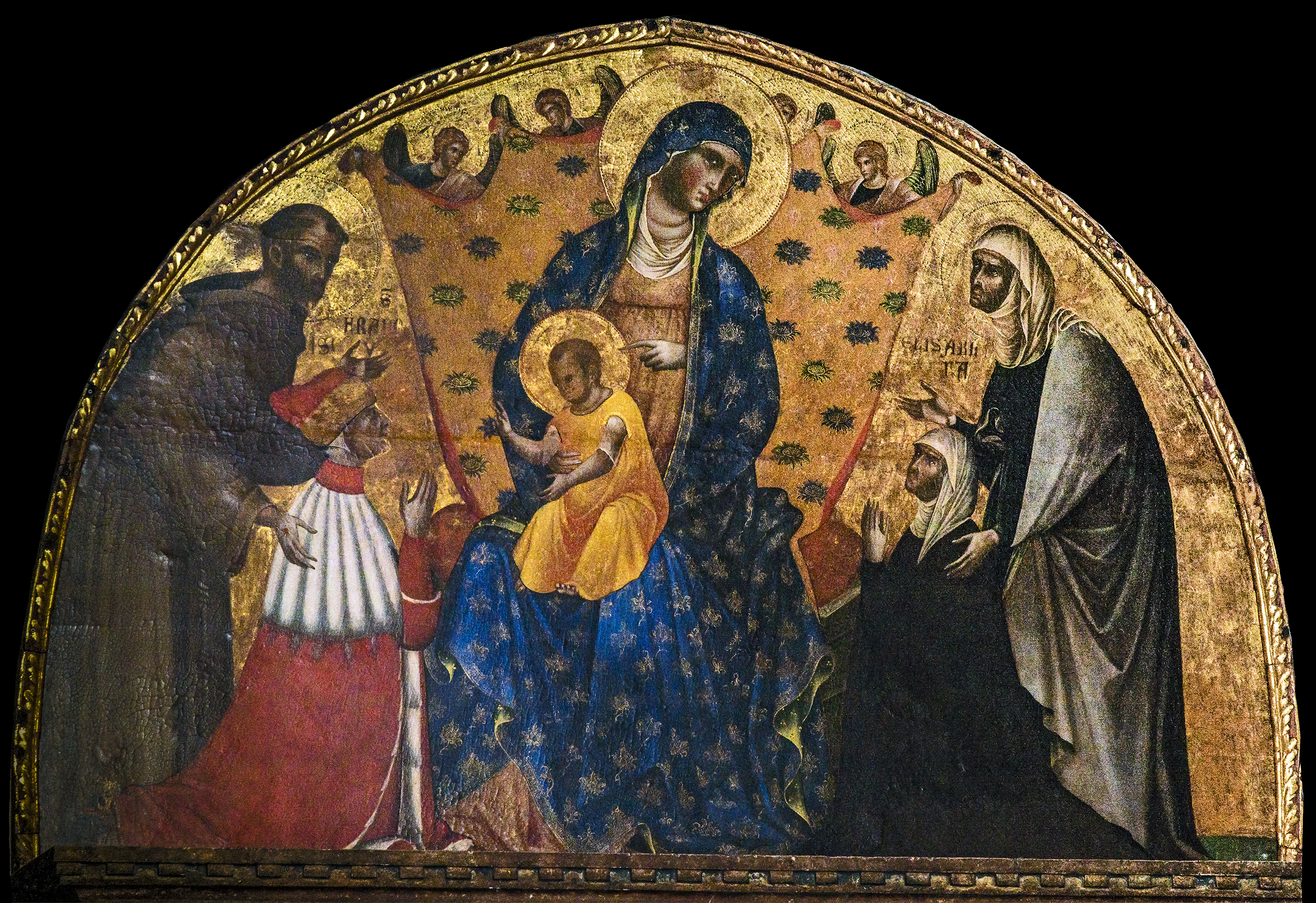
Francesco Dandolo ed Elisabetta Contarini presentati alla Madonna col Bambino, Paolo Veneziano.
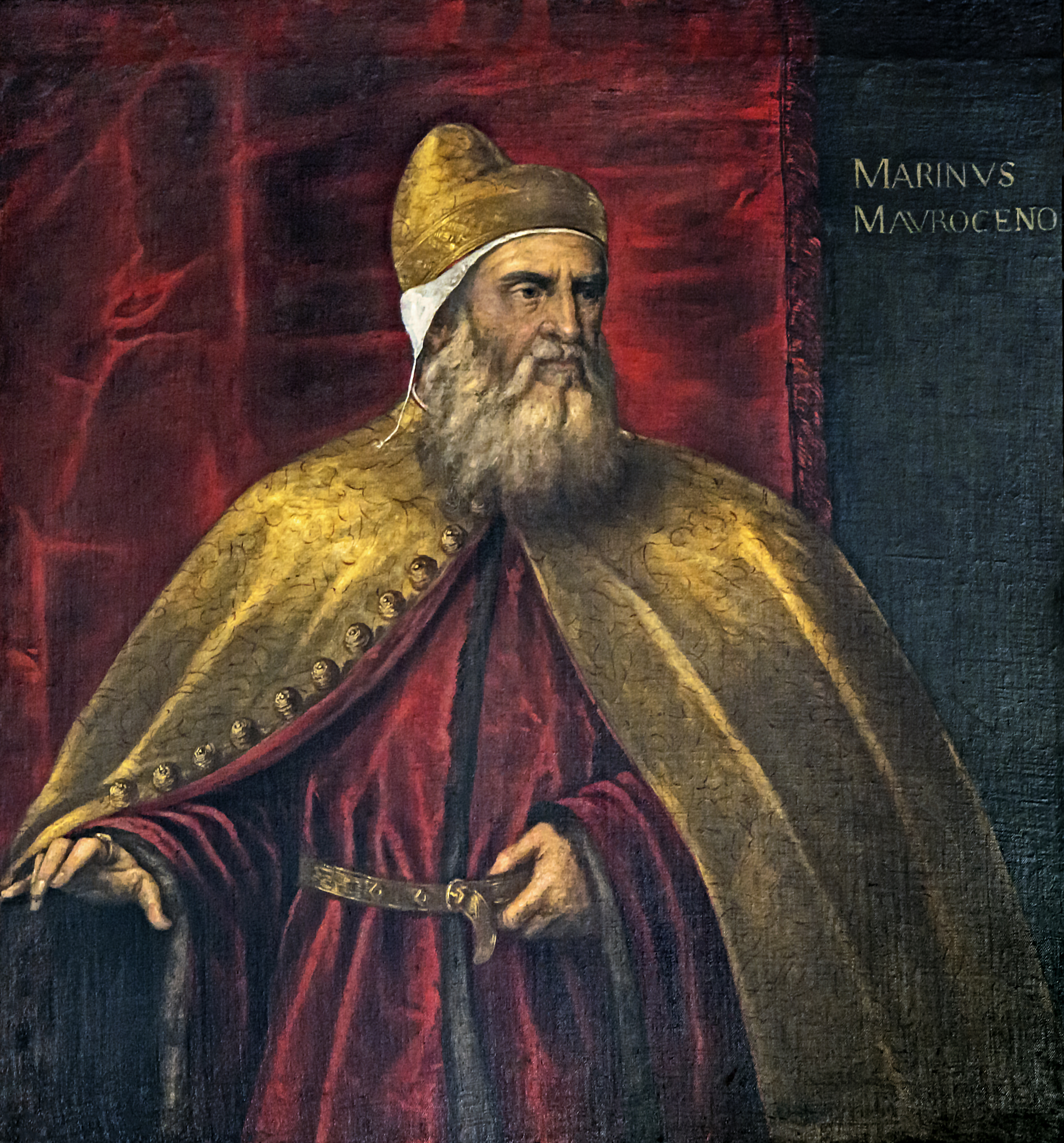
Doge Marino Morosini, Palma il Giovane.
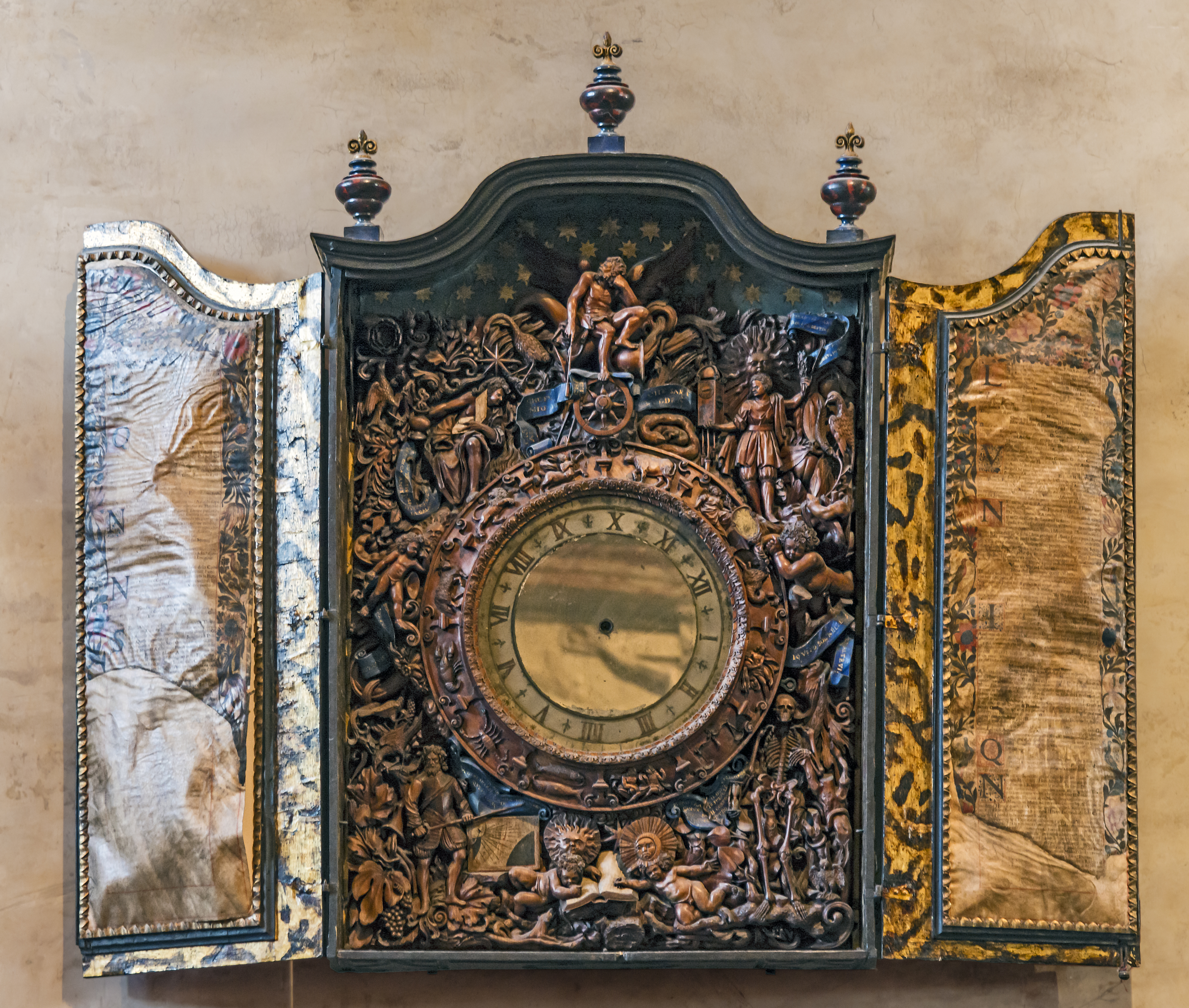
Francesco Pianta, orologio

### Cappelle absidali di destra

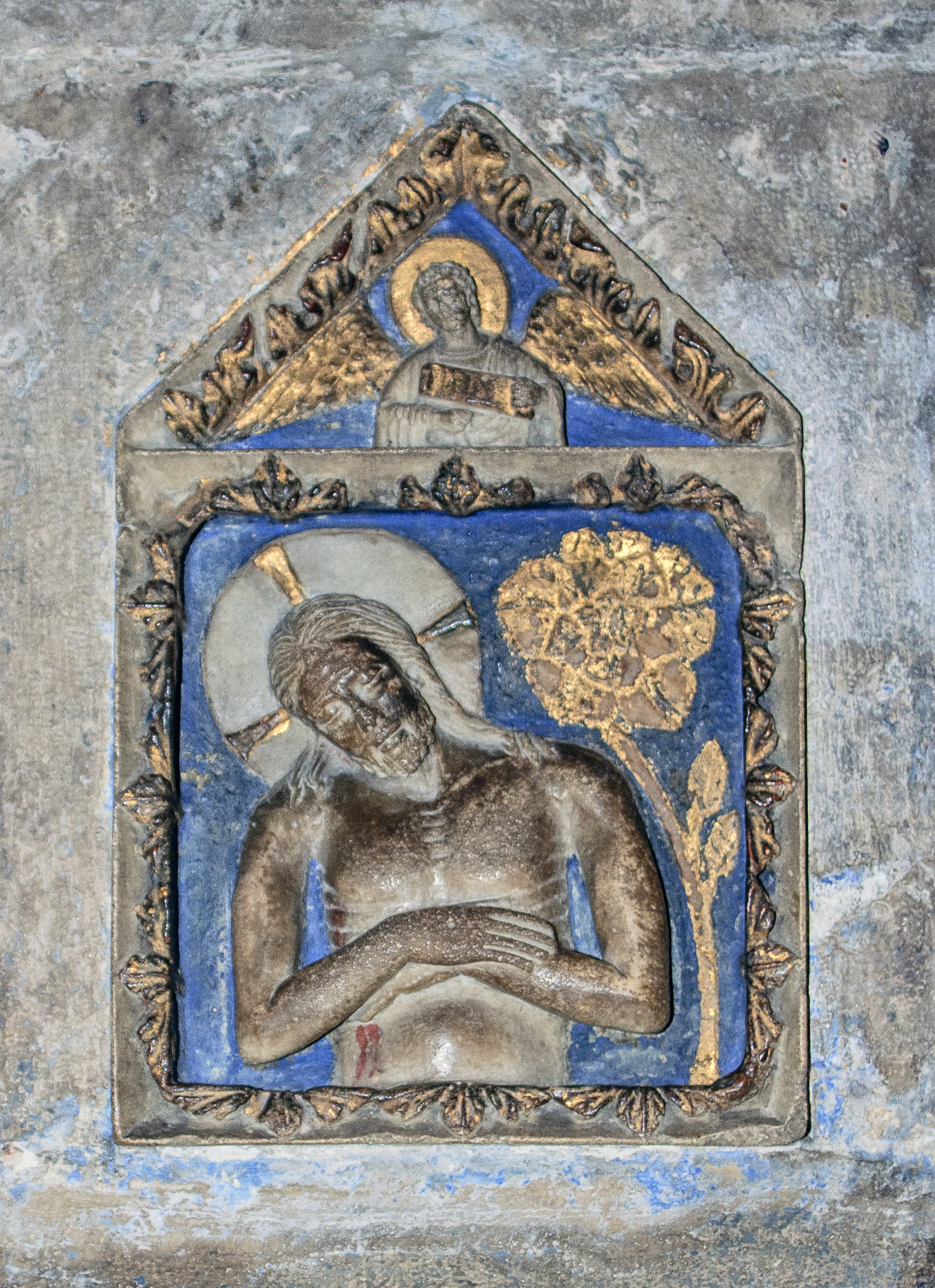
Scultore anonimo, Cristo passo, ante 1300, pietra dipinta

Le cappelle minori del transetto presentano tutte un'abside poligonale a quattro lati di cui solo i due centrali sono aperti da alte finestre gotiche traforate.

#### Cristo Passo(20)
Sulla testa del muro tra la seconda e la terza cappella è stato incastonato un piccolo bassorilievo in pietra del Cristo passo che presenta ancora abbondanti tracce di coloritura e doratura; l'antichissima effigie proviene probabilmente dalla precedente chiesa dei frati.

#### Cappella Bernardo (19)
La cappella Bernardo, posta in prossimità della porta che conduce alla sacrestia, ha come pala d'altare il polittico di Bartolomeo Vivarini firmato e datato 1482; il dipinto, che è ancora entro la sua cornice originaria, rappresenta la Madonna con il Bambino e i santi Pietro, Paolo, Andrea e Nicola; sulla parte superiore vi è una Pietà. Sulla parete destra è presente un'urna del principio del XV secolo, di arte gotica, destinata a contenere i resti di Lorenzo e Girolamo Bernardo, morti all'inizio del secolo successivo. 
Sotto l'altare è una statua con le reliquie del beato Gentile da Matelica, un frate minore morto come martire in Persia il 5 settembre 1340. Il suo corpo fu riportato a Venezia da Marco Corner. Il frate aveva predetto il suo dogado.

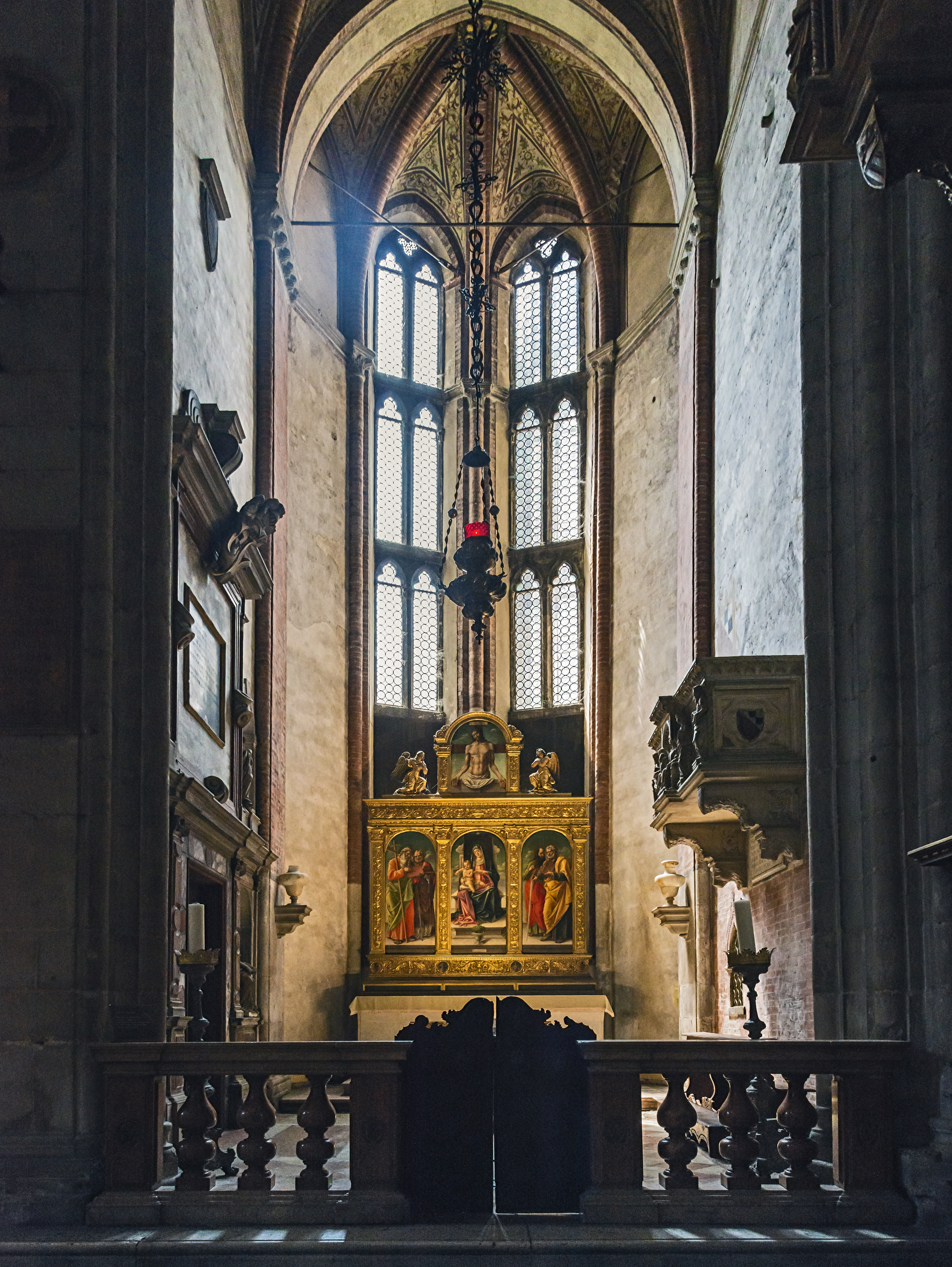
Cappella Bernardo
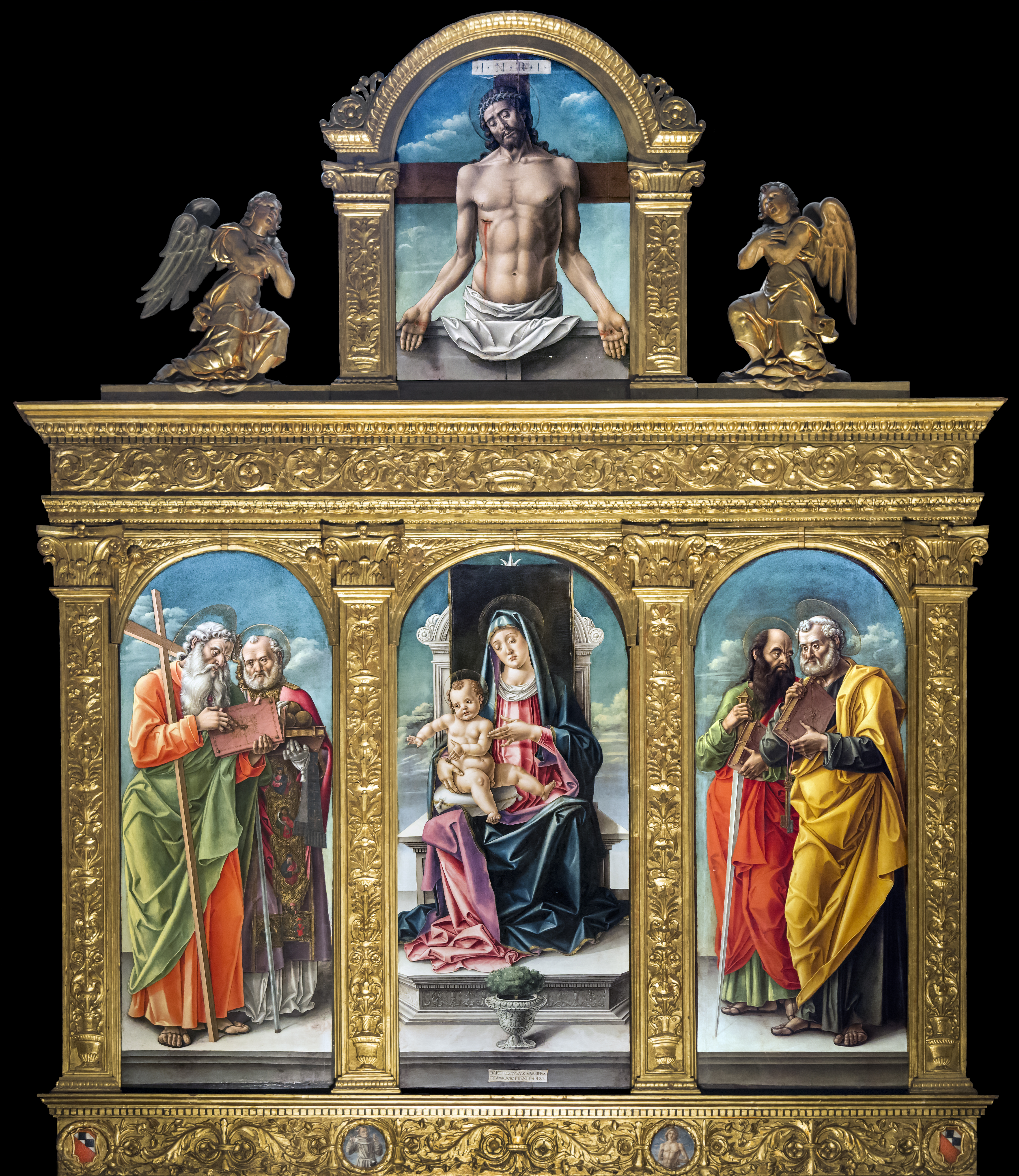
Bartolomeo Vivarini, Madonna con il Bambino e i santi Pietro, Paolo, Andrea e Nicola.
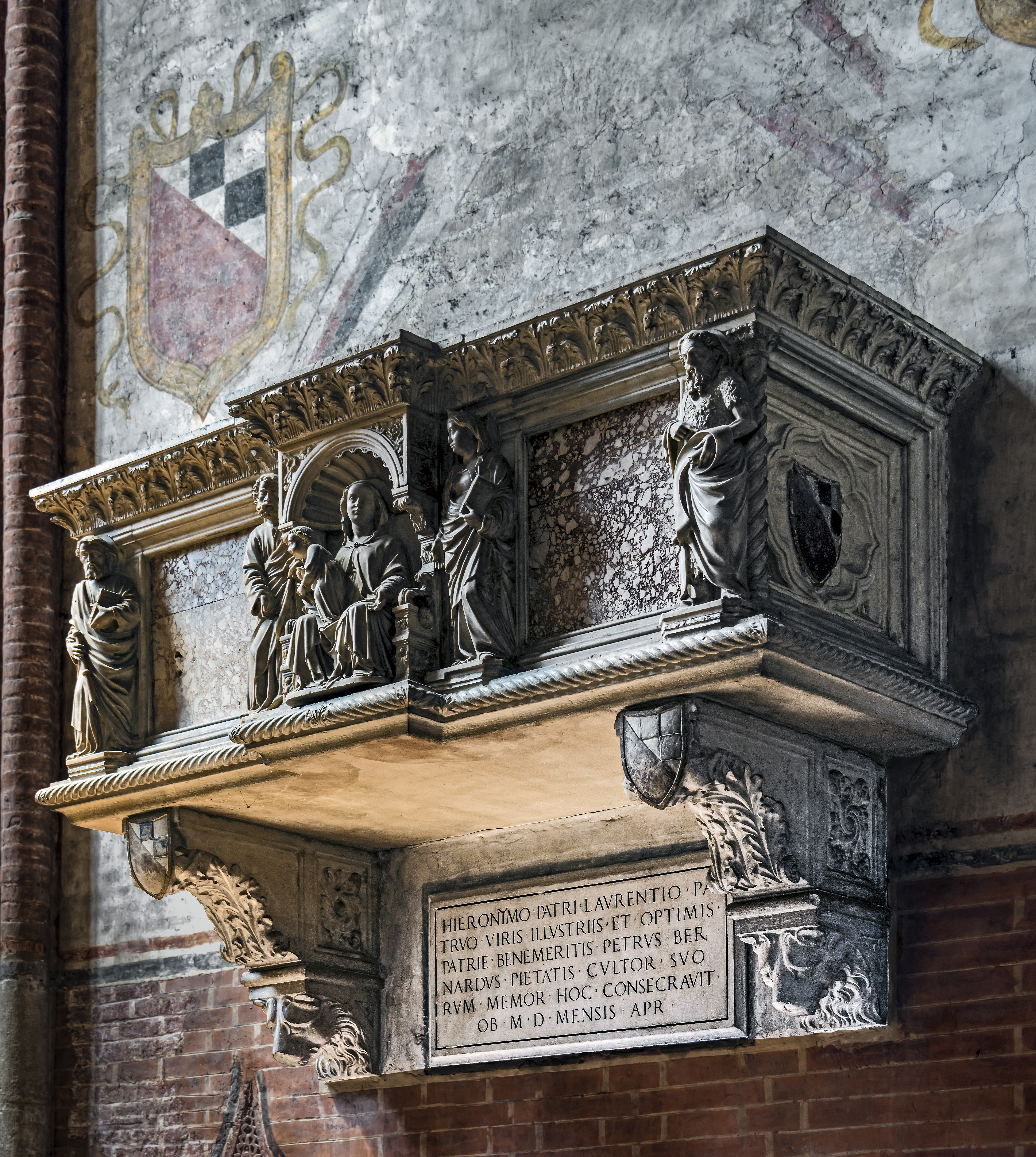
Urna di Girolamo e Lorenzo Bernardo
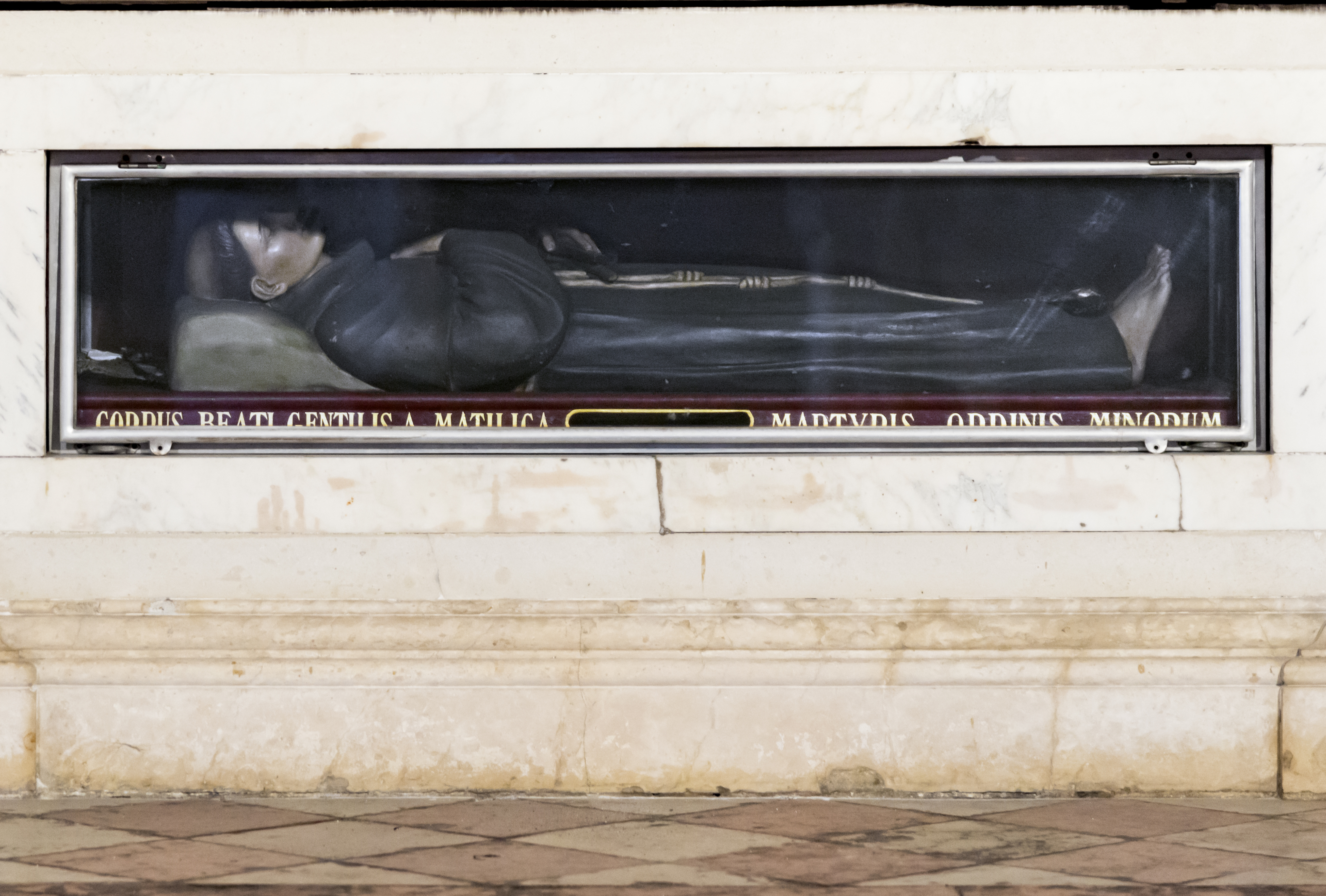
Statua reliquiario del beato Gentile da Matelica

#### Cappella del Santissimo Sacramento (18)
La pala d'altare (1910) eseguita dallo scultore Vincenzo Cadorin (1854-1925), è stato dorata dai fratelli Michieli. La porta di bronzo del tabernacolo di Renato Brozzi su un disegno di Massimiliano Ongaro.
Sul lato destro della cappella il monumento Duccio Alberti, inviato da Firenze come ambasciatore presso la Serenissima per costituire la Lega antiscaligera, che morì in battaglia nel 1336. Sul lato sinistro della cappella il monumento ad Arnoldo d'Este, morto nel 1337.

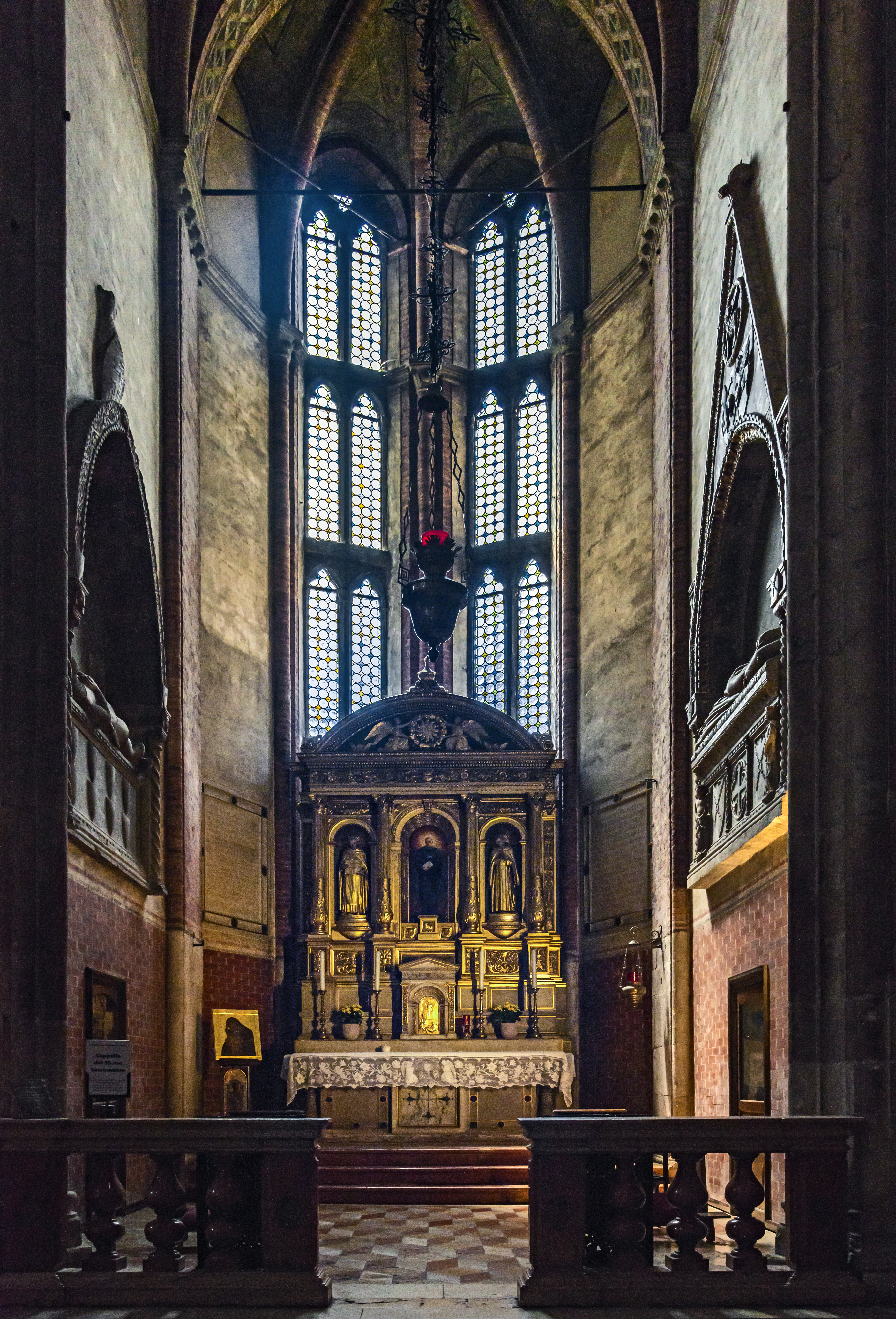
Cappella del Santissimo Sacramento
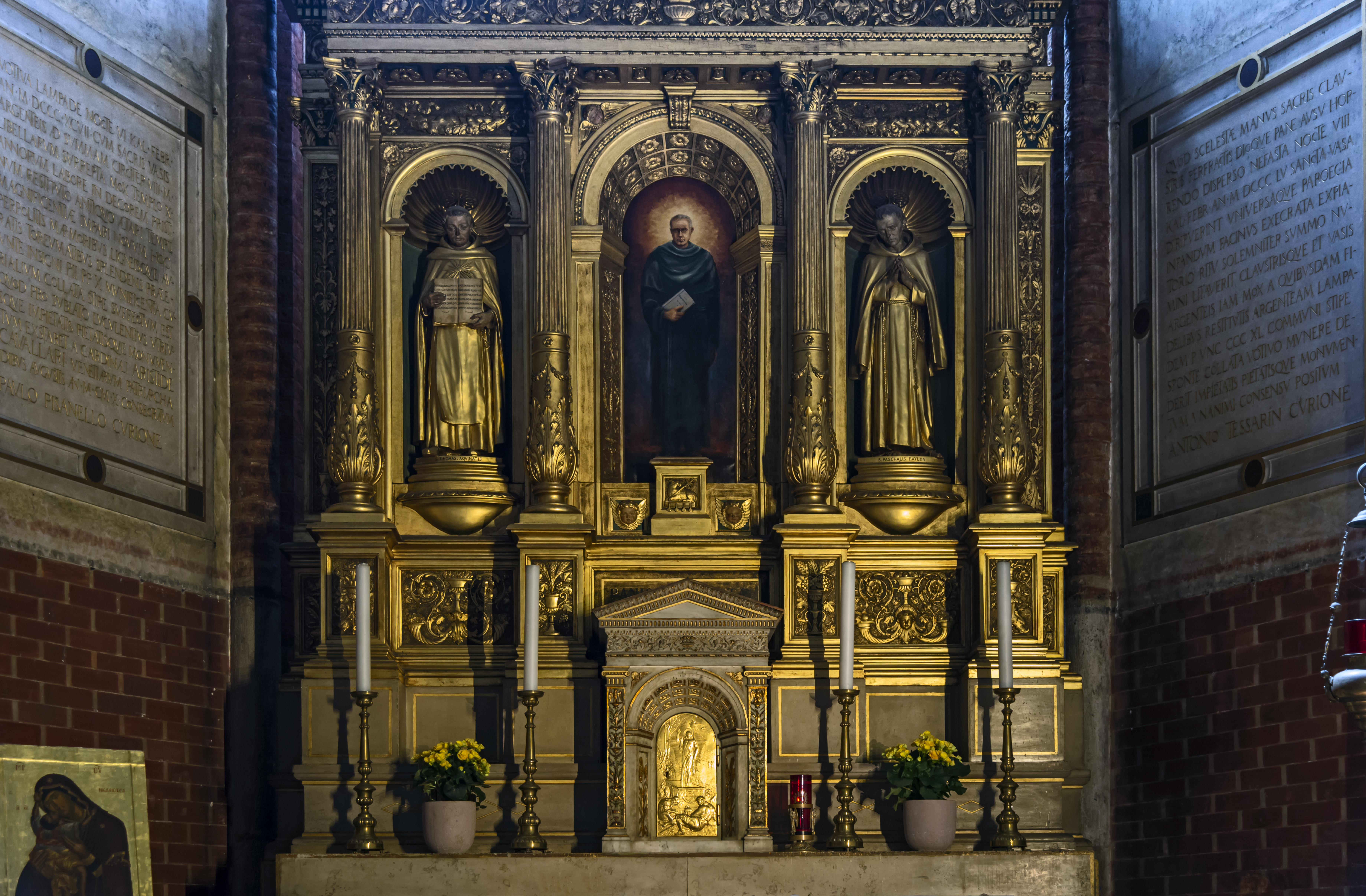
La pala d'altare
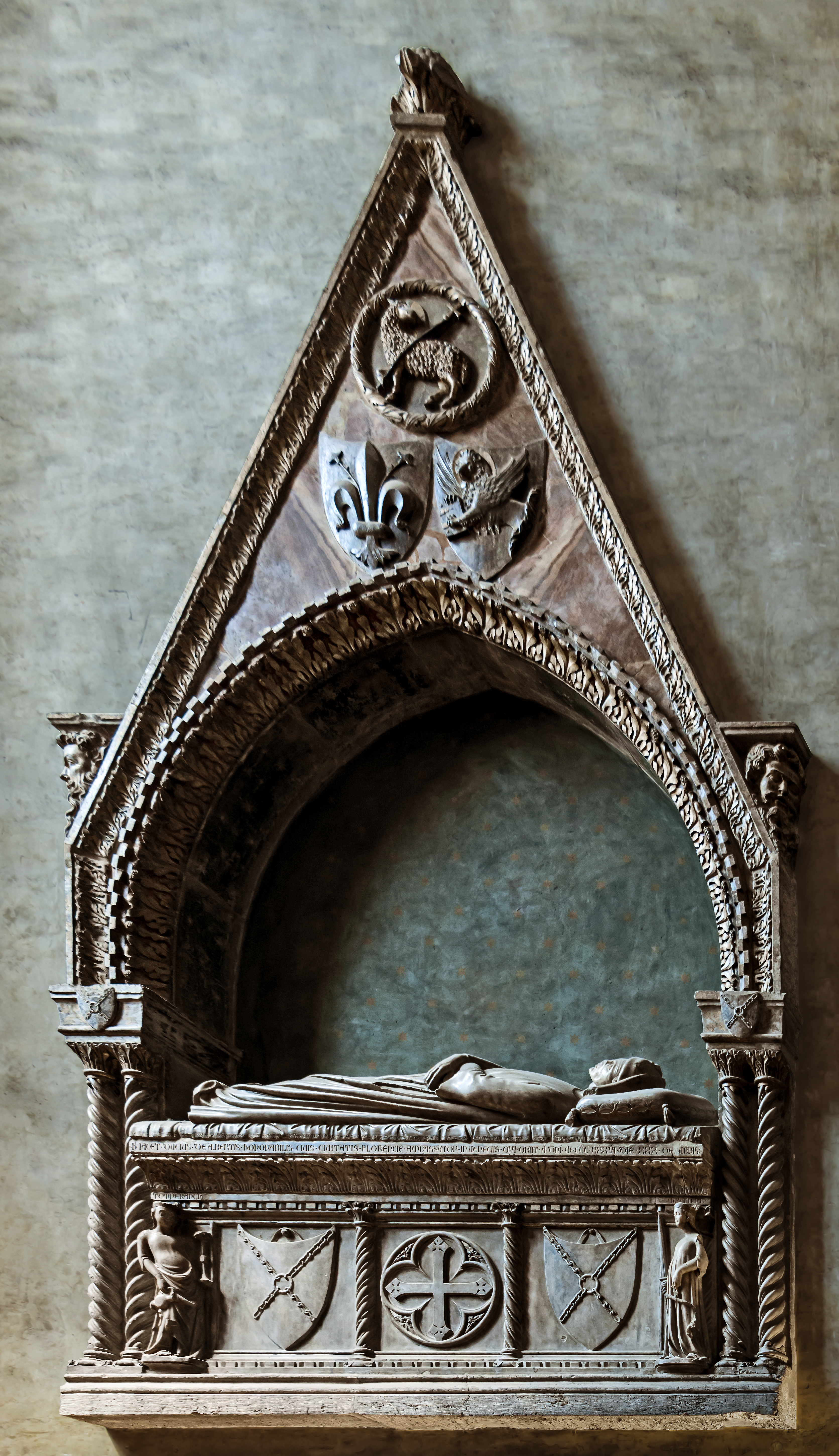
Monumento a Duccio Alberti
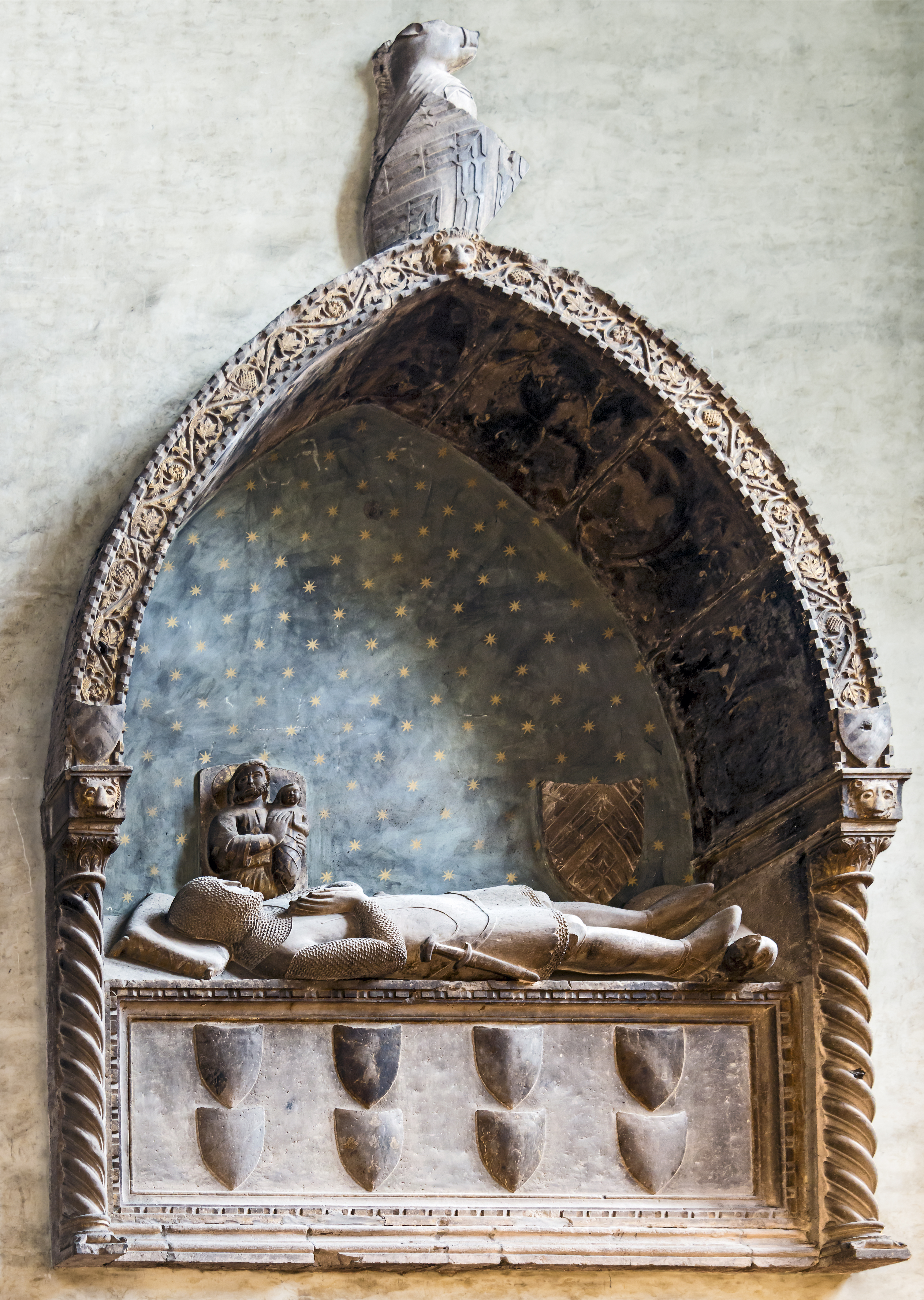
Monumento a Arnoldo d'Este

#### Cappella di San Giovanni Battista (17)
La cappella di San Giovanni Battista è detta anche "cappella dei Fiorentini", perché fu data in uso alla Scuola dei Fiorentini, i cui membri commissionarono a Donatello una statua lignea che raffigurasse il santo intestatario della cappella. L'altare dei Fiorentini è stato spostato in questo luogo quando, con la costruzione del monumento a Tiziano nel 1842, il loro altare, che si trovava all'inizio della navata sinistra, ha dovuto lasciare il posto all'altare del Crocifisso che fu spostato in quel luogo dalla navata destra dove era stato costruito. La statua lignea, alta metri 1,55, fu scolpita da Donatello nel 1438 ed è l'unica sua opera presente a Venezia.

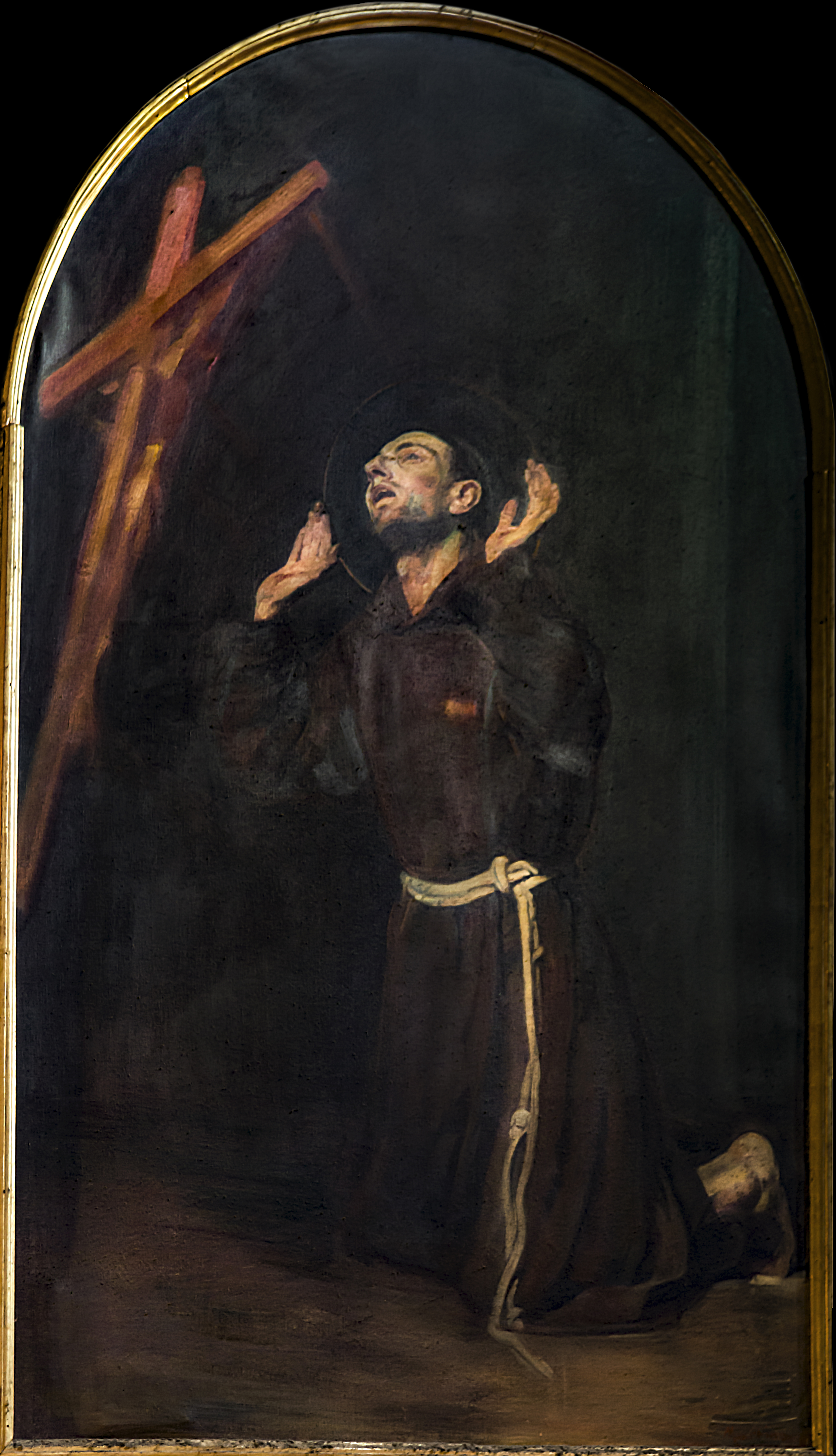
San Francesco in prigliera di Umberto Martina.
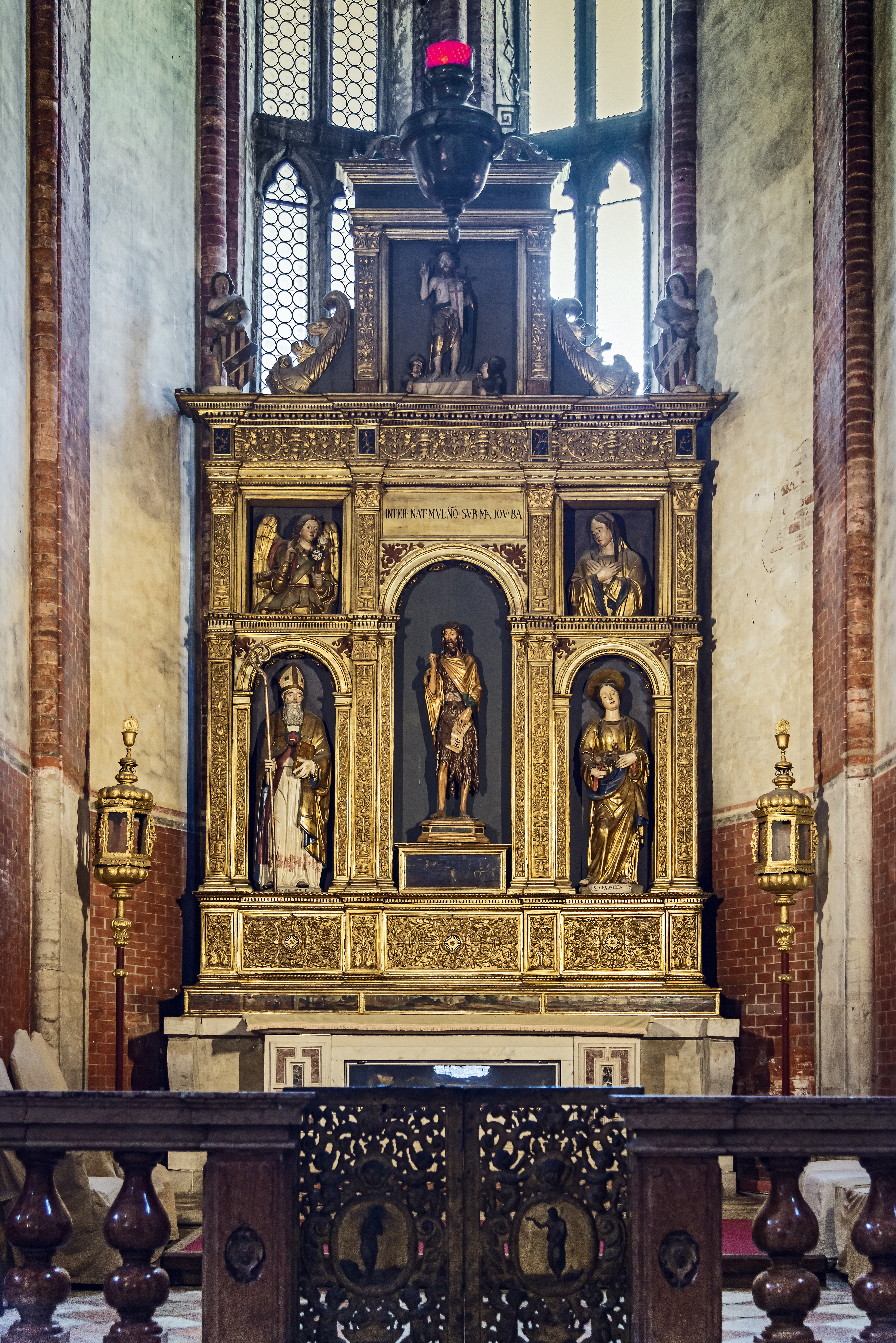
Cappella di San Giovanni Battista
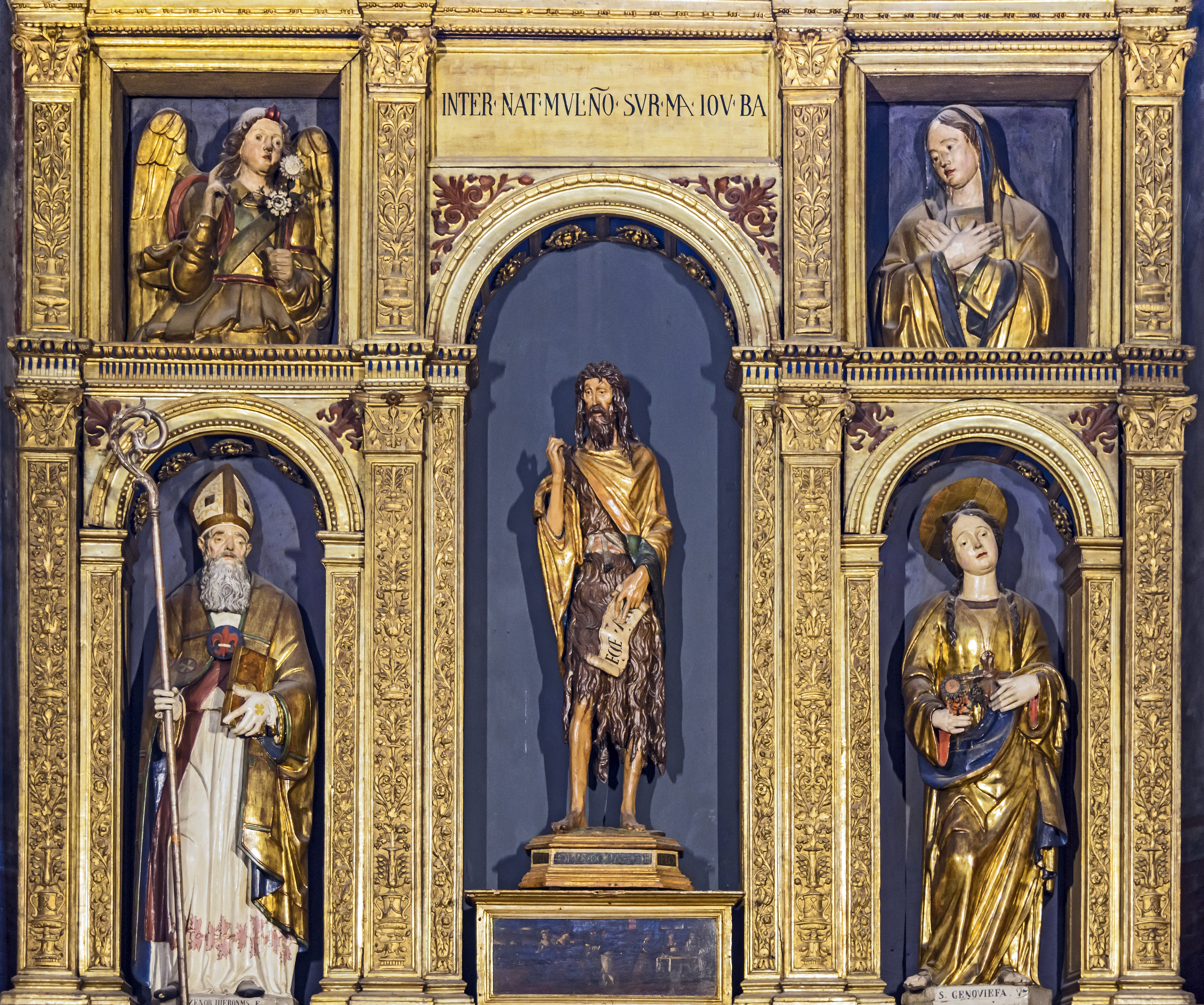
La pala con il centro, l'unica statua di Donatello a Venezia
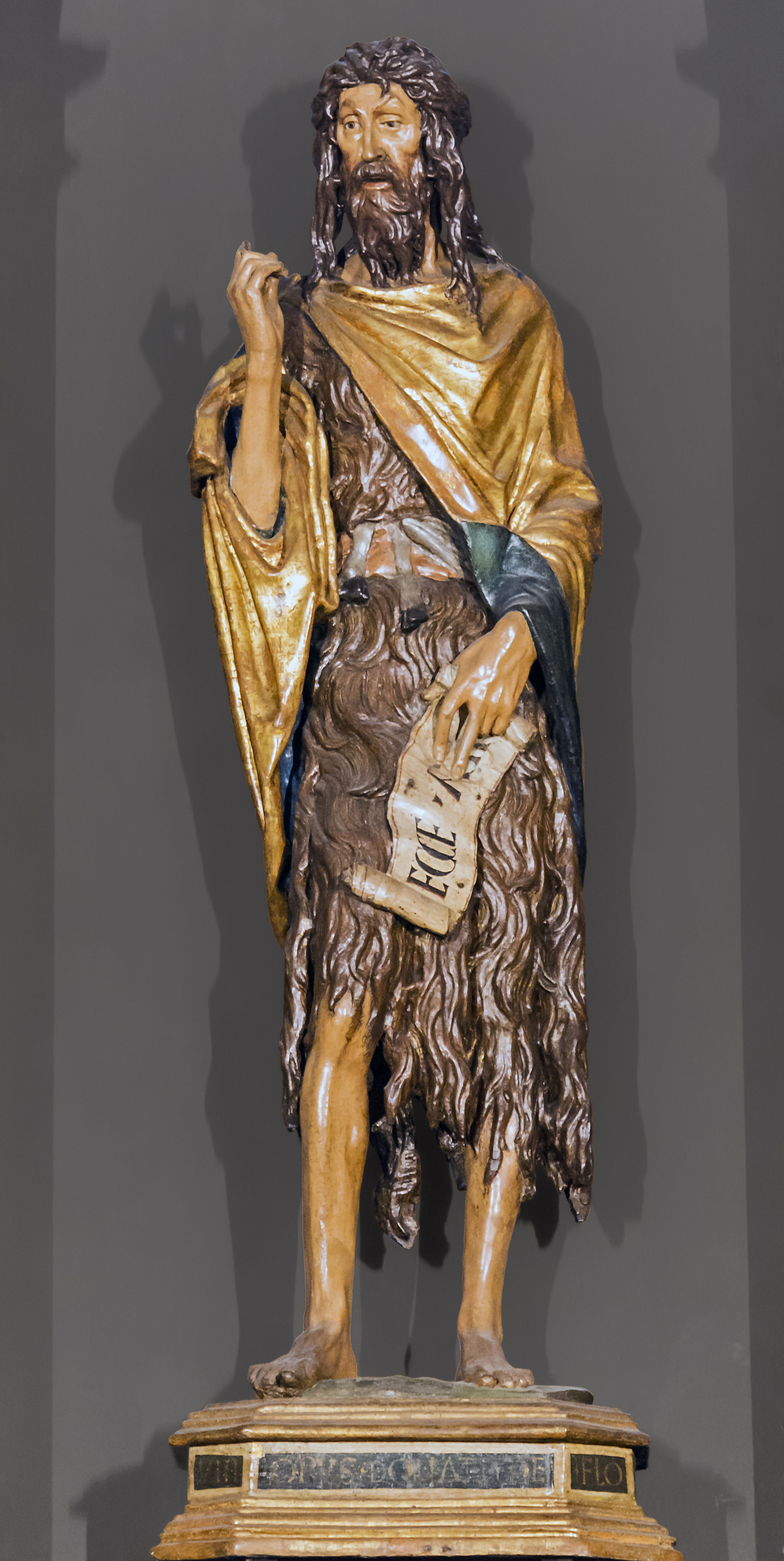
San Giovanni Battista di Donatello
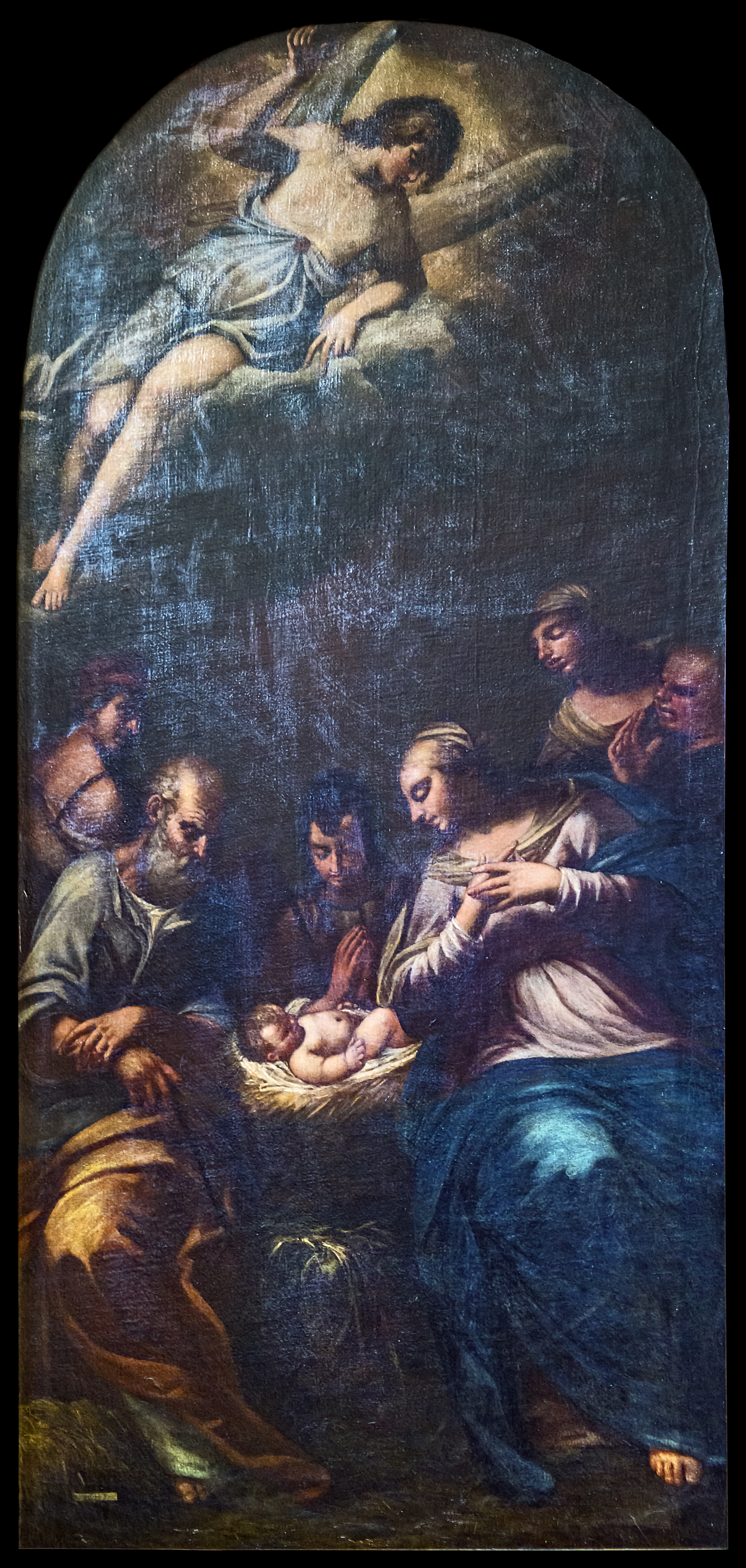
Presepe da Ottavio Anggaran.

### Presbiterio (12 -13 -14 - 15 - 16)
La grande cappella, con il suo luminoso abside poligonale è dominata dall'altare con la grandiosa pala dell'Assunta di Tiziano. La struttura è coronata dalle statue del Redentore e dei Santi Francesco e Antonio.
Le vetrate a grisaille poste sul fondo furono poste nel 1915 a perdendo gli antichi vetri multicolori allo scopo di migliorare la visibilità del Tiziano in vista della programmata restituzione.
Sulla parete sinistra è quasi interamente occupata dal Monumento del doge Niccolò Tron, opera di Antonio Rizzo. Il complesso pur nella suggestiva unitarietà di moduli classici appare come un'opera della personale transizione del Rizzo dai modi gotici a quelli rinascimentali, strutturata com'è quasi come una cornice di polittico. Il defunto doge viene rappresentato due volte eretto alla base del complesso e sopra la lapide elogiativa disteso sul cenotafio (la tomba effettiva si trova nel pavimento, assieme ai congiunti). Le figure che circondano risultano più atte a celebrarne le virtù civili che alla ricerca di una salvezza. Solo l'arco alla fiorentina che conclude la struttura rimane dedicato a temi religiosi: vi appaino infatti ai lati la Vergine annunciata e l'Angelo Gabriele, all'interno del timpano è un Cristo che risorge dalla sua tomba, un Padre Eterno a mezzo busto emerge dalla sommità.
Sulla parete destra è presente il Monumento del doge Francesco Foscari. L'opera è generalmente attribuita ai fratelli Antonio e Paolo Bregno, e nonostante il doge fosse morto nel 1457 non poté venire iniziata prima del 1466 dato che il presbiterio venne concluso nel 1468. Si tratta di un manufatto di transizione in quanto presenta giustapposti, e talvolta intricati, elementi gotici (come il baldacchino e il coronamento di fogliami fiammeggianti) e rinascimentali (come le colonne di sostegno – ma ancora prive di entasis – con i capitelli corinzieggianti e le lesene classicheggianti, forse le prime a Venezia). Il complesso scultoreo posto contro un muro finemente affrescato è dominato dalla figura del Salvatore che irraggia lame di luce, più piccole distribuite ai due margini sono le usuali figure dell'annunciazione. Un trionfale e pietoso velo copre la tomba affiancato dagli emblemi dei Foscari e da due armigeri. Sotto al velo e Sopra l'urna in cui giace la figura del doge sono poste a vegliarlo e onorarlo le quattro virtù cardinali, a complemento la cassa è ornata dai graziosi rilievi delle Tre virtù teologali e sostenuta da quattro mensole fitomorfe.

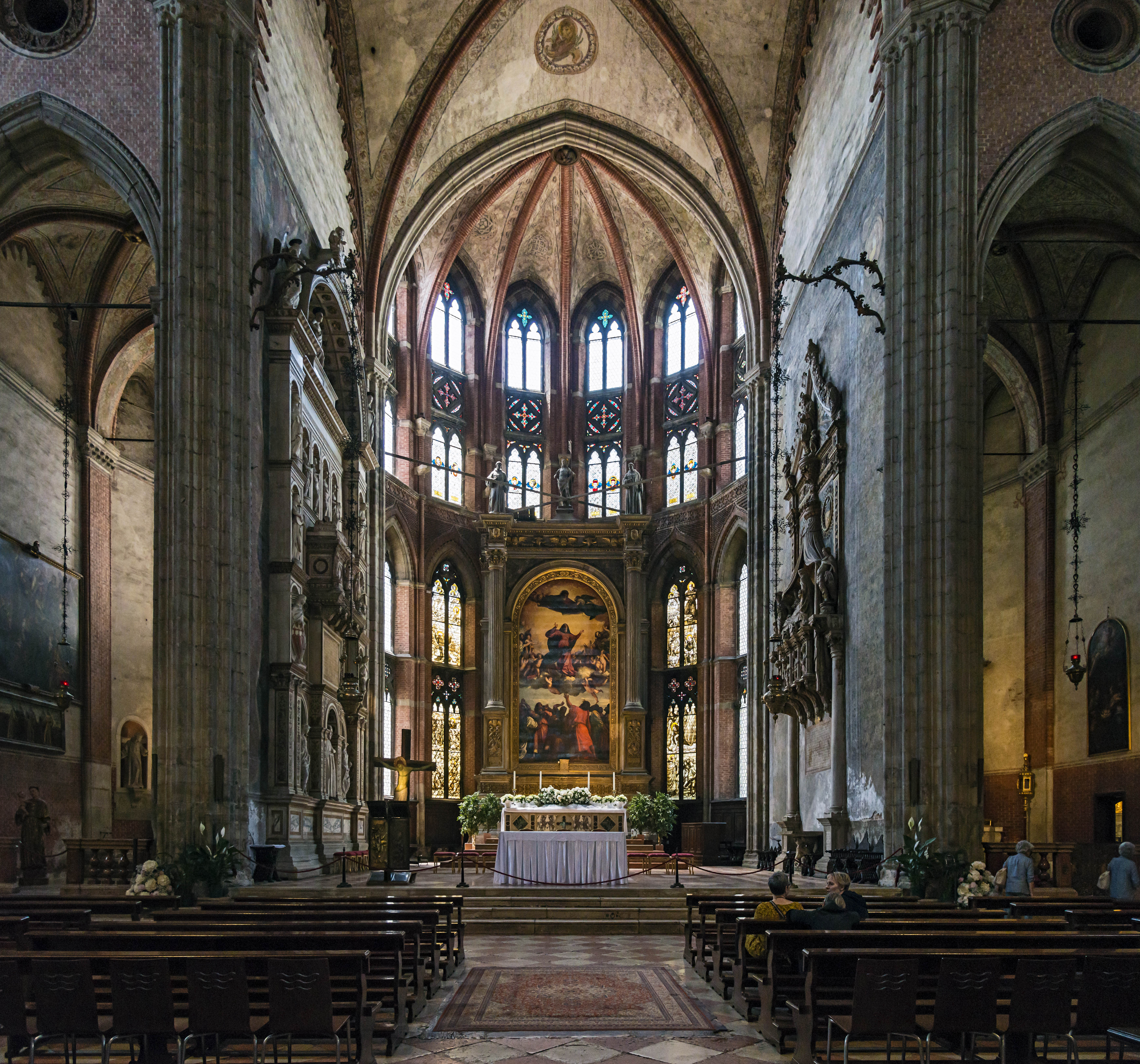
Presbiterio
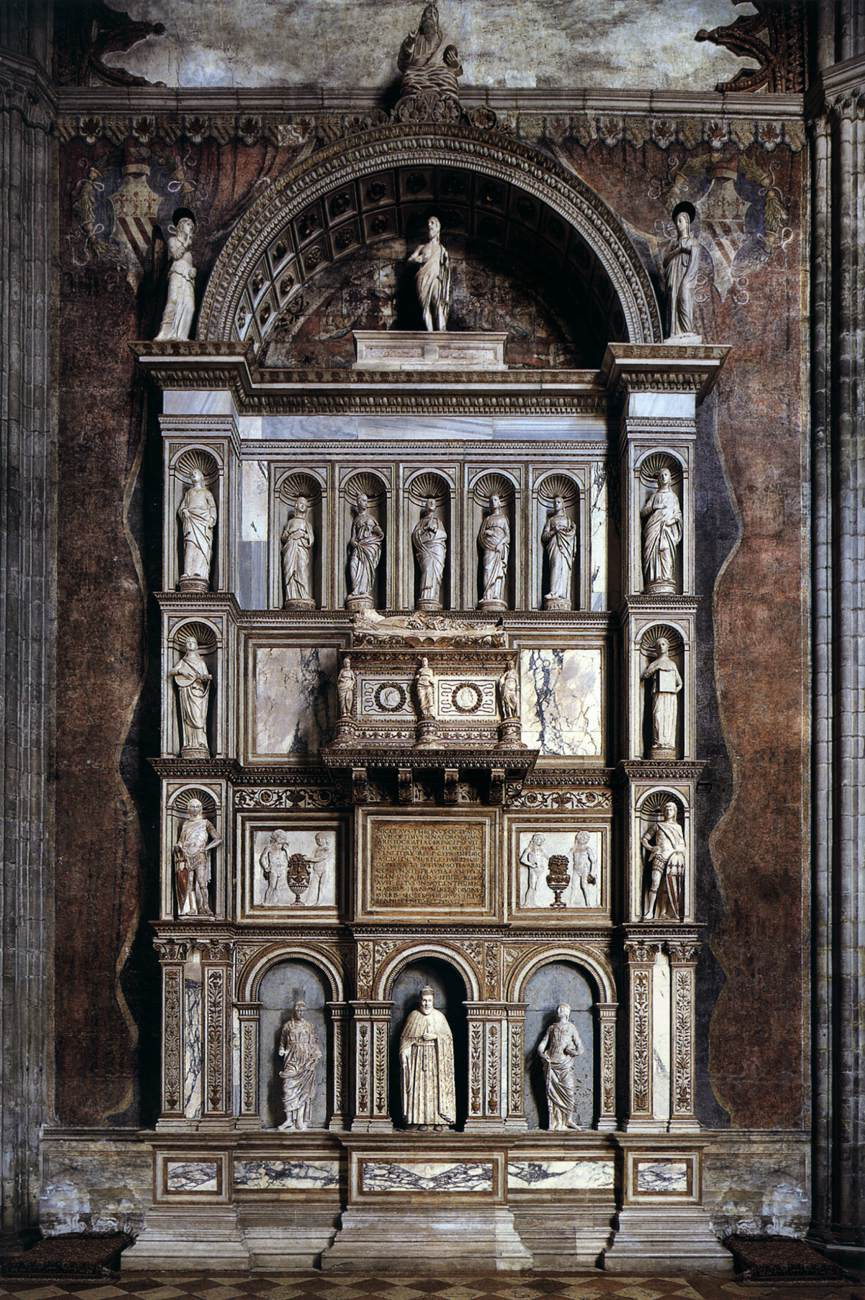
Presbiterio, Antonio Rizzo, Mausoleo del doge Nicolò Tron
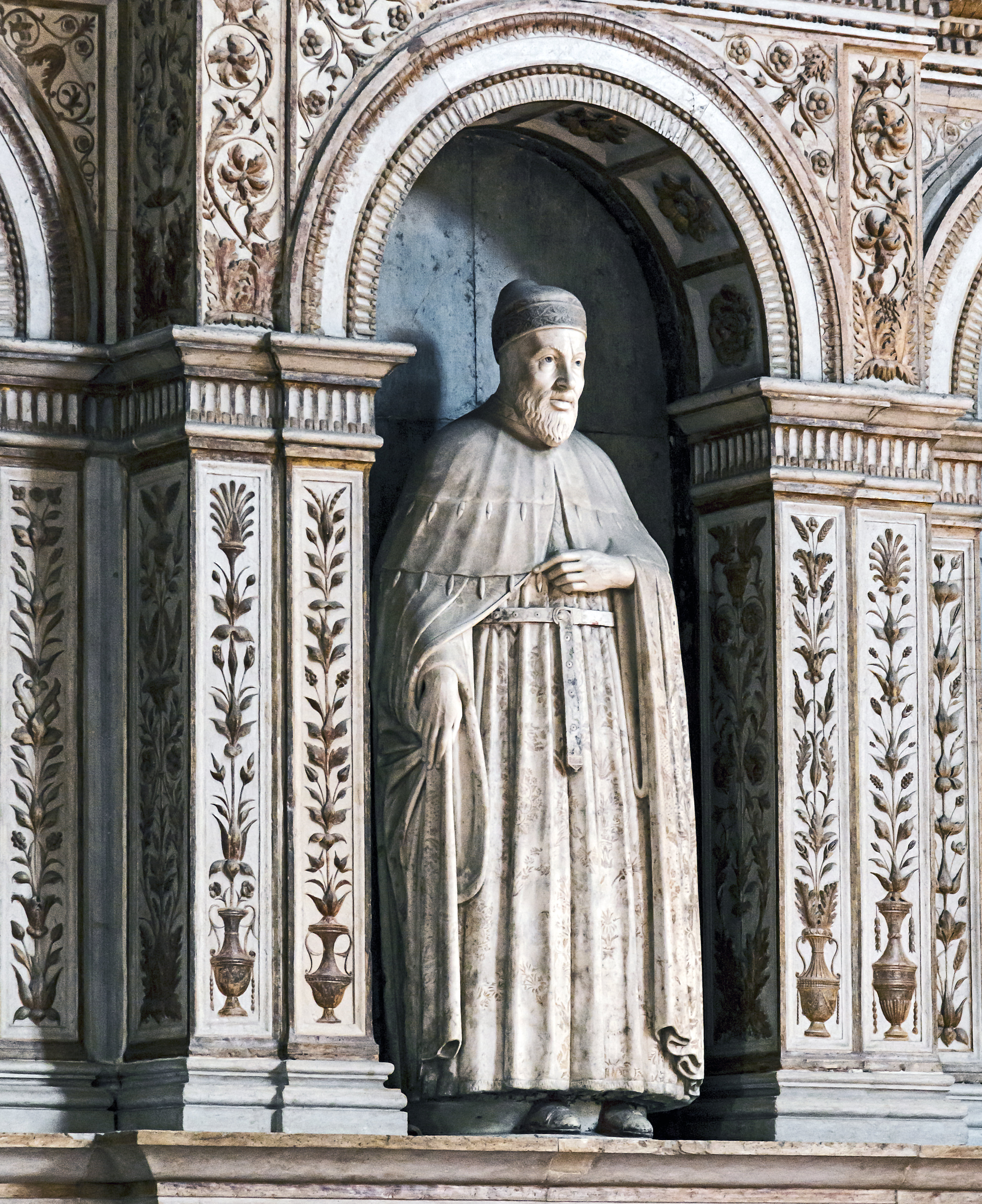
Statua di Niccolò Tron da Antonio Rizzo
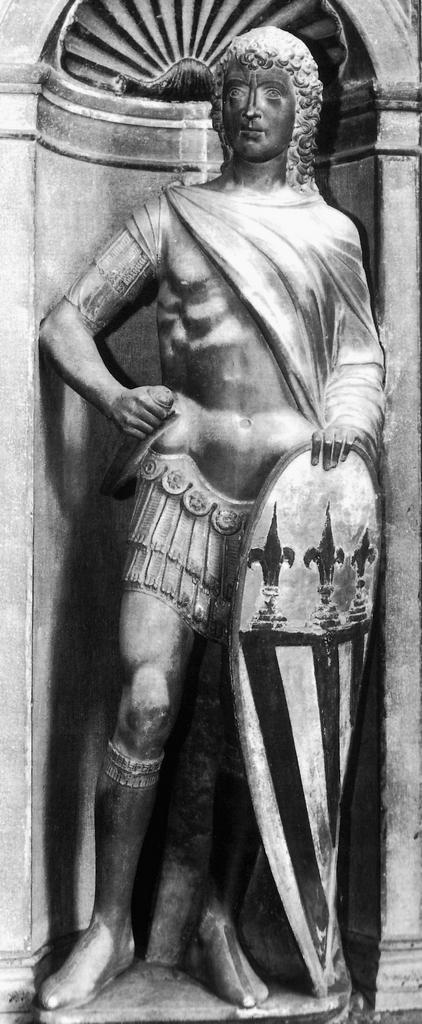
Antonio Rizzo, una statua del Mausoleo del doge Niccolò Tron
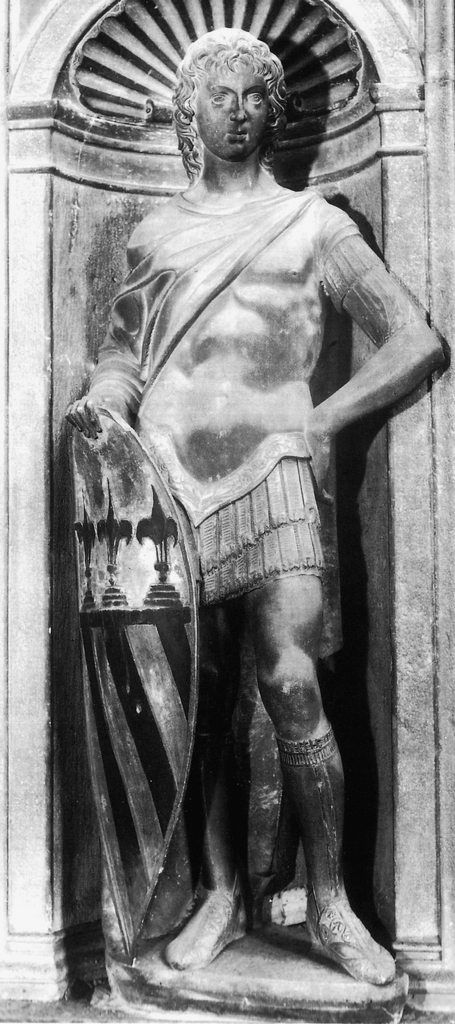
Antonio Rizzo, altra statua del Monumento del doge Niccolò Tron
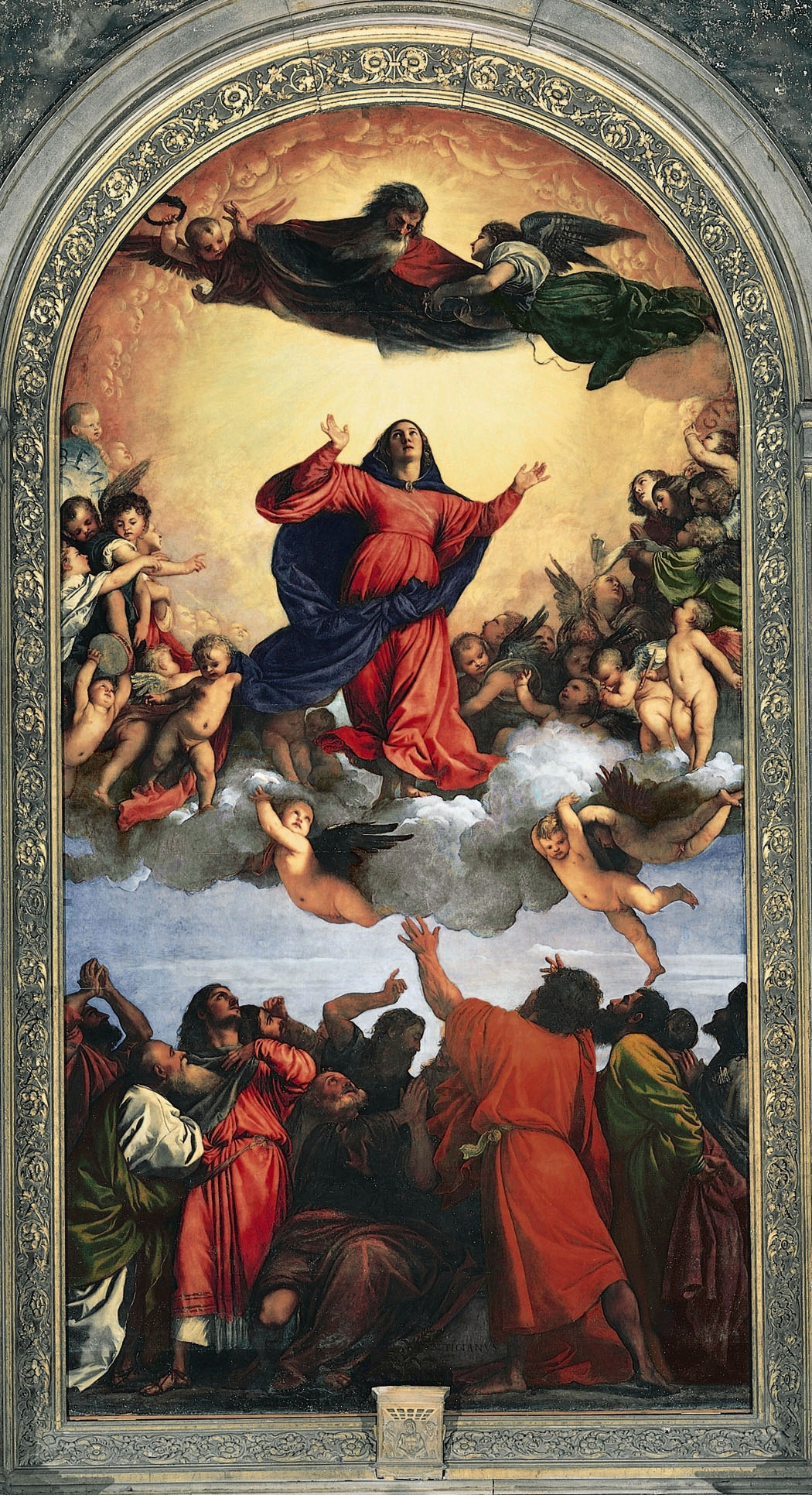
Assunta di Tiziano
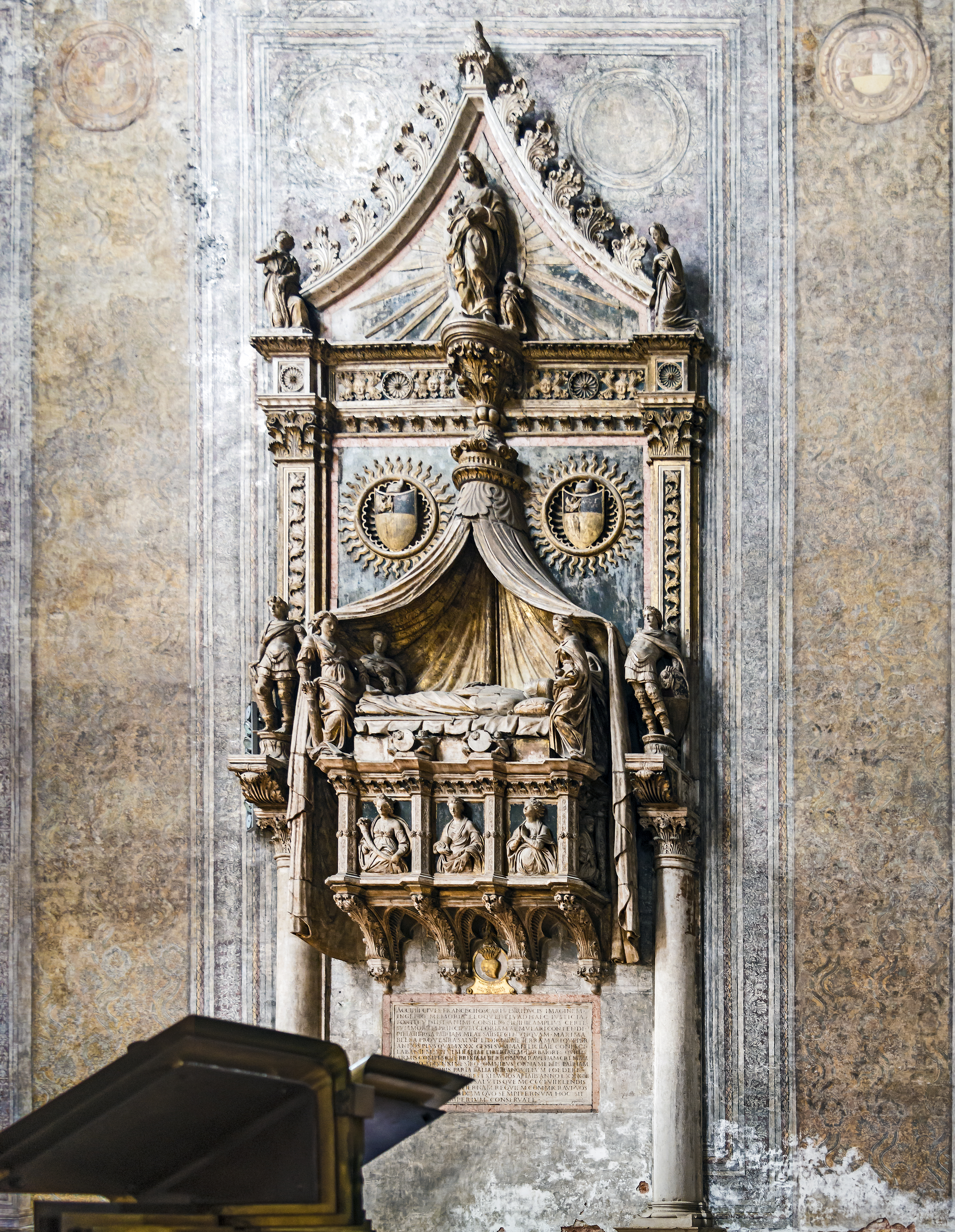
Presbiterio, Monumento del doge Francesco Foscari
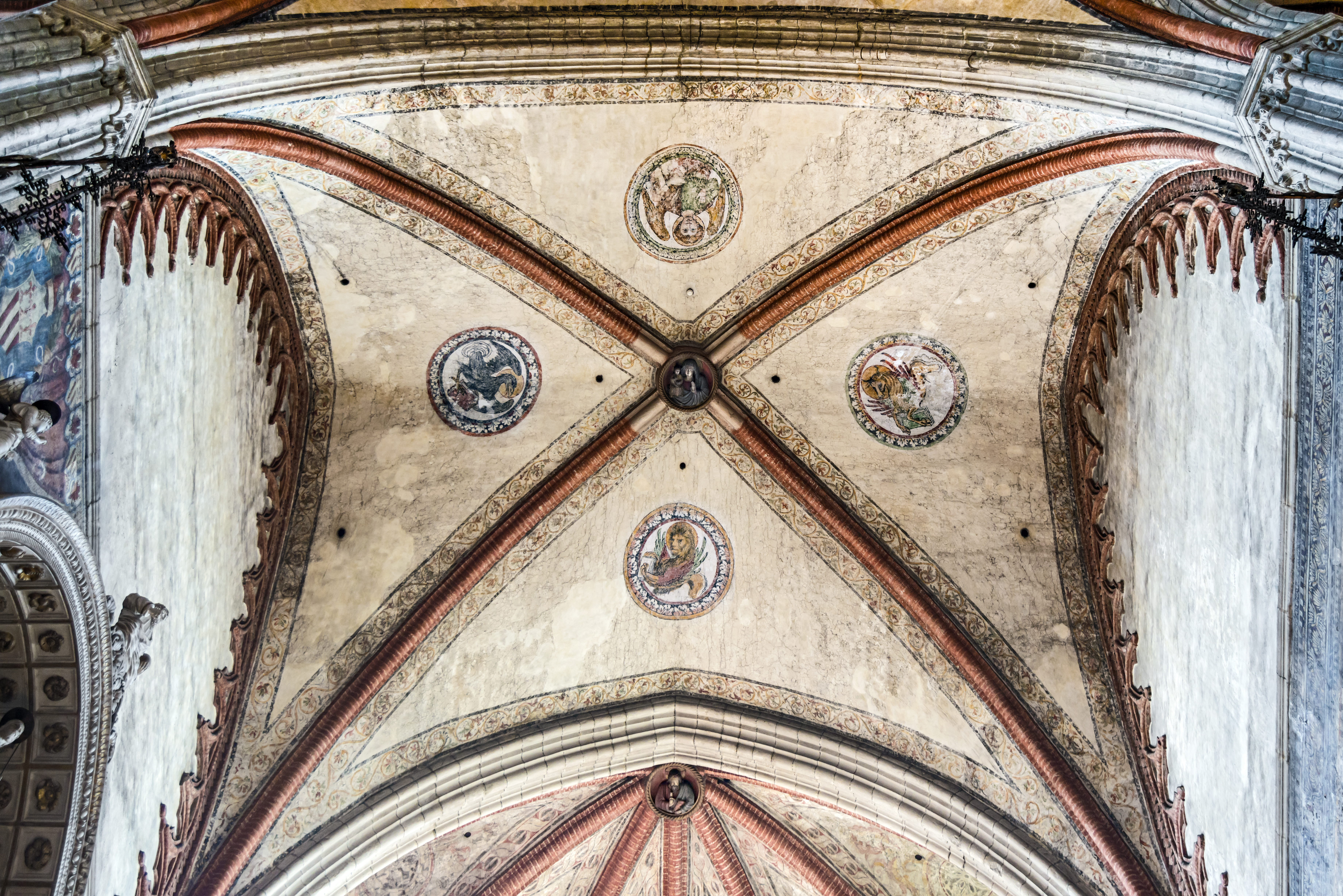
Soffitto del Presbiterio

### Cappelle absidali di sinistra

#### Cappella dei Santi Francescani (10)
Accanto al presbiterio si trova la cappella dei Santi Francescani; sull'altare vi è la pala di Bernardino Licinio del 1535 con la Madonna e Bambino in trono tra i santi Antonio, Ludovico da Tolosa, Francesco e Bonaventura. Alla parete sinistra si può vedere il pannello con I primi cinque martiri francescani, opera di Bernardino Licinio del 1524. I cinque martiri sono Bernardo, Pietro, Accursio, Adiuto e Ottone, tra i primi compagni di San Francesco, che subirono il martirio in Marocco per aver predicato il Vangelo, quando il santo era ancora vivo. Sulla stessa parete di sinistra si può vedere l'Estasi di San Francesco di Andrea Vicentino. Sulla parete destra è la tomba del senatore Nicolò Lion, trasferita qui dalla vicina chiesa di San Nicolò della lattuga, fondata proprio dal Lion nel 1342 e demolita nel 1830.

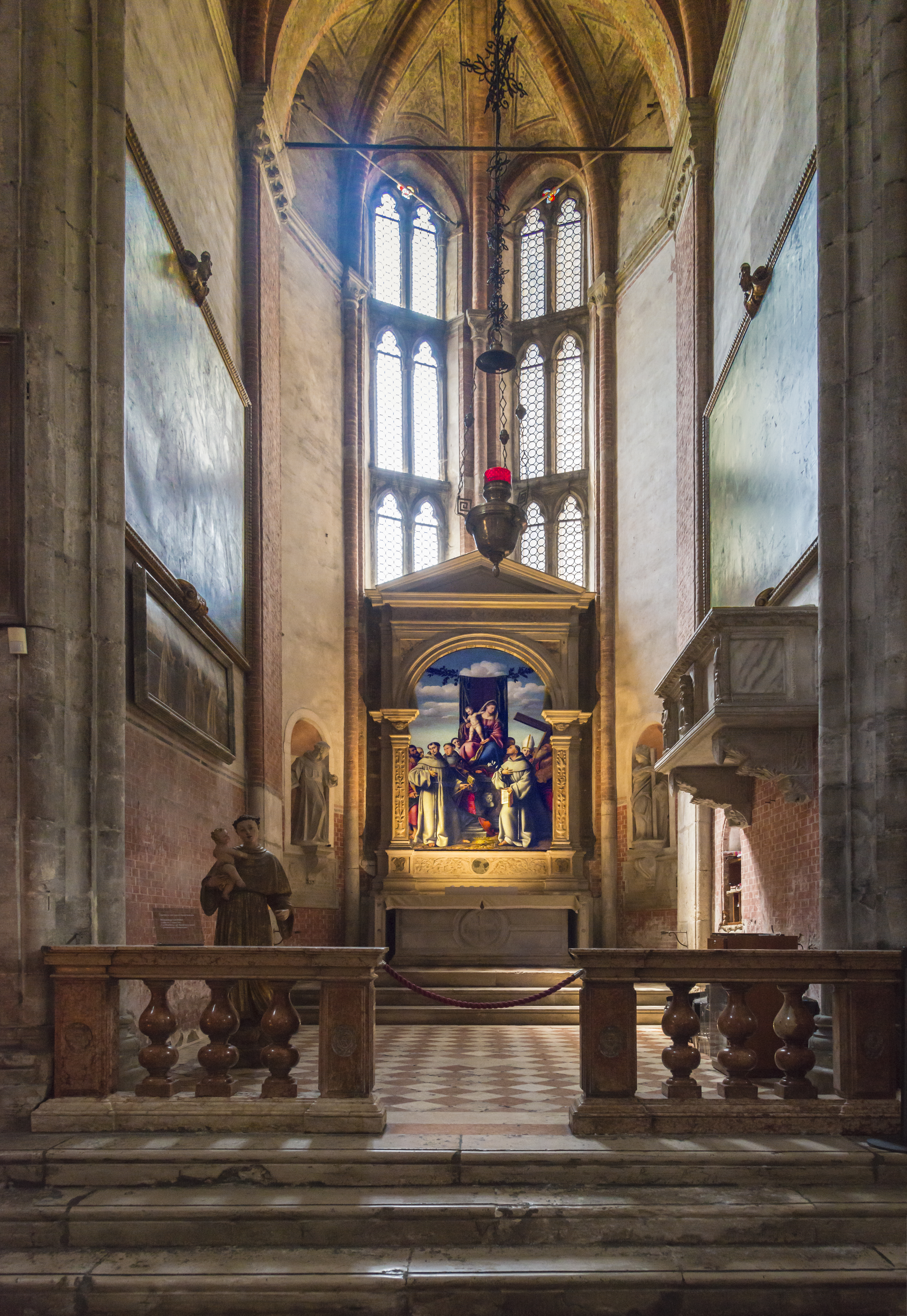
Cappella dei Santi Francescani
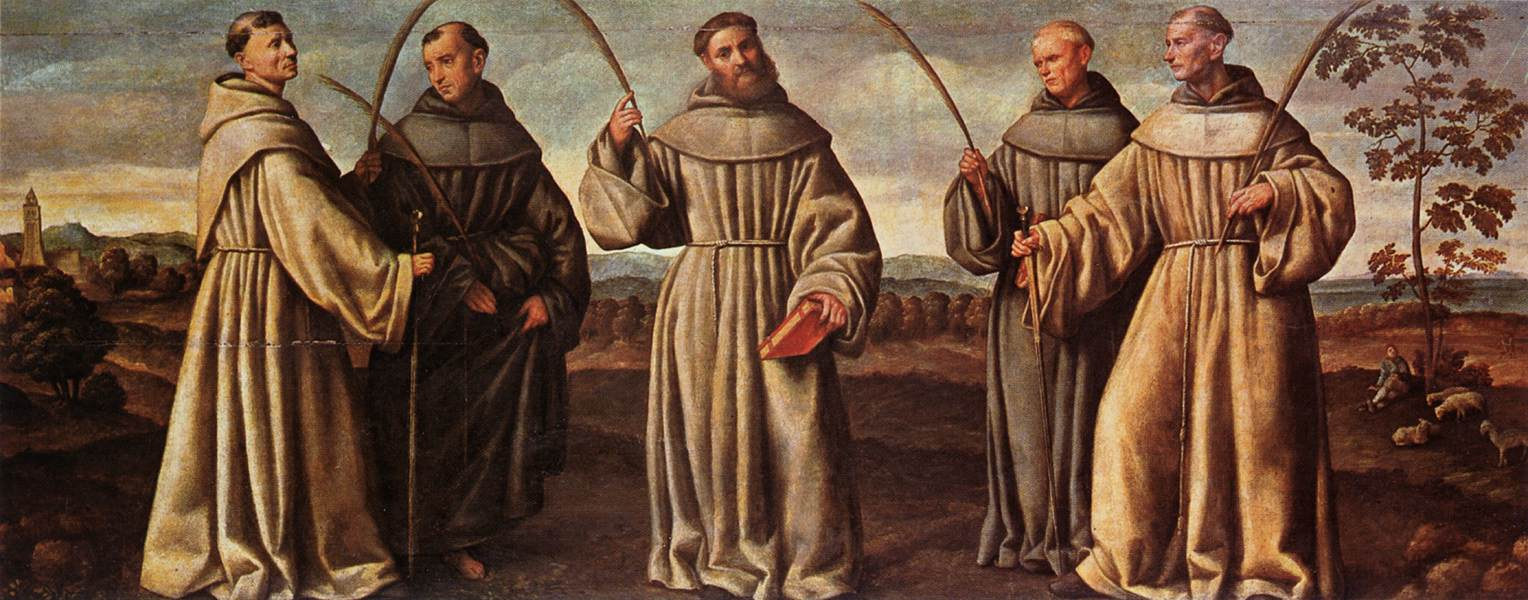
Bernardino Licinio, I primi cinque martiri francescani.
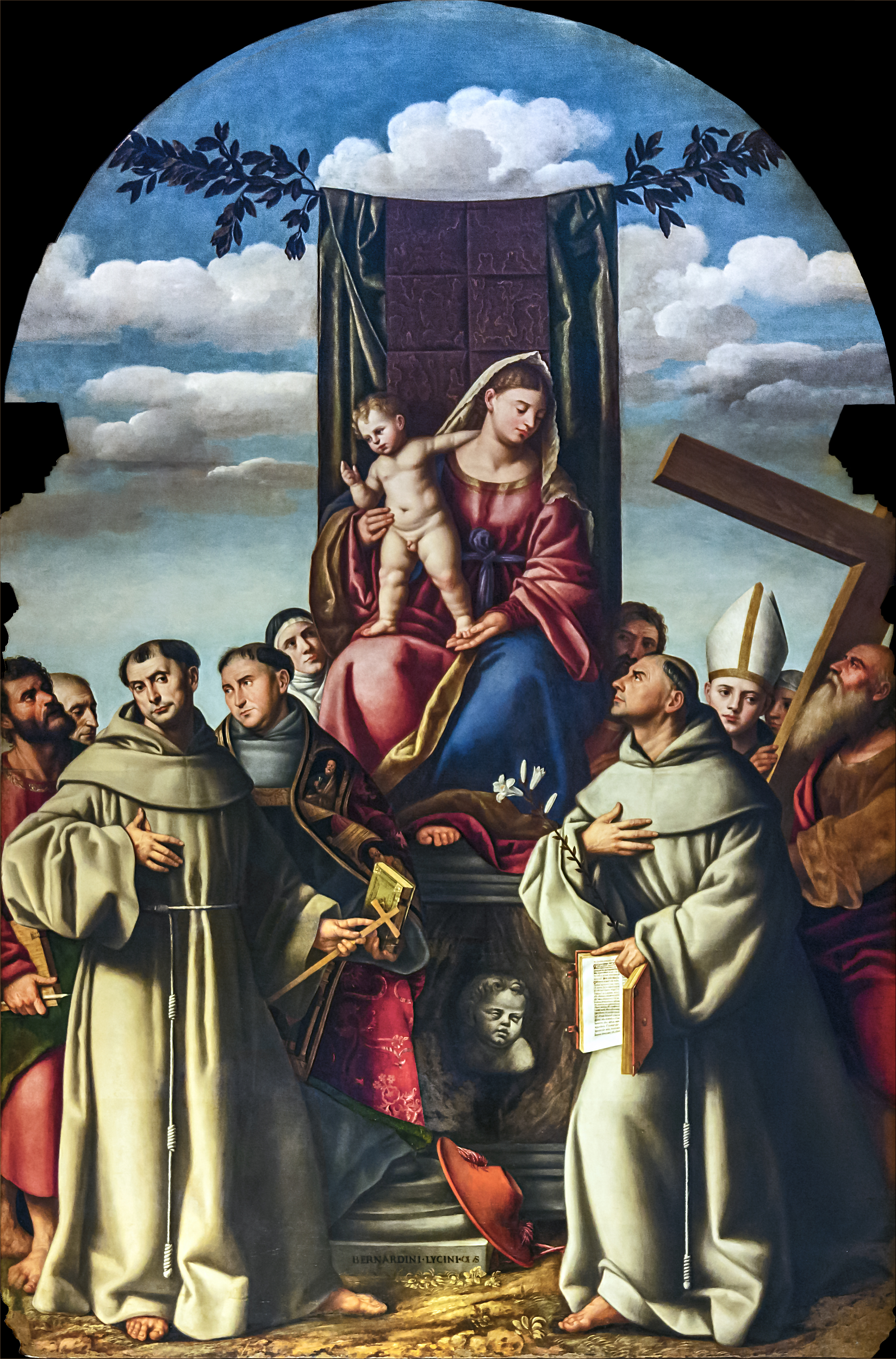
Bernardino Licinio, Madonna e Bambino in trono con santi francescani.
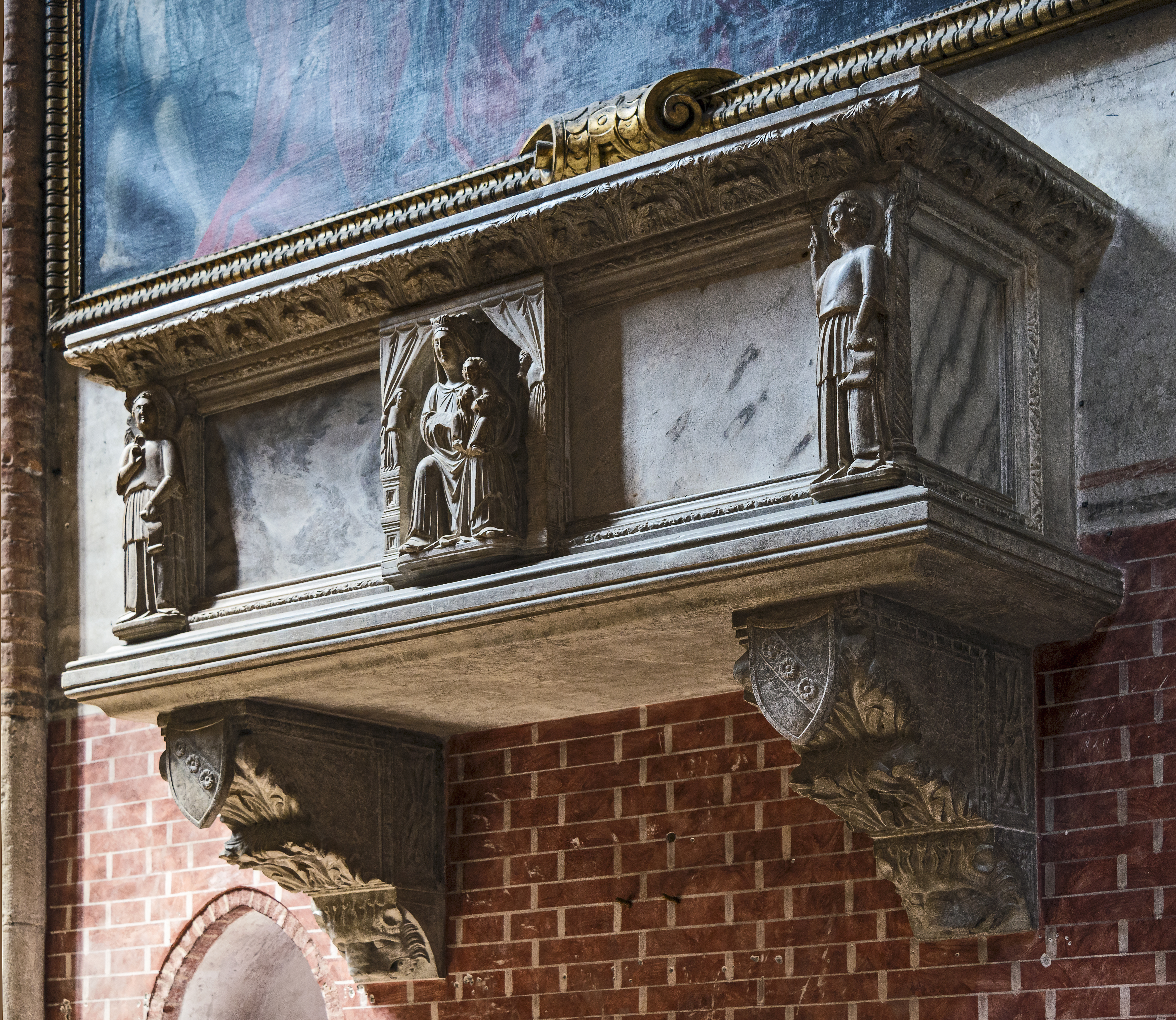
Monumento a Nicolò Lion

#### Cappella di san Michele (9)
Nella cappella di San Michele (nota anche come cappella Trevisan) sopra l'altare è presente un trittico ligneo con le statue dei santi Antonio, Michele e Sebastiano, di arte veneziana del XV secolo. Alla parete destra si può ammirare il monumento a Melchiorre Trevisan, morto a Cefalonia nel 1500. La statua del condottiero è attribuita a Lorenzo Bregno. Alla parete sinistra compare l'Immacolata attorniata da santi, grande tela di Giuseppe Angeli.

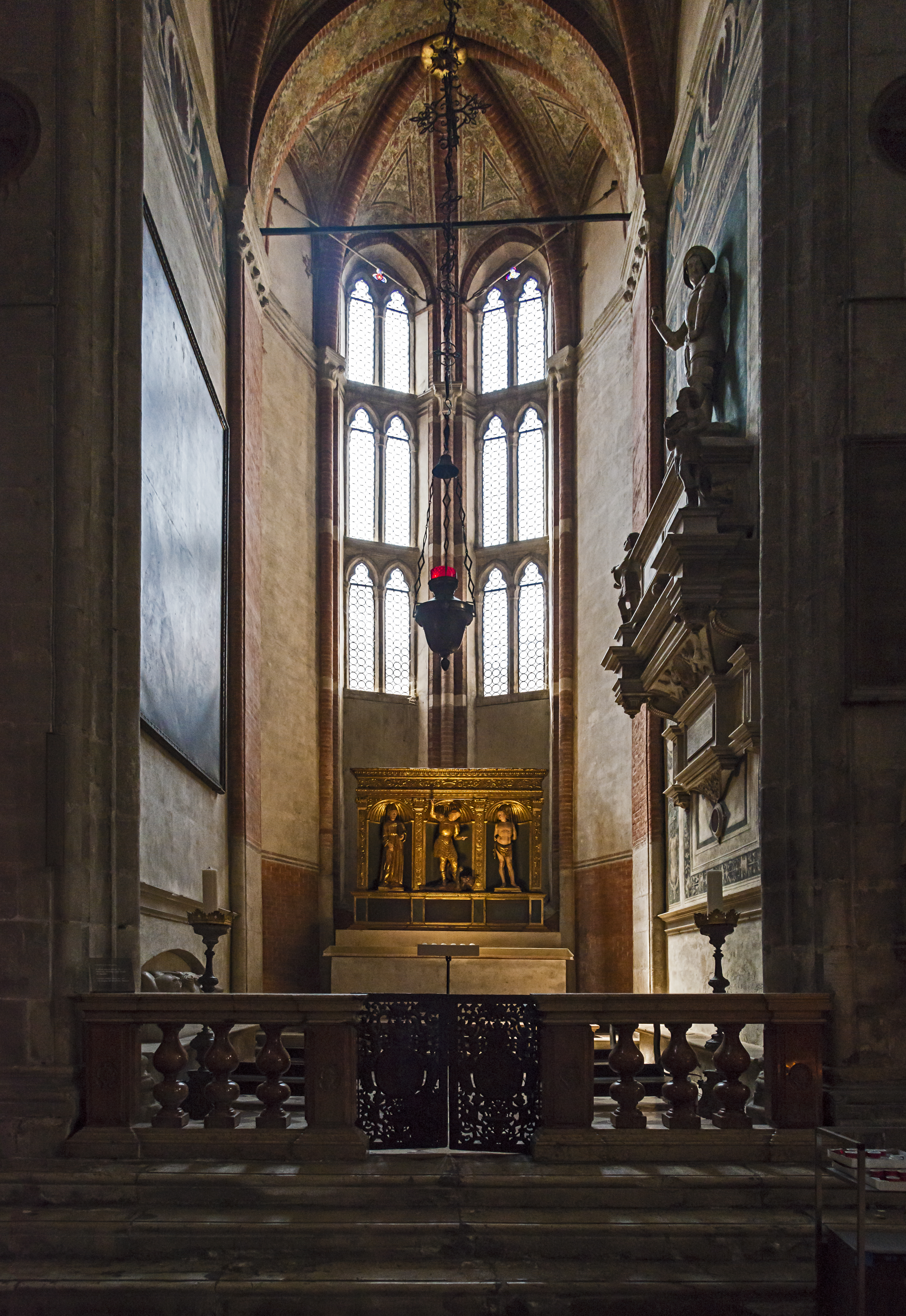
Cappella di San Michele
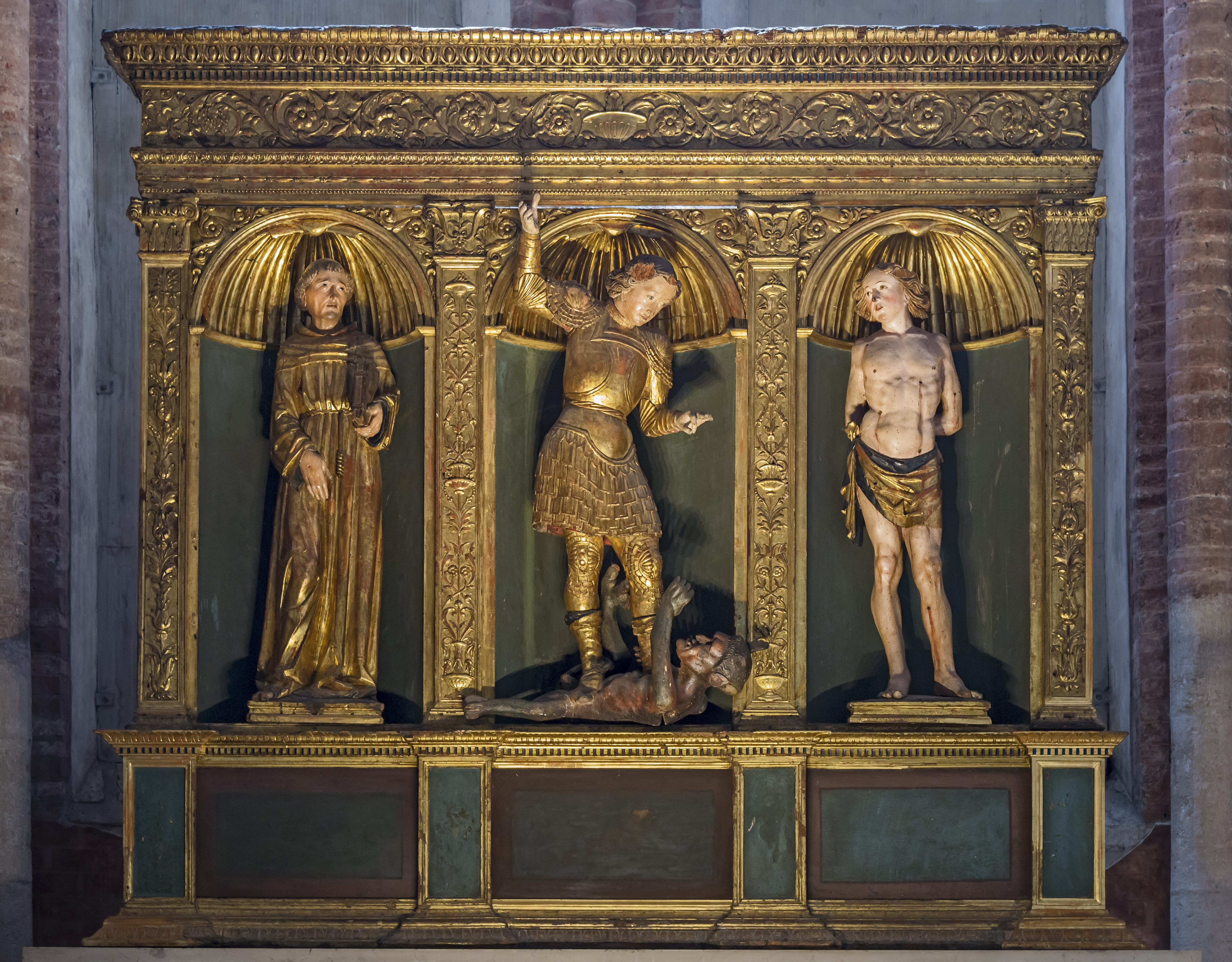
Trittico ligneo con le statue dei santi Antonio, Michele e Sebastiano
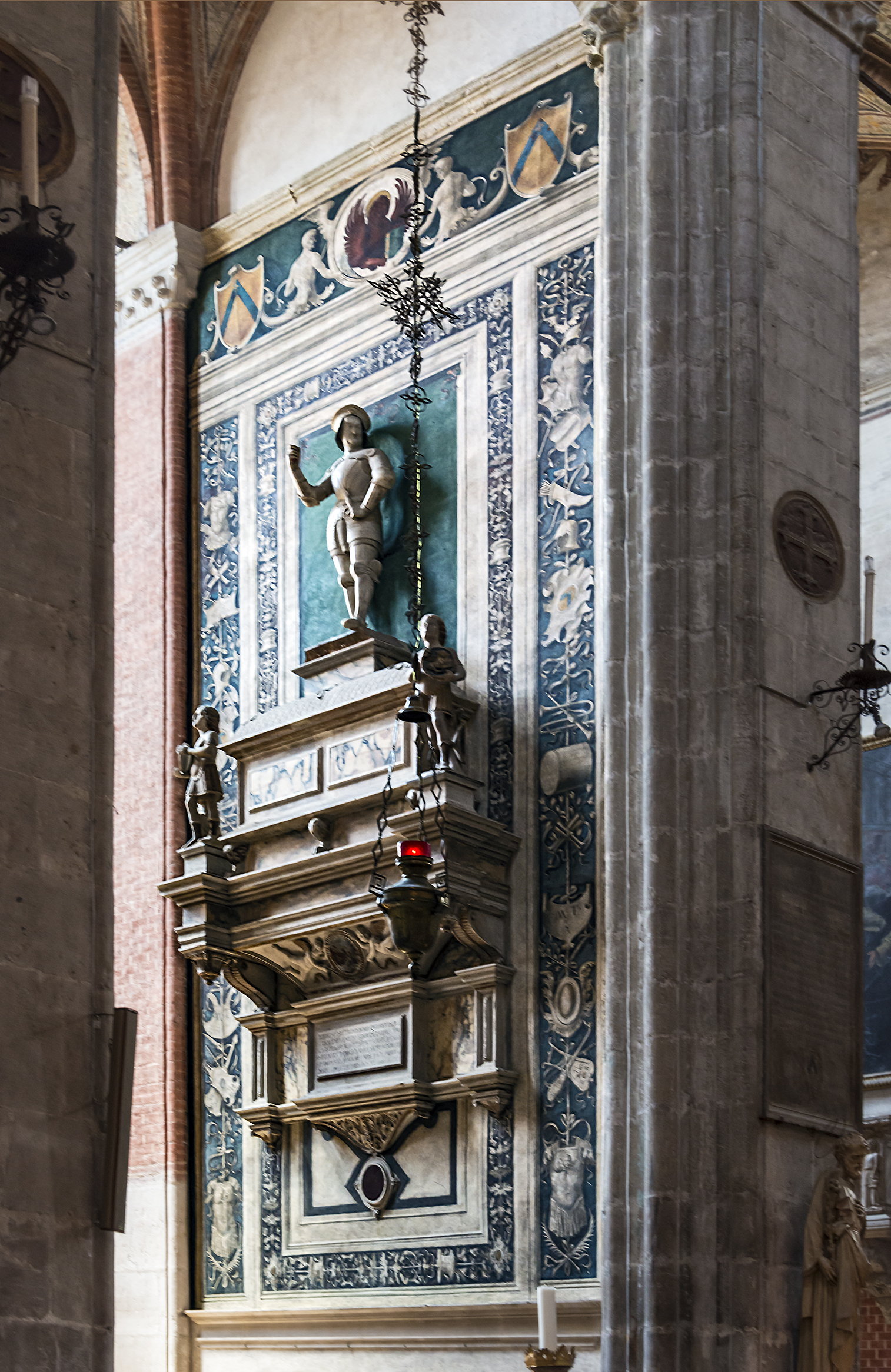
Monumento a Melchiorre Trevisan
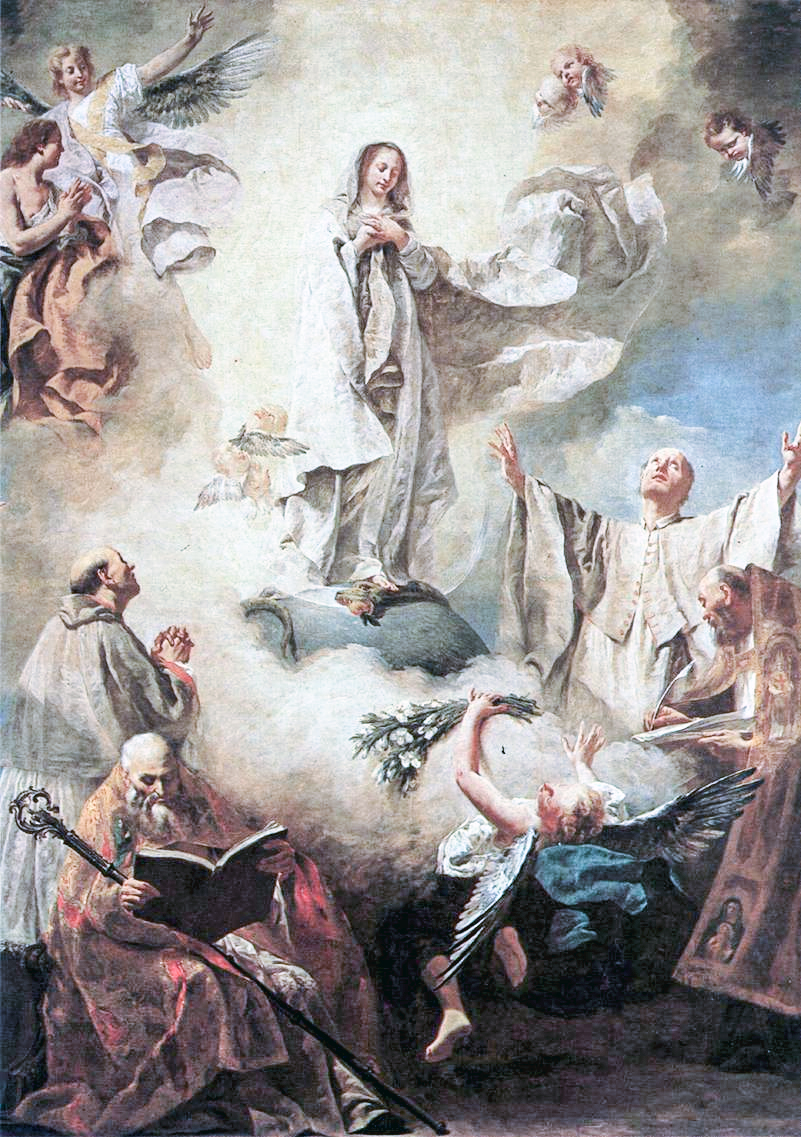
Immacolata attorniata da Santi, di Giuseppe Angeli

#### Cappella dei Milanesi (8)
Nella successiva cappella dei Milanesi sul pavimento sono presenti alcuni sigilli tombali dei frati francescani di origine lombarda ed anche la tomba di Claudio Monteverdi, morto a Venezia nel 1643. Alla parete destra dipinto firmato di Giovanni Contarini con Sant'Ambrogio scaccia gli Ariani, mentre alla parete sinistra Sant'Ambrogio impedisce all'imperatore Teodosio di entrare in chiesa, opera del Tizianello. L'altare è dominato dalla pala di Alvise Vivarini, che raffigura Sant'Ambrogio in trono tra angeli musicanti ed otto santi ed in alto Incoronazione della Vergine. La pala, a causa della morte del Vivarini, fu completata da Marco Basaiti nel 1503. Un distico presente sul dipinto dice:

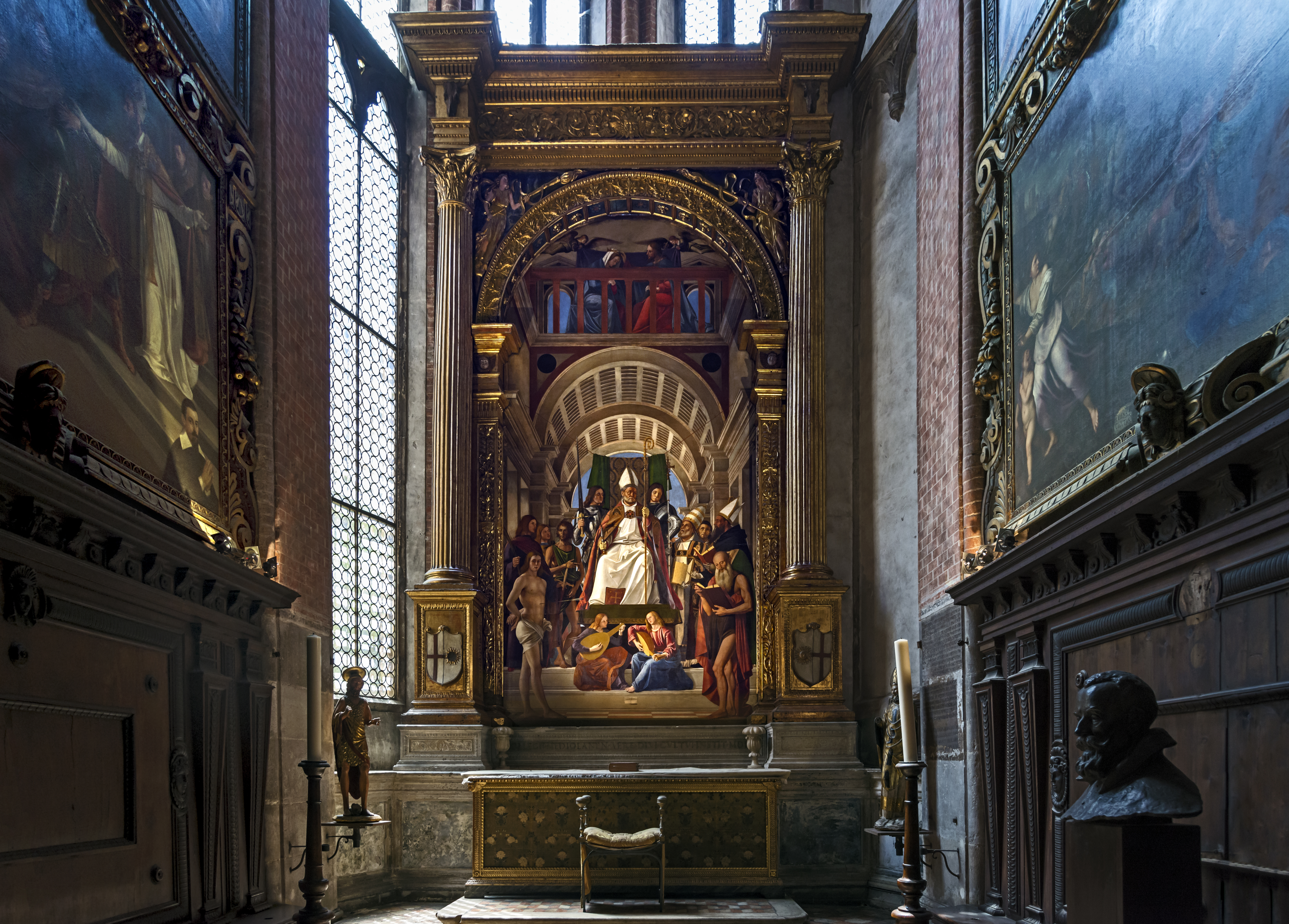
Cappella dei Milanesi
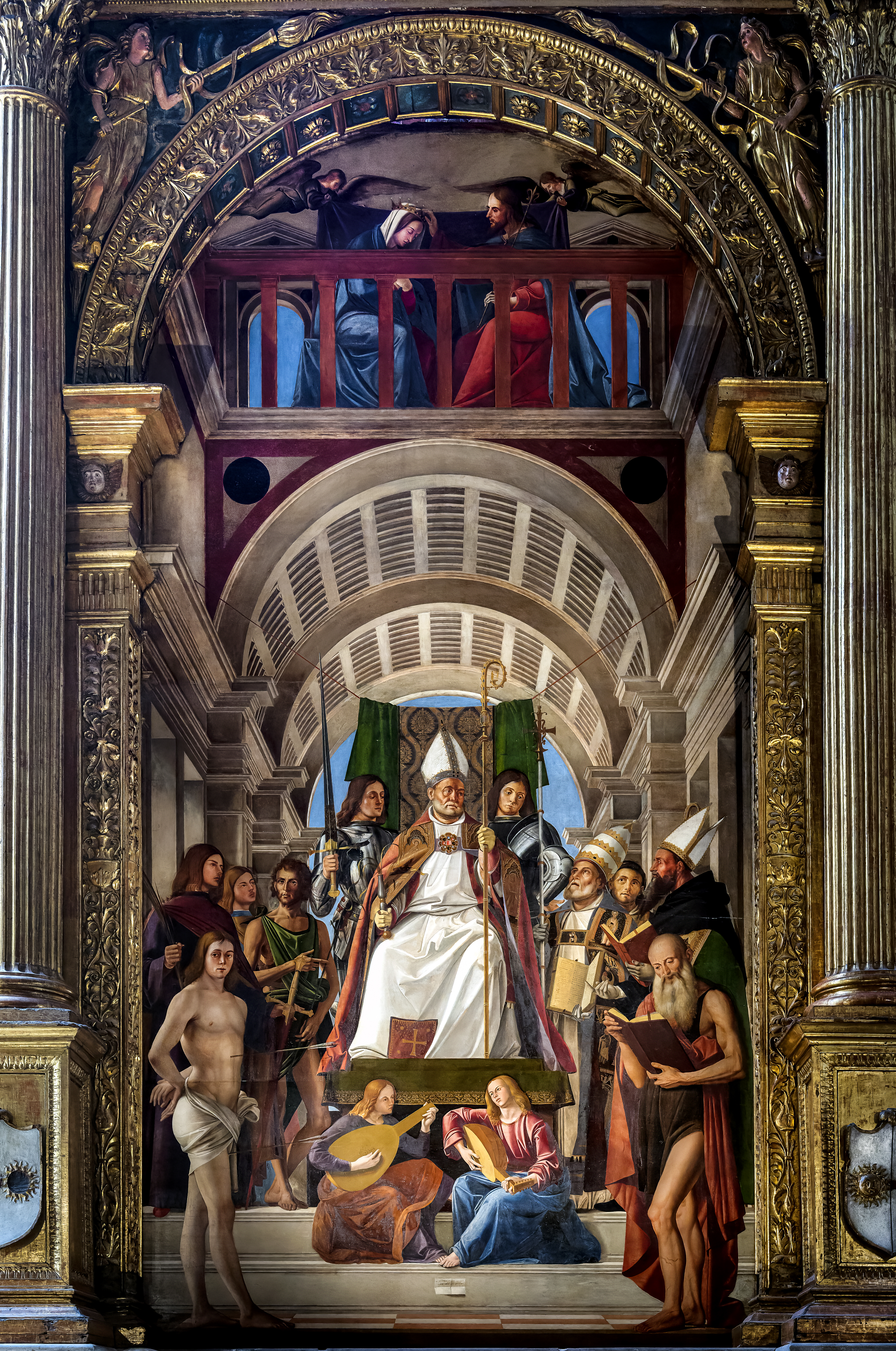
Alvise Vivarini e Marco Basaiti, Pala di Sant'Ambrogio.
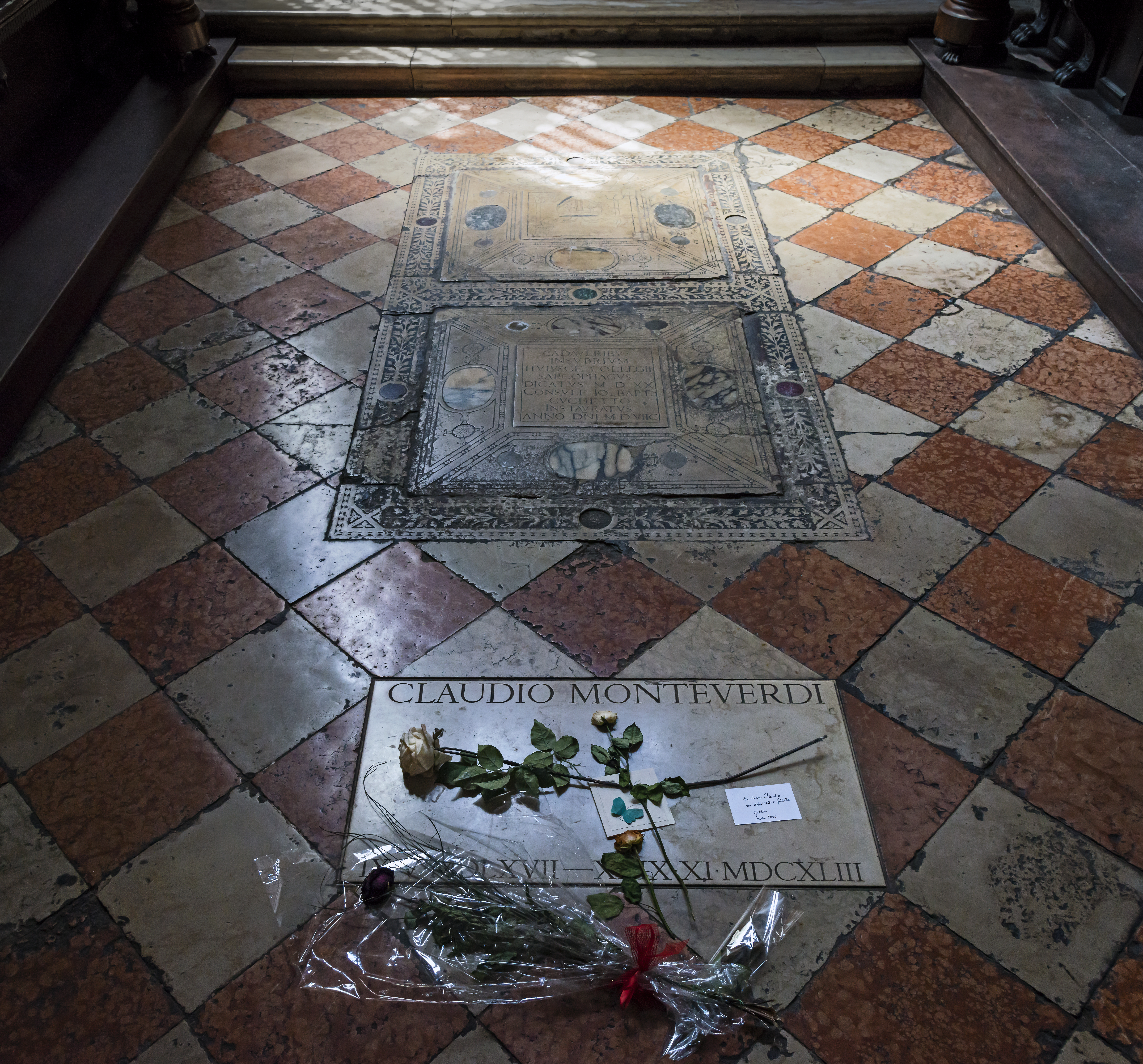
Tomba di Claudio Monteverdi

#### Cappella di san Marco (7)
Ultima cappella a sinistra è la cappella di san Marco o cappella Corner, aggiunta all'originario corpo della chiesa nel 1417 su commissione di Giovanni Corner in memoria di Marco, un illustre esponente della nobile famiglia veneziana. Alla parete di fronte è presente il monumento a Federico Corner, benemerito della Serenissima Repubblica durante guerra di Chioggia contro Genova, morto nel 1382. Il monumento è in puro stile rinascimentale ed è stato attribuito ad un seguace di Donatello: su uno sfondo a putti a chiaroscuro vi è l'edicola ornata da un angelo ad altorilievo reggente il cartiglio con la dedica della cappella al Corner (attribuito a Giovanni Maria Mosca). Per la decorazione pittorica è stata avanzata l'attribuzione al giovane Andrea Mantegna. Sulla sinistra si può ammirare il fonte battesimale decorato sulla sommità con una statua marmorea raffigurante San Giovanni Battista, lavoro di Jacopo Sansovino del 1528 c.; sulla parete la Discesa al Limbo di Jacopo Palma il Giovane. L'altare è sormontato dal trittico di Bartolomeo Vivarini firmato e datato 1474, eseguito forse in parte con l'aiuto della bottega. Il trittico raffigura San Marco in trono tra angeli musicanti e i santi Giovanni Battista e Gerolamo a sinistra e Niccolò e Paolo a destra.

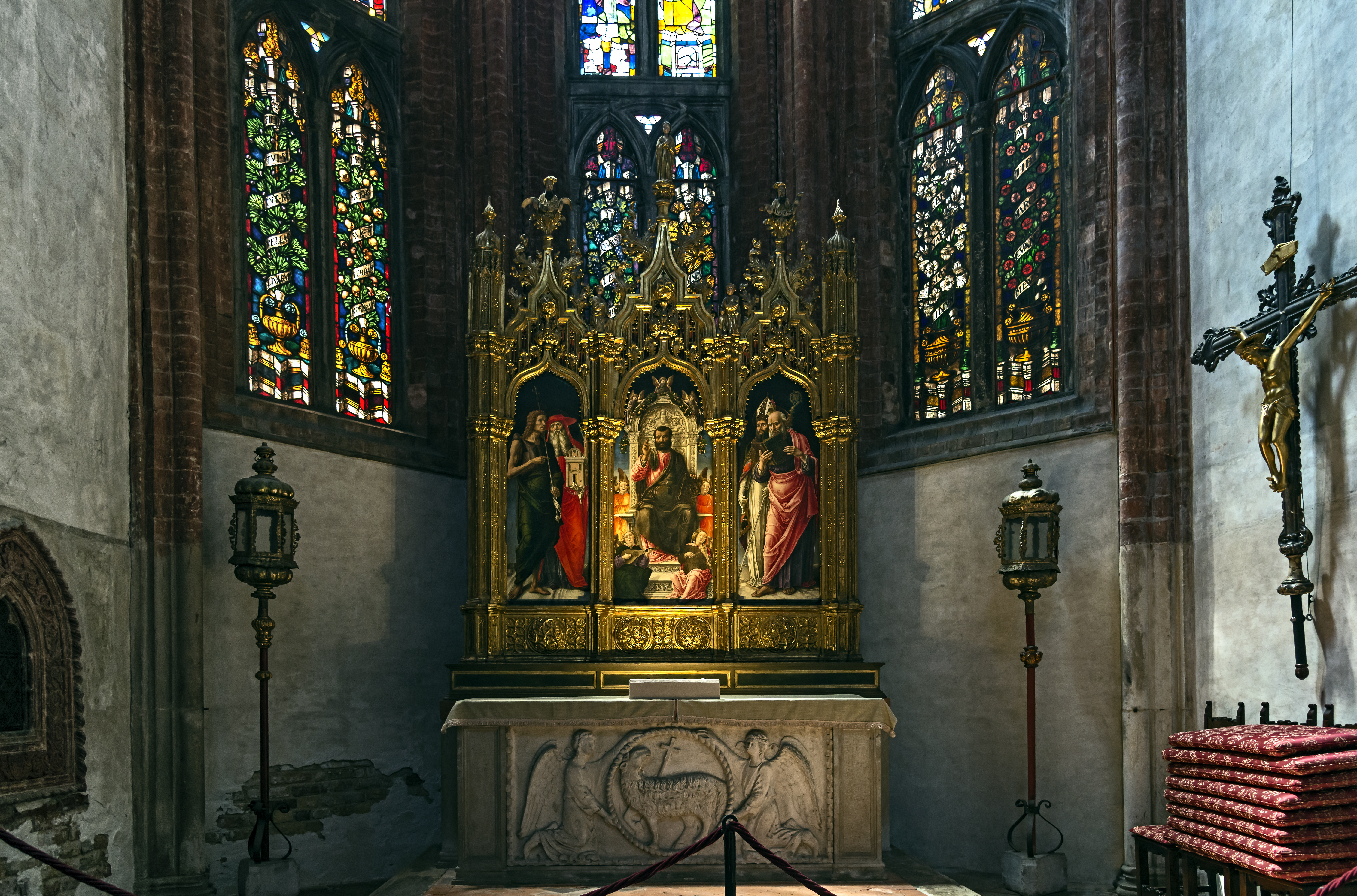
cappella di san Marco o cappella Corner
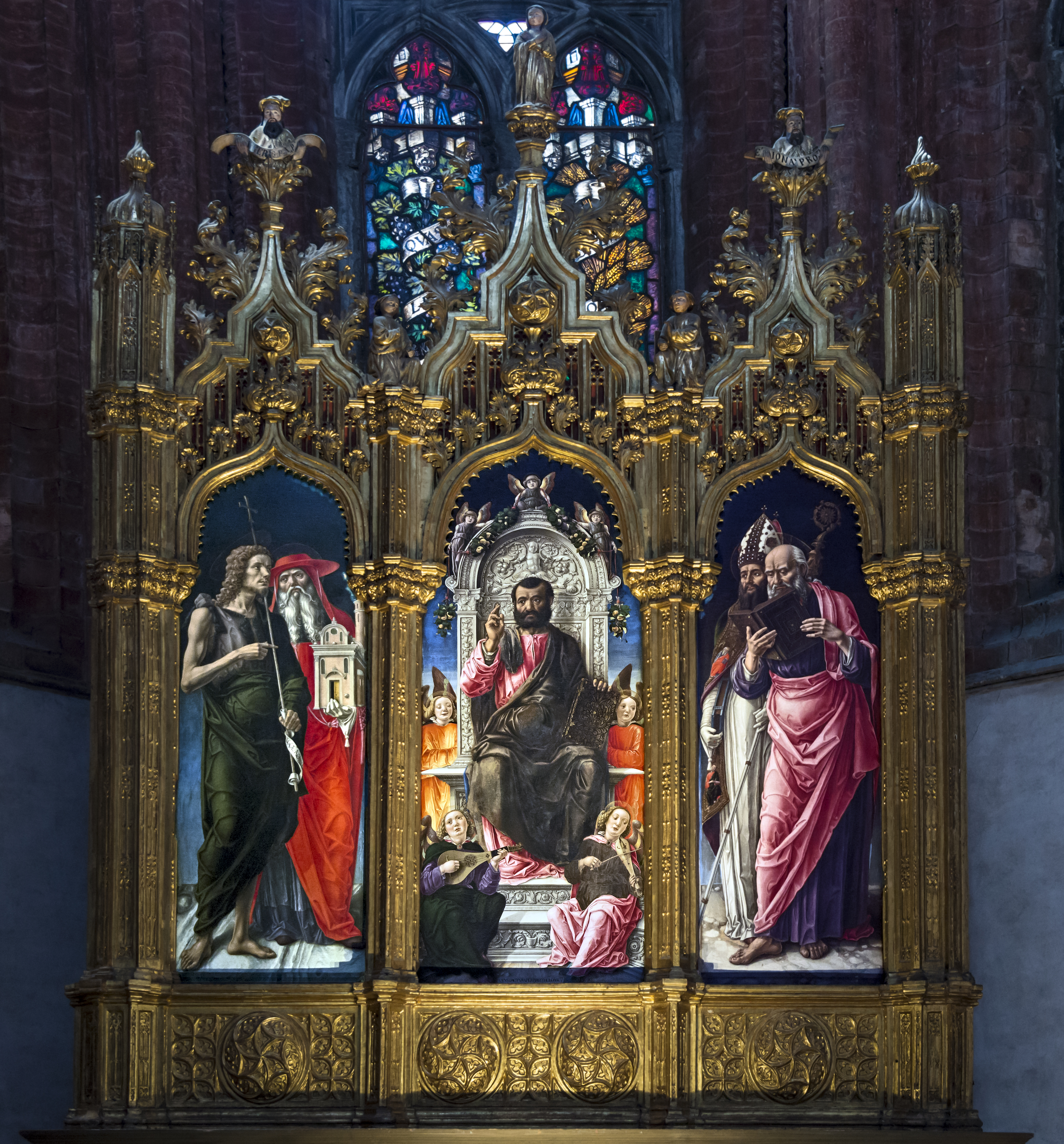
Pala di San Marco di Bartolomeo Vivarini
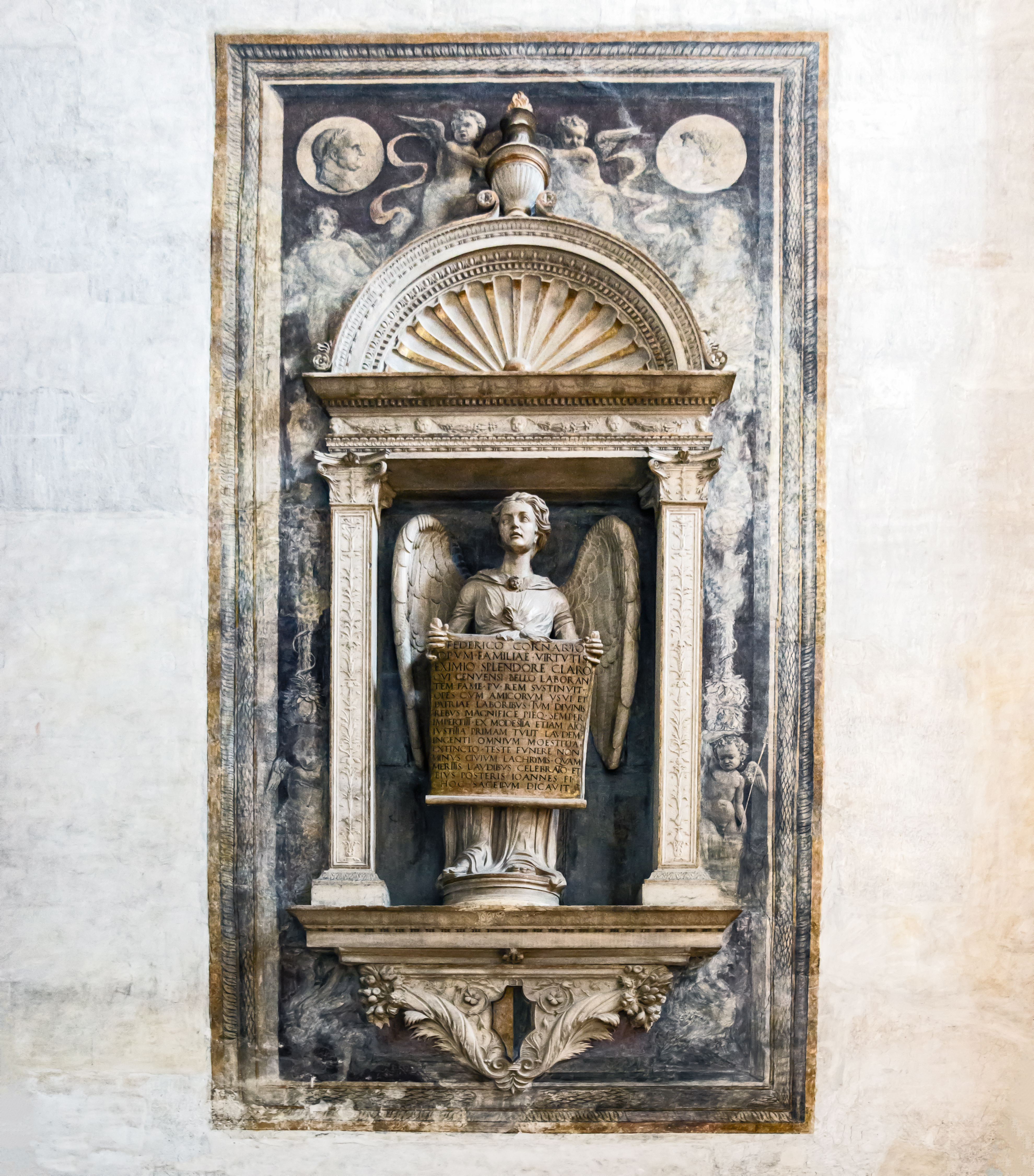
Monumenti a Federico Corner
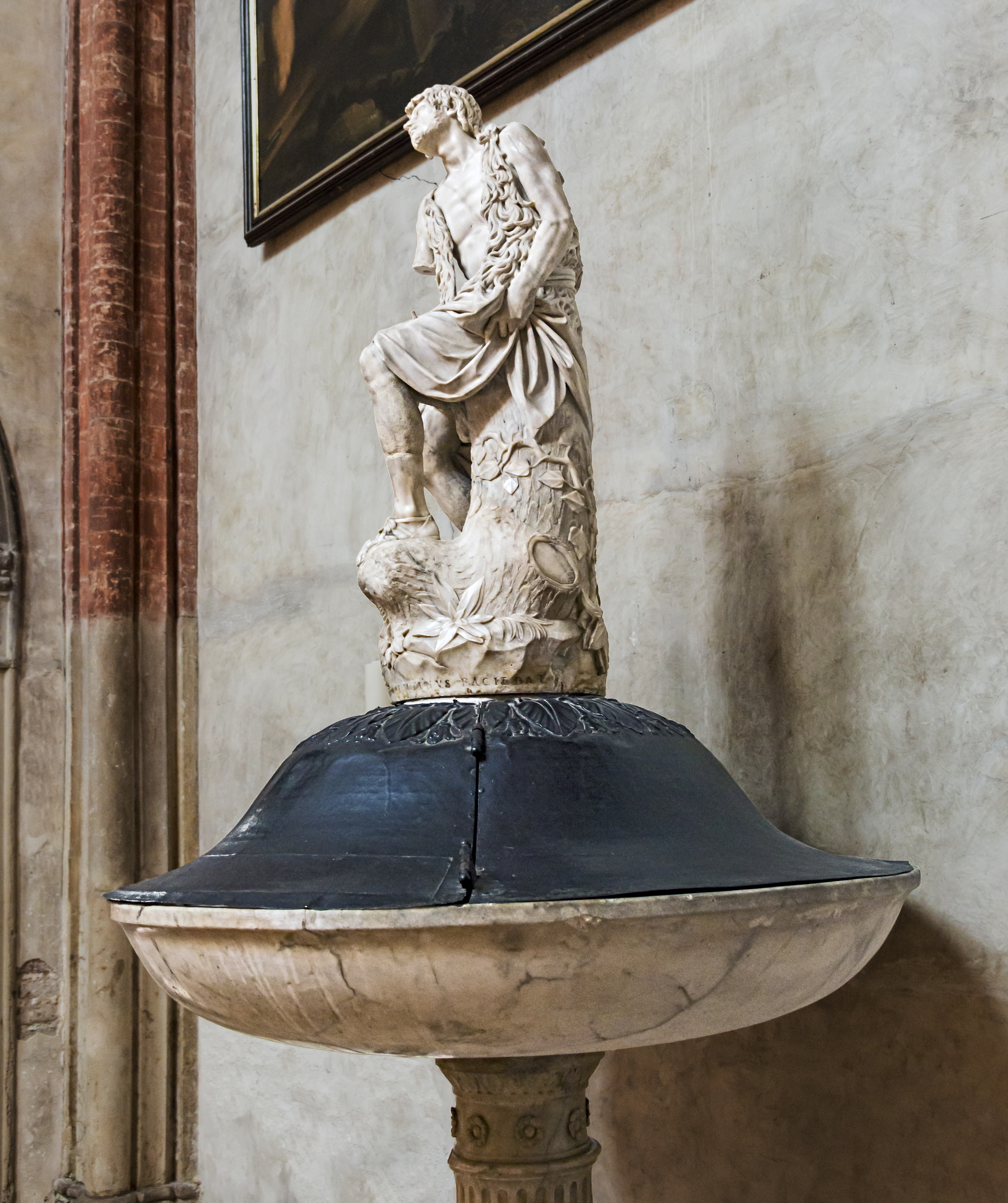
Il fonte battesimale
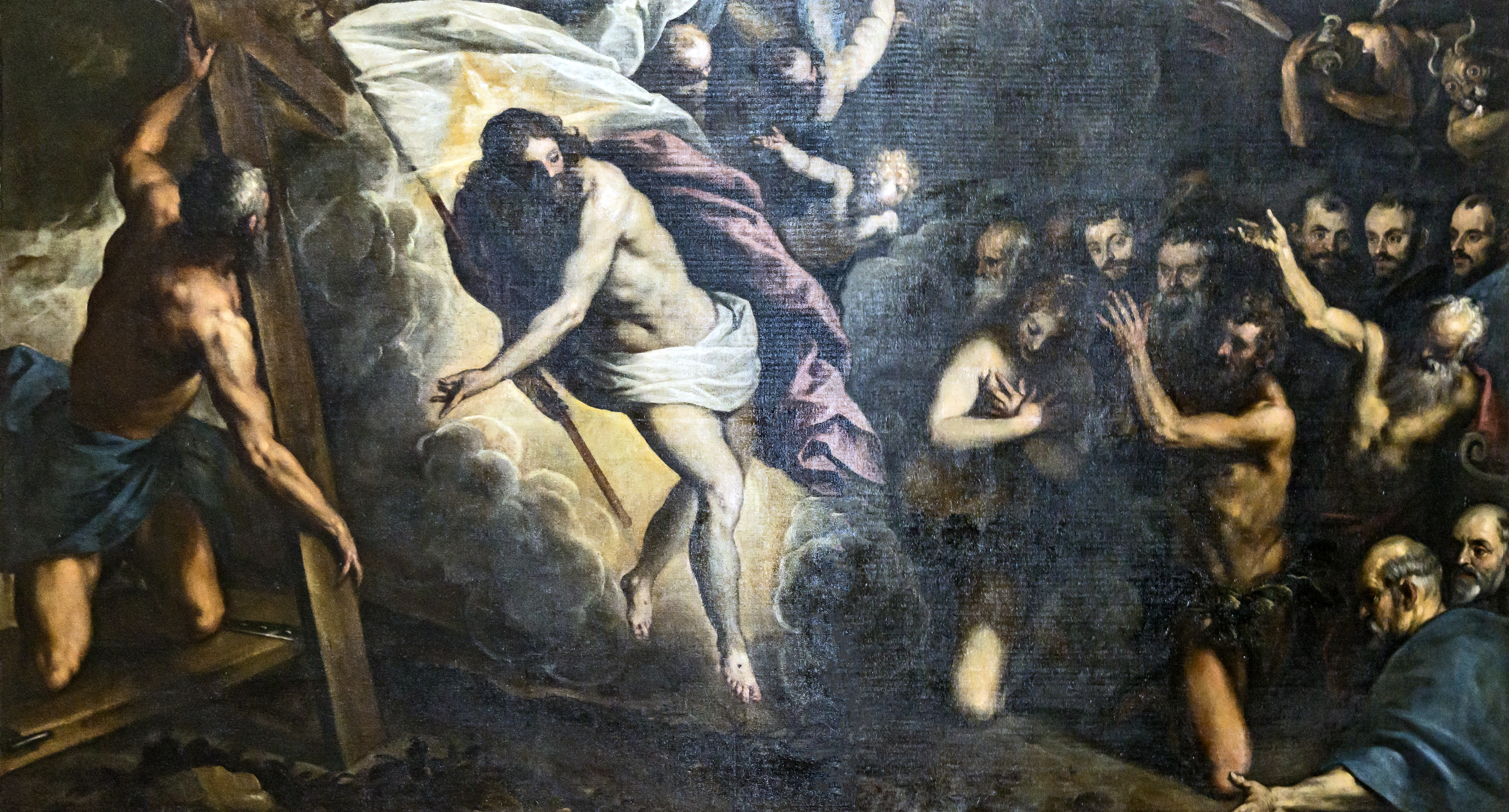
Discesa al Limbo di Jacopo Palma il Giovane

### Transetto - braccio sinistro

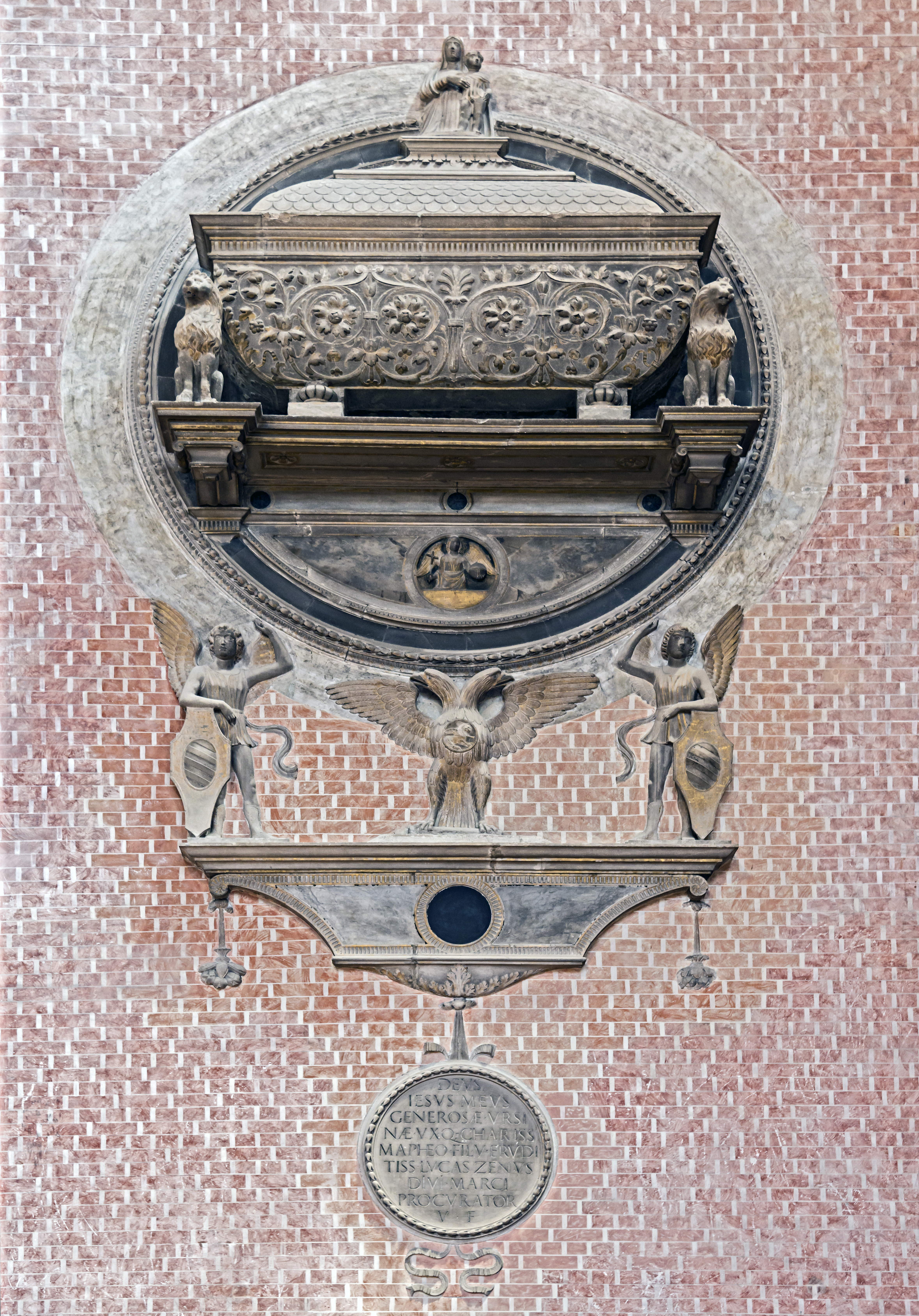
Monumento di Generosa Orsini e Maffeo Zen
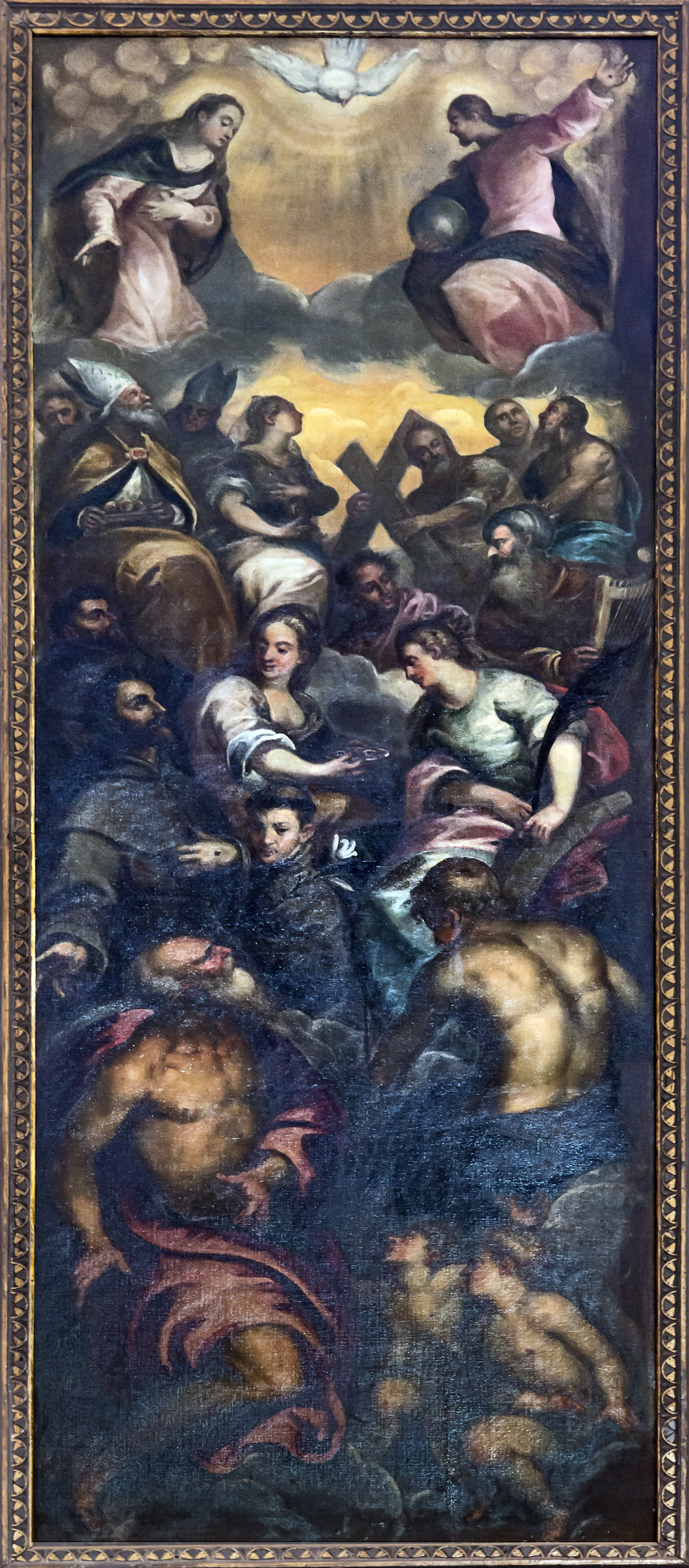
Andrea Vicentino, Cristo, Vergine e santi in gloria
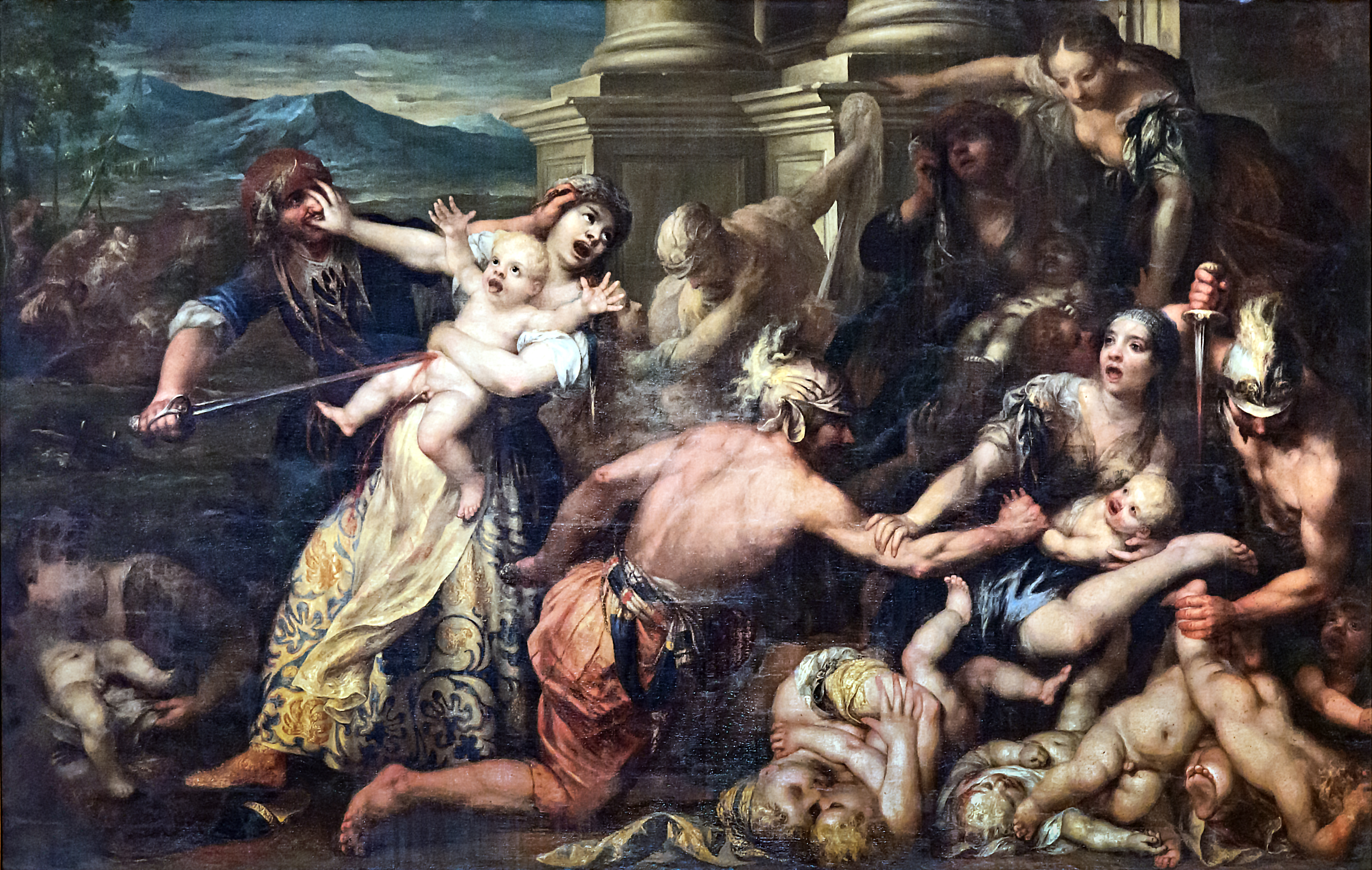
Niccolò Bambini, Strage degli Innocenti
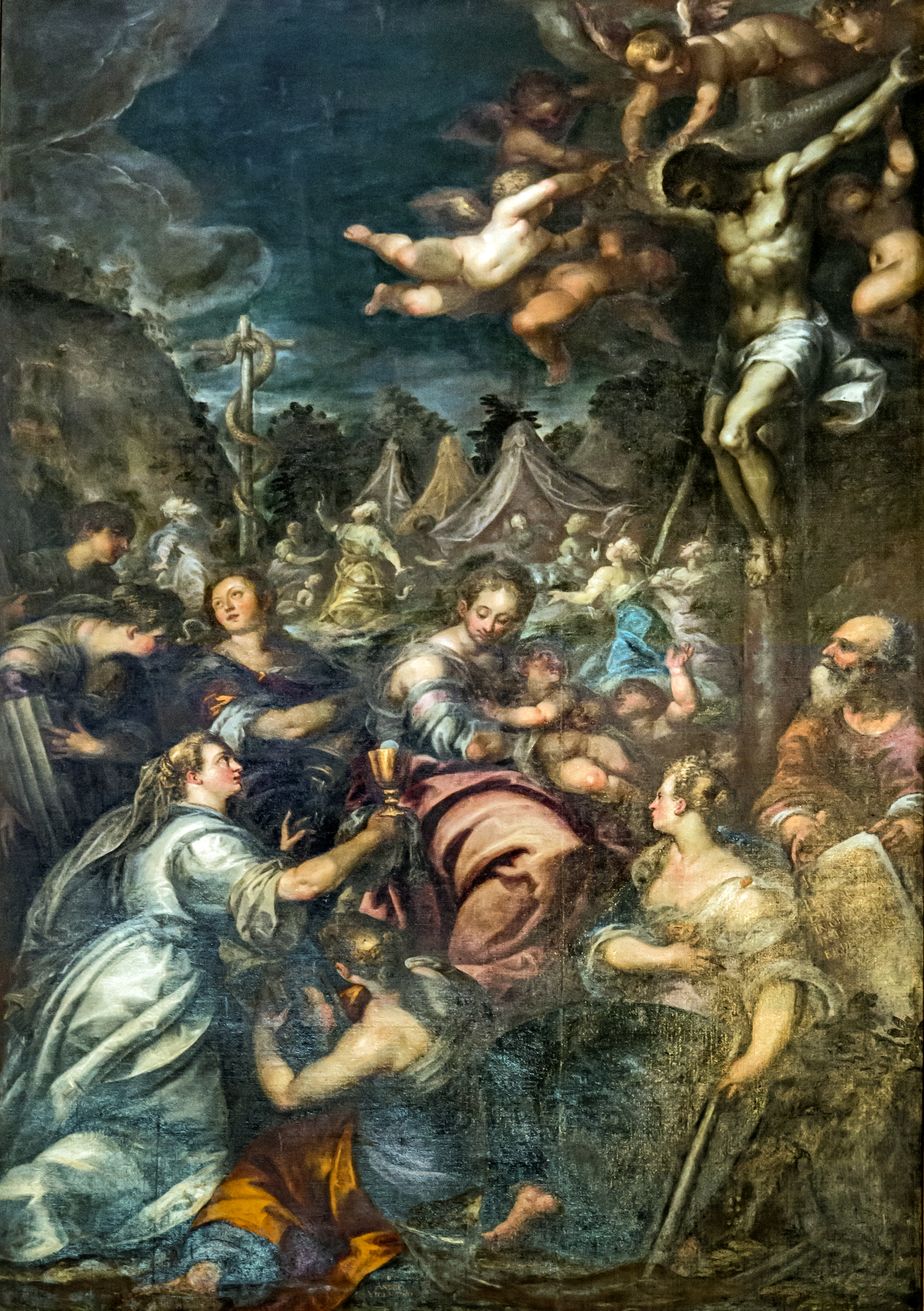
Andrea Vicentino, Il serpente di bronzo

L'opera in marmo risalente al 1498; è attribuito a Pietro Lombardo.
- Sulla parete di fondo del transetto: tre oli su tela:

Cristo, Vergine e santi in gloria di Andrea Vicentino
Strage degli Innocenti di Niccolò Bambini
Il serpente di bronzo di Andrea Vicentino
- Monumento di Generosa Orsini e Maffeo Zen
- Andrea Vicentino, Cristo, Vergine e santi in gloria
- Niccolò Bambini, Strage degli Innocenti
- Andrea Vicentino, Il serpente di bronzo

### Navata sinistra

#### Albero serafico dei tre Ordini francescanidi Pietro Negri, 1670
Olio sul tela. Una grande tela raffigurante l'Albero francescano: i santi e le sante dell'Ordine di San Francesco d'Assisi canonizzati all'epoca.

#### Monumento a Girolamo Venier
Luogotenente di Udine nel 1651.

#### Cappella di San Pietro (6)
La cappella è nota anche con il nome di Cappella Emiliani, in ricordo di Pietro Miani, vescovo di Vicenza, che la fece costruire nel 1432 e dove fu sepolto nel 1464.

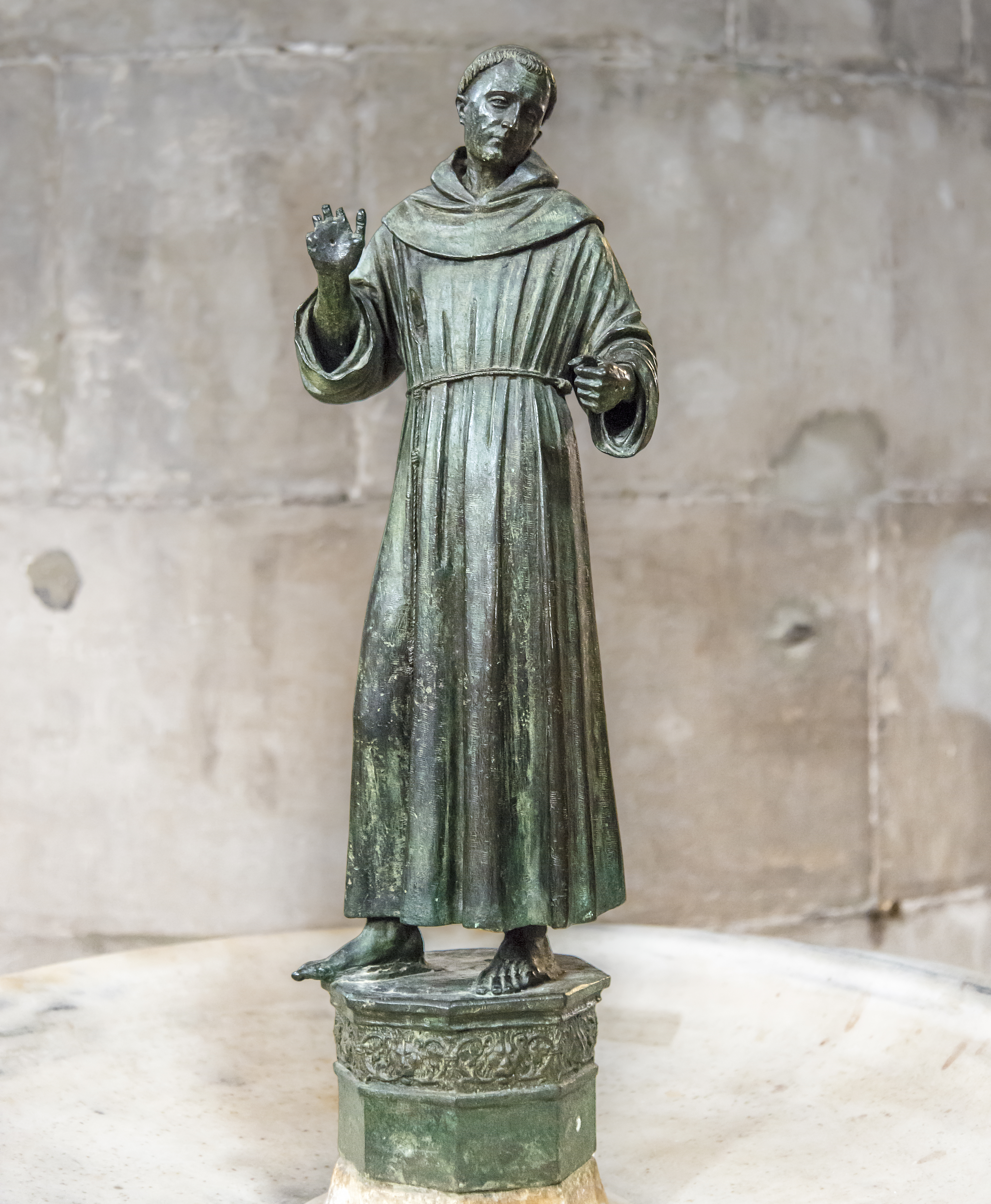
Statua di Francesco d'Assisi sull'acquasantiera nei pressi del transetto
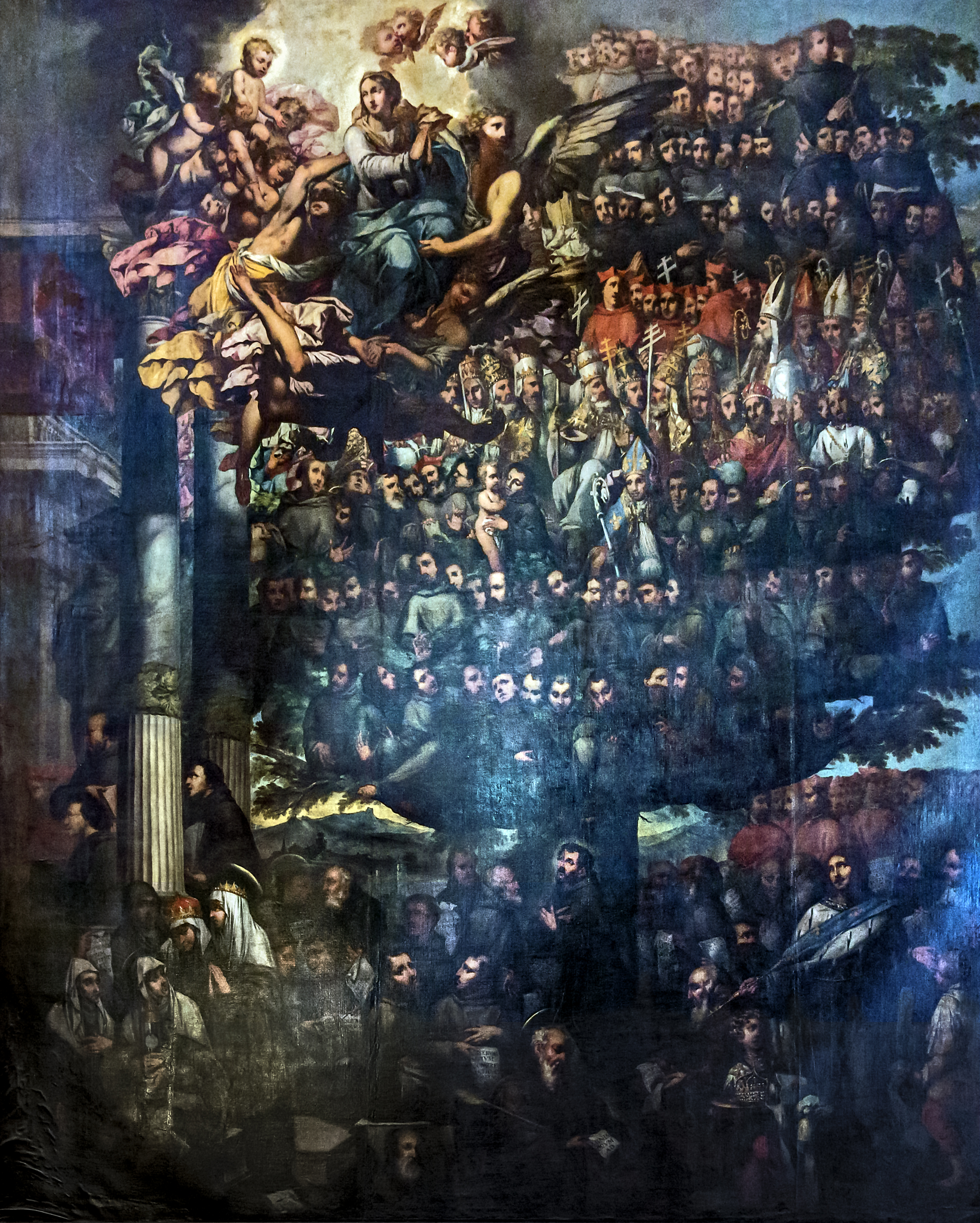
Albero serafico dei tre Ordini francescani
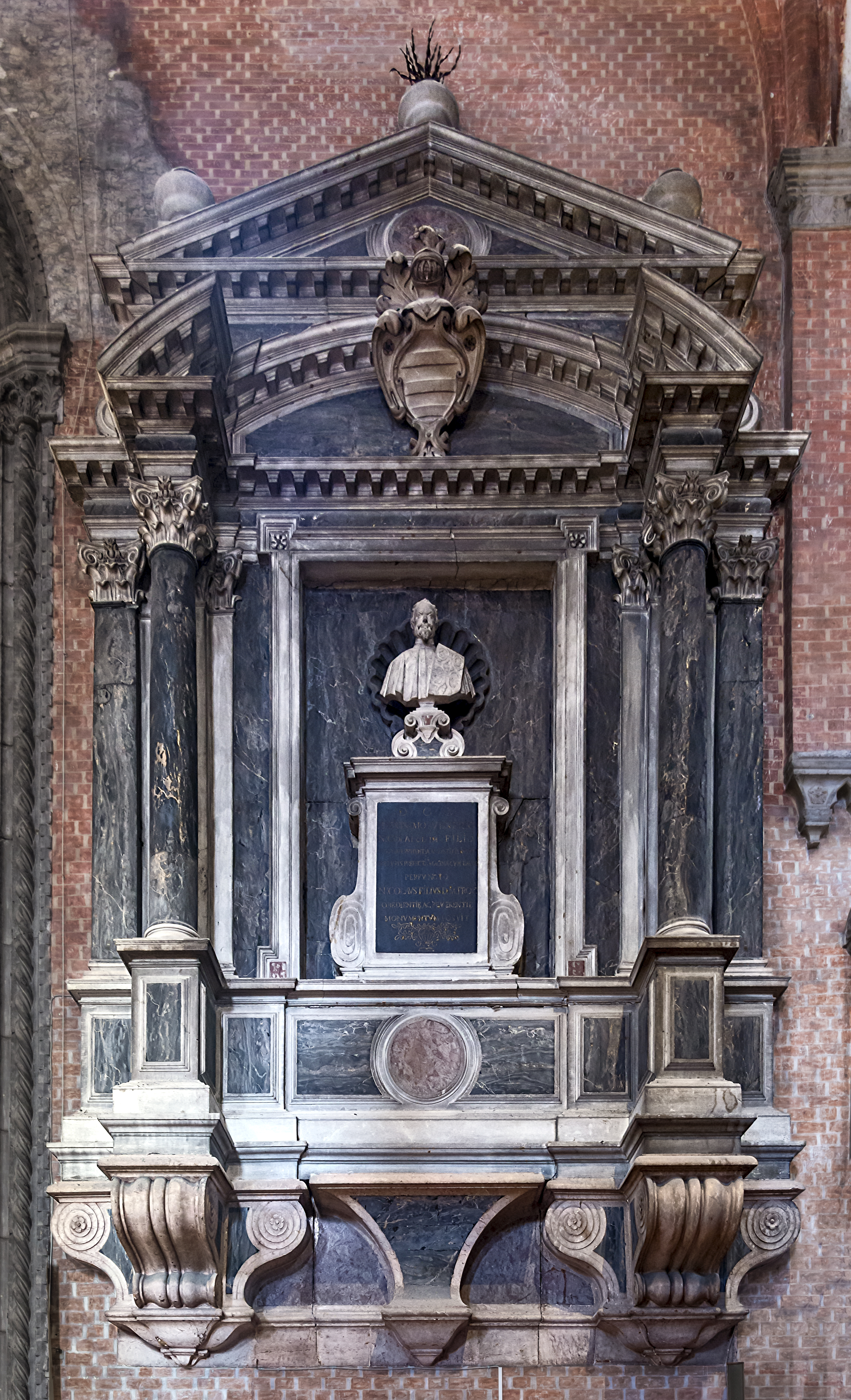
Monumento a Girolamo Venier
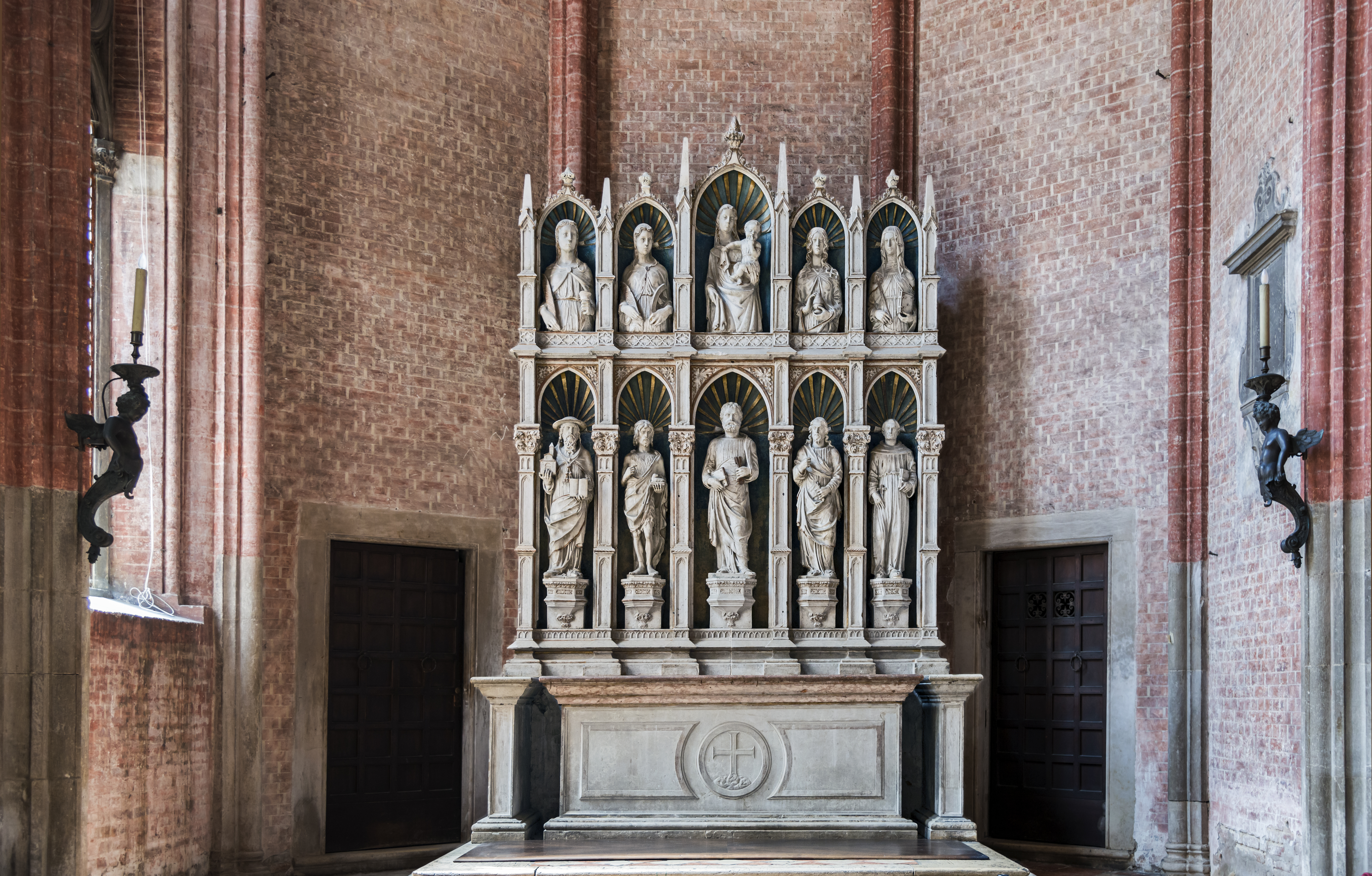
Cappella di San Pietro
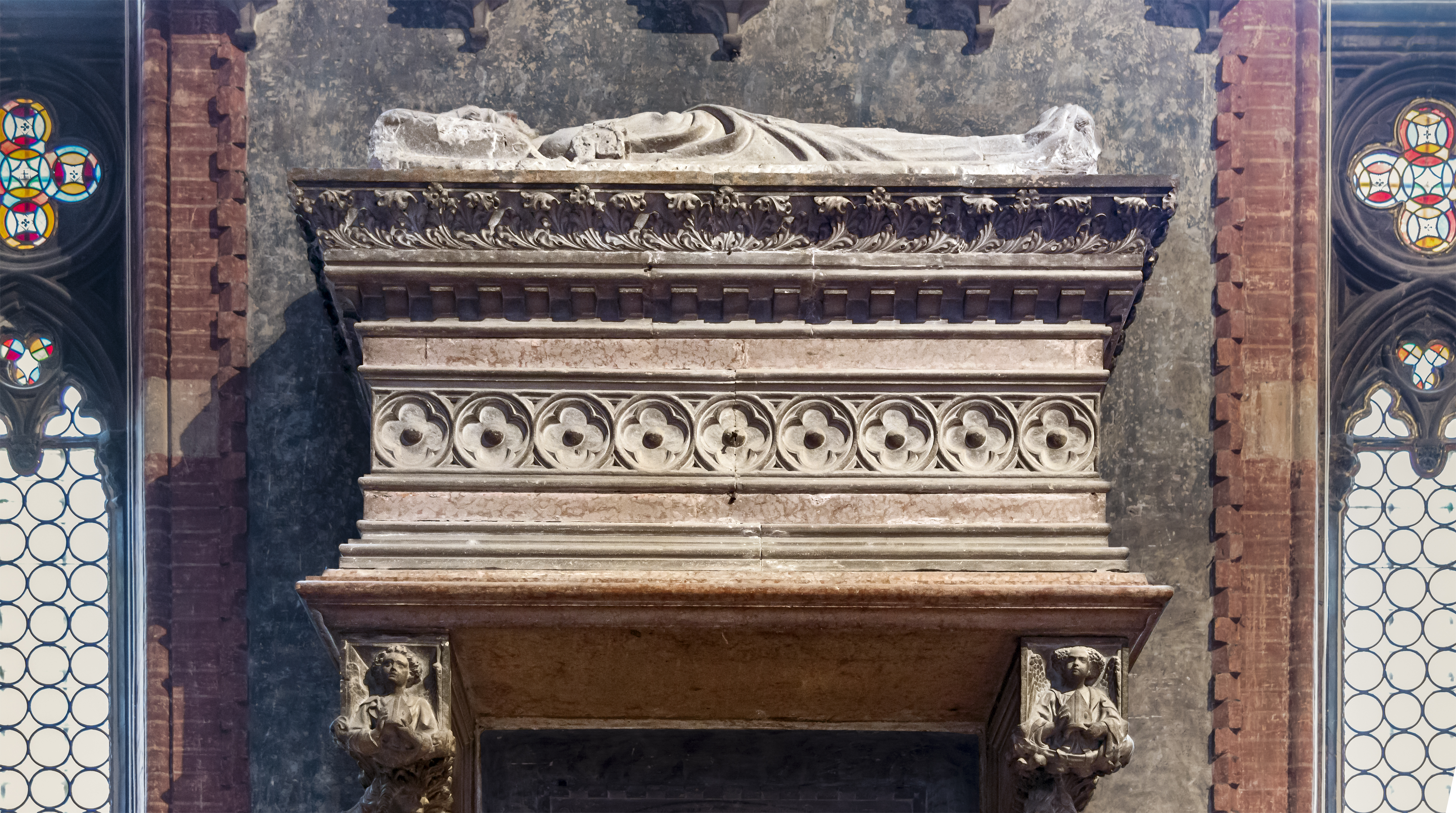
Monumento a Pietro Miani
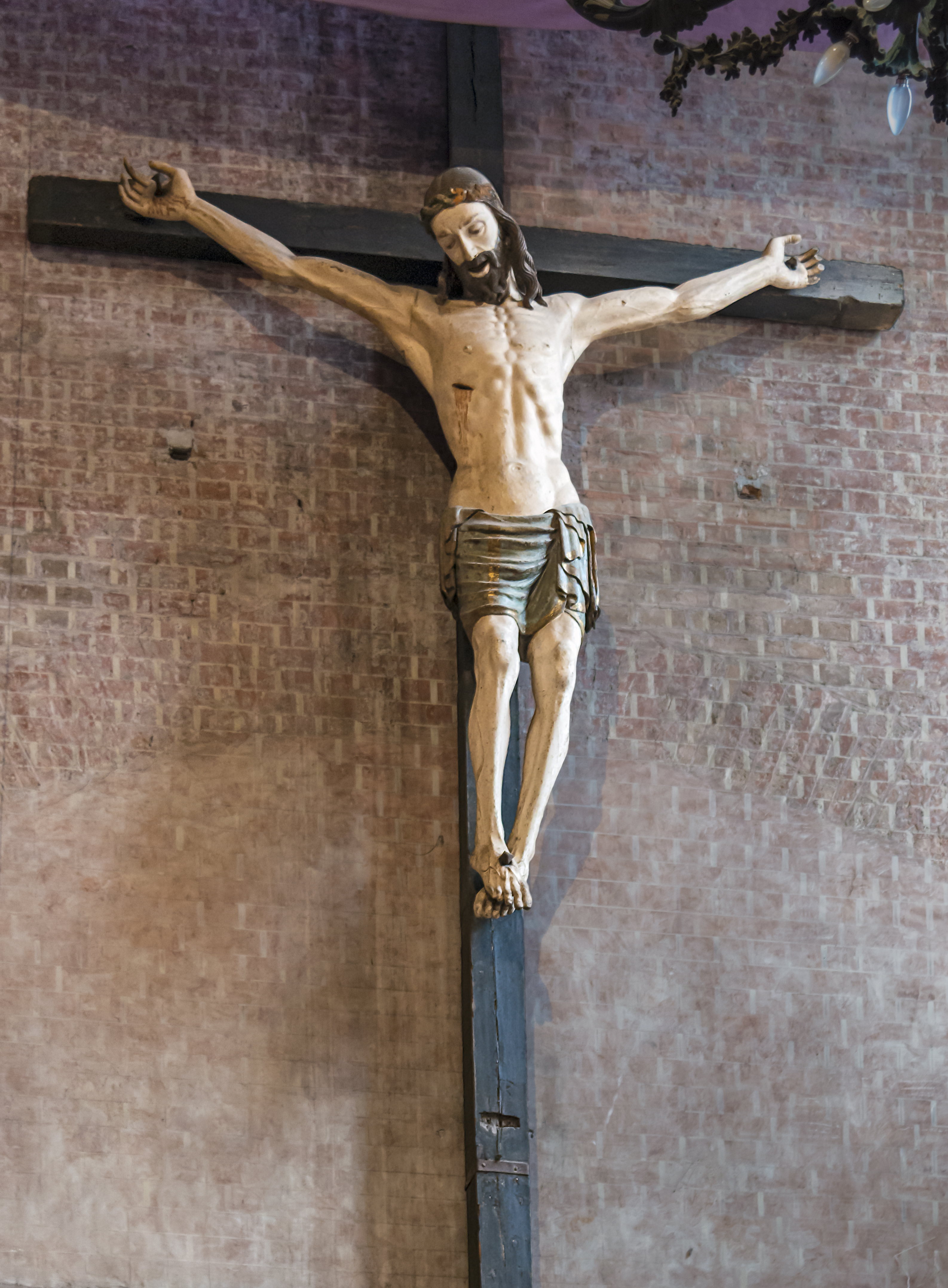
Crocifisso, scuola veneziana del XV secolo
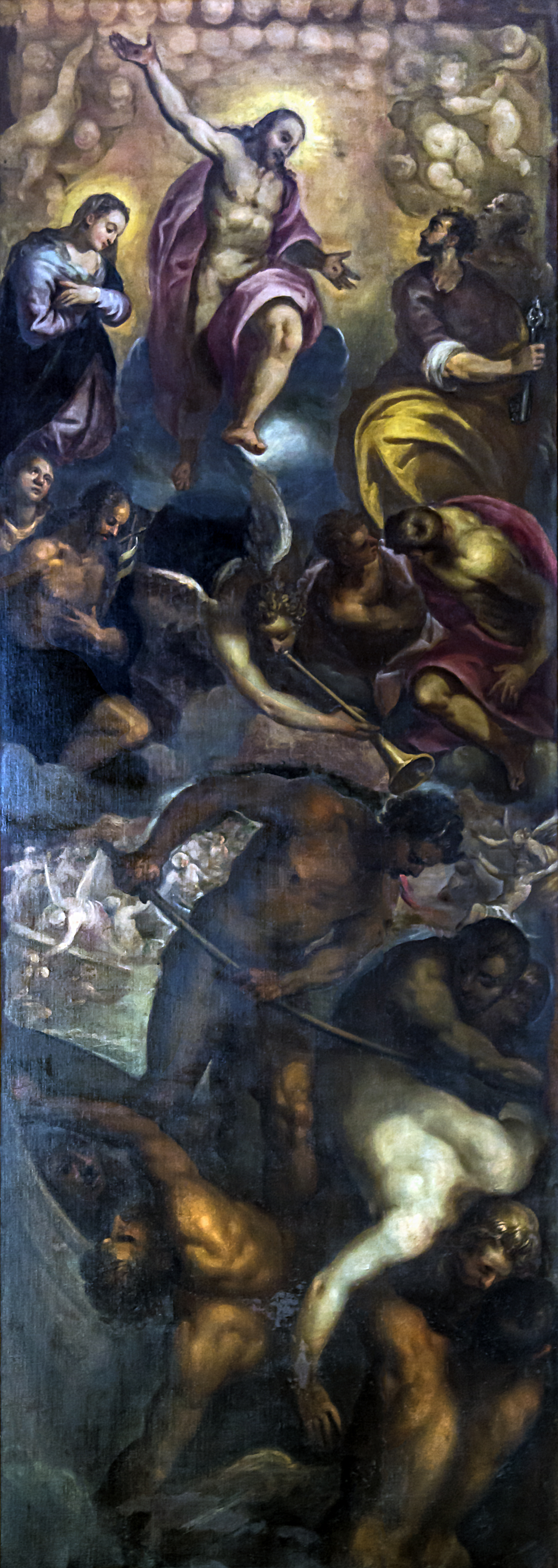
Andrea Vicentino, Il Giudizio Universale

#### Monumento di Jacopo Pesaro
Il lavoro di Tullio e Antonio Lombardo 1524 fatta per Jacopo Pesaro mentre era in vita (morì nel 1547). Egli fu vescovo, ma anche generale delle galee di Papa Alessandro VI.

#### Pala Pesaro (5)
Vedere l'articolo specifico: Pala Pesaro.

#### Monumento funebre al doge Giovanni Pesaro (4)
Tutta la parete della campata, attorno alla porta laterale, è occupata dal Monumento funebre al doge Giovanni Pesaro, morto nel 1659.
Si tratta di un innovativo progetto architettonico di Baldassarre Longhena carico di sculture principalmente di Giusto le Court ma anche di Melchior Barthel, Francesco Cavrioli e di Michele Fabris, detto l'Ongaro.
La figura centrale è quella del doge seduto in atto oratorio scolpita dal Le Court; la affiancano i due gruppi allegorici con la Verità e Giustizia a destra e la Religione e Costanza a sinistra del Barthel. Sotto al doge e l'urna delle sue spoglie sorretta da due draghi scolpiti dall'Ongaro, sedute sulla stessa trabeazione sono quattro figure allegoriche sempre del le Court: Nobiltà, Ricchezza, Ingegno e Studio. A sostenere la struttura sono quattro massicci telamoni in marmi bicromi raffiguranti dei mori, generalmente attribuiti a le Court, fra le coppie di telamoni sono due lemuri bronzei plasmati dal Cavrioli che sorreggono le lodi del principe. Probabilmente sono dovuti a Giusto le Court anche i putti che reggono lo scudo dei Pesaro e quelli delle metope.

#### Acquasantiera dell'Immacolata Concezione
Statua dell'Immacolata Concezione che adornano l'acquasantiera, il terzo pilastro a sinistra. Viene da l'eremo di Monte Rua, sui Colli Euganei e risale al XVIII secolo.

#### Tomba del Canova (3)
Nel 1794 Antonio Canova progettò e realizzò un modello per il monumento funebre di Tiziano, ma ci furono molte difficoltà nella raccolta dei fondi necessari per la realizzazione, così che nel 1822, anno della morte del Canova, era ancora allo stato di progetto. Canova fu sepolto a Possagno, suo paese natale, l'Accademia delle Belle Arti di Venezia decise di far costruire un monumento per preservare l'urna di porfido contenente il cuore dell'artista; l'opera venne intrapresa da sei suoi allievi e completata nel 1827.
Si tratta di un cenotafio di forma piramidale arricchito da figure mitologiche. Eros e Psiche (rappresentanti l'Amore, il Desiderio e l'Anima), Perseo e Medusa (rappresentazione dell'Eroe vittorioso sulle prove terrestri) e le tre Grazie, simbolo delle virtù teologali: Fede, Speranza e Carità. Sotto il medaglione centrale si apre una porta verso cui si dirige il corteo funebre. Il personaggio velato della Morte, che porta un canopo, è seguito dal giovane seminudo che tiene una torcia accesa, a rappresentare l'Immortalità che giunge simbolicamente dopo la morte. Seguono due donne con una corona di fiori, simbolo della speranza nella carità della vita immortale. Due giovani che reggono torce accese chiudono il corteo. Le torce indicano la Fede che si rinnova. Sul primo dei tre gradini c'è un leone alato addormentato (il Potere, la Saggezza, la Giustizia con un richiamo all'Apocalisse di Giovanni in cui il Leone Alato apre il Libro della Vita). Qui il leone significa che Canova è morto portando con sé Saggezza e Fede verso Dio. Sul secondo gradino sta un angelo con le ali aperte, melanconico, rappresentante l'Angelo custode dell'anima. Un lembo della tunica scivola verso il terzo gradino dove poggia una corona di alloro, corona della vittoria abbandonata da colui che in vita fu glorioso pur sapendosi tenere lontano dalla vanagloria del mondo. Senza tunica l'angelo è denudato, come la nuda Verità.

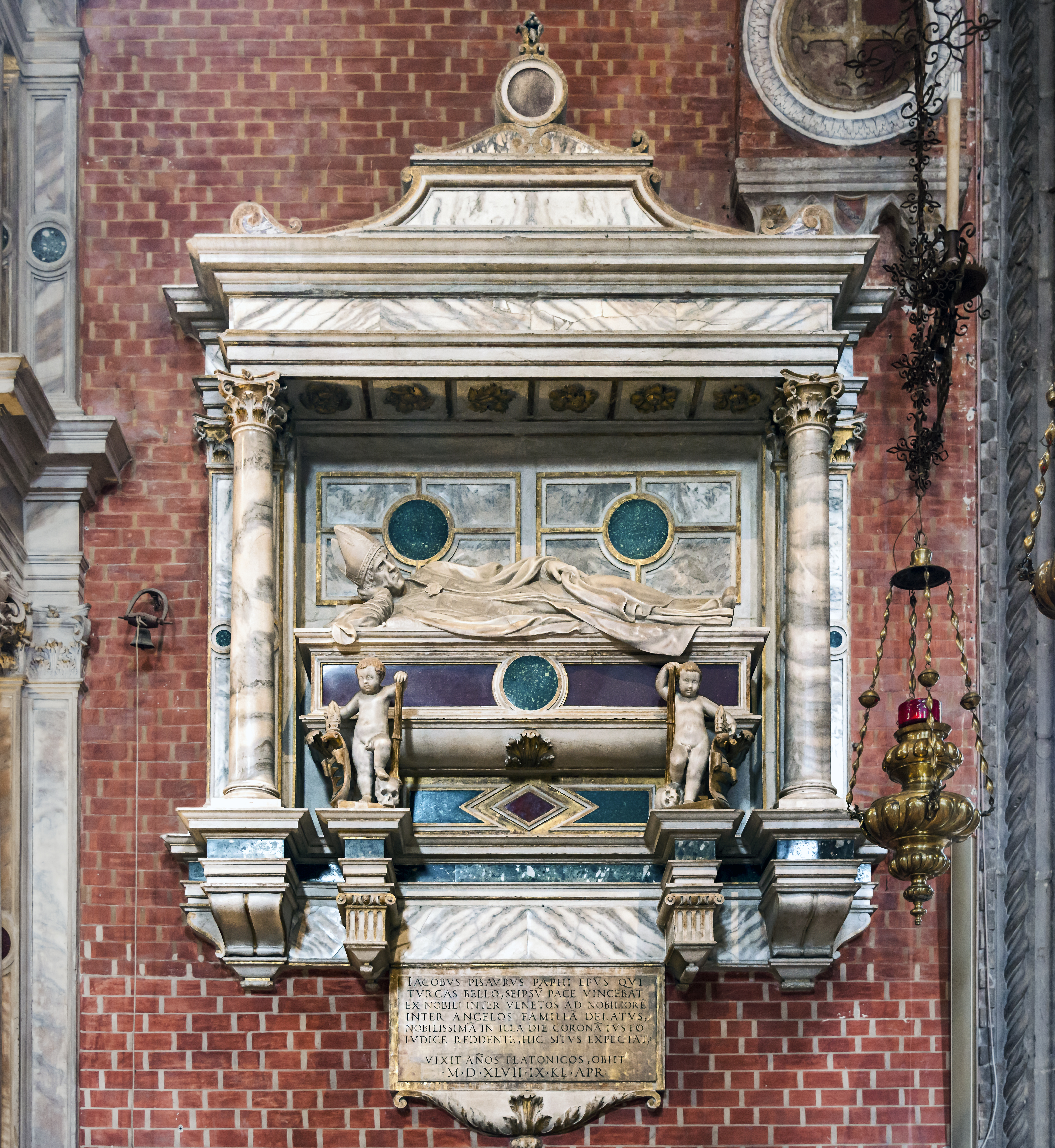
Monumento a Jacopo Pesaro
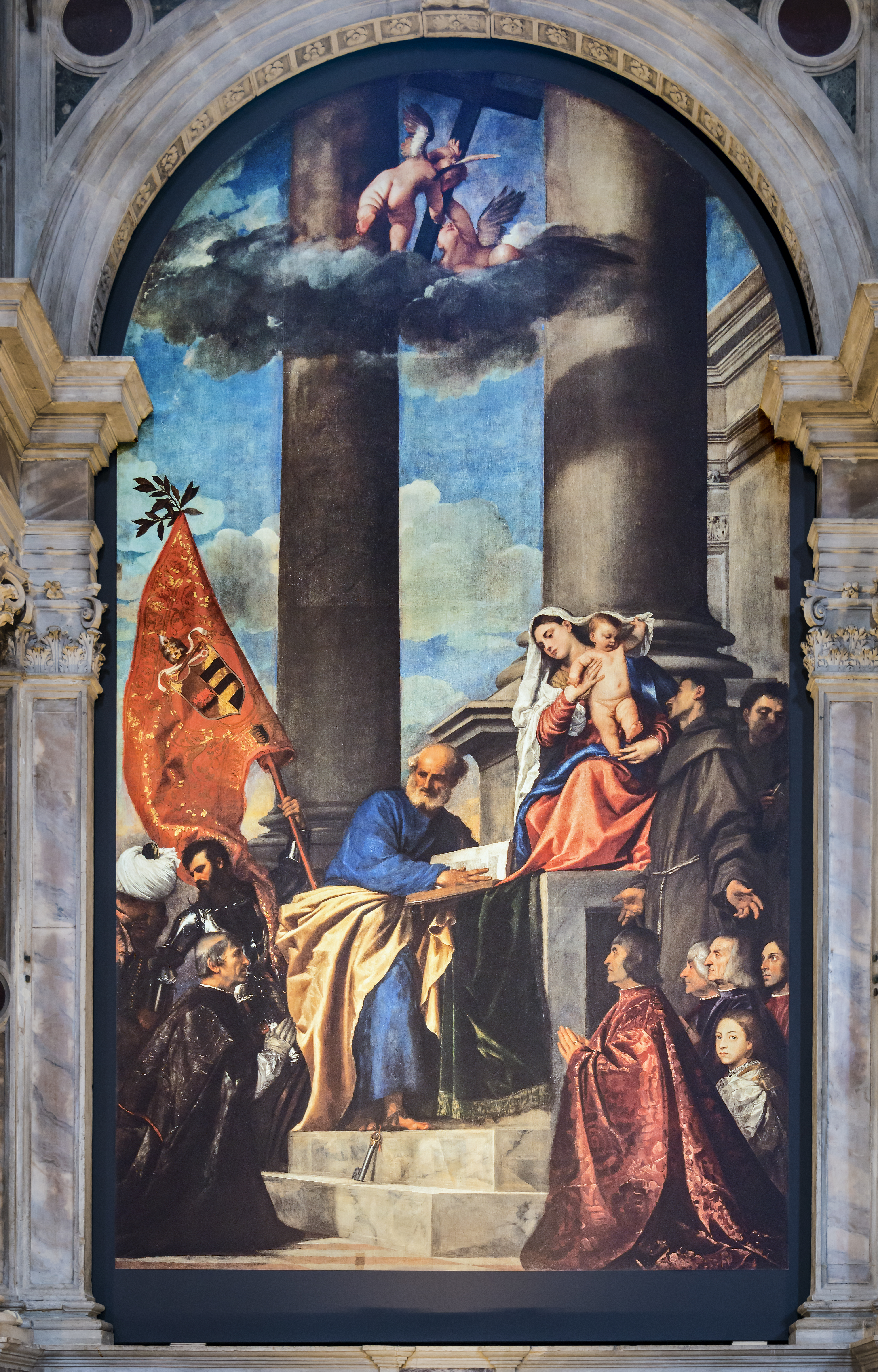
Pala Pesaro
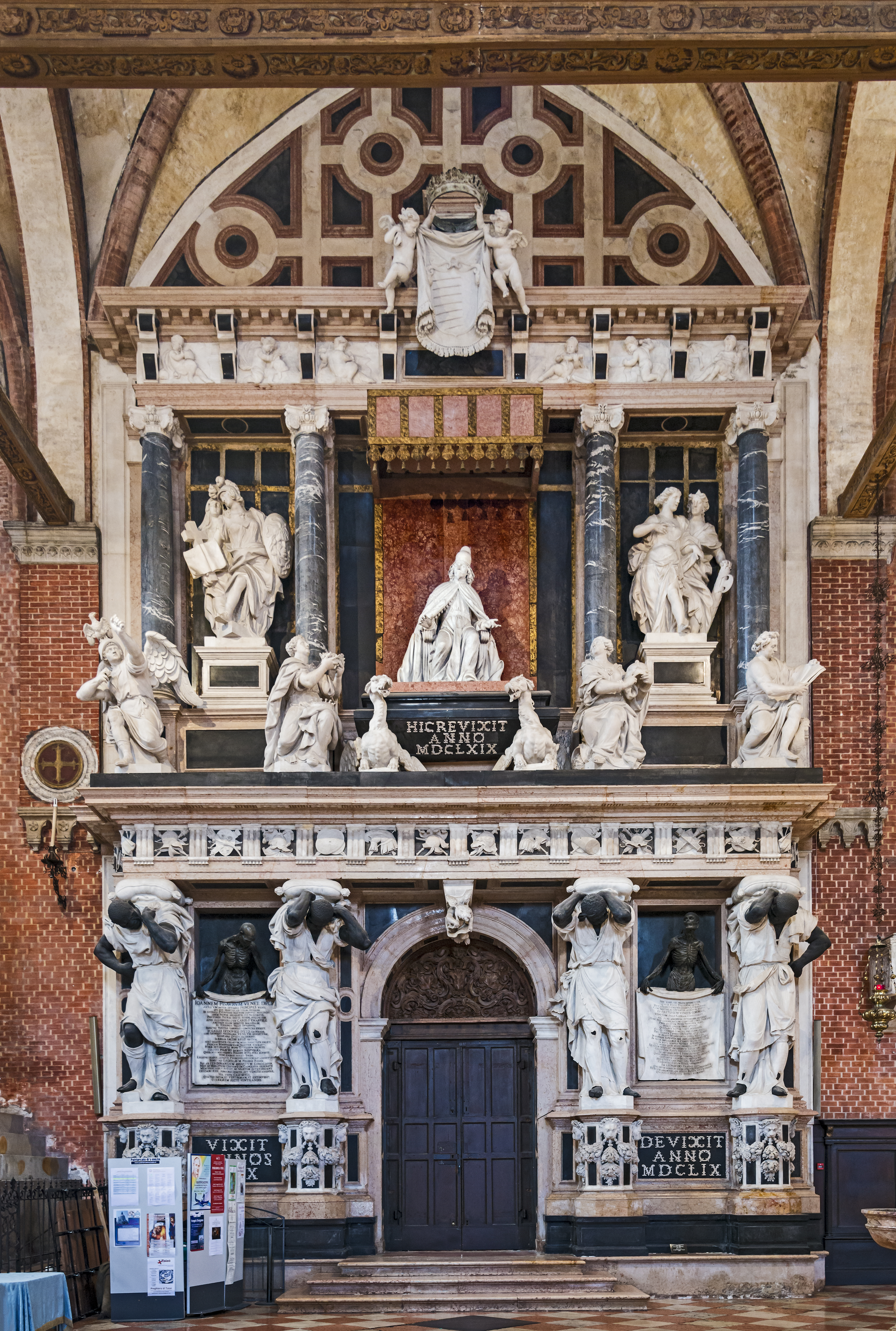
Monumento del doge Giovanni Pesaro
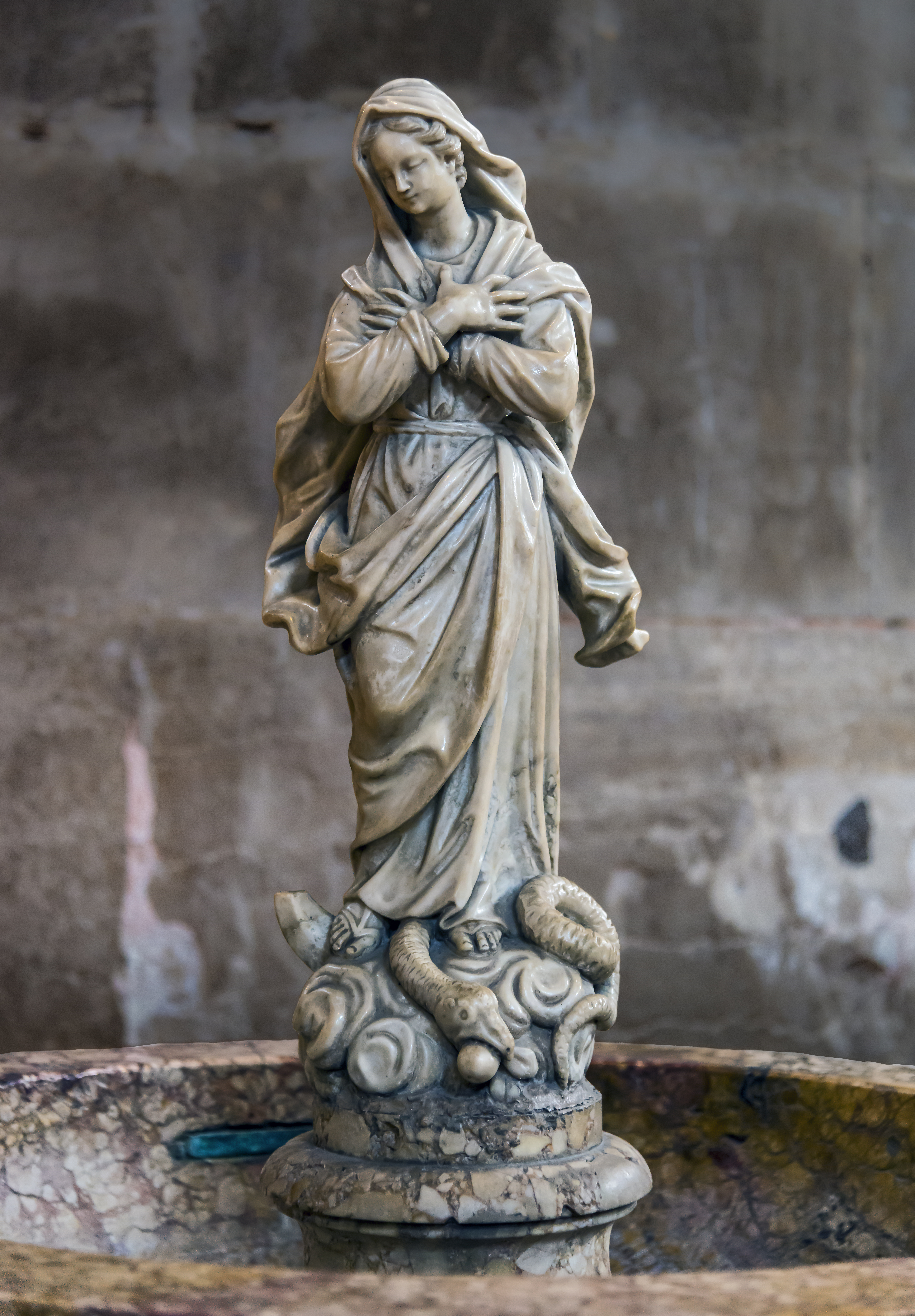
Acquasantiera dell'Immacolata Concezione
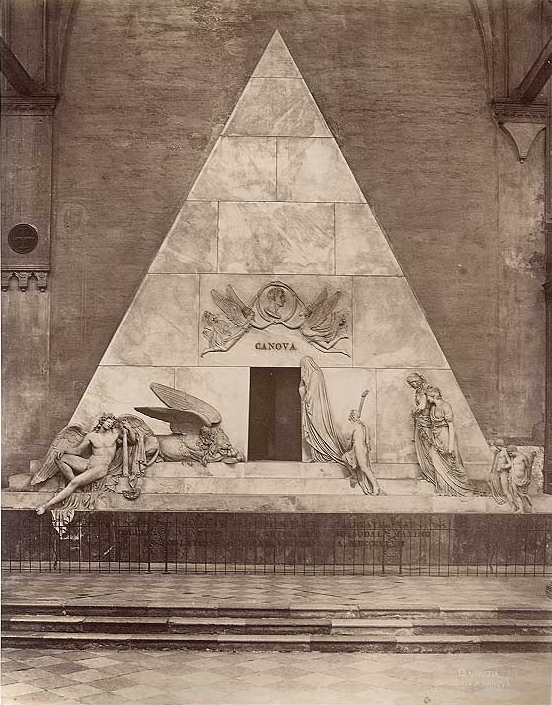
Il monumento funebre di Canova in una foto di Carlo Naya

#### Altare del Crocifisso (2)

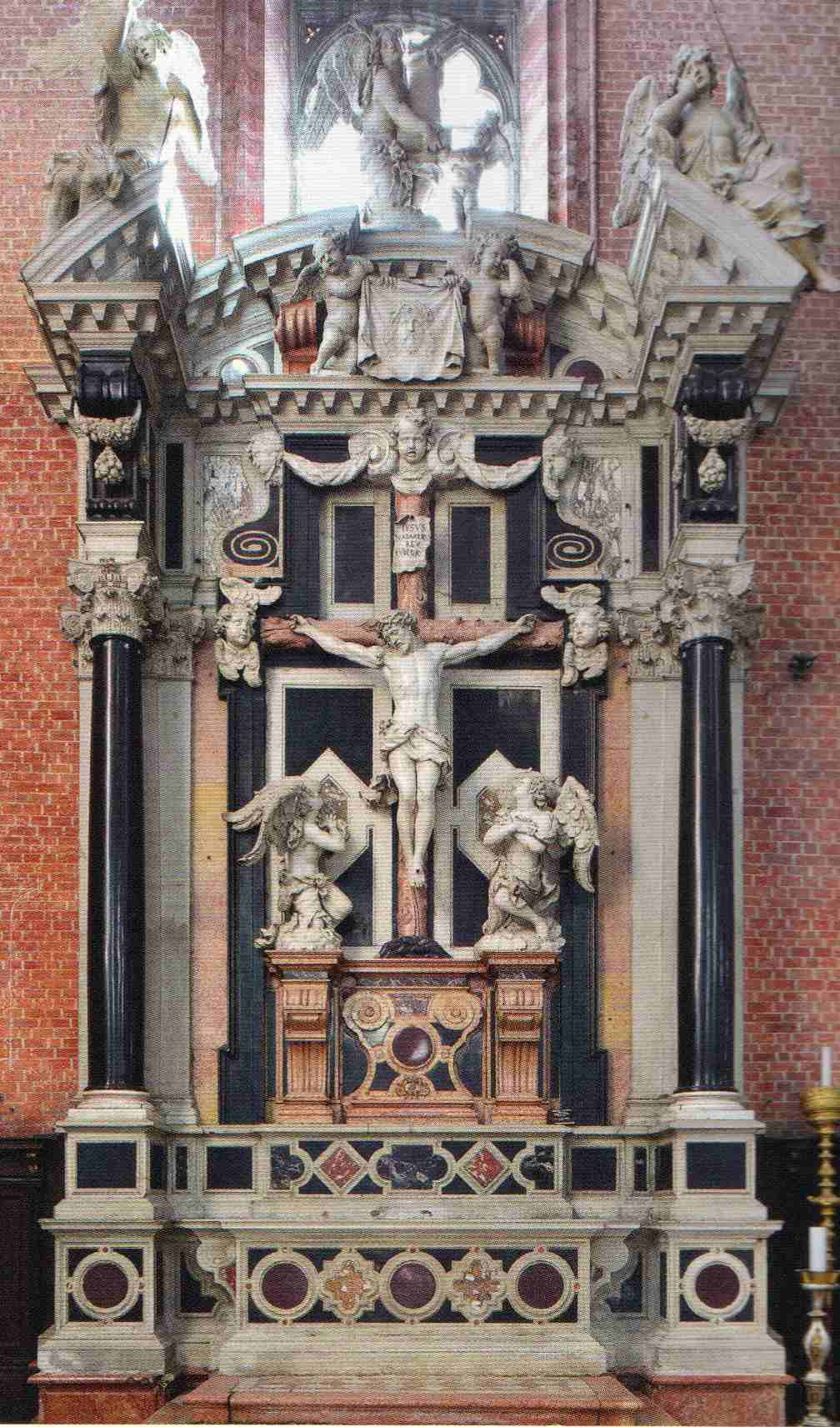
Frari, Altare del Crocifisso

All'inizio della navata sinistra c'era l'altare della Scuola dei Fiorentini che nel 1436 commissionarono a Donatello la statua lignea di San Giovanni Battista. Sui vetri della bifora e sulla cornice marmorea del rosone c'è il giglio di Firenze a testimoniarne la loro presenza in questo luogo. Quando nella navata destra fu realizzato il monumento a Tiziano (1843-1852), l'altare del Crocifisso, per lasciare spazio al monumento in costruzione, fu spostato nella navata sinistra spodestando l'altare dei Fiorentini che fu spostato in una cappella absidale.
L'altare barocco del Crocifisso fu realizzato nel 1672 dallo scultore fiammingo Giusto Le Court che eseguì il progetto dell'architetto Baldassarre Longhena. E' realizzato con marmi policromi e al centro mostra il Cristo su una croce lignea accompagnato da due angeli adoranti. Sul timpano gli angeli reggono l'immagine del sudario della Veronica e sul coronamento i simboli della passione sono sorretti da angeli dolenti. Una iscrizione ai piedi della croce ricorda che il committente e finanziatore dell'opera fu il vicario del convento padre Agostino Maffei.
Su pavimento, tra l'altare e la facciata, c'è una lapide in ricordo dei patrioti che nel 1852 a Belfiore subirono da parte degli Austriaci il martirio per la patria e sulla parete un'iscrizione ricorda alcuni caduti nell'assedio di Venezia del 1849.

### Coro (11)

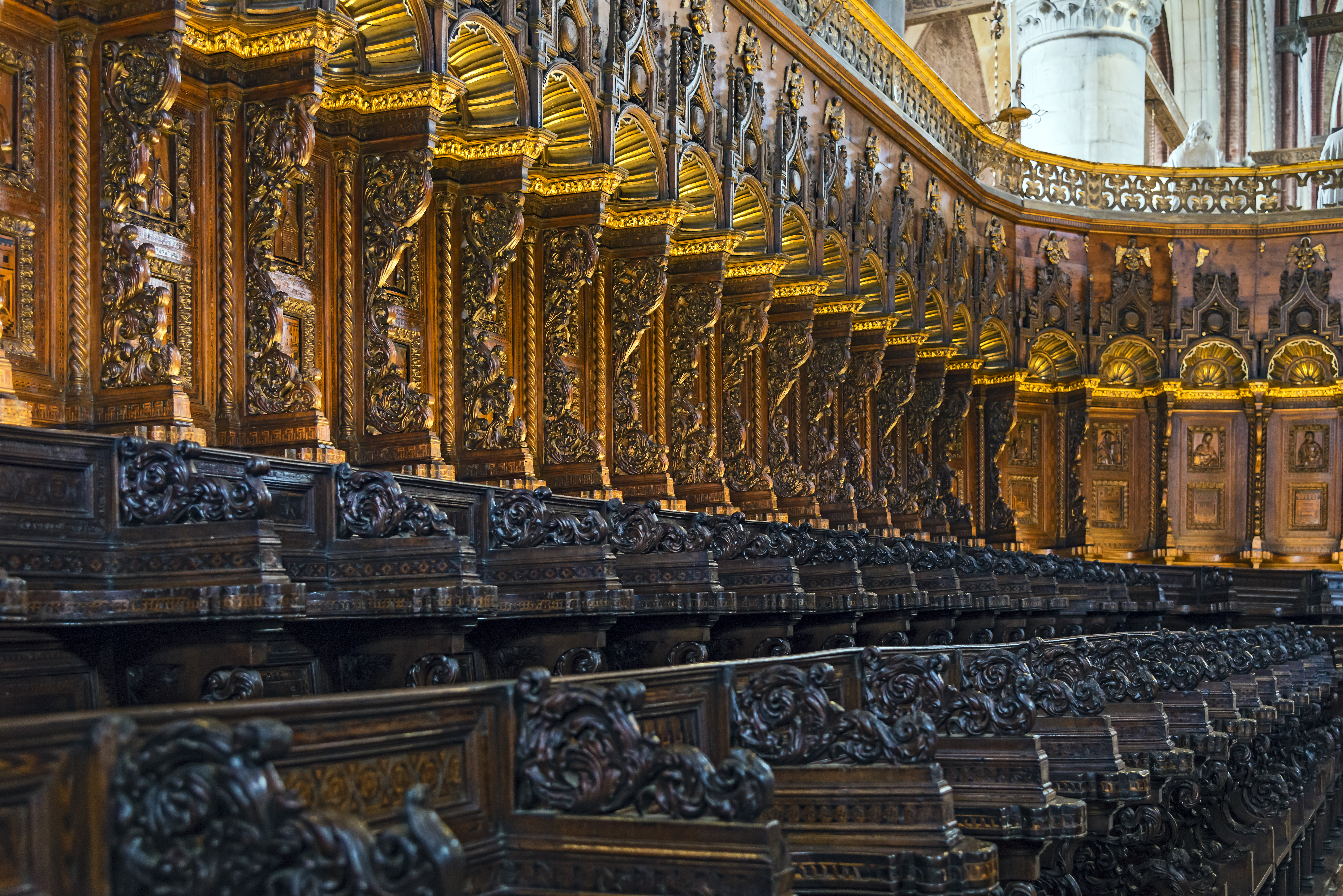
Coro dei Frati, 1468, opera degli intagliatori Francesco e Marco Cozzi

Il grande coro a U, collocato nella navata centrale della basilica, è l'unico in Italia ad aver mantenuto l'originaria posizione antistante l'altare maggiore, secondo l'uso medievale.
È situato nella prima campata e allungato di qualche metro nella seconda. Ingloba i pilastri angolari del transetto e i due successivi singolarmente a pianta trilobata – presenti significativamente anche nella basilica domenicana di San Zanipolo, sebbene con una struttura più semplice – dal chiaro richiamo trinitario. Ha un'altezza di 4,50 m, una larghezza di 13,70 m e una lunghezza di 16 m.

#### Stalli
Furono ultimati nel 1468 dagli intagliatori vicentini Francesco Cozzi (morto nel corso del lavoro) e da suo fratello Marco, che firmò l'iscrizione posta all'esterno dell'ultimo stallo verso la sacrestia. Il coro è composto da 124 stalli, dei quali 50 nell'ordine superiore, 40 nel medio e 34 nell'inferiore. I 50 stalli superiori sono decorati da un duplice ordine di formelle. Quelle superiori, racchiuse in graziose cornici, presentano figure di santi in rilievo dal caratteristico intaglio gotico con influenza tedesca. Quelle inferiori sono lavorate ad intarsio con figure di edifici, calli, campi e pozzi in scorcio e prospettiva. Il resto del coro è tutto un intarsio di svariatissime forme geometriche, minuziosamente lavorate. Nel lavoro di intaglio si notano elementi tipici dell'arte tardo-gotica veneziana, come guglie, pinnacoli e volute, mescolati ad elementi decorativi del Rinascimento italiano.

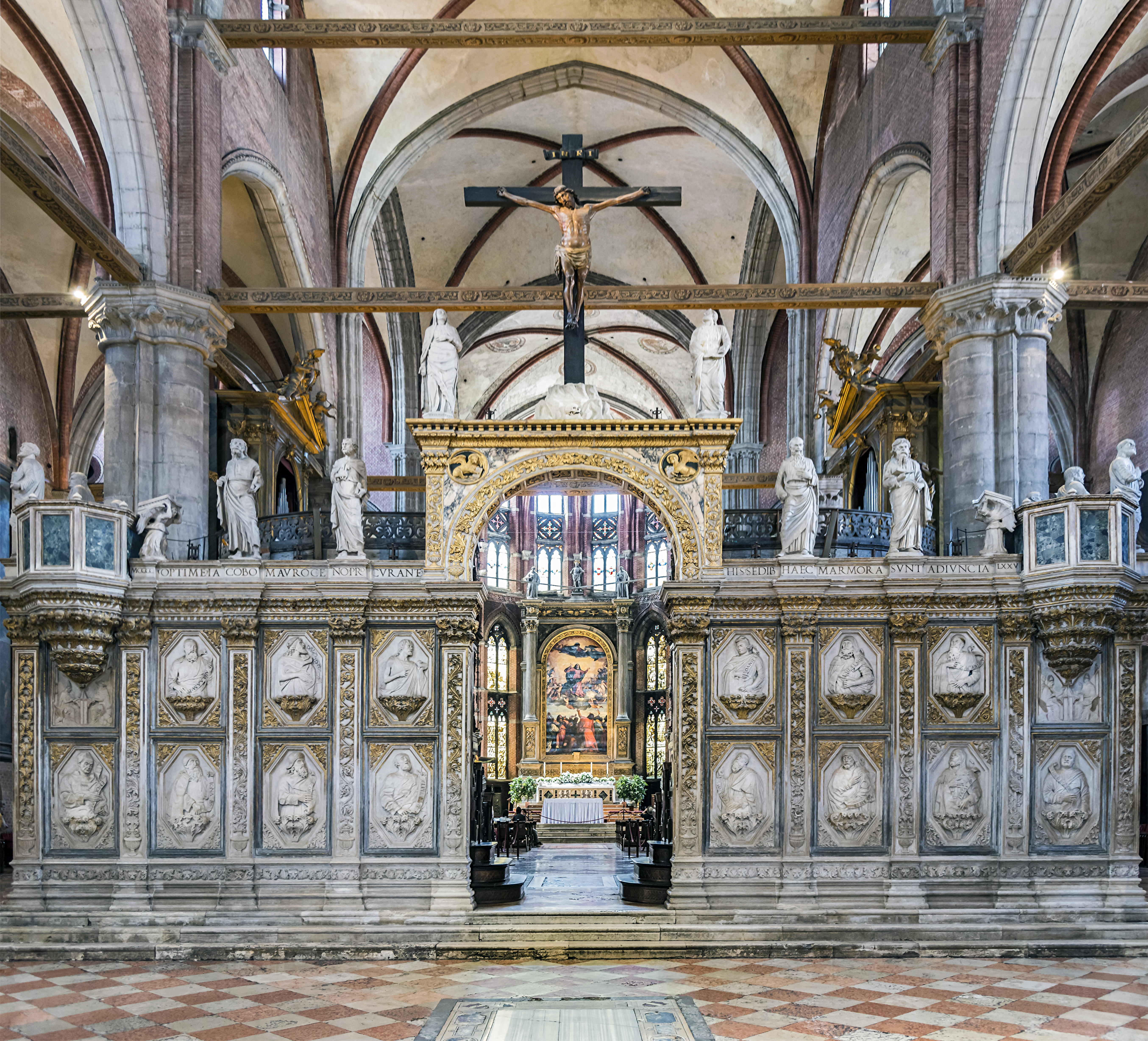
Il setto marmoreo del coro dei frati.

#### Setto
Qualche anno dopo la conclusione dell'apparato ligneo il coro fu completato verso la navata da un articolato setto marmoreo parzialmente dorato e aperto da una grande portale ad arco, opera prevalentemente della bottega lombardesca, Sopra quest'arco è un grande crocifisso ligneo di un anonimo intagliatore veneziano, affiancato dalle due statue di Maria e Giovanni opera probabile di Vittore Gambello. Ad un livello più basso il setto è coronato da otto statue che rappresentano alcuni apostoli oltre ai santi Francesco e Antonio, anche queste del Gambello. Agli angoli sommitali sono due amboni pensili affiancati da angeli reggenti leggii. Le pareti sottostanti, scandite da lesene, sono ornate dai bassorilievi disposti su due livelli rappresentanti i patriarchi, i profeti e i dottori della chiesa. Sul lato d'ingresso sono identificabili sotto i due amboni quattro dottori a sinistra Gregorio Magno e Girolamo e a destra Ambrogio e Agostino, intenti emblematicamente allo studio. Tutti gli altri sono rappresentati sorgenti da ornamenti a foglie di acanto in formelle individuali e accompagnati da cartigli svolazzanti: (a sinistra, sopra) Abramo, Davide e Giovanni Battista; (sotto) Enoch, Giona, Giacobbe ed Eliseo; (a destra, sopra) Daniele, Geremia e Zaccaria; (sotto) Mosè, Elia, Isaia oltre al ritratto del procuratore Giacomo Morosini che aveva sovvenzionato l'opera, identificato soltanto dalla scritta sul cartiglio «Soli Deo honor et gloria».
Il setto si ripiega sui lati continuando con i bassorilievi di Samuele e Abacuc, a sinistra, Isacco ed Ezechiele a destra. Per poi chiudere la decorazione marmorea contro i pilastri trilobati di entrambi i lati con due paraste, cariche di ornamenti fitomorfi, tra le quali, sotto una coppia di angeli reggenti il monogramma di cristo, si aprono le porte di accesso sl ballatoio degli organi, anch'esse finemente intarsiate.

## Organi a canne

### Storia
Le prime notizie riguardanti l'organo nella basilica dei Frari risalgono al XV secolo. Nel 1483 una cronaca del convento riferisce infatti dell'esistenza di un organo "perfectum". Tra gli organisti più noti della basilica si ricordano Girolamo Diruta (1586-1589) e Giovanni Picchi in servizio per oltre trent'anni, probabilmente dal 1593 almeno fino al 1629. 

Un'incisione raffigurante il coro della basilica, realizzata dal padre Vincenzo Coronelli nel 1708, mostra che a quell'epoca la basilica disponeva di due organi posti lateralmente sugli stalli del coro, uno di fronte all'altro, sul muro perimetrale del coro.
L'organo di sinistra fu costruito, probabilmente, da Giovan Battista Piaggia nel 1732: questo strumento potrebbe quindi essere una delle sue prime opere. L'attività, sin qui nota, di questo costruttore di organi veneziano si estende, infatti, dal 1740 al 1760: risale a tale data l'organo da lui costruito per la chiesa veneziana di San Giovanni Evangelista, conservatosi pressoché inalterato; quest'ultimo è quindi servito come termine di confronto per convalidare l'attribuzione di quello dei Frari e, soprattutto, per permetterne la ricostruzione nel 1970.
Infatti, dopo che Gaetano Callido ebbe costruito l'organo di fronte (1795), questo strumento fu progressivamente abbandonato, sì da giungere ai primi anni Settanta quasi completamente spogliato delle canne metalliche.
L'organo di destra fu costruito da Gaetano Callido nel 1795/96. Una documentazione pressoché ininterrotta, fino ai primi decenni del Novecento, ci permette di conoscere come questo strumento, a differenza dell'altro, sia stato affidato a organari qualificati per l'ordinaria manutenzione e, di tanto in tanto, restaurato con sostanziale rispetto della sua autenticità.
Il problema del ripristino dei due antichi organi fu affrontato soltanto nel 1969: infatti, dopo la costruzione del nuovo organo Mascioni a trasmissione elettropneumatica (1928), organo collocato nell'abside a ridosso dell'Assunta di Tiziano, l'impiego dell'organo Callido andò scemando nel corso del tempo e, tanto che tra il 1929 ed il 1969 non vi furono interventi di manutenzione.
Il restauro degli organi comportò per l'organo di destra, date le buone condizioni di conservazione e di integrità, un intervento di straordinaria manutenzione; mentre un intervento più radicale interessò l'organo di sinistra: in pratica, una ricostruzione in senso stretto, dato che mancavano sette canne di facciata, tutte le meccaniche interne, nove canne in legno e un mantice. Per tale ricostruzione vennero utilizzati tutti gli elementi superstiti e, sulla base di questi, facendo anche confronti con l'organo di San Giovanni Evangelista, furono stabilite le misure delle canne.
Il restauro consentì di apprezzare nuovamente le sonorità rotonde e robuste dell'organo Callido e la timbrica trasparente e delicata dell'organo Piaggia, più prossimo a modelli sonori rinascimentali. Gli strumenti furono infine accordati all'unisono per poter essere suonati assieme. A distanza di più di trent'anni, è stato promosso un nuovo lavoro di revisione, che è stato portato a termine nei mesi di aprile e maggio 2004.
Nella basilica dei Frari viene riproposta la prassi del doppio coro, grazie alla disponibilità dei due organi collocati su due cantorie contrapposte, tipica di uno stile musicale in voga a Venezia nei secoli XVI e XVII: quello dei Frari è l'ultimo esempio superstite a Venezia, e uno dei rari in Italia, di due cantorie con organi storici funzionanti.

### Organo Piaggia

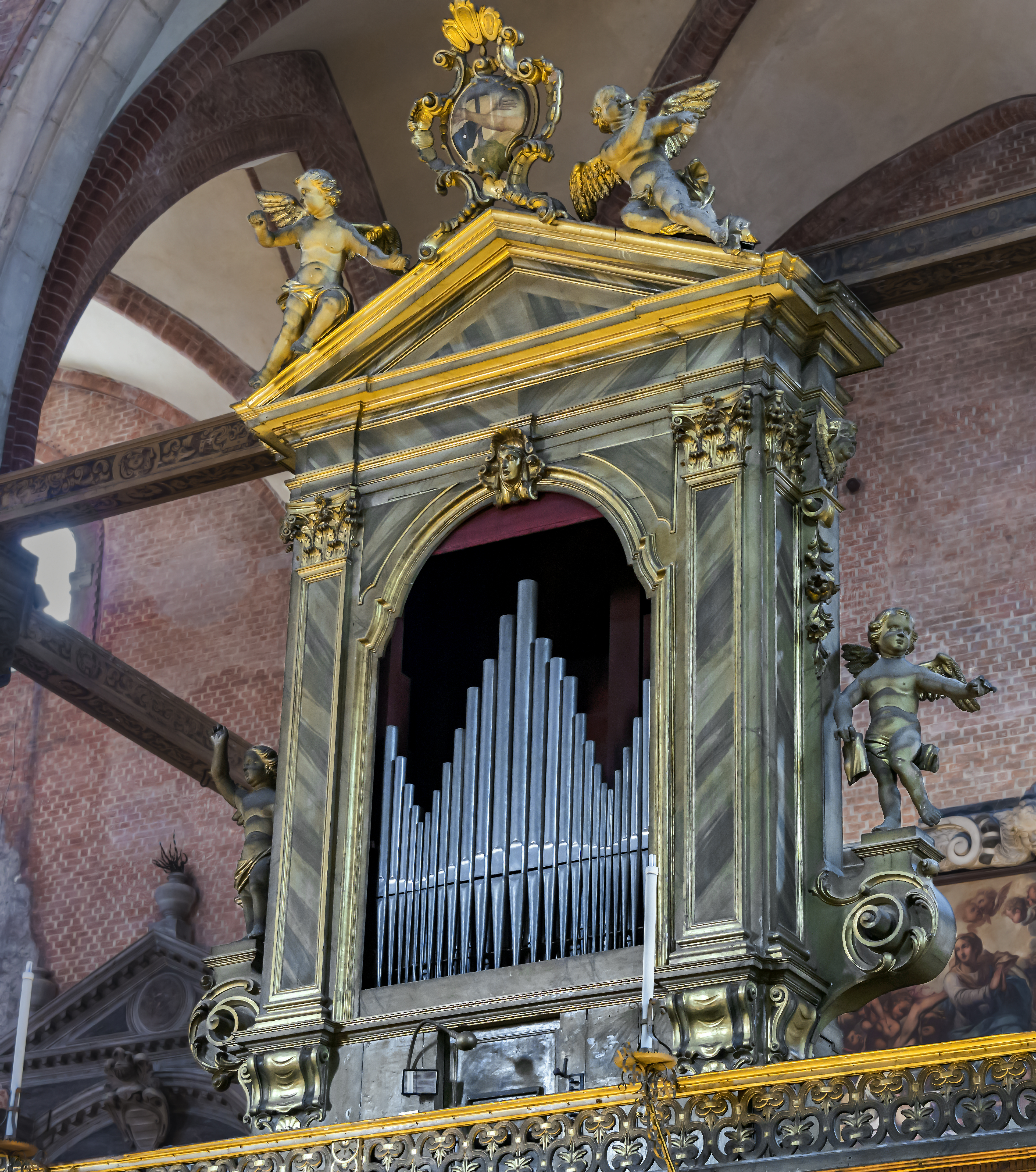
Organo Piaggia

L'organo della cantoria di sinistra, a trasmissione meccanica integrale originaria, ha un'unica tastiera di 45 note con prima ottava scavezza (Do1-Do5) ed una pedaliera di 13 (Do1-Mi2) con prima ottava scavezza, costantemente unita al manuale. La mostra è costituita da 21 canne, appartenenti al registro principale e formanti una cuspide unica con ali laterali e con bocche a scudo allineate. Conserva i cartellini manoscritti originali dei registri.

### Organo Callido

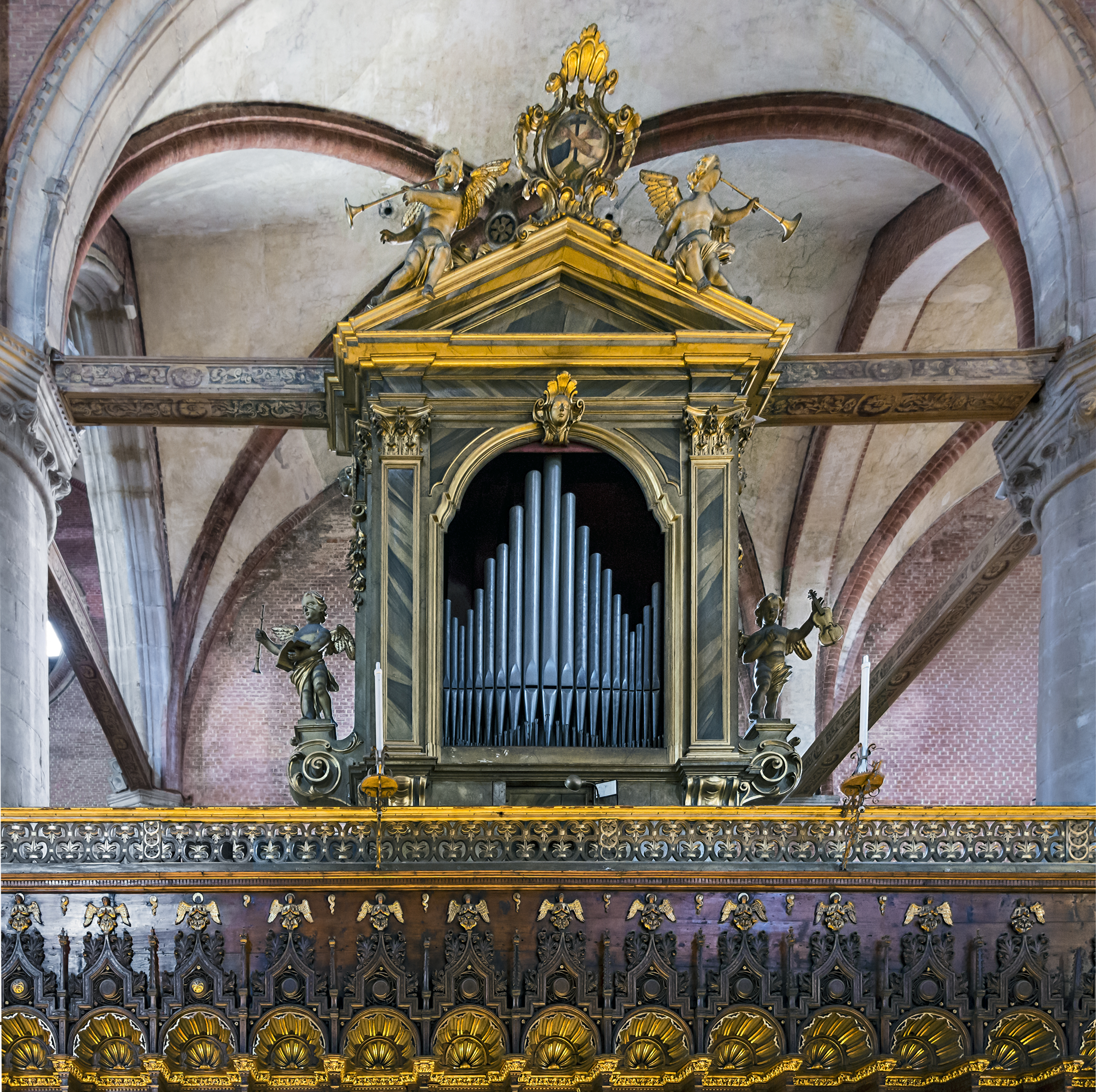
Organo Callido

Sulla cantoria di destra vi è l'organo a canne costruito da Gaetano Callido: è a trasmissione meccanica integrale originaria; ha un'unica tastiera di 47 note con prima ottava scavezza (Do1-Re5) ed una pedaliera a leggio di 17+1 (Do1-Sol#2 + pedale del Rollante) con prima ottava scavezza, costantemente unita al manuale. La mostra è costituita da 21 canne, appartenenti al registro principale e formanti una cuspide unica con ali laterali e con bocche a mitria allineate, ai piedi delle quali sono alloggiati i tromboncini.

### Organo Mascioni
La basilica ospitava inoltre l'organo a canne Mascioni opus 398, costruito nel 1928.
Era collocato dietro la pala Assunta dell'altare maggiore, era a trasmissione elettrica, aveva tre tastiere di 61 note ciascuna (Do1-Do6) ed una pedaliera di 30 (Do1-Fa3).
Al momento della sua costruzione nel 1928 era il più grande organo di Venezia, l'unico con tre manuali del periodo ceciliano, il solo strumento che permettesse l'esecuzione di concerti con un repertorio che poteva spaziare dal periodo romantico al contemporaneo.
Nonostante la trasformazione della trasmissione da pneumatica a elettrica, l'organo conservava integra la totalità delle canne (circa 2000), i mantici e i somieri (ad eccezione di quello del terzo manuale che è stato distrutto dall'acqua alta durante il restauro della Pala Assunta negli anni Sessanta), il bellissimo mobile ligneo della consolle, con i suoi originali tasti in avorio.
Nel 1964 era stato smontato e posizionato nella sala del capitolo dei Frari per permettere il restauro della pala tramite trattamento antitarlo eseguito dall'Istituto Centrale per il Restauro. Nel 1966 con l'acqua alta venne danneggiato nelle parti lignee di un somiere, mentre gli altri somieri e le canne si salvarono. Nel 1977 l'organaro Girotto lo rimontò, non integralmente, e nel 1992 Paccagnella lo completò aggiungendo i registri ad ancia del pedale e trasformando la trasmissione da pneumatica ad elettrica.
Con un triplice comunicato diramato dalla Basilica dei Frari, dalla Sovrintendenza delle Belle Arti, e dalla Curia Patriarcale di Venezia, nel 2018 l'organo è stato smontato definitivamente per permettere il restauro completo della pala e della cornice dell'Assunta. Infine è stato donato alla parrocchia di Santa Maria Ausiliatrice in Jesolo. Lo strumento, bisognoso di restauro, è stato affidato alla ditta organaria del cav. Francesco Zanin di Codroipo. Inoltre è stata anche ampliata la disposizione fonica. L'organo è stato inaugurato nella sua nuova collocazione domenica 24 aprile 2022, dal Maestro Alessandro Bianchi.

## Opere d'arte
- Giambattista Pittoni, Agar nel deserto confortata da un angelo, nella sacrestia, abside parete sinistra, olio su tela (XVIII secolo)
- Giovanni Bellini, Trittico dei Frari, nella sacrestia
- Jacopo Parisati da Montagnana, Annunciazione ed Evangelisti, affreschi nella sacrestia
- Bottega di Bartolomeo Bon il Giovane, figure della Vergine e di San Francesco nella parete ovest
- Bartolomeo Bon il Giovane e Pietro Lombardo, Jubé (1475)
- Antonio e Paolo Bregno, tomba del Doge Francesco Foscari (attribuita; potrebbe tuttavia essere opera di Niccolò di Giovanni Fiorentino)
- Lorenzo Bregno, tomba di Benedetto Pesaro nei pressi dell'ingresso della sacrestia; tomba di Alvise Pasqualino nella parete ovest
- Girolamo Campagna, statuette di Sant'Antonio da Padova e Santa Agnese nella navata
- Marco Cozzi, stalli del coro
- Donatello, San Giovanni Battista nella prima cappella sud del coro
- Tullio Lombardo, tomba di Pietro Bernardo nella parete ovest (attribuito; potrebbe essere opera di Giovanni Buora)
- Francesco Pianta il Giovane, Orologio di Stefano Panata, nella sala capitolare
- Antonio Rizzo, tomba del Doge Niccolò Tron nel presbiterio
- Jacopo Sansovino, San Giovanni Battista, scultura sul fonte battesimale nella cappella Corner
- Tiziano, Assunta, la pala dell'altare principale, che è la pala d'altare più grande di Venezia; Pala Pesaro sulla parete nord della navata
- Paolo Veneziano, Il doge Francesco Dandolo e la moglie presentati alla Vergine dai santi Francesco ed Elisabetta nella sala capitolare
- Alessandro Vittoria, figura del Cristo Risorto sul fronte ovest; figura di San Gerolamo nel muro meridionale della navata
- Alvise Vivarini, Sant'Ambrogio e altri santi nella cappella nord del transetto, l'ultimo lavoro dell'artista
- Bartolomeo Vivarini, San Marco assiso in trono nella cappella Corner nel transetto; Madonna e Bambino con santi, pala d'altare nella terza cappella del coro sud
- Andrea Brustolon,  Angeli turiferari, tre sculture in legno dorato, nella sacrestia

## Monumenti funerari
- Pietro Bernardo (†; 1538) (senatore)
- Antonio Canova (solo il suo cuore è qui tumulato, in una tomba realizzata da allievi di Canova, basata su disegni del maestro per una tomba per Tiziano mai realizzata)
- Federico Correr
- Doge Francesco Dandolo (†; 1339) (nella sala capitolare)
- Doge Francesco Foscari (†; 1457)
- Jacopo Marcello
- Claudio Monteverdi (†; 1643)
- Beato Pacifico (fondatore della nuova chiesa nel Quattrocento)
- Alvise Pasqualigo (†; 1528) (procuratore di San Marco)
- Benedetto Pesaro (†; 1503) (generale)
- Doge Giovanni Pesaro (†; 1659)
- Vescovo Jacopo Pesaro (†; 1547)
- Paolo Savelli (condottiero) (il primo monumento veneziano ad includere una statua equestre)
- Melchiorre Trevisan (†; 1500) (generale)
- Doge Nicolò Tron (†; 1473)
- Tiziano (†; 1576)
- Giuseppe Volpi (†; 1947, qui tumulato nel 1955)

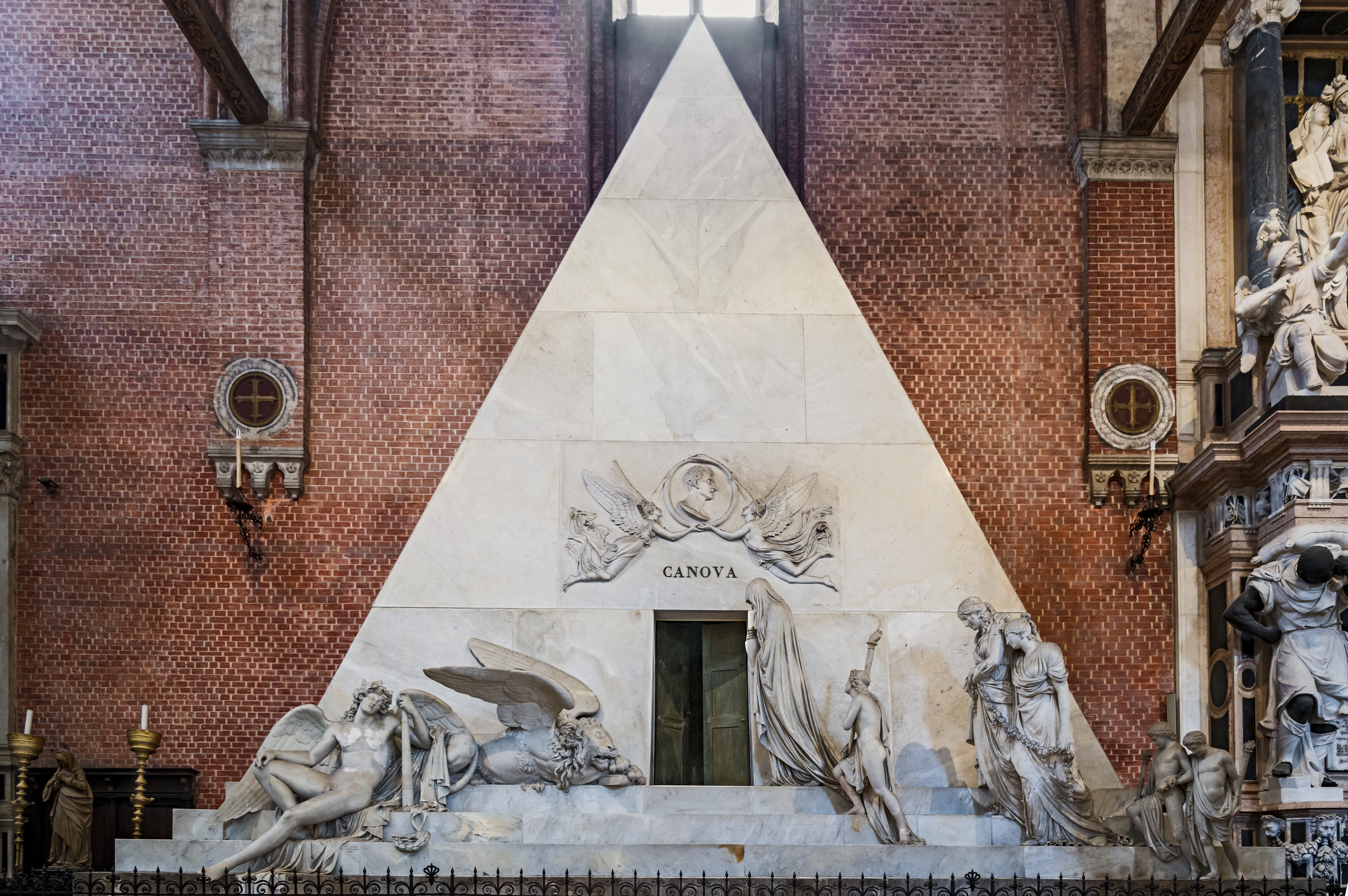
Monumento funebre a Canova
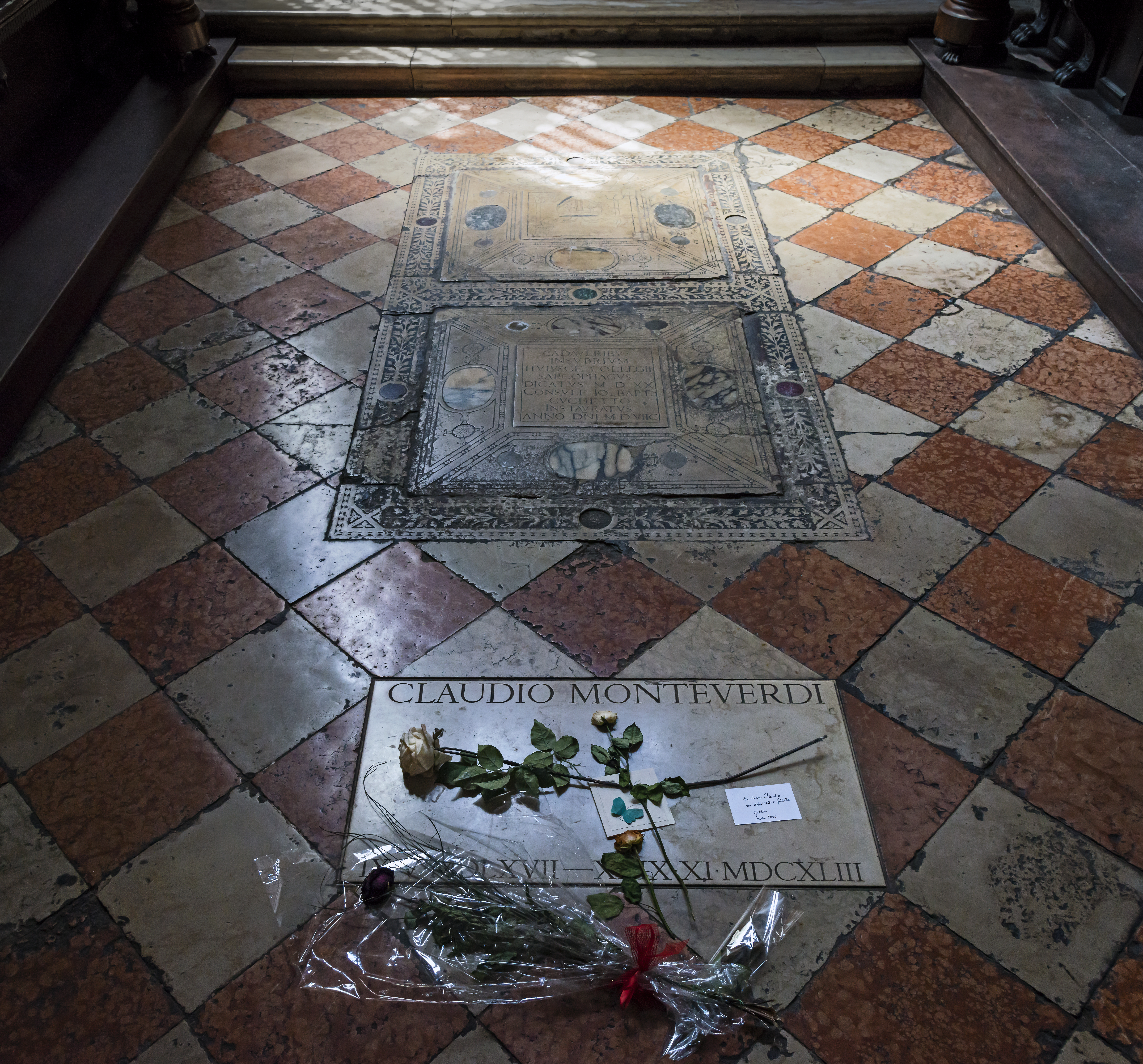
Tomba di Claudio Monteverdi

## Il convento
Addossata alla chiesa era sorta una prima abitazione dei frati: un piccolo edificio ad un piano, di legno e mattoni. Dopo l'incendio del 1369, il convento venne ricostruito e ampliato.
L'antico convento dei frati minori conventuali era chiamato Magna Domus Venetiarum o Ca' Granda dei Frari, sia per la mole (più di 300 celle), sia per distinguerlo dagli altri conventi francescani della città e, principalmente, dal convento attiguo di San Nicoletto dei Frari o "della Lattuga".
Il convento si caratterizzava anche per i suoi due chiostri, ora di proprietà dell'Archivio di Stato. Nella seconda metà del Settecento gli edifici che circondavano i due chiostri furono rifatti o restaurati dall'architetto Bernardino Maccaruzzi.
Per circa tre secoli (dalla fine del XV al XVIII), il convento fu sede di una tipografia: le edizioni stampate in tale tipografia recano la dicitura "Nel beretin convento" ("beretin, cioè grigio, il colore della tonaca dei francescani). Alla tipografia il P. Vincenzo Coronelli aggiunse una zincografia, creando anche un centro internazionale di scienze idrauliche e cartografiche con la fondazione dell'Accademia degli Argonauti (1684).
Il convento, più volte ricostruito ed ampliato, fu avocato al Demanio nel 1810 a seguito delle soppressioni napoleoniche degli ordini religiosi, e nel 1817 fu assegnato dal governo austriaco quale sede dell'Archivio generale veneto, poi Archivio di Stato di Venezia, istituito nel 1815.

### Chiostro della Trinità

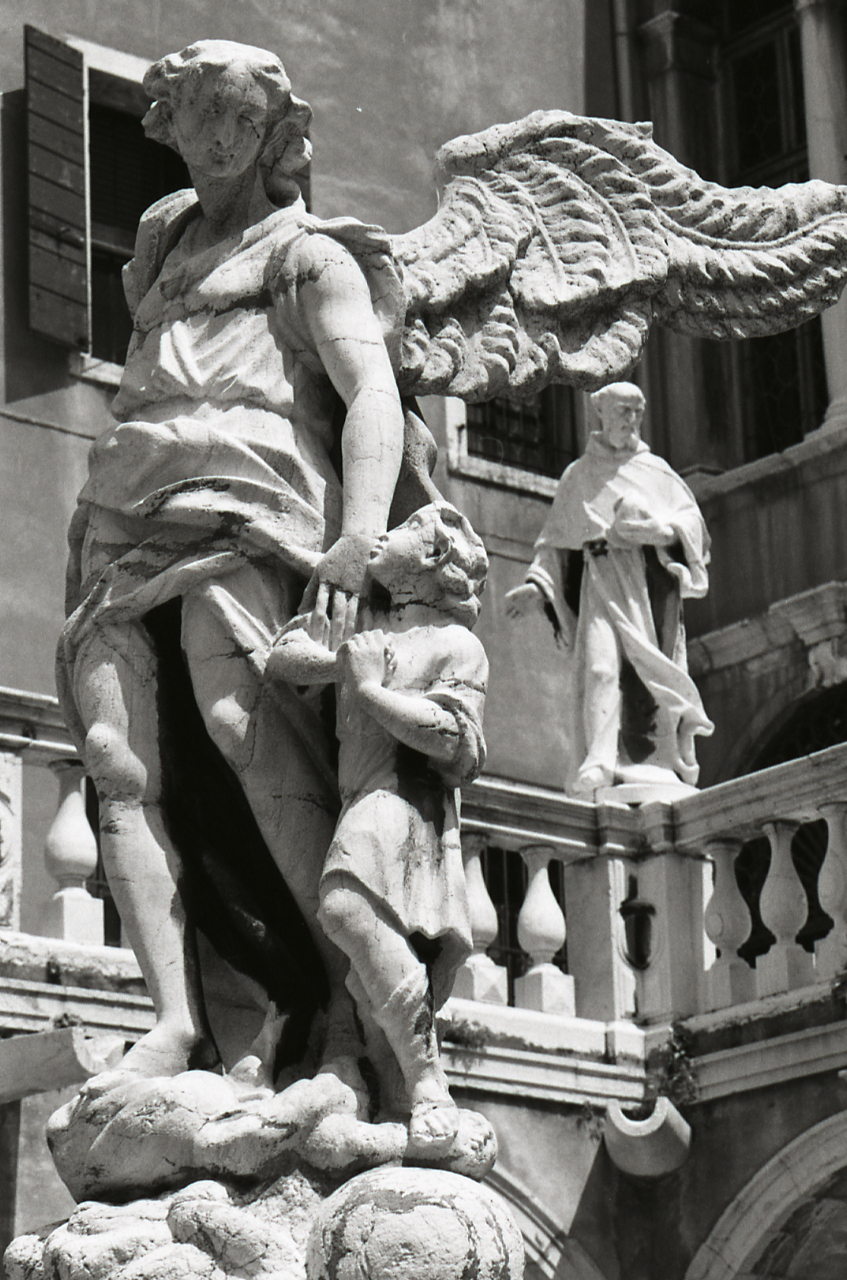
Scultura di Francesco Cabianca. Foto di Paolo Monti, 1981.

Addossato al fianco settentrionale della basilica, il chiostro, di forma pressoché quadrata (metri 31 x 34), è circondato da un porticato cinquecentesco ad archi a tutto sesto che sorreggono una terrazza balaustrata.

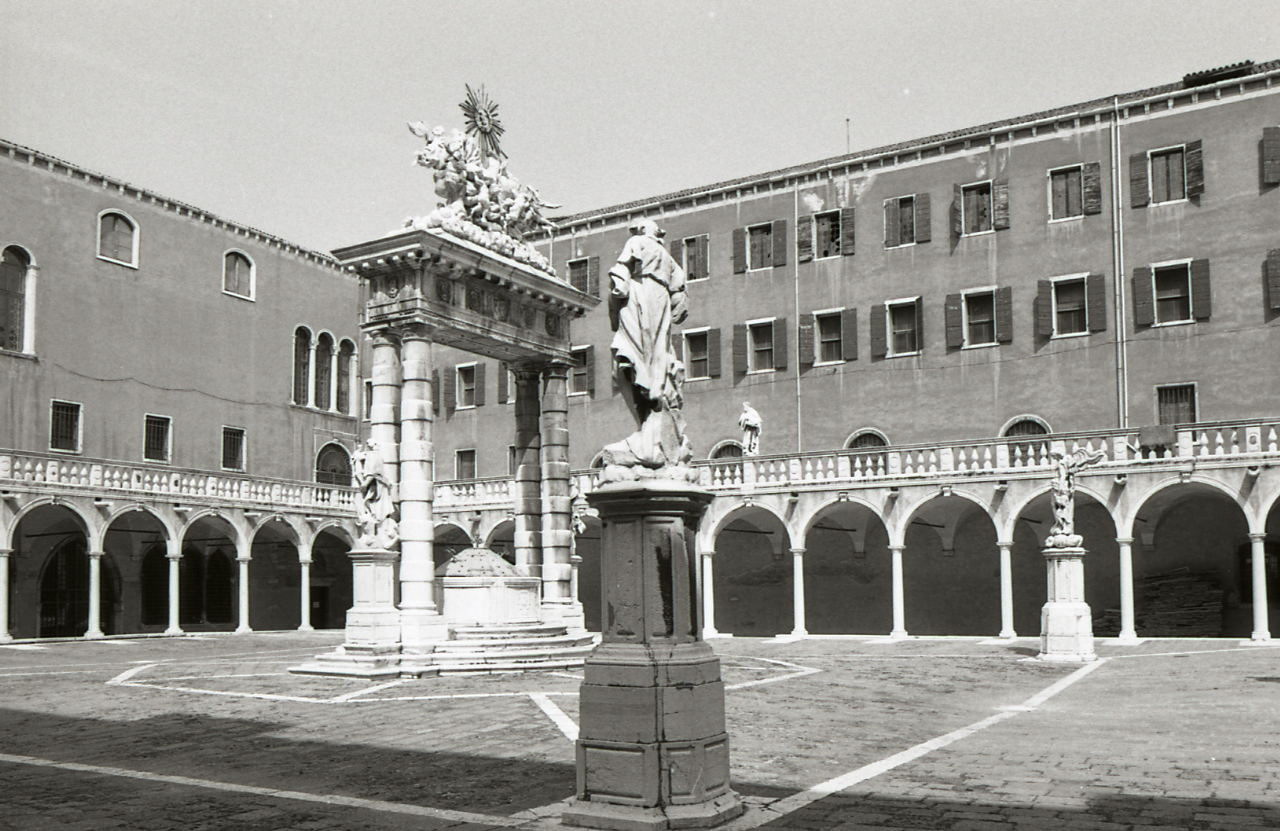
Il chiostro. Foto di Paolo Monti, 1981

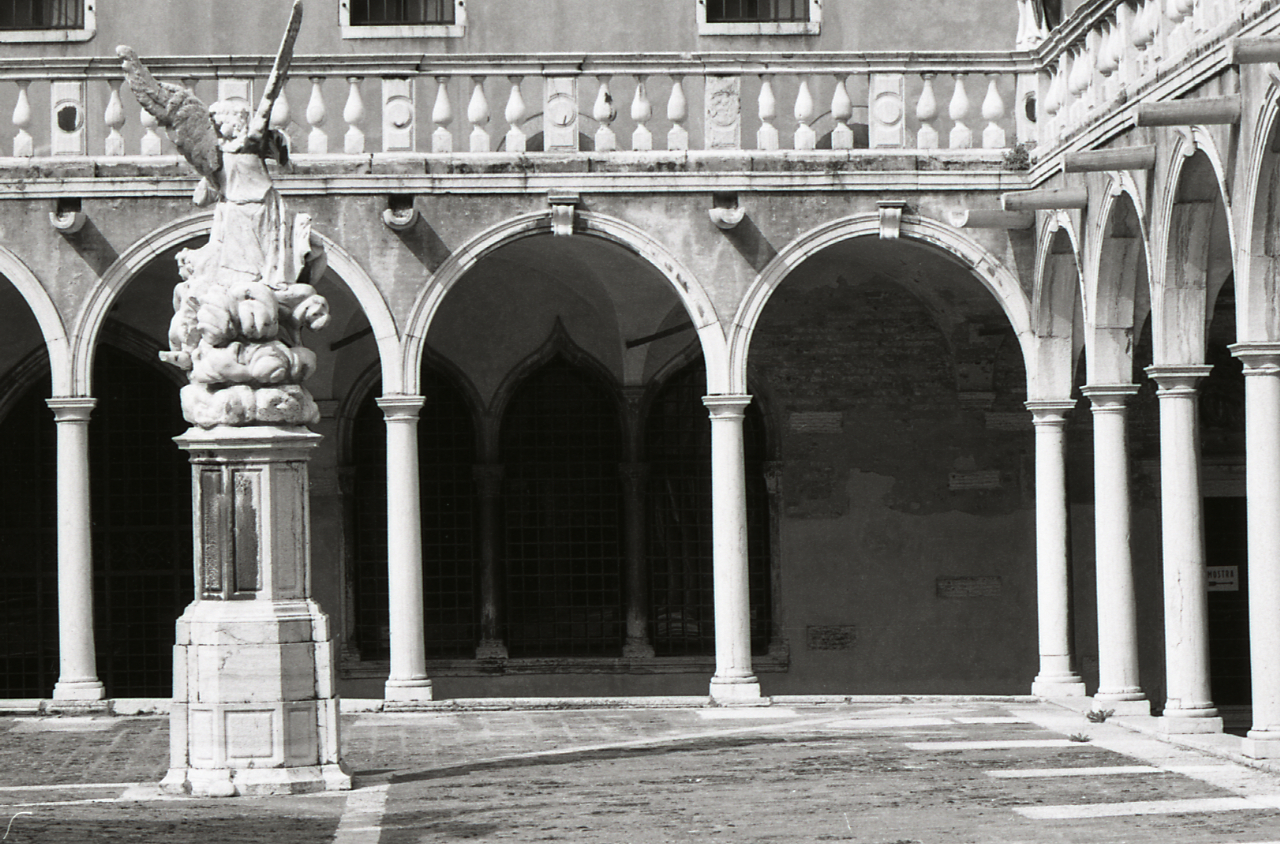
Dettaglio del portico del chiostro. Foto di Paolo Monti, 1981.

La ricca decorazione scultorea è invece opera dell'inizio del Settecento: l'arcone che incornicia e sovrasta il pozzo è retto da colonne binate e ornato da un gruppo scultoreo che raffigura la Trinità in gloria ed è fiancheggiato dalle statue di san Pietro e san Marco. Agli angoli del chiostro sono gli arcangeli Michele, Raffaele, Gabriele, e una quarta figura angelica identificabile con Uriele o con l'Angelo custode. Le otto sculture della terrazza rappresentano invece santi dell'ordine francescano.
Mentre non sono ancora emersi dalle fonti dati certi sulla fase cinquecentesca della costruzione del chiostro - che rinnovò una più antica sistemazione dell'area - e sull'attribuzione della sua architettura, documenti d'archivio consentono invece di datare con certezza le opere di decorazione, promosse dal padre maestro Antonio Pittoni, come ricordano anche alcune incisioni coeve di Vincenzo Coronelli, il celebre cosmografo francescano vissuto nel convento dei Frari. Nel 1712, infatti, fu stipulato un contratto con il tagliapietra Giovanni Trognon per l'erezione del grande arco e il restauro del pozzo, e per l'esecuzione delle statue che, dalle note di pagamento, risultano essere opera dello scultore Francesco Cabianca.
I lavori proseguirono con la realizzazione del selciato, ornato da listelli di marmo che formano un motivo geometrico ottagonale (di cui si conserva il disegno che funse da modello) e si conclusero nel 1715.
L'apparato decorativo è leggibile dal lato occidentale del chiostro, sul quale prospetta la sala capitolare del convento, le cui finestre archiacute appartengono alla fase trecentesca di costruzione del complesso. Dirimpetto, il lato orientale è quasi interamente occupato dal refettorio d'estate, ora sala di studio dell'Archivio, grande aula quattrocentesca suddivisa longitudinalmente da cinque colonne, tre in pietra d'Istria e due in granito verde (quasi certamente provenienti da una costruzione tardoantica o bizantina), e coperta da volte a crociera. Non più utilizzato come refettorio, almeno dal Seicento fu ridotto a magazzino al pari di altri locali del convento, molti dei quali prospicienti il chiostro, affittati appunto come depositi, o, ai piani superiori, come sedi delle riunioni di confraternite di devozione e associazioni.
Per il soggetto della decorazione scultorea, il chiostro ha assunto la denominazione di "chiostro della Trinità", ma finché l'edificio fu sede del convento francescano era comunemente noto come "chiostro esterno", perché accessibile anche ai fedeli secolari, o "dei morti", in quanto vi si trovano numerose arche e sepolture. L'uso da parte dei francescani di concedere il permesso di seppellire i defunti è attestato per questo chiostro fin dal Duecento. Nel Settecento si contavano ormai centinaia di arche e tombe, molte delle quali con iscrizioni non più leggibili. Oltre a molte famiglie patrizie, avevano infatti qui la loro sepoltura anche i confratelli di scuole di devozione, scuole nazionali o di arti, come i confratelli delle scuole di Sant'Antonio e della Vergine della Concezione dei Frari, quelli della scuola degli Albanesi a San Maurizio e della scuola di San Michele dei bocaleri. Nel 1754, per ragioni di igiene, le sepolture vennero sigillate: ne rimane però testimonianza in alcune lapidi ancora murate nelle pareti o disseminate sotto il portico. Tra queste si segnala il trecentesco monumento funebre di Guido da Bagnolo, medico del re di Cipro e uno degli aristotelici confutati da Francesco Petrarca nel De suis ipsius et multorum ignorantia: in forma di edicola, ritrae il defunto inginocchiato davanti alla Vergine, presentato da san Prospero, patrono di Reggio, città di cui era originario.
Il pubblico accesso al portico era legato, oltre che alle sepolture e alla devozione per le immagini della Madonna delle Grazie e della Madonna del Pianto (cui erano dedicate due cappelle che si aprivano rispettivamente sul lato occidentale e su quello settentrionale), anche all'uso pubblico dell'acqua del pozzo, ribadito nel 1712 e perdurato fino alla metà dell'Ottocento.
Il chiostro era anche percorso annualmente dalla solenne processione ducale nel giorno di san Rocco: il doge, infatti, dopo essersi recato nella vicina chiesa dedicata al santo, entrava nel chiostro passando dal giardino del noviziato del convento, e da qui, attraverso la porta ancora esistente, accedeva alla chiesa, dove sostava in adorazione delle specie eucaristiche prima di rientrare a palazzo ducale.
Il lato settentrionale è delimitato dal corpo di fabbrica che divide il chiostro della Trinità dal secondo chiostro dell'ex-convento, anch'esso cinquecentesco.

### Chiostro di Sant'Antonio

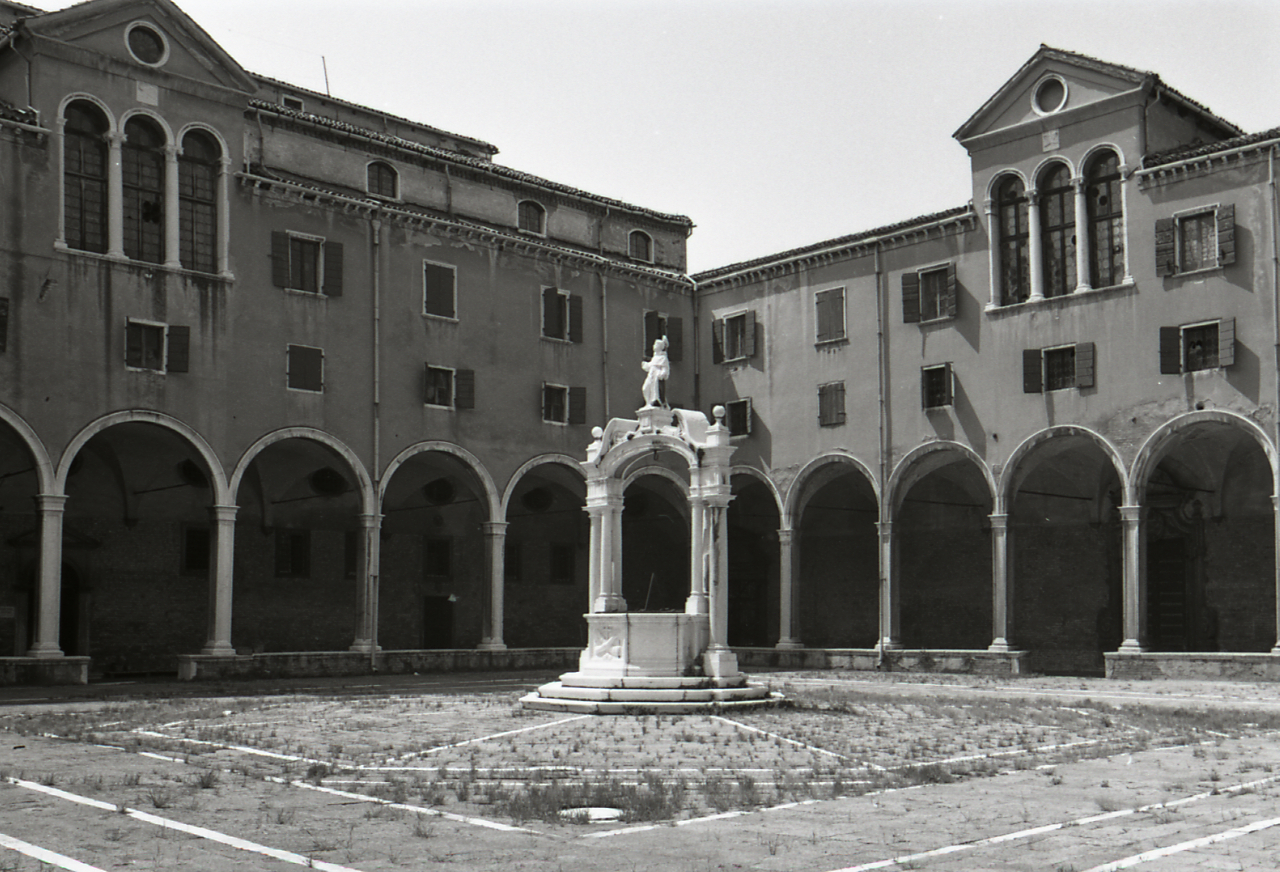
Il chiostro di Sant'Antonio. Foto di Paolo Monti, 1968.

Il secondo chiostro è detto di Sant'Antonio; la sua forma è dovuta al Sansovino (1486-1570). È sostenuto da 32 pilastrini. Il pozzo, con la statua di sant'Antonio da Padova, fu fatto erigere da padre Giuseppe Cesena nel 1689.
In quest'ala dell'edificio fu costruito, alla metà del XVI secolo, un secondo refettorio, il cosiddetto refettorio d'inverno, di dimensioni inferiori rispetto al più antico.

### San Nicoletto della Lattuga
Attiguo al secondo chiostro, si cominciò ad erigere un convento, poi detto di San Nicoletto della Lattuga, per anziani frati benemeriti, che fu eretto in esecuzione testamentaria del procuratore di San Marco Nicolò Lion, rogato il 13 febbraio 1354. Ampliato alla fine del Trecento, fu restaurato nel 1582. Sopraelevato di un piano nel 1660, venne distrutto da un incendio nel 1746 e immediatamente rifabbricato. Dietro il convento c'era un appezzamento di terra adibito a coltivazione del vigneto, degli ortaggi, delle piante officinali, delle piante odorose e aromatiche e da piante da frutto.
Fu soppresso da Napoleone nel 1806 e abbandonato dai religiosi il 27 settembre. Aveva una sua chiesa, restaurata nel 1561 e consacrata nel 1582, con cinque altari con opere d'arte di Donato Veneziano, del Tiziano, del Veronese, di Alvise Benfatto, di Palma il Giovane, di Marco Vecelli e un coro intagliato nel 1583 da Girolamo da Feltre, ceduto nel 1809 per trenta soldi. La chiesa soppressa fu demolita, come tante altre in Venezia, nel 1809.

### Soppressione napoleonica
Anche questa basilica venne depredata con le soppressioni napoleoniche. Il 12 maggio 1810 viene soppressa la comunità religiosa dei Frari (dei Frati Minori Conventuali) e la chiesa diventa parrocchia comprendente le vicine chiese di religiosi (San Stin, San Tomà, San Polo, San Agostin), affidata ai preti diocesani.
Nel 1922 il Patriarca Pietro La Fontaine, essendosi dimesso per anzianità l'ultimo parroco diocesano, mons. Paolo Pisanello, ottenne da Roma il passaggio della parrocchia all'ordine dei Frati Minori Conventuali della provincia patavina.

## Altre immagini

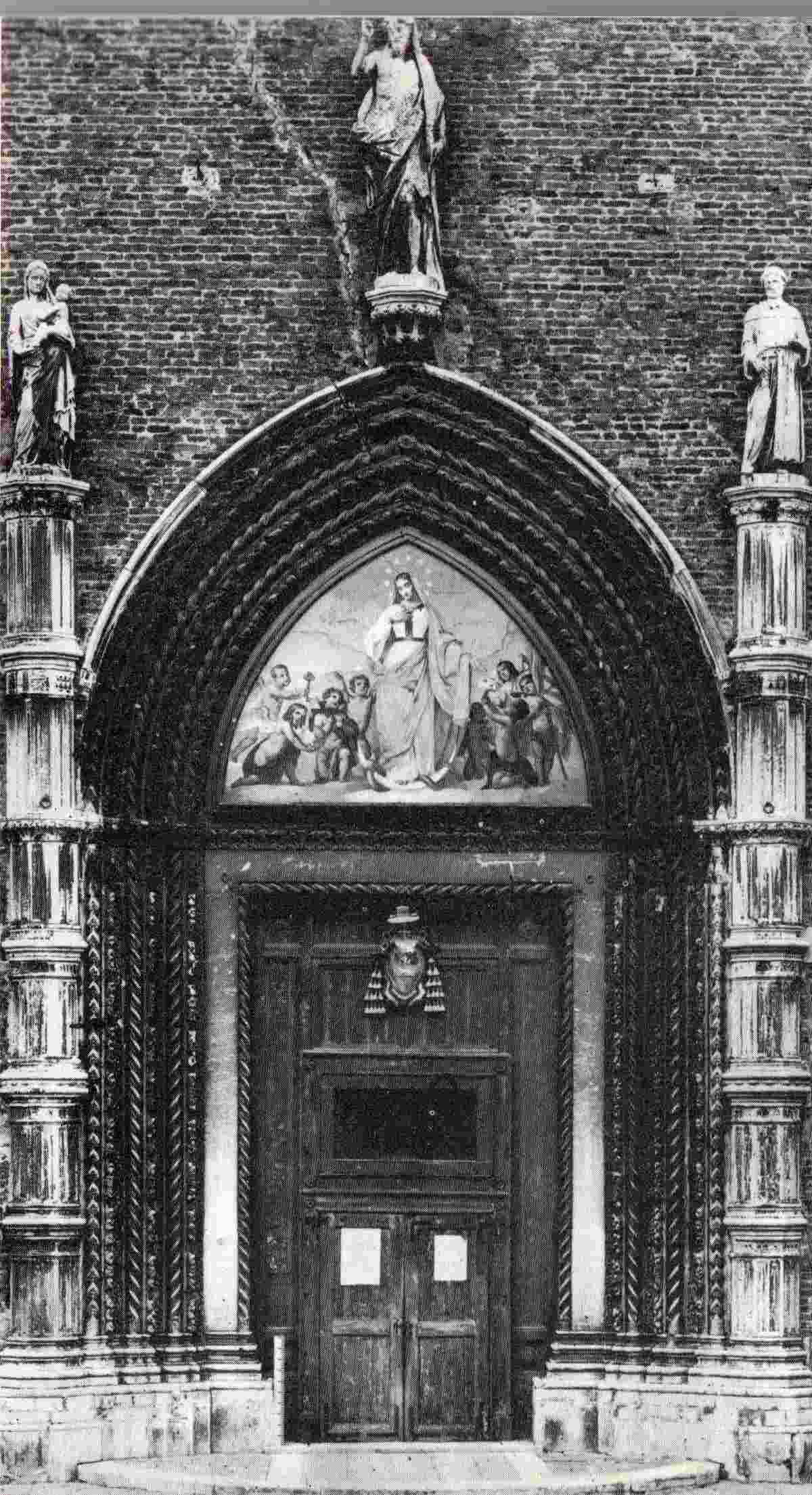
Frari inizi Novecento
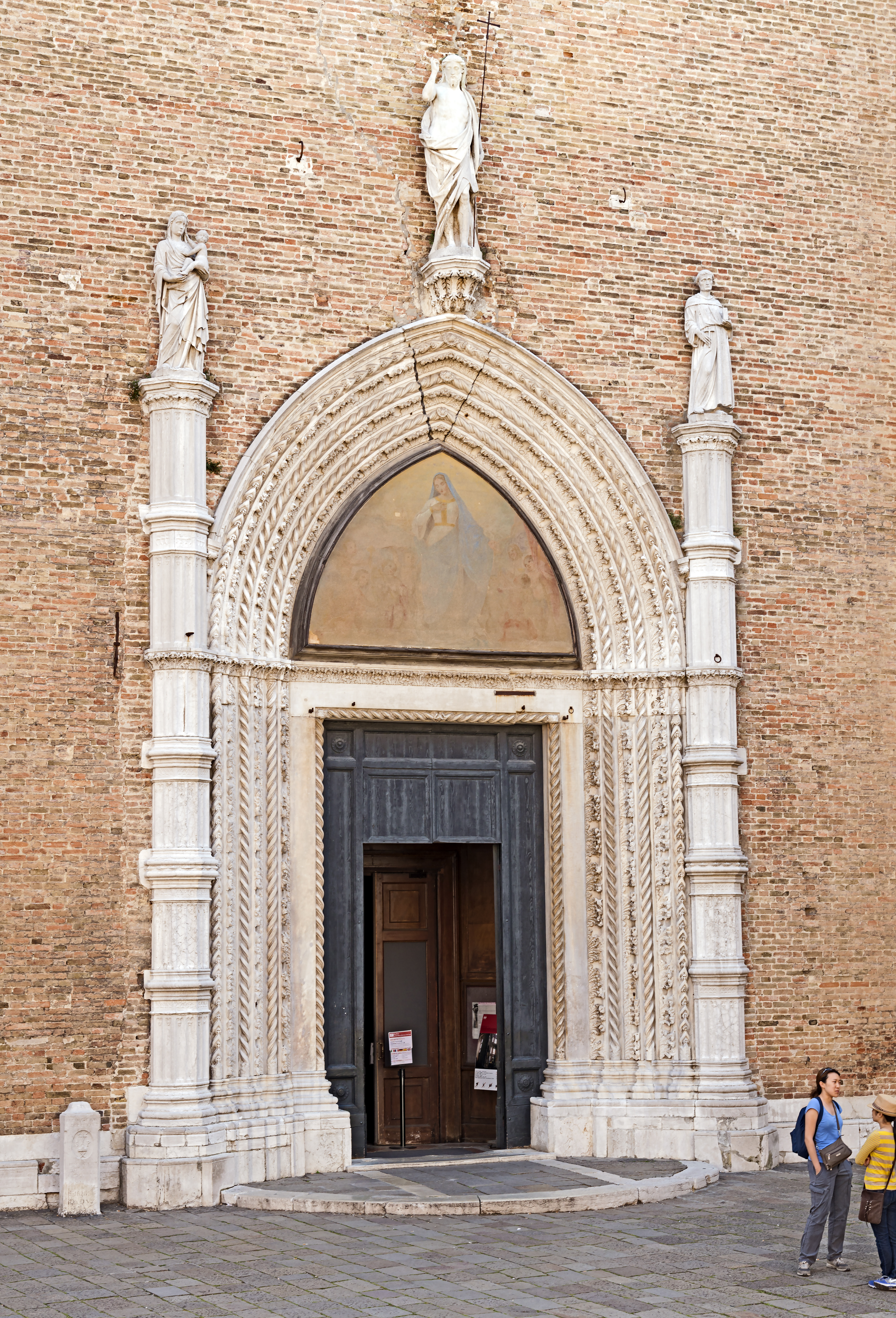
Portale principale sulla facciata.
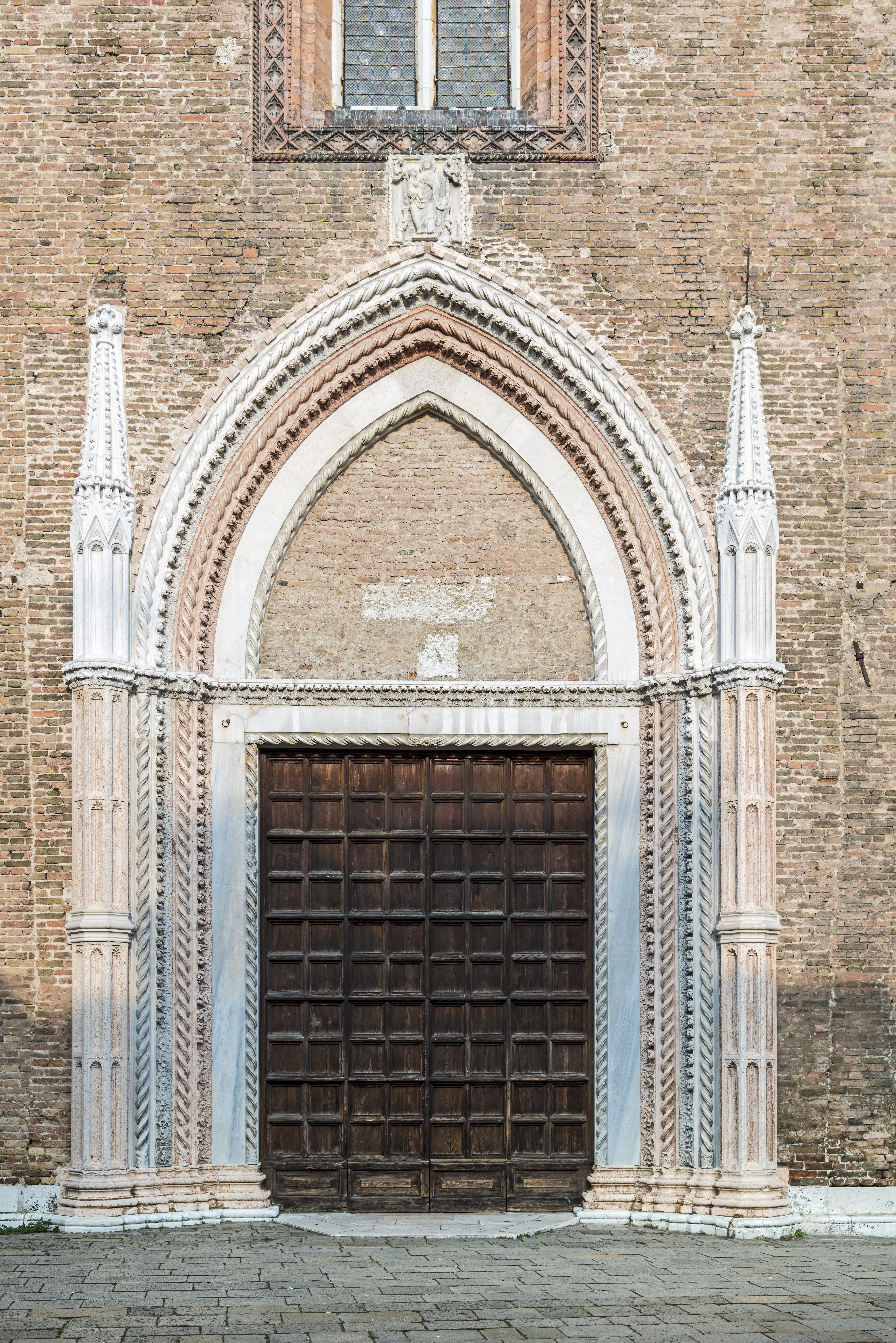
Portale laterale della navata
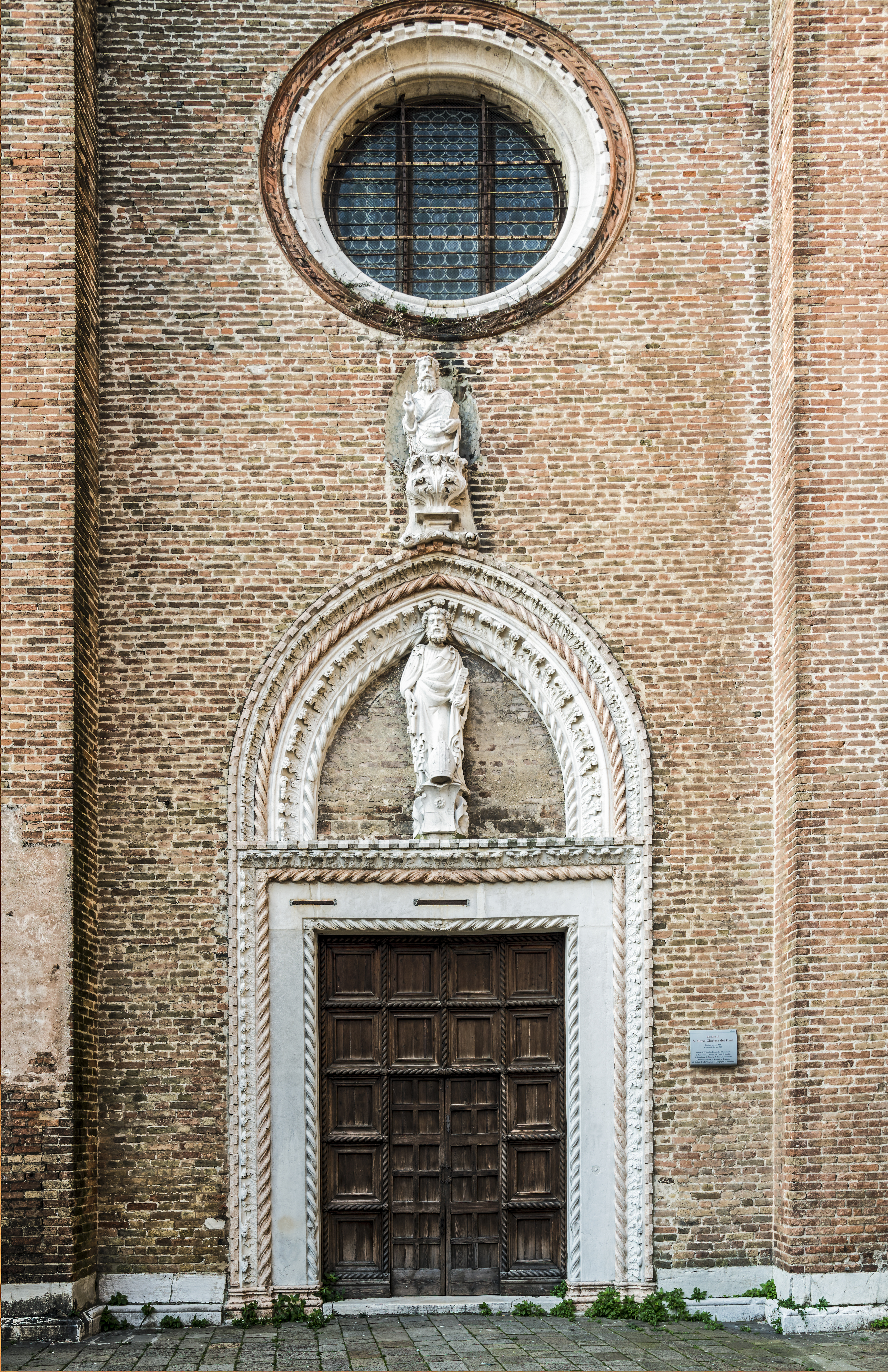
Porta della cappella Emiliani
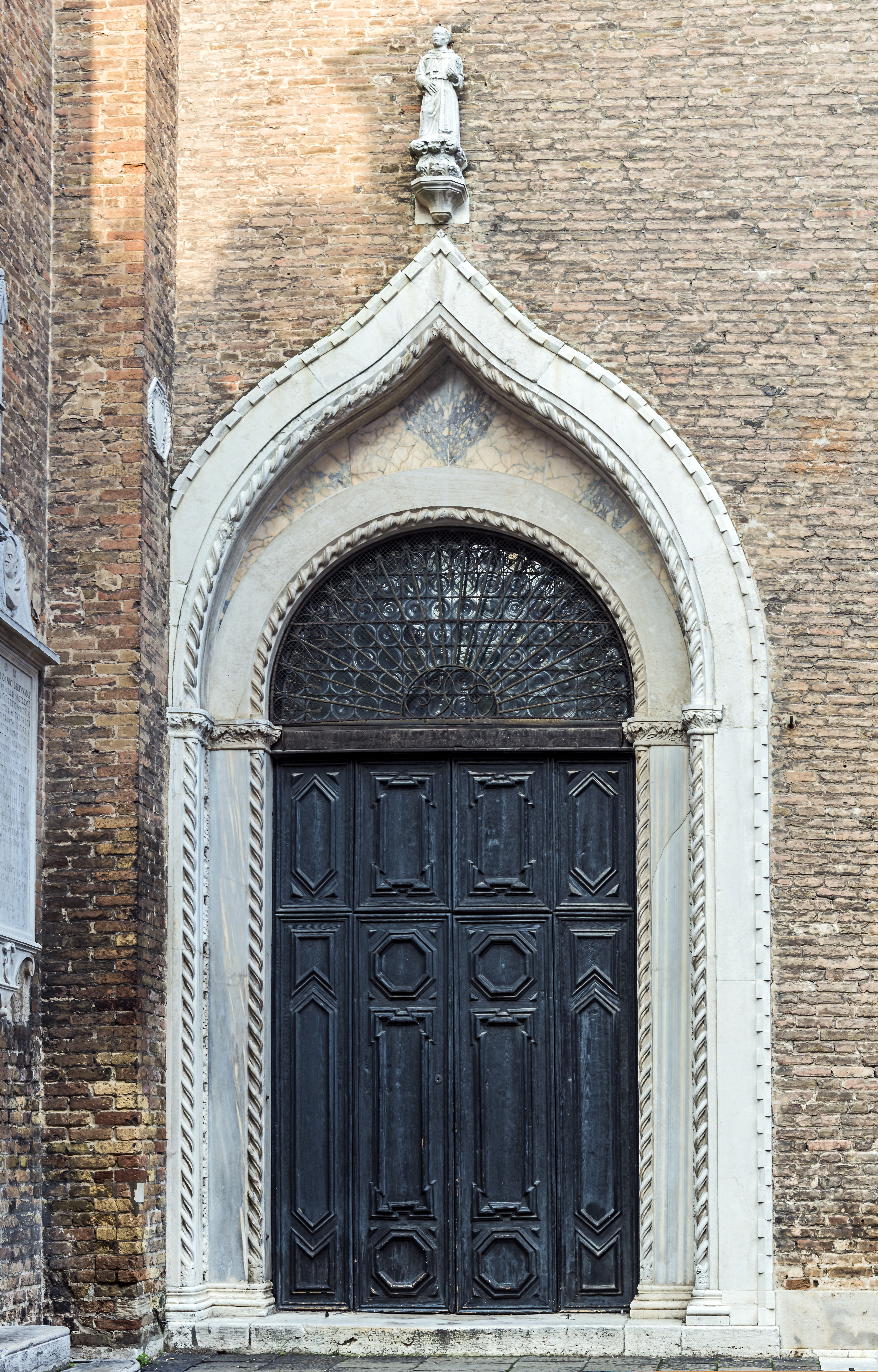
Porta laterale del transetto sinistro
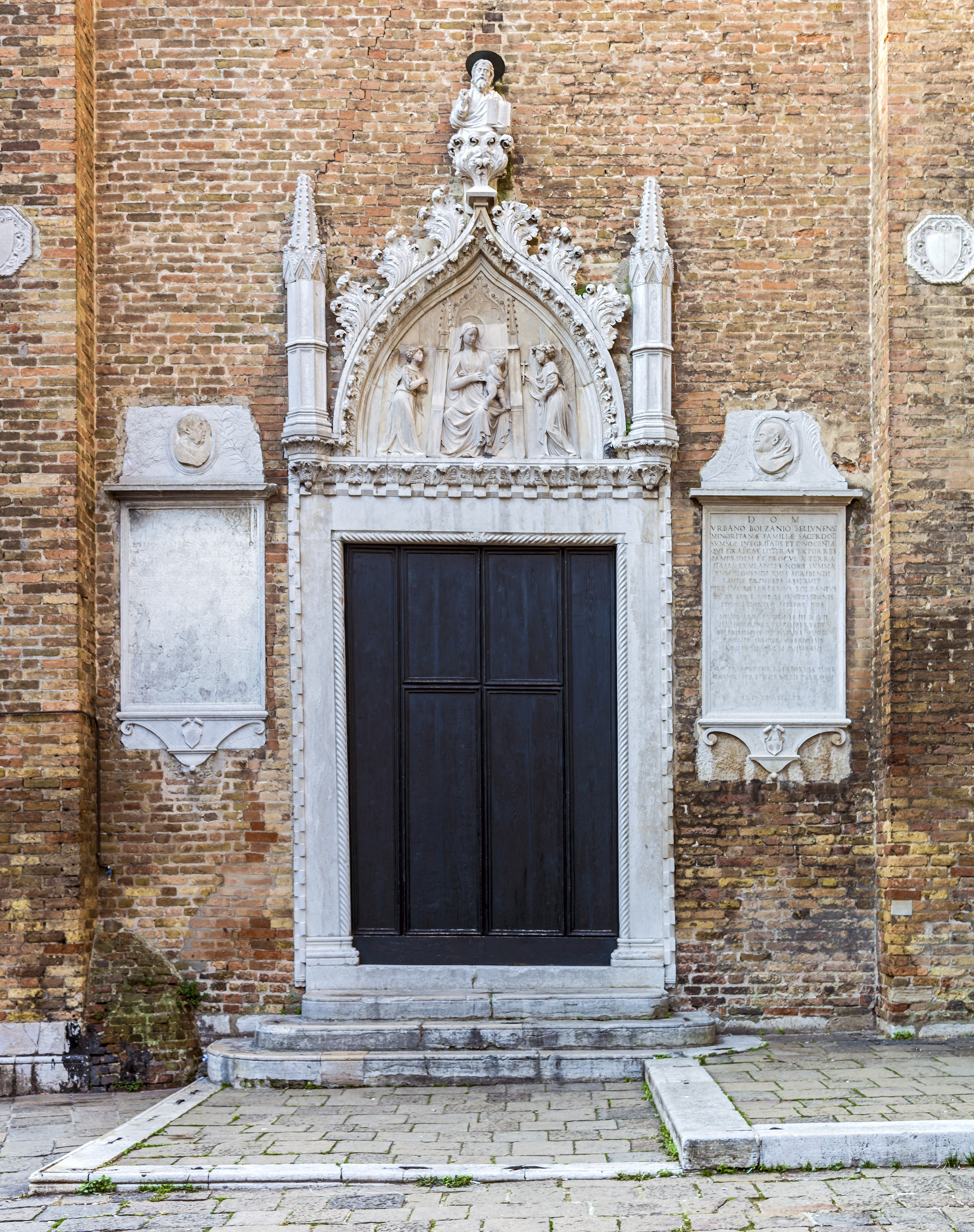
Porta laterale della cappella Corner
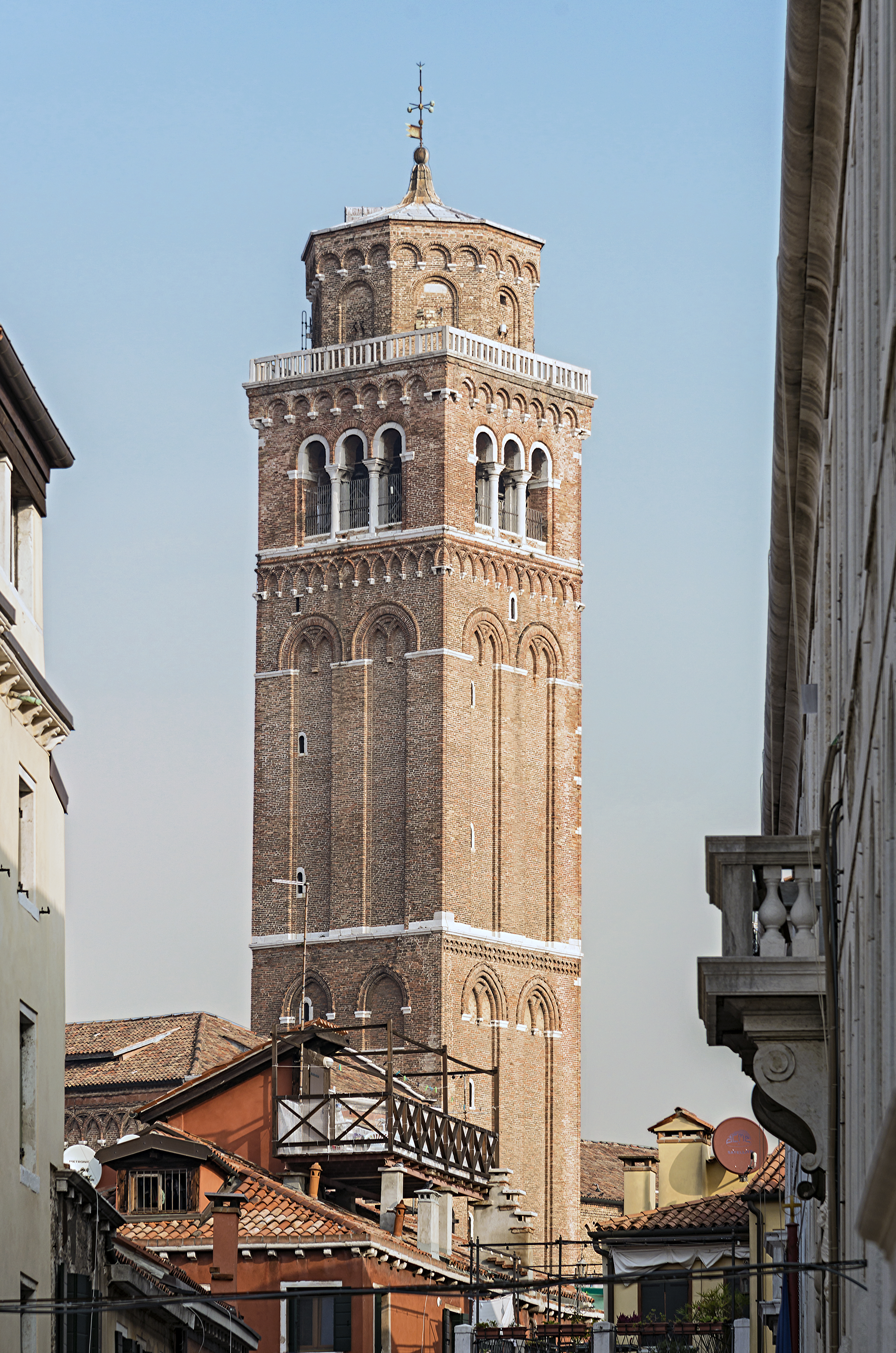
Il campanile
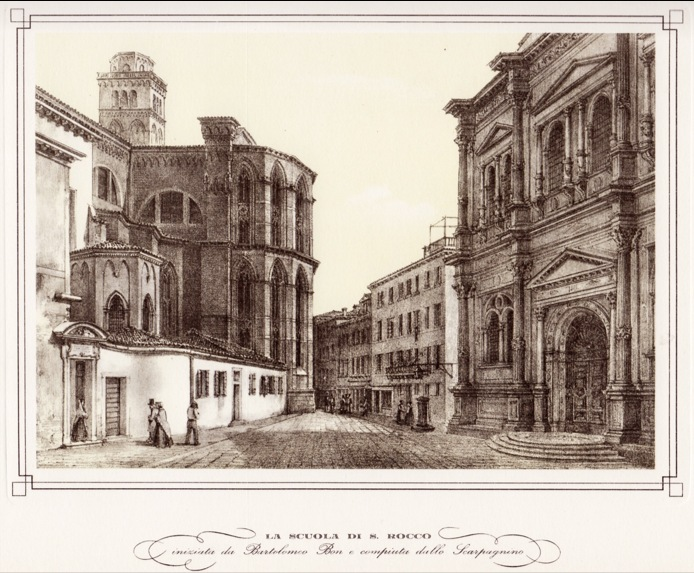
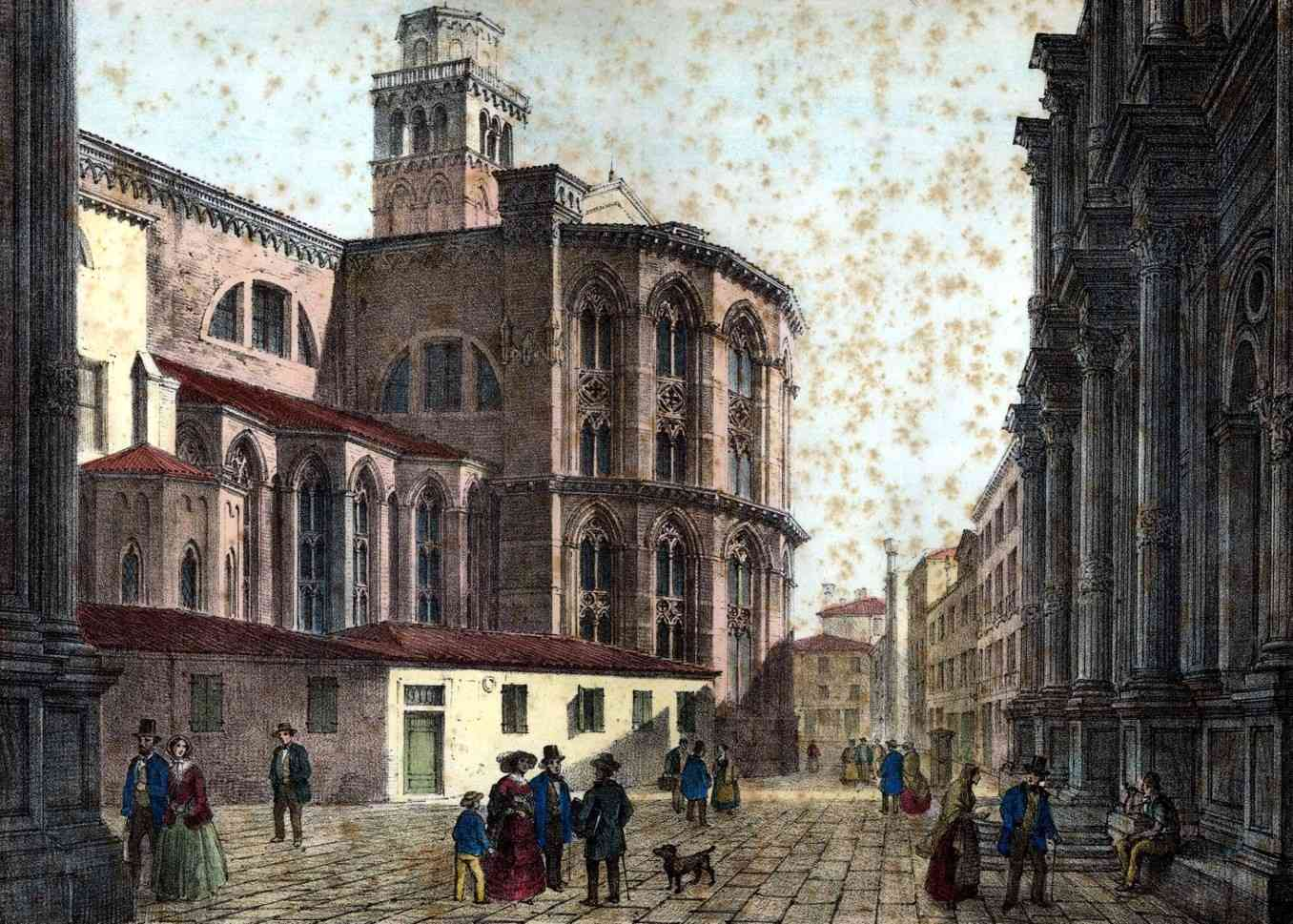
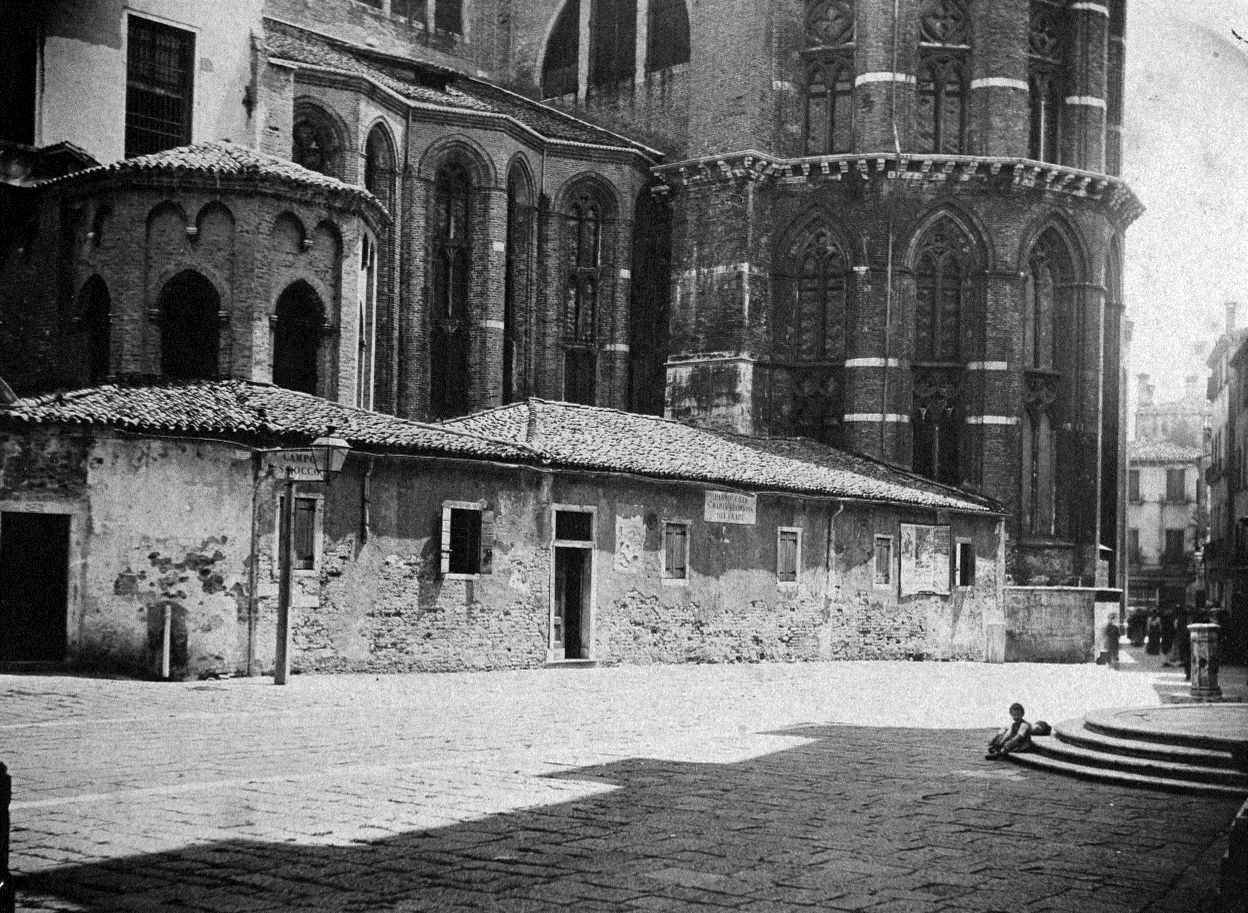
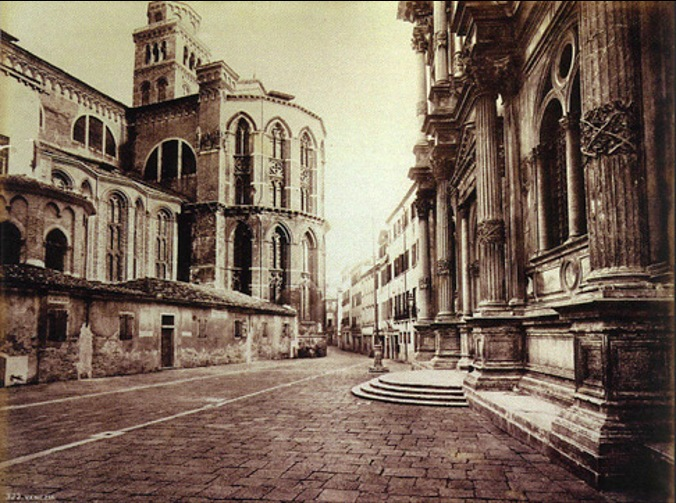
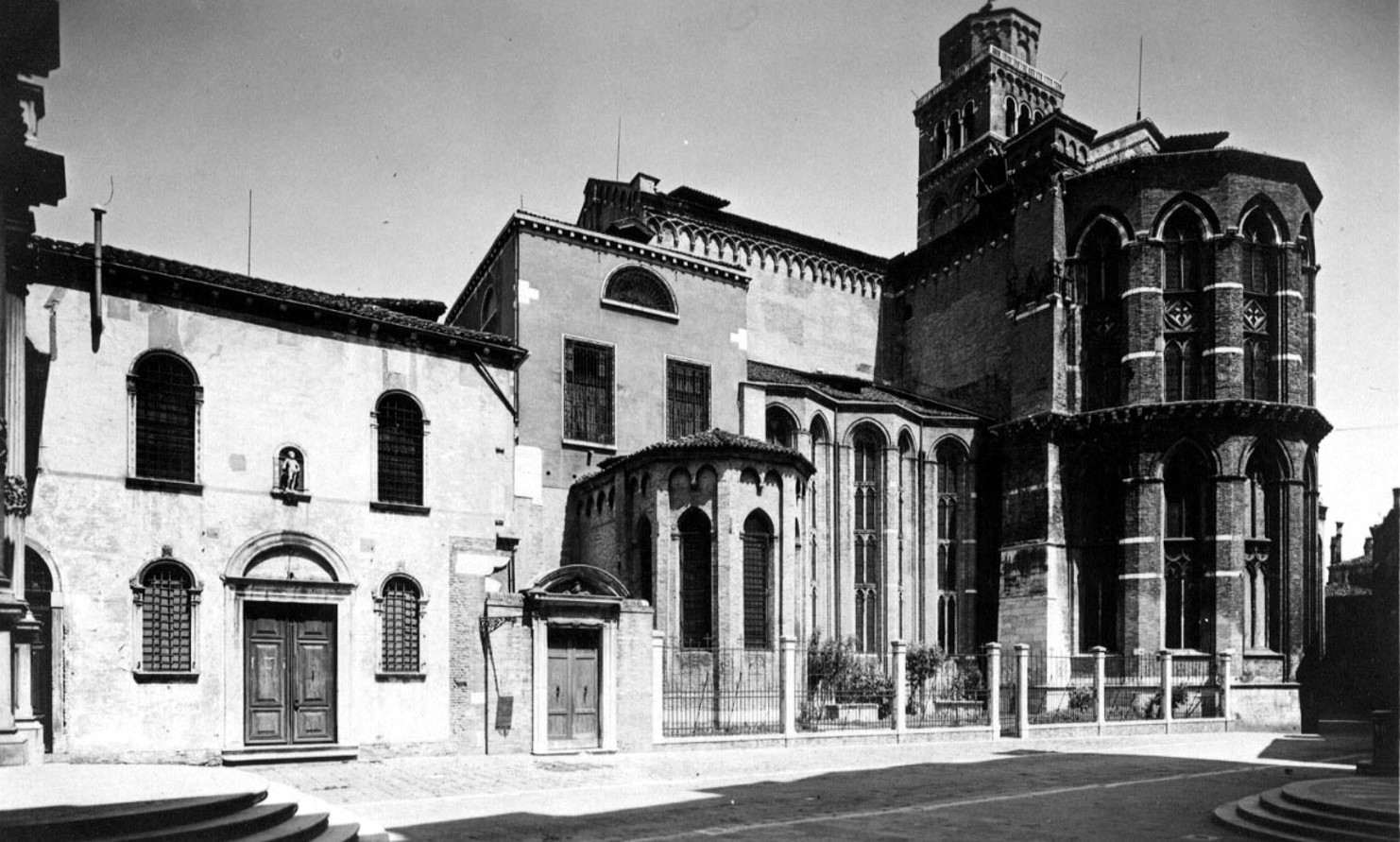
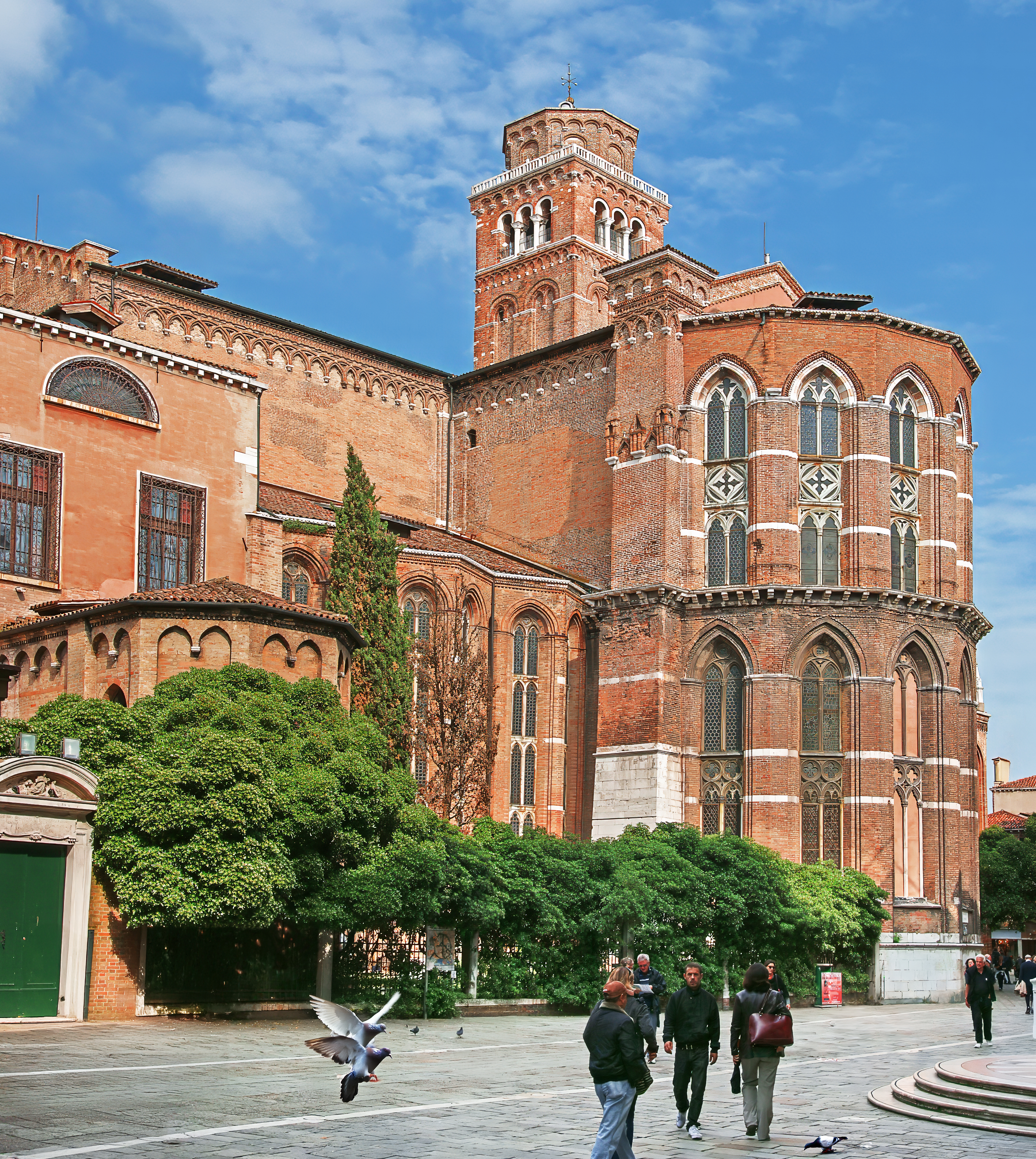
Abside
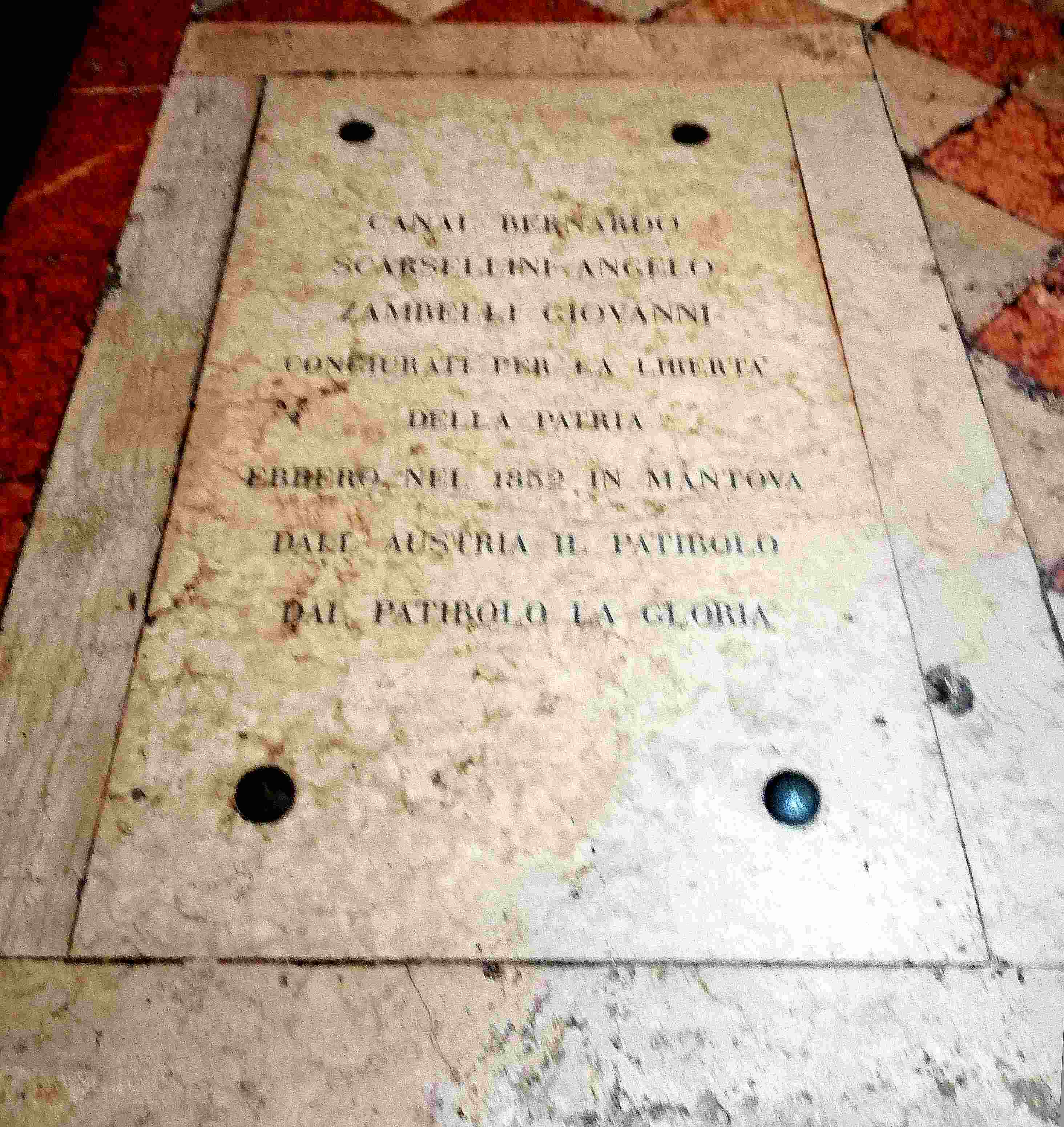
Tomba Scarsellini, Canal, Zambelli (Martiri di Belfiore)